# Echinoidea
Échinoïdes, Échinides, Oursins
«  Oursin » redirige ici. Pour les autres significations, voir Oursin (homonymie).
Classe
Les Oursins sont un groupe d'animaux marins, formant la classe des Echinoidea au sein de l'embranchement des échinodermes. Ils sont aussi appelés par les scientifiques Échinoïdes ou Échinides.
Ce sont des invertébrés de forme arrondie au corps recouvert de piquants, ce qui leur vaut d'être parfois désignés, par analogie, par l'expression populaire de hérissons de mer et plus rarement par l'expression vieillie de châtaignes de mer.
Comme leurs proches parents les concombres de mer et les étoiles de mer, ces organismes benthiques à l'état adulte ont une larve planctonique.

## Morphologie
L'allure générale d'un oursin est classiquement celle d'une sphère sombre de 5 à 10 cm de diamètre, densément recouverte de piquants (plutôt que d'« épines ») durs et pointus : c'est la raison pour laquelle on les appelle parfois « châtaignes de mer », ou « hérissons de mer ».
La couleur de l'animal est très variable : elle peut aussi bien être noire que blanche, brune, pourpre, verte, rouge ou encore multicolore. Certaines espèces venimeuses signalent ainsi leur dangerosité aux prédateurs potentiels en arborant des robes très voyantes (oursin de feu, oursin fleur, oursin rouge...). D'autres arborent plutôt des couleurs de camouflage (noir, brun, vert ou encore beige, suivant le substrat).
La plupart des espèces présentent des tailles allant de 5 à 10 cm de diamètre, mais certaines espèces tropicales ou abyssales peuvent dépasser 30 cm. L’Oursin rouge géant est, devant l'oursin melon, la plus grande espèce littorale connue, mesurant jusqu'à 20 cm sans les piquants, et elle peut vivre plus de 100 ans ; le record semble tenu par Sperosoma giganteum avec un diamètre moyen du test autour de 32 cm. Cependant, piquants compris, les plus grosses espèces sont à chercher chez les oursins-lances ou les oursins-diadèmes, l'espèce Diadema setosum pouvant avoir des piquants de plus de 30 cm de long pour un test de 10 cm de diamètre, soit un diamètre total approchant les 70 cm.
La plupart des espèces sont caractérisées par les piquants qui protègent la carapace (appelée « test ») : ceux-ci, appelés « radioles », sont articulés à leur base et servent aussi bien à la locomotion qu'à la défense. Ils sont généralement longs et fins, de section ronde ; cependant l'évolution a donné naissance à une grande variété de tailles et de formes dans les radioles, en fonction de l'écologie de l'espèce - et ce depuis les périodes les plus reculées. Ainsi certaines espèces ont des radioles extrêmement longues (chez les genres Diadema ou Cidaris par exemple), d'autres très courtes (comme Sphaerechinus) voire en duvet (notamment chez les oursins fouisseurs du groupe des Irregularia), d'autres encore en forme de baguettes épaisses (Heterocentrotus, Phyllacanthus) ou même en forme d'écailles (Colobocentrotus) ou de massues (Tylocidaris), voire encore plus complexes (Prionocidaris, Psychocidaris, Goniocidaris, Plococidaris, Chondrocidaris...). De nombreuses espèces ont aussi deux types de radioles différentes, appelées « primaires » (les plus longues) et « secondaires » (plus parfois des « miliaires »), plus ou moins différenciées : cela est particulièrement visible chez l'oursin à doubles piquants, par exemple. Leur densité et leur répartition sur le corps peuvent également varier (les Cidaroida ont des radioles primaires très clairsemées), avec parfois des zones nues (comme chez le genre Astropyga ou la famille des Temnopleuridae). Enfin, certaines espèces sont presque dépourvues de piquants : c'est notamment le cas de certaines espèces vivant enterrées dans le sable (comme certains Gnathostomata).
Comme le reste des membres du phylum des échinodermes, les oursins présentent un test calcaire et un corps à structure dite pentaradiée (symétrie radiale d'ordre 5) : leur corps est ainsi structuré en deux fois cinq colonnes radiales de plaques, partant de l'apex pour s'élargir à l'ambitus (l'« équateur » de l'oursin) et rétrécir à nouveau en direction de la bouche. L'animal ne présente pas de faces « ventrale » et « dorsale » (typiques des bilatériens chordés) mais une face orale (inférieure, où se trouve la bouche) et une face aborale (supérieure, où se trouve l'anus). Il n'a donc pas non plus de tête, les systèmes digestif, circulatoire et nerveux étant tous répartis en cinq branches symétriques courant le long de la paroi interne du test. Seul l'appareil apical (situé au sommet du test) ne respecte pas complètement cette symétrie : il est composé de deux fois cinq plaques disposées en étoile dont 4 portent des gonopores et l'autre la madréporite (gros organe filtreur), laissant un orifice au centre où se trouve l'anus. Chez les oursins dit « réguliers » la bouche (appelée péristome) est située au centre de la face orale de l'animal, directement en contact avec le substrat, et le système apical à l'opposé, à l'« apex » de la face aborale (soit au sommet de l'animal). En revanche chez les oursins irréguliers (qui sont pour la quasi-totalité des espèces fouisseuses), la bouche et/ou l'anus peuvent avoir migré vers un côté du test pour former un « avant » opposé à un « arrière », qui constitueront le sens privilégié dans la locomotion de l'animal sur (ou dans) le sable (mais le reste de l'appareil apical conserve globalement sa place).
Les oursins fouisseurs dits « irréguliers » ont pour la plupart adopté une forme aplatie (d'ovoïde à discoïdale) qui leur permet d'évoluer plus facilement dans le sable : c'est notamment le cas des oursins plats de l'ordre des Clypeasteroida, en forme de pièce de monnaie, dont certains portent des perforations appelées « lunules », tandis que la solidité du corps est assurée par des piliers internes. De nombreux spatangoïdes comme les Loveniidae sont pour leur part en forme de cœur. Quelques genres abyssaux ont même évolué vers des formes à peine reconnaissables, comme les Pourtalesiidae, en forme de bouteille.
Le corps plus ou moins arrondi de l'animal est toutefois toujours divisé en 10 sections radiaires (les « radius » ou « méridiens »), aires alternativement dites « ambulacraires » et « interambulacraires », qui convergent du pôle aboral vers le pôle oral. Cinq de ces sections, les zones ambulacraires, sont généralement plus étroites et portent des doubles rangées de petits tentacules à collants appelés podia ou podions : ils n'atteignent pas la bouche chez les irréguliers, où les ambulacres fortement modifiés forment généralement une sorte de fleur à 5 pétales sur la face aborale. Le test est formé de plaques emboitées et plus ou moins soudées appelées « assules », composées d'un épiderme externe cilié très fin recouvrant un derme entièrement calcifié, qui constituent le « squelette » de l'animal.
À l'intérieur du test se trouvent différents organes : tout d'abord chez la plupart des espèces non-filtreuses la bouche complexe (appelée lanterne d'Aristote) pourvue de cinq puissantes dents effilées, puis le système digestif, le système nerveux (qui se sépare en cinq canaux tapissant le test et se rejoignant autour de la bouche et de l'apex), et enfin le système aquifère, lui aussi divisé en cinq parties, qui permet de réguler la pression hydrostatique de l'animal à partir de la plaque madréporitique. L'élément le plus visible est généralement l'appareil reproducteur (les « gonades »), tapissant la moitié aborale de l'intérieur du test de cinq masses charnues généralement orange ou rouge vif (la couleur varie selon l'espèce, la saison et le sexe), couleur à laquelle il doit son nom vernaculaire de « corail ».

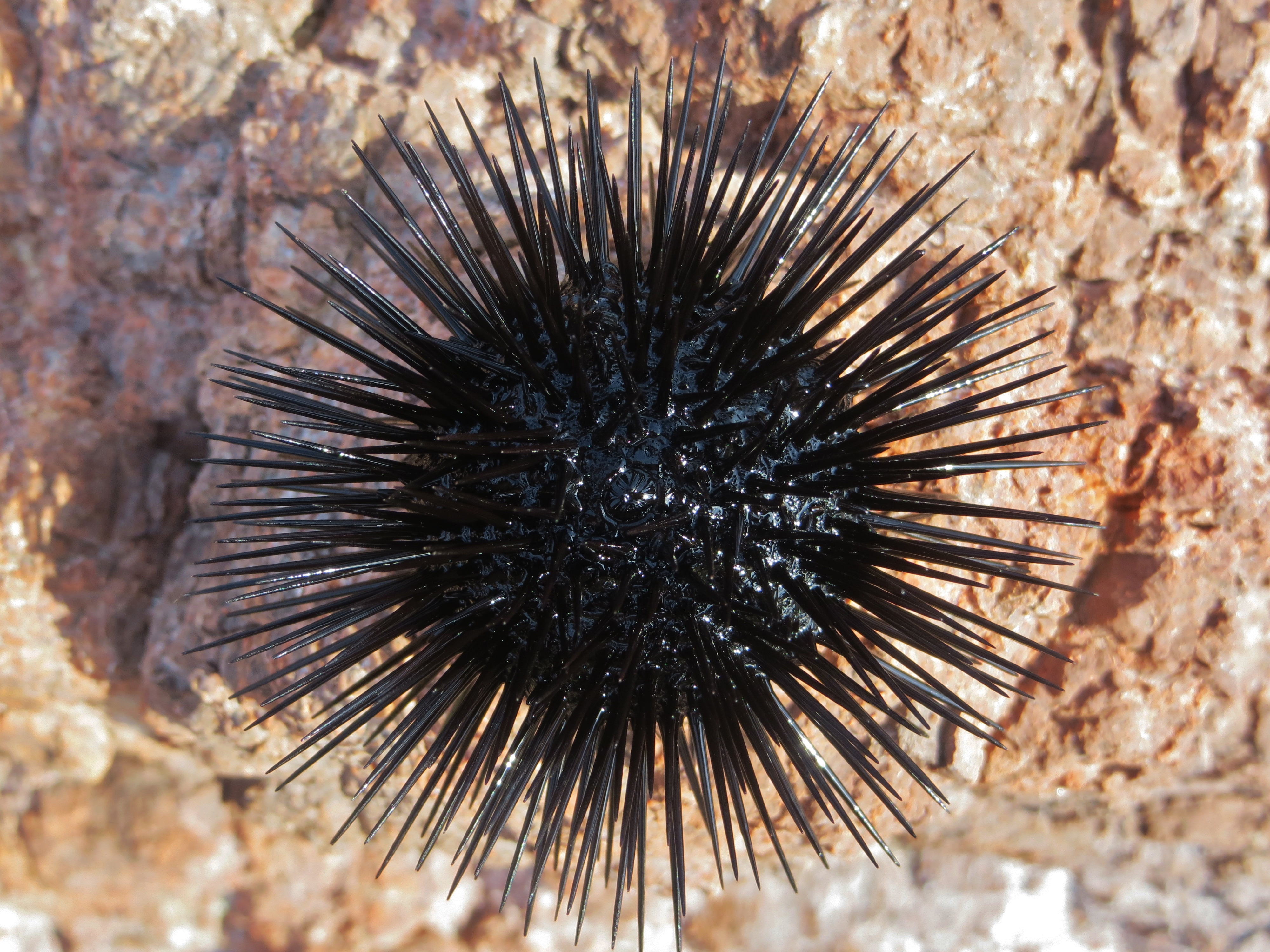
Oursin noir (Arbacia lixula).
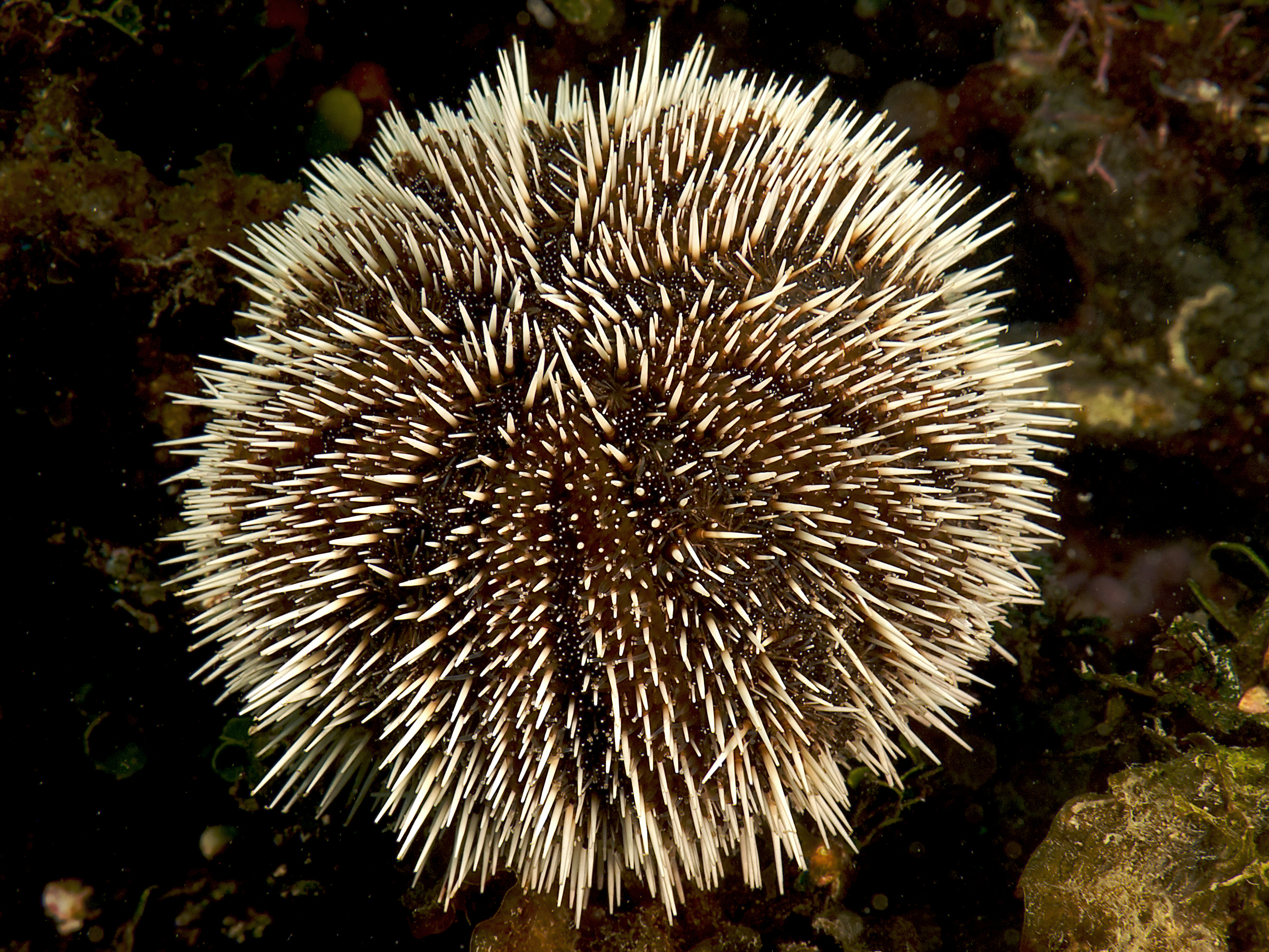
Oursin blanc (Tripneustes ventricosus).
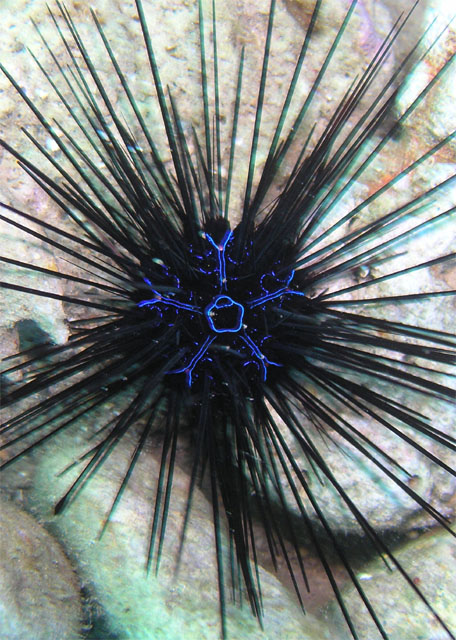
Oursin-diadème de Savigny (Diadema savignyi).
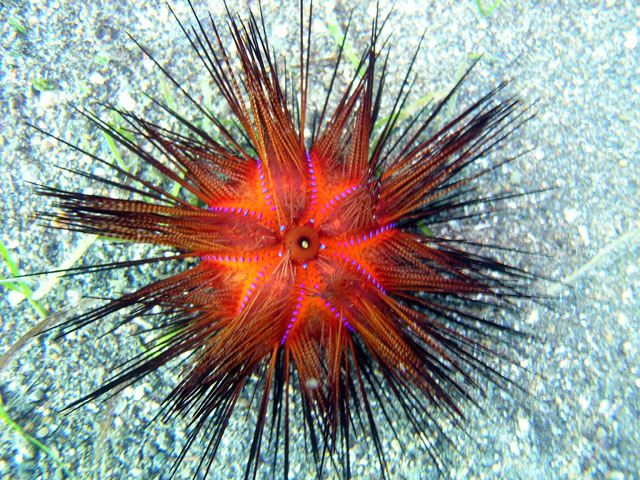
Oursin rouge (Astropyga radiata).
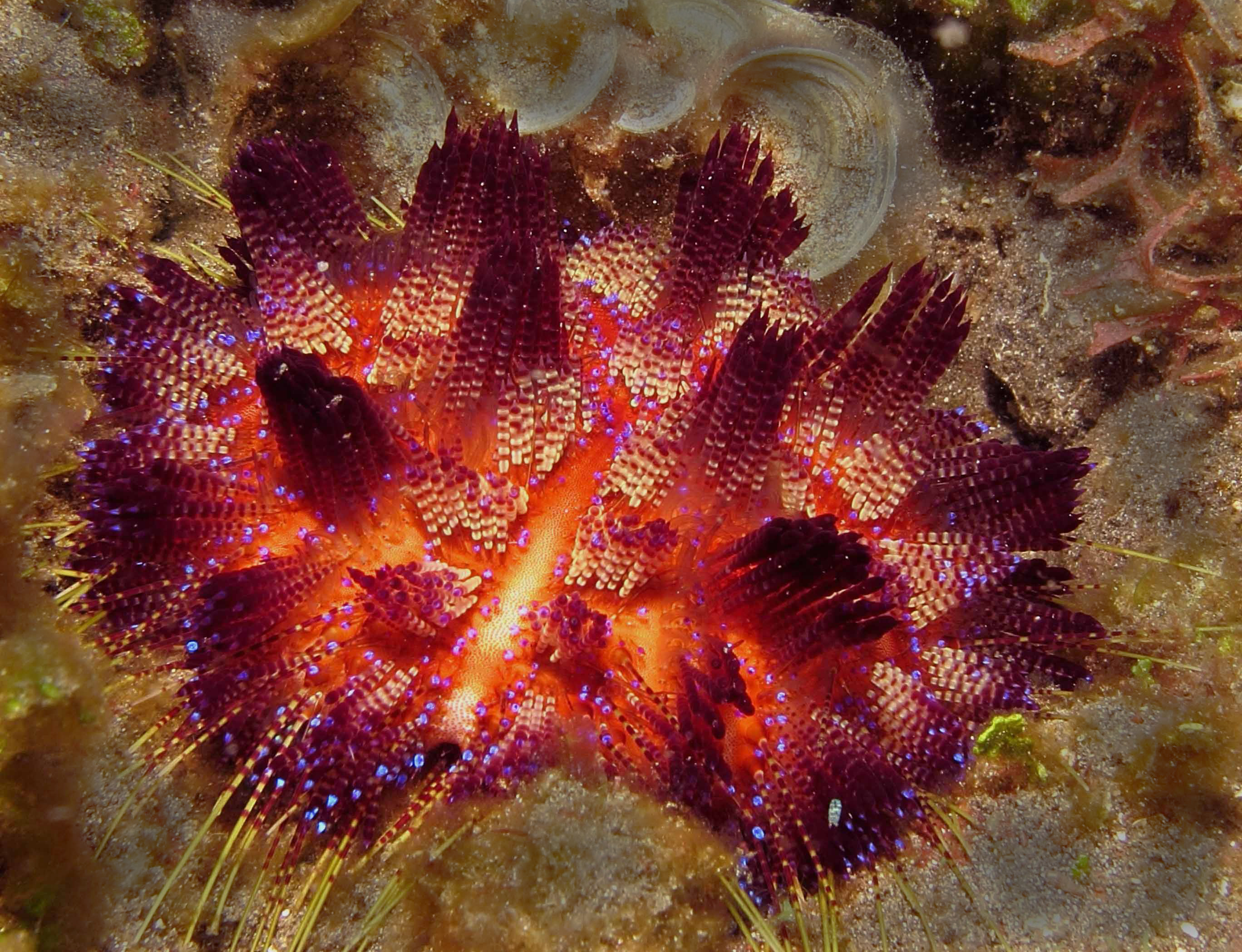
Oursin de feu (Asthenosoma varium).
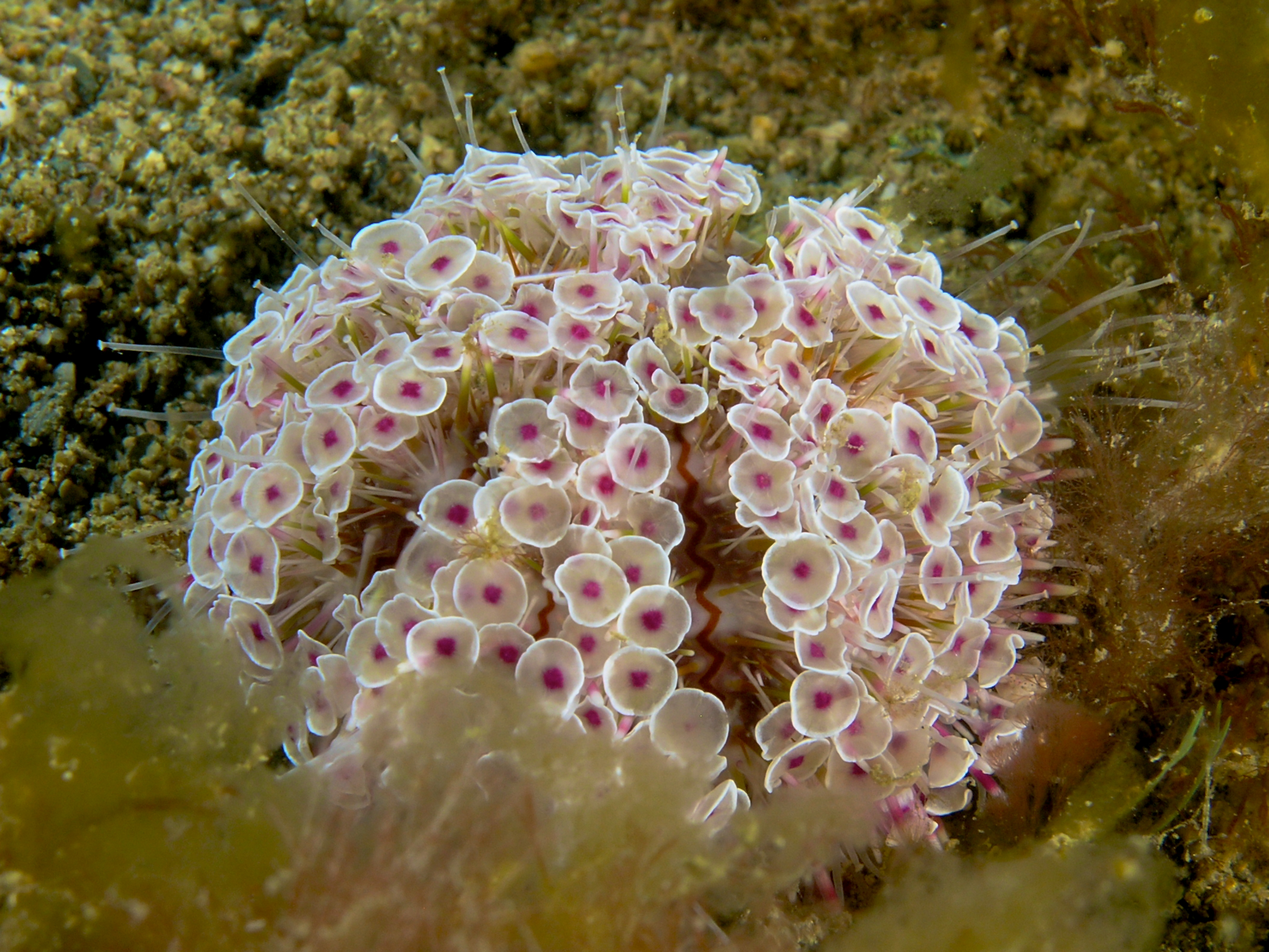
Oursin fleur (Toxopneustes pileolus).
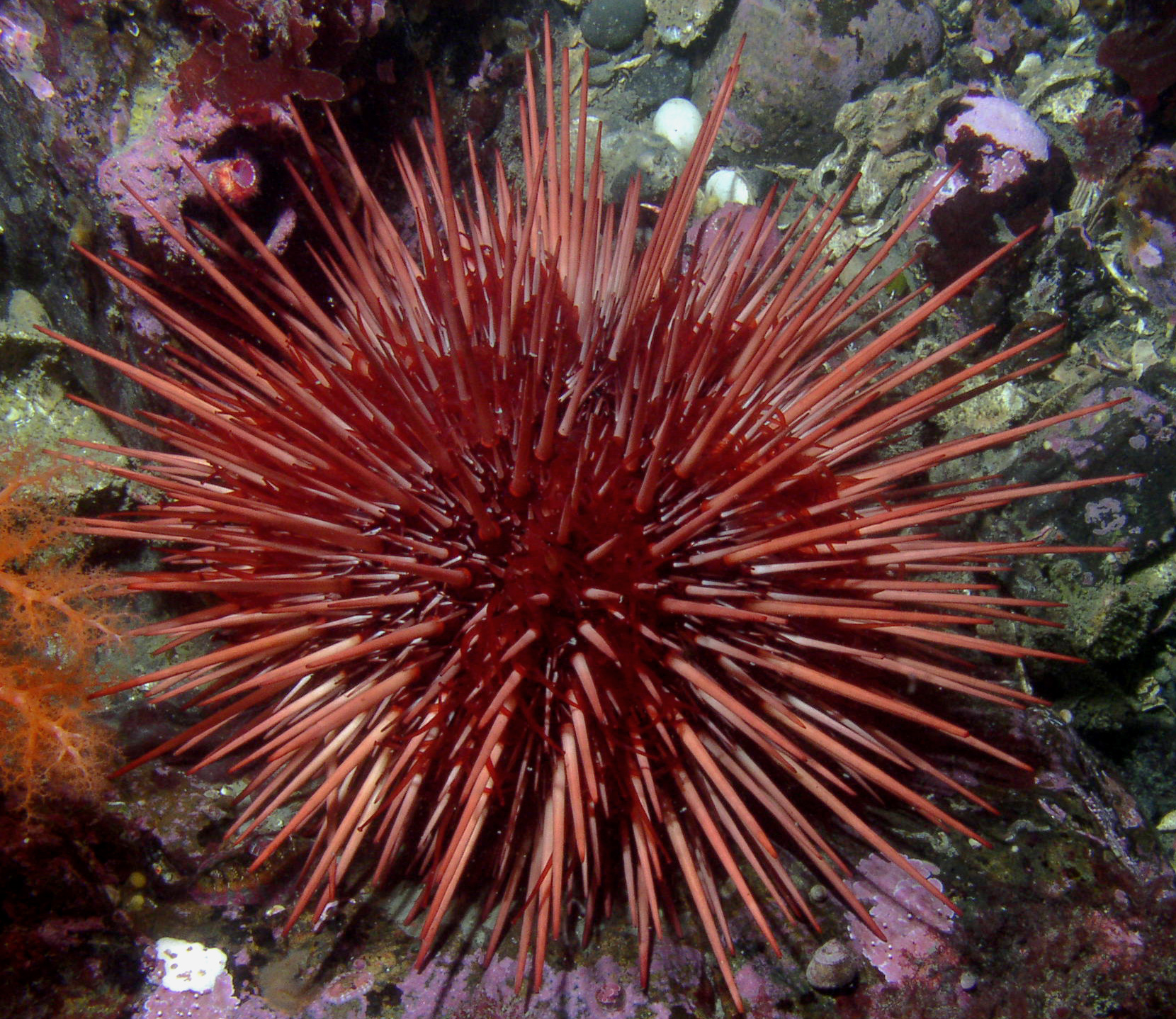
Oursin rouge géant (Strongylocentrotus franciscanus).
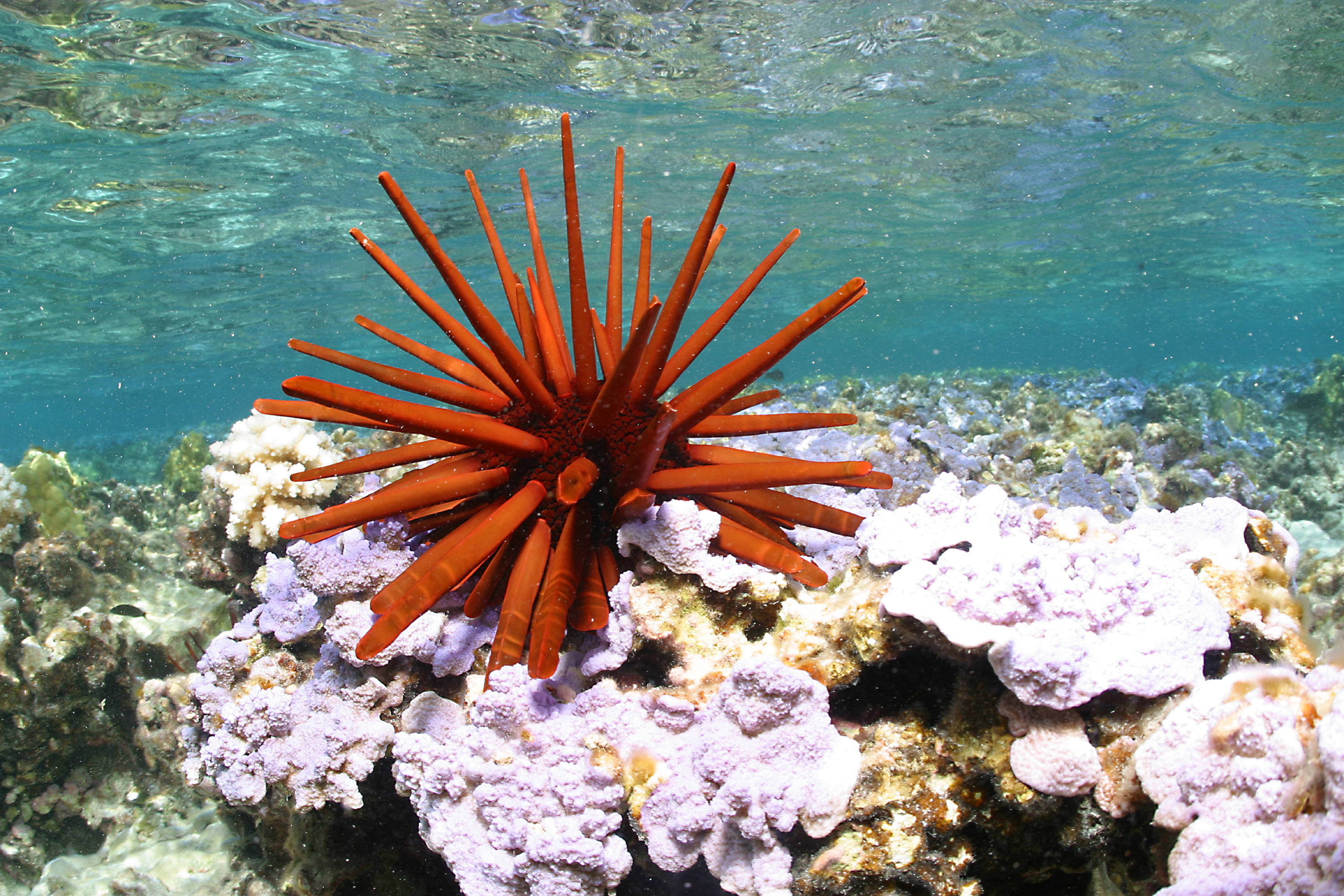
Oursin crayon (Heterocentrotus mammillatus).
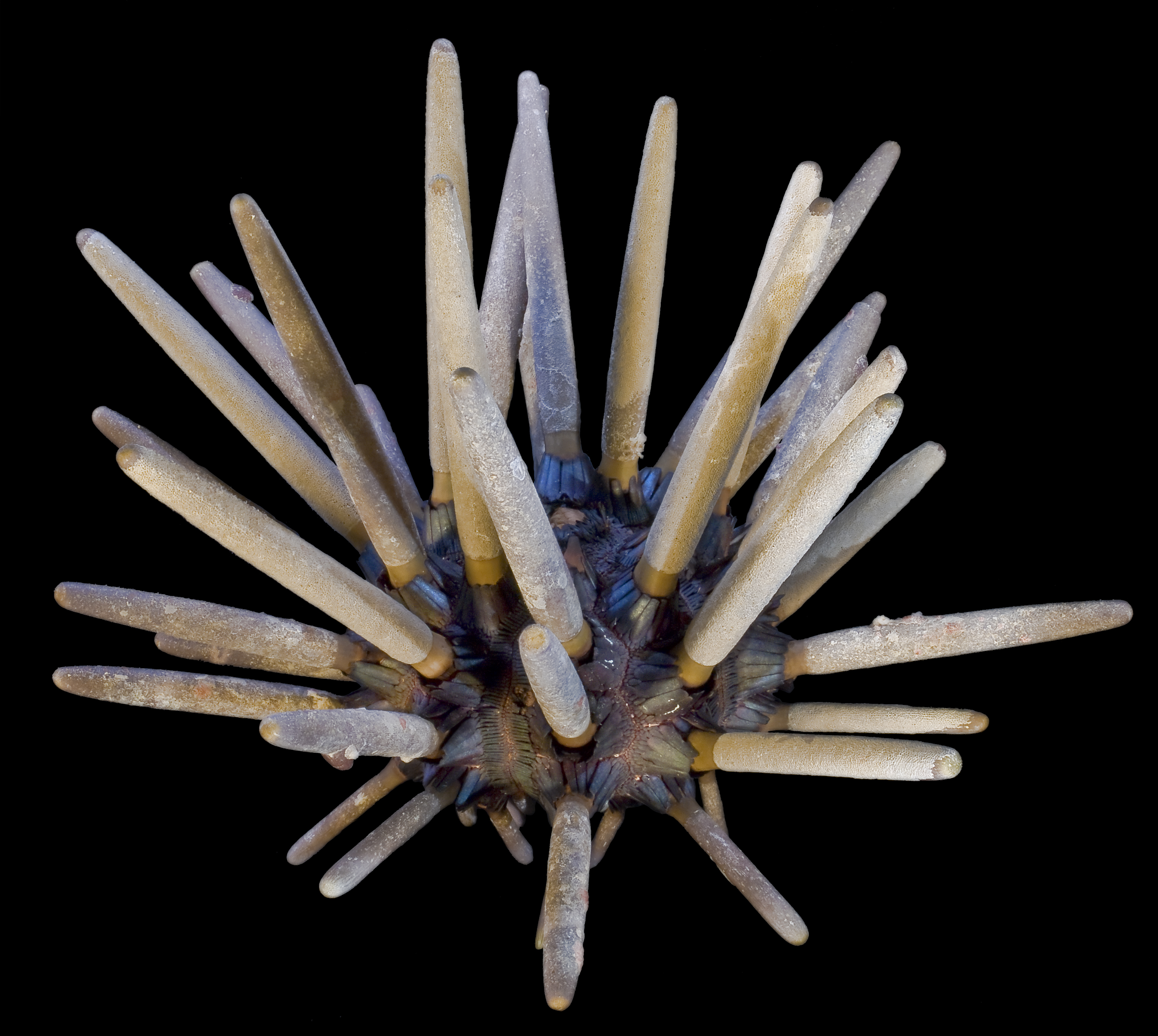
Oursin baguette (Phyllacanthus imperialis).
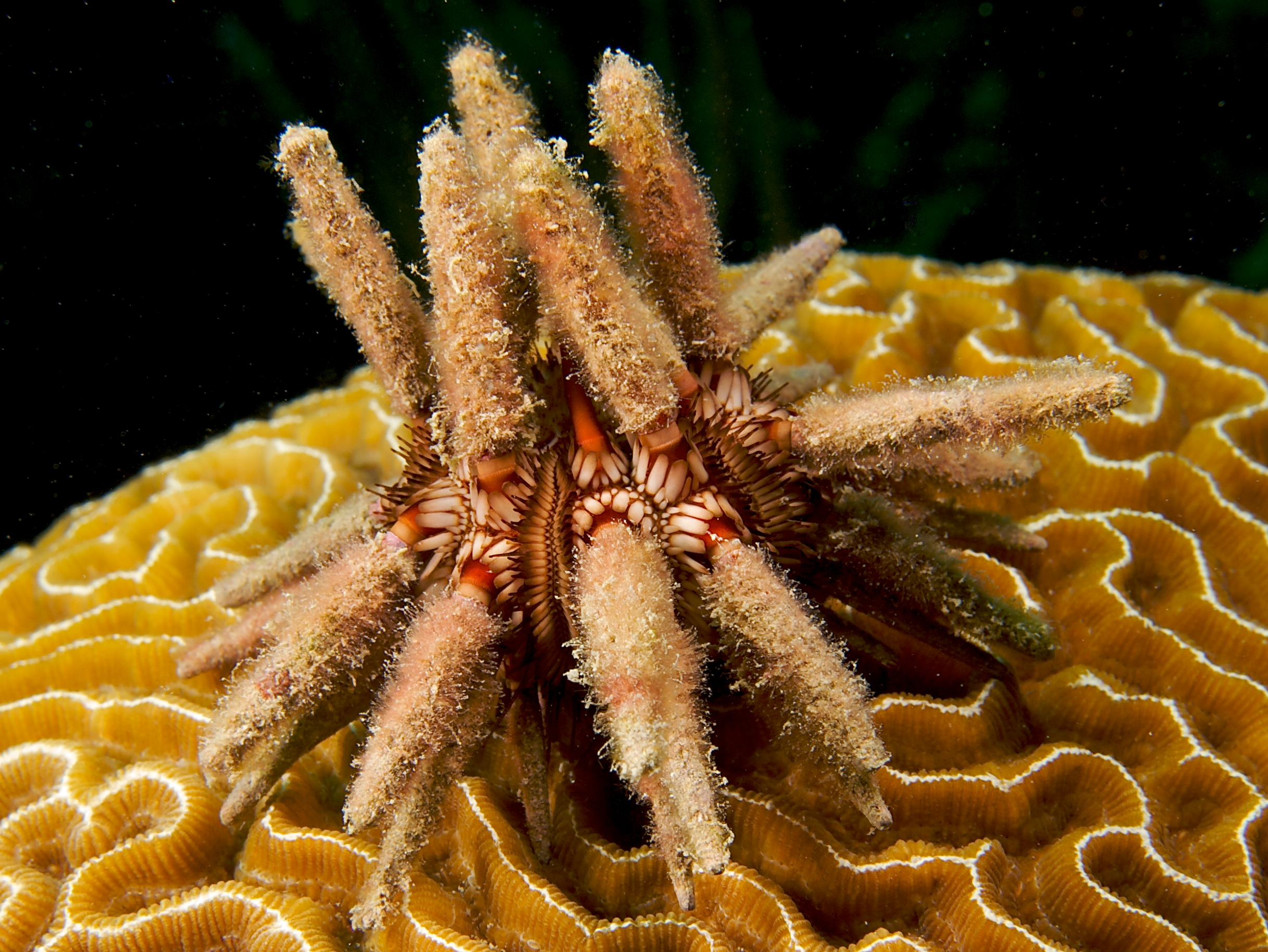
Oursin-lance (Eucidaris tribuloides).
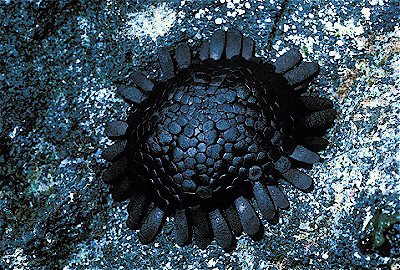
Oursin tortue (Colobocentrotus atratus).
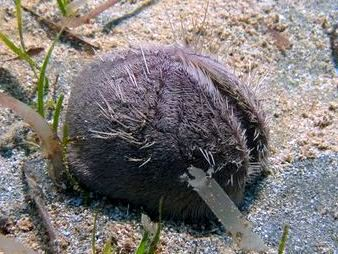
Oursin cœur (Spatangus purpureus).
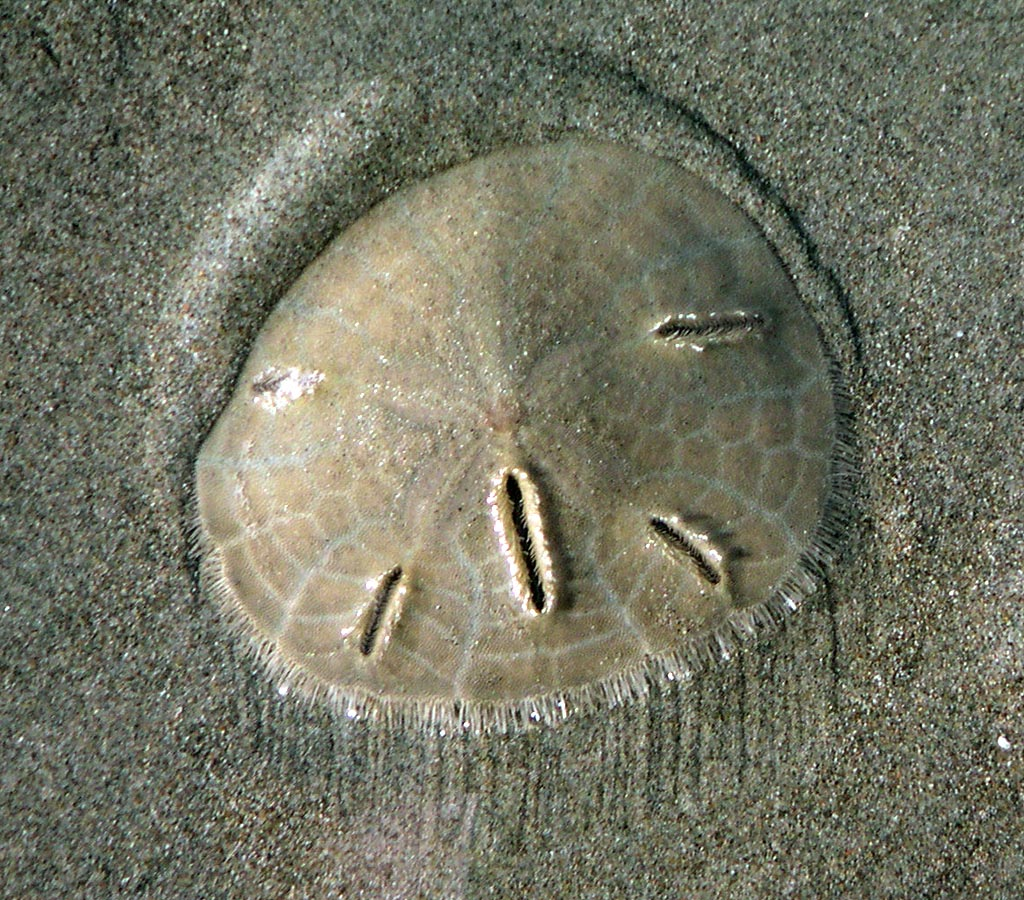
Oursin plat, ou « dollar des sables » (Mellita longifissa).

## Physiologie

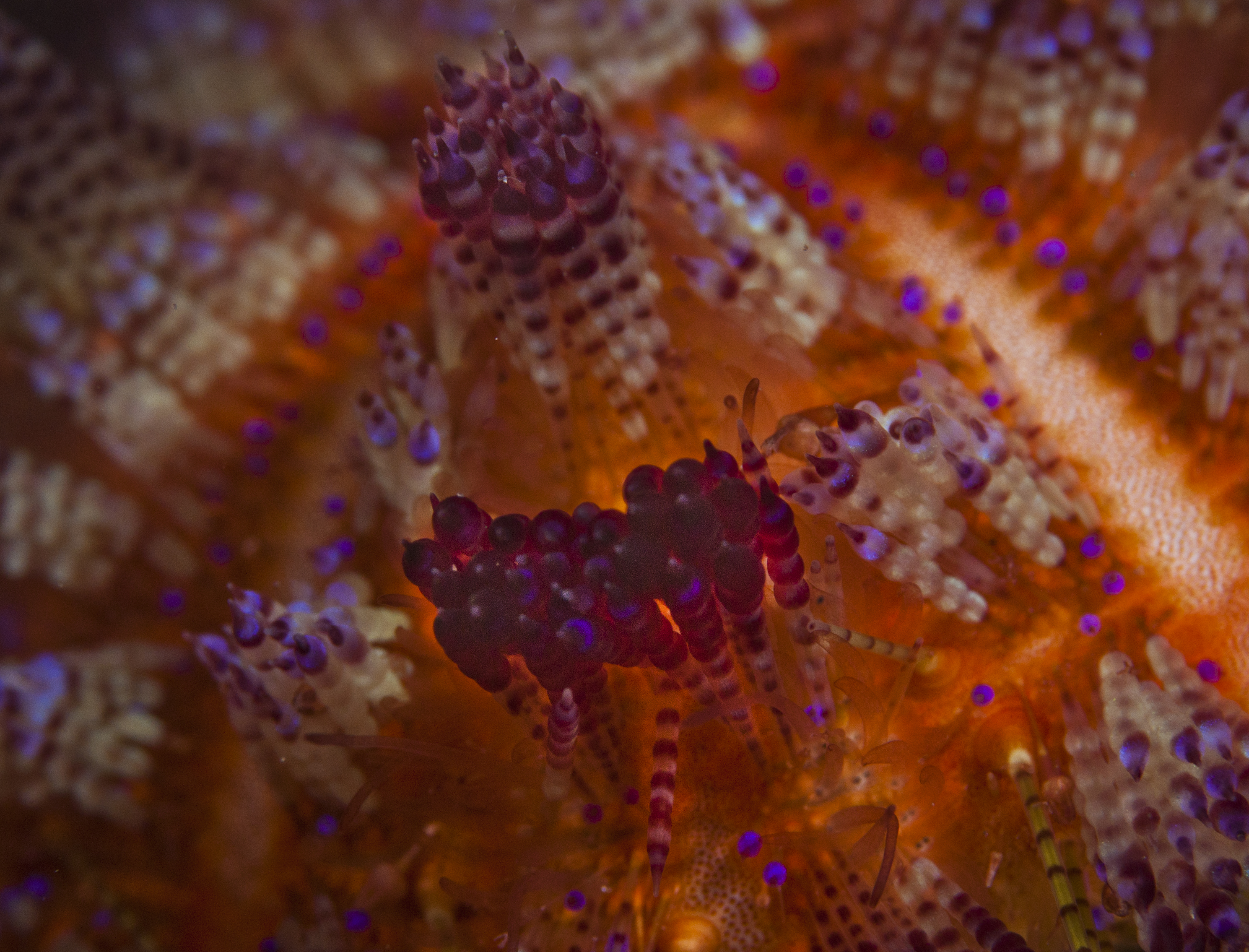
Chez certains oursins-cuir, l'épiderme qui recouvre les radioles forme des bourrelets remplis de venin.

### Épiderme
Tout le corps des oursins est recouvert par une fine cuticule de peau, dont la structure est celle d'un épithélium cilié. Celle-ci recouvre également les piquants, sauf chez les Cidaroida dont les radioles sont nues (ce qui permet à des algues, des éponges et d'autres organismes de s'y développer comme sur un substrat minéral inerte). Cette cuticule permet de réguler les échanges avec le milieu externe (notamment la respiration et certains sens), et joue parfois un rôle actif dans le maintien du squelette (comme chez les oursins flexibles Echinothuriidae). C'est à la surface de la cuticule que se trouvent les organes mous comme les podia, les pédicellaires et les spheridia.

### Squelette

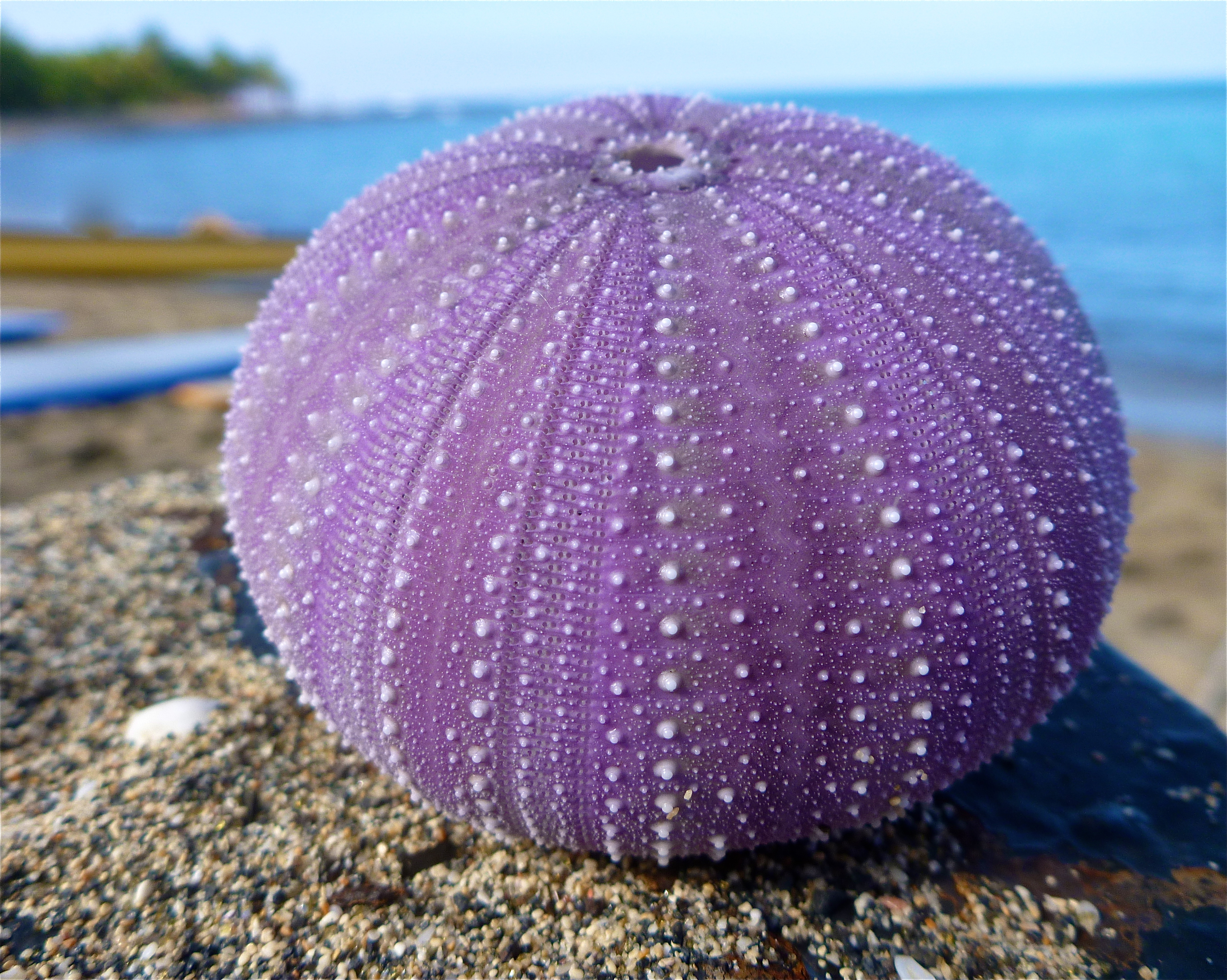
La coquille des oursins est appelée le « test ». Elle présente des tubercules (qui supportent les piquants) et des perforations (d'où sortent les organes mous comme les podia).

Les radioles et le test sont composés d'une structure minérale (appelée stéréome) en carbonate de calcium renforcé par une armature en cristaux de calcite. Ces deux ingrédients donnent au corps et surtout aux piquants des oursins une grande solidité, mais aussi un poids modéré et une certaine souplesse, ainsi que la capacité de se morceler une fois brisés dans un corps étranger, tout comme de se régénérer à partir de la cuticule. Au microscope, le stéréome apparaît plus ou moins spongieux selon les espèces (les vides étant comblés par du tissu conjonctif appelé « stroma »), ce qui fait varier le poids et la solidité du test. D'après une étude de 2012, les radioles d'oursins seraient composées à 92 % de « briques » de monocristaux de calcite riche en magnésium, (conférant solidité et dureté) et à 8 % d'un « mortier » (permettant la souplesse et la légèreté) constitué à 99,9 % de carbonate de calcium, avec 0,1 % seulement de protéines de structure, ce qui fait des oursins des animaux au squelette extrêmement minéralisé (ce qui explique au passage leur excellente fossilisation). La grande solidité conférée par cette structure mixte en fait un modèle pour des bétons ultra-résistants.
Le test est généralement rond, sphérique et plus ou moins aplati (parfois complètement plat), et présente deux orifices principaux : le premier est le « péristome » (large ouverture de la face orale, où se trouve la bouche chez les spécimens vivants), qui présente souvent des dentelures, des encoches et des rivets qui constituent autant d'apomorphies utiles dans la classification des espèces. Chez les spécimens vivants, le péristome est recouvert d'une membrane tendre, protégée par cinq couples de plaques buccales portant chacune un podia ; chez certaines espèces le péristome laisse aussi apparaître des échancrures dites branchiales. La seconde ouverture est le périprocte (au centre du « système apical », parfois appelé « calice »), situé chez les oursins réguliers au sommet du test (à l'opposé de la bouche), généralement plus petite et entouré de 10 plaques (5 génitales et 5 terminales ou oculaires) dont l'agencement est lui aussi un critère de classification des espèces fossiles : ces plaques primordiales peuvent en effet être disposées en deux cercles de 5 plaques (dicyclique) ou en un cercle de 10 plaques (monocyclique). Les cinq plaques génitales sont chacune percée par un orifice génital, et la plus grosse d'entre elles présente un aspect spongieux : c'est la plaque madréporitique, seul élément ne respectant jamais la symétrie pentaradiaire (ce qui permet de définir un axe appelé « plan de Lovén »). Au centre se trouve l'anus, qui peut éventuellement être surmonté d'une papille anale (chez les Diadematidae). La surface du test est composée de plaques hexagonales disposées en colonnes radiales et appelées « assules », qui sont soudées (plus ou moins solidement) les unes aux autres : c'est au niveau de ces soudures que se fait la croissance, ainsi que par génération de nouvelles plaques à partir de l'apex. La surface du test est plus ou moins perforée selon les familles : les principales perforations sont les lignes ambulacraires formées de suites de paires de pores (par où sortent les podia), et les tubercules qui supportent les radioles peuvent également avoir leur mamelon perforé chez certains ordres.
À la mort d'un oursin, les tissus mous se dégradent et libèrent les radioles et la lanterne d'Aristote, qui ne sont pas imbriqués dans le test : ceux-ci sont donc rarement retrouvés sur un cadavre ancien (qui ne laisse généralement que le test nu), et encore moins dans les fossiles, ce qui complexifie la classification des espèces disparues.

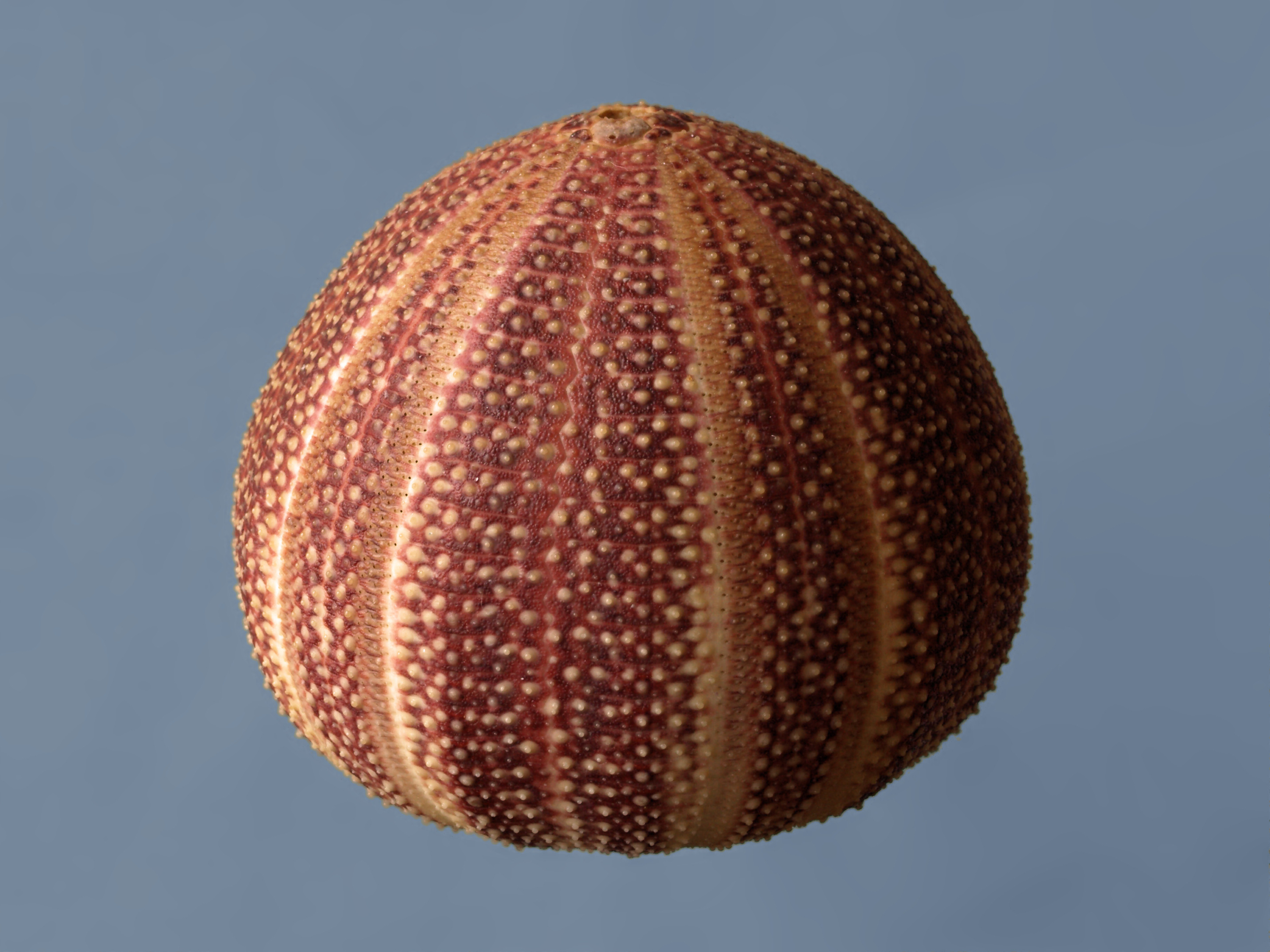
Test d'Echinus esculentus, un oursin régulier.
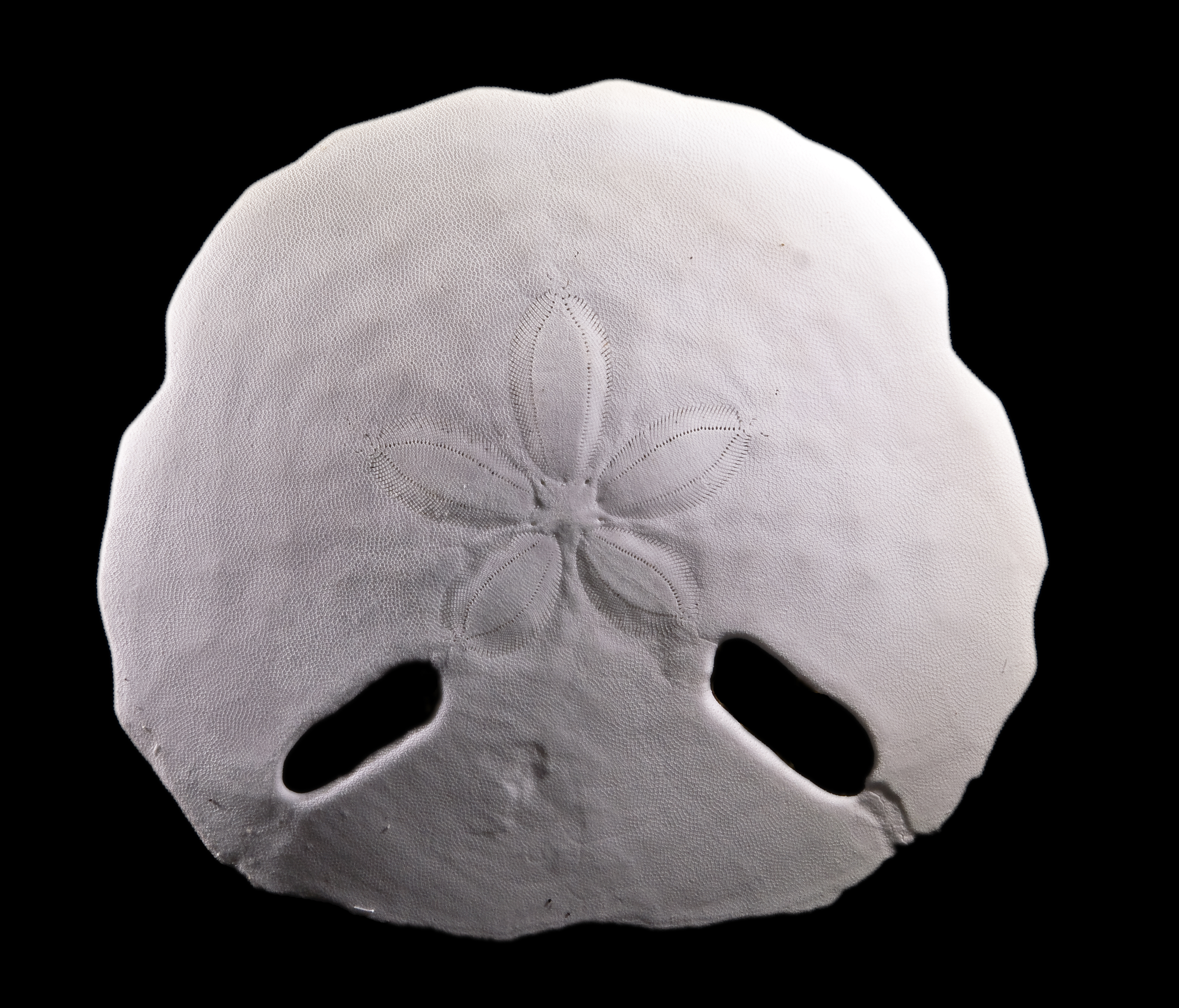
Test de Sculpsitechinus tenuissimus, un oursin irrégulier (plat).
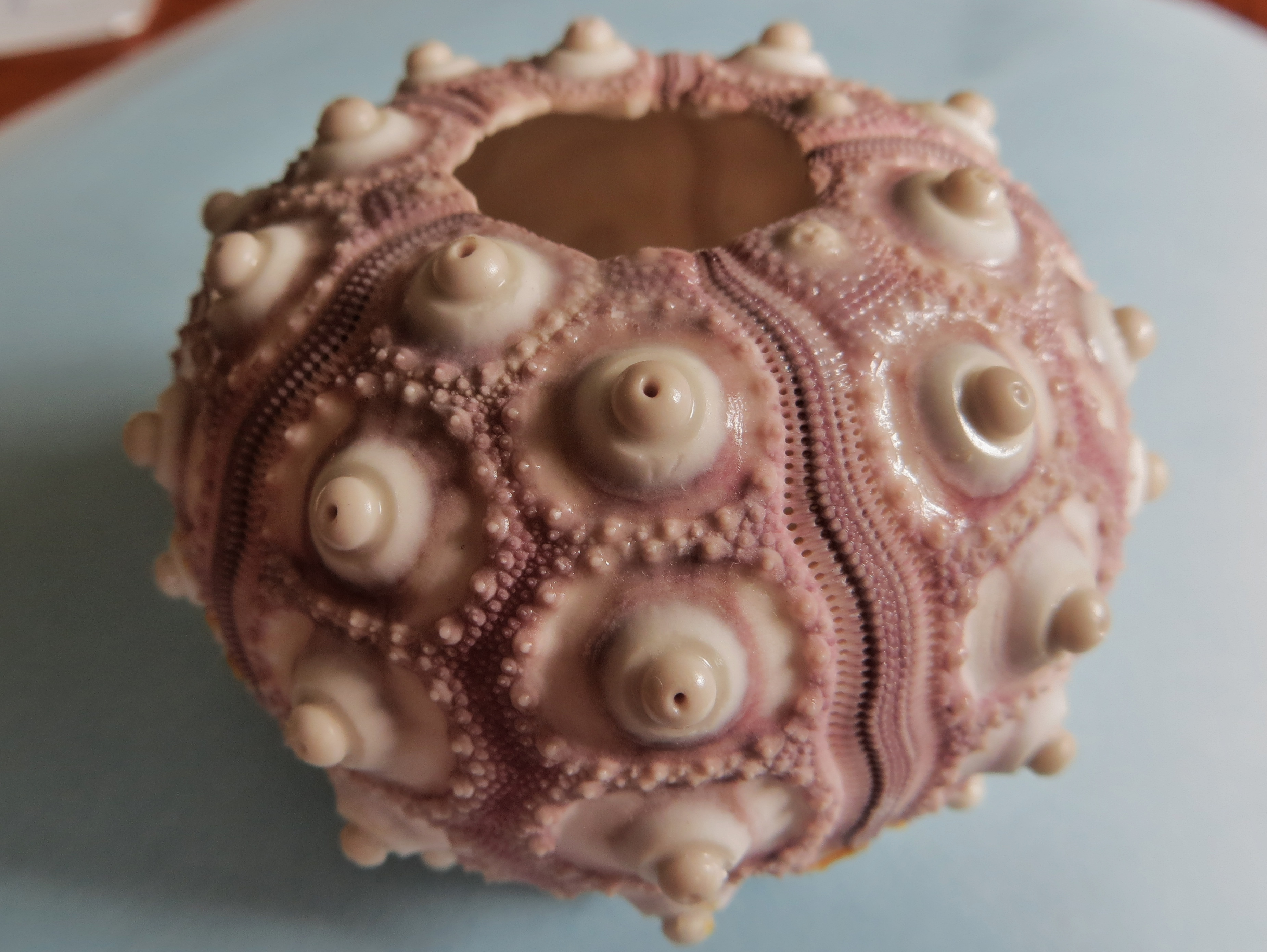
Test de Phyllacanthus imperialis, un oursin cidaroïde. Ceux-ci sont caractérisés par des tubercules primaires très élargis, supportant d'épaisses radioles.
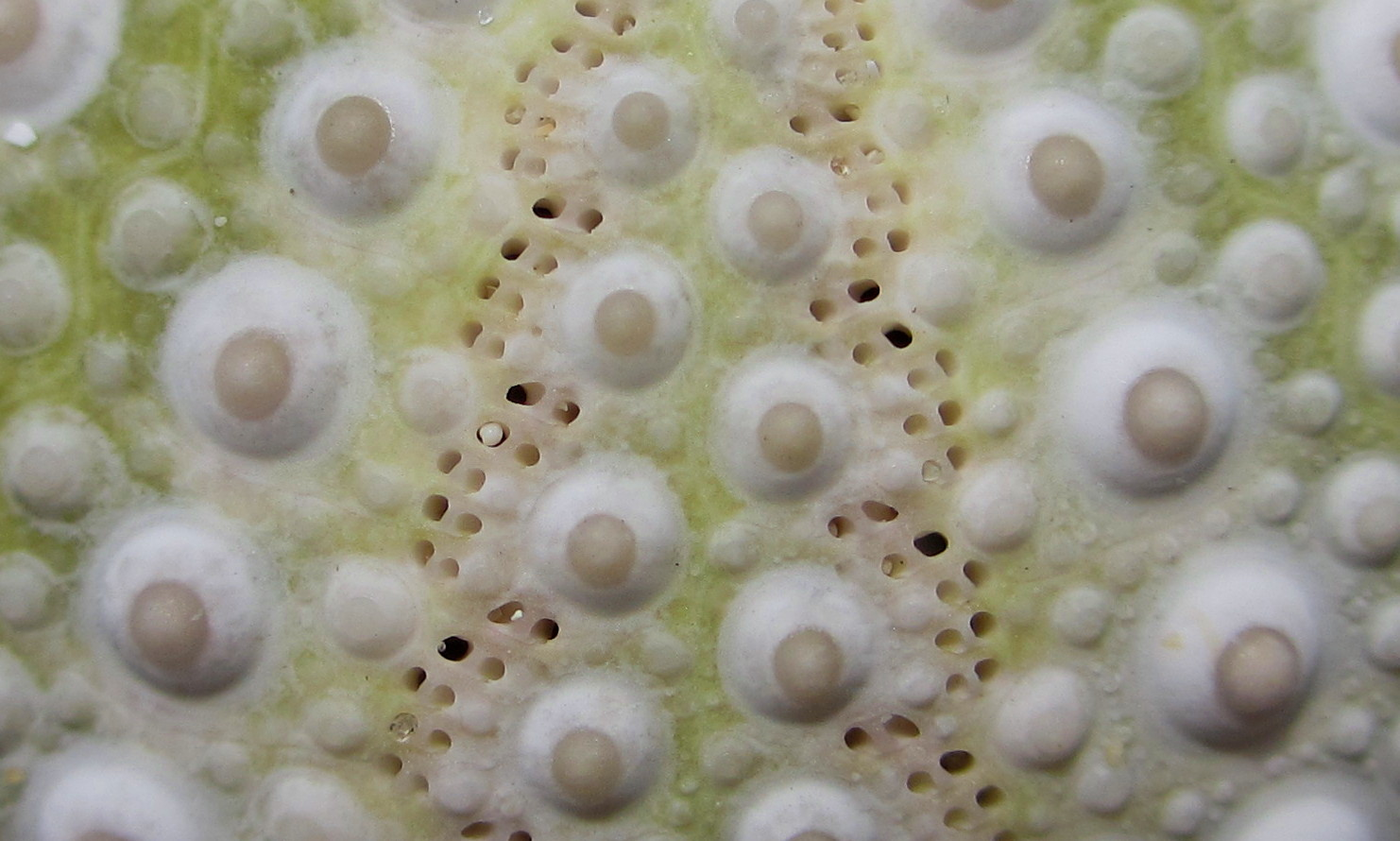
Détail de la paroi d'un test d'oursin (régulier). On voit une aire ambulacraire (jaune) avec ses deux rangées de paires de pores, entre deux aires interambulacraires (vertes). Les tubercules d'implantation des radioles sont ici non-perforés.
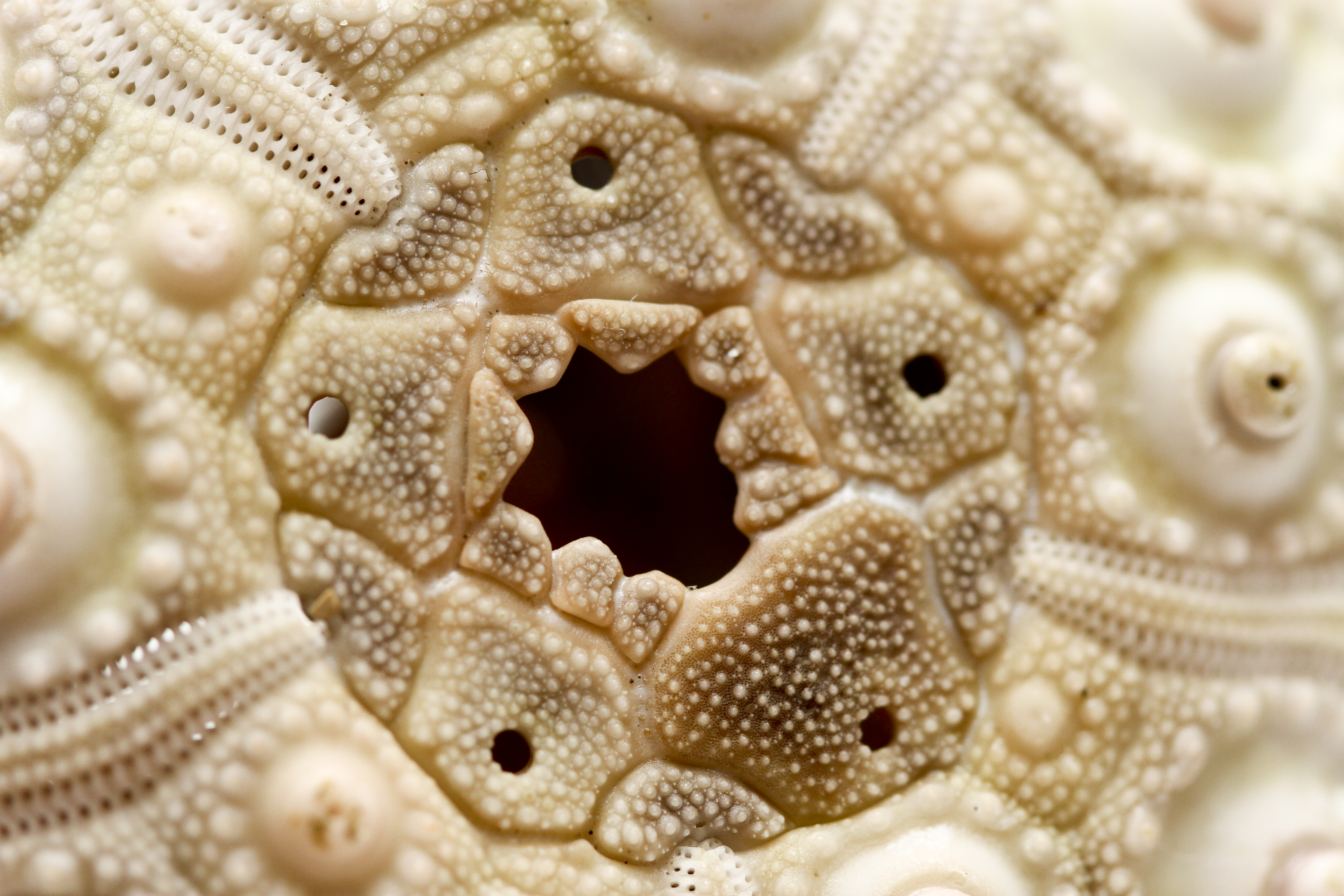
Détail du système apical d'un oursin (cidaroïde) : Les cinq perforations sont les pores génitaux, et le trou au centre l'anus (ou périprocte). La plus grosse plaque génitale est la plaque madréporitique.

### Circulation

Anatomie circulatoire d'un oursin.
a = anus ;
m = madréporite ;
s = canal aquifère ;
r = canal radiaire ;
p = ampoule podiale ;
k = paroi du test ;
i = intestin ;
b = bouche.

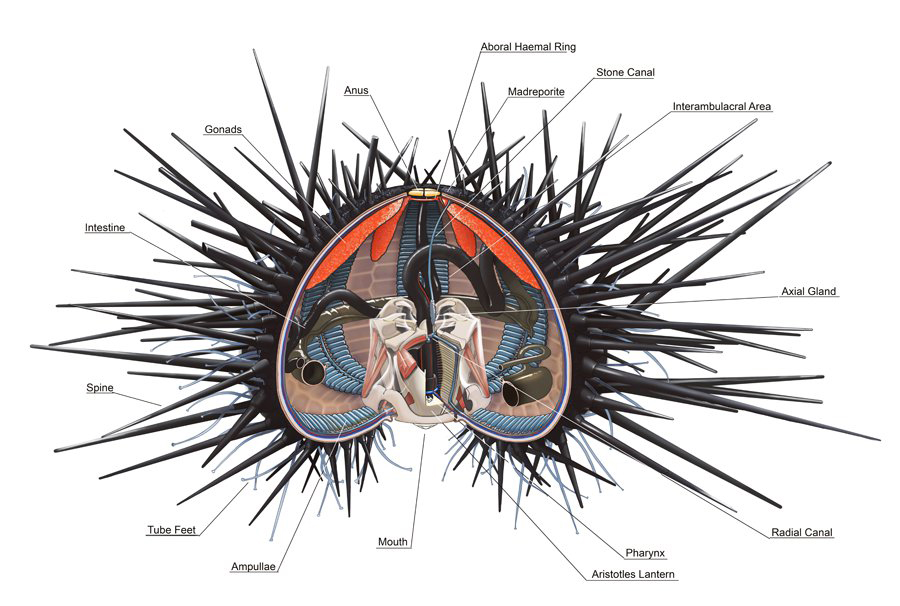
Schéma complet des principaux organes d'un oursin noir (cliquer pour agrandir).

Les oursins sont parcourus par deux systèmes circulatoires, organisés en cinq fibres ramifiées tapissant l'intérieur du test et se rejoignant aux deux pôles. Ces deux systèmes sont propulsés grâce aux cils microscopiques qui recouvrent l'épithélium.
Le premier est le « système aquifère », qui permet une circulation d'eau de mer à pression hydrostatique variable, entrant par la plaque madréporitique située à l'apex, et circulant d'abord par le canal aquifère en direction de l'anneau aquifère (qui entoure la bouche). À partir de celui-ci, cinq canaux radiaires ramifiés tapissent les parois du test (en suivant les aires ambulacraires) pour irriguer les podia et permettre la respiration (via des ampoules podiales), jusqu'à finalement rejoindre l'apex, où l'eau sort par les pores aquifères,. Les oursins ayant de grands besoins en oxygène (notamment ceux des grandes profondeurs ou surtout ceux vivant enfouis dans la vase) ont des podia spécialisés sur la face aborale, modifiés pour optimiser la respiration : ceux-ci sont souvent élargis et aplatis, pour augmenter la surface d'échange, et proviennent, chez les oursins irréguliers, d'ambulacres modifiés en cinq « pétales ».
Le second système est le système hemal, qui contient le sang, et part lui aussi du pourtour du tube digestif pour rayonner le long du test avec la symétrie pentaradiaire caractéristique, avant de se ramifier pour irriguer l'intégralité de la cuticule.
La cavité interne des oursins (le « cœlum ») est remplie d'un liquide circulatoire constitué principalement d'eau purifiée, qui contient des cellules immunitaires appelées cœlomocytes phagocytaires, qui font la navette avec les systèmes vasculaire et hemal. Les cœlomocytes jouent un rôle essentiel dans l'immunité et la coagulation sanguine, mais collectent aussi les déchets et les ôtent activement de l'organisme à travers le système respiratoire et les podia.

### Système digestif
Le système digestif des oursins est relativement simple, et se compose principalement d'un long conduit composé d'un œsophage (situé dans la lanterne d'Aristote), suivi d'un estomac formant une boucle, puis d'un intestin plus ou moins complexe ; un rectum précède l'anus, et chez la famille des Diadematidae ce dernier est surmonté d'une papille anale, au rôle encore peu clair.
Suivant le régime alimentaire, l'environnement et la stratégie biologique des différentes espèces, le système digestif occupe une place plus ou moins importante dans la cavité interne des oursins, en concurrence avec d'autres organes et notamment les gonades. Ce compromis très variable a pu être mis en évidence notamment grâce à la technologie IRM.
Il a été montré que les oursins hébergent une vaste flore intestinale qui facilite leur digestion, flore microbienne qui varie selon les espèces mais aussi au sein d'une même espèce selon l'habitat, et donc le régime alimentaire.

### Système respiratoire
Le système respiratoire des oursins est rudimentaire, leur circulation étant déjà très ouverte sur l'eau de mer. Les organes respiratoires sont principalement de deux types : chez les oursins primitifs (Echinothurioida et Cidaroida) le test contient un organe appelé Organe de Stewart, relié à la lanterne d'Aristote et permettant des échanges entre l'oxygène de l'eau et la cavité interne. Chez les oursins plus modernes (Euechinoidea), le péristome (membrane entourant la bouche) est équipé de sortes de branchies qui permettent la respiration directement dans l'eau.
Dans tous les cas, les podia semblent également impliqués dans les échanges gazeux et permettent de complémenter ce système rustique ; chez certaines espèces (notamment fouisseuses) il existe même des podia particuliers dont la seule fonction est respiratoire.

### Système nerveux
Le système nerveux des oursins est rudimentaire. Il n'y a pas de vrai cerveau central : le centre nerveux consiste en un grand anneau de nerfs encerclant la bouche (plus précisément la partie antérieure de la lanterne d'Aristote). De cet anneau nerveux, partent cinq nerfs rayonnant sous les canaux radiaux du système aquifère qui se raccordent à un réseau de plus en plus fin pour innerver les podia, les radioles et les pédicellaires.

### Sens

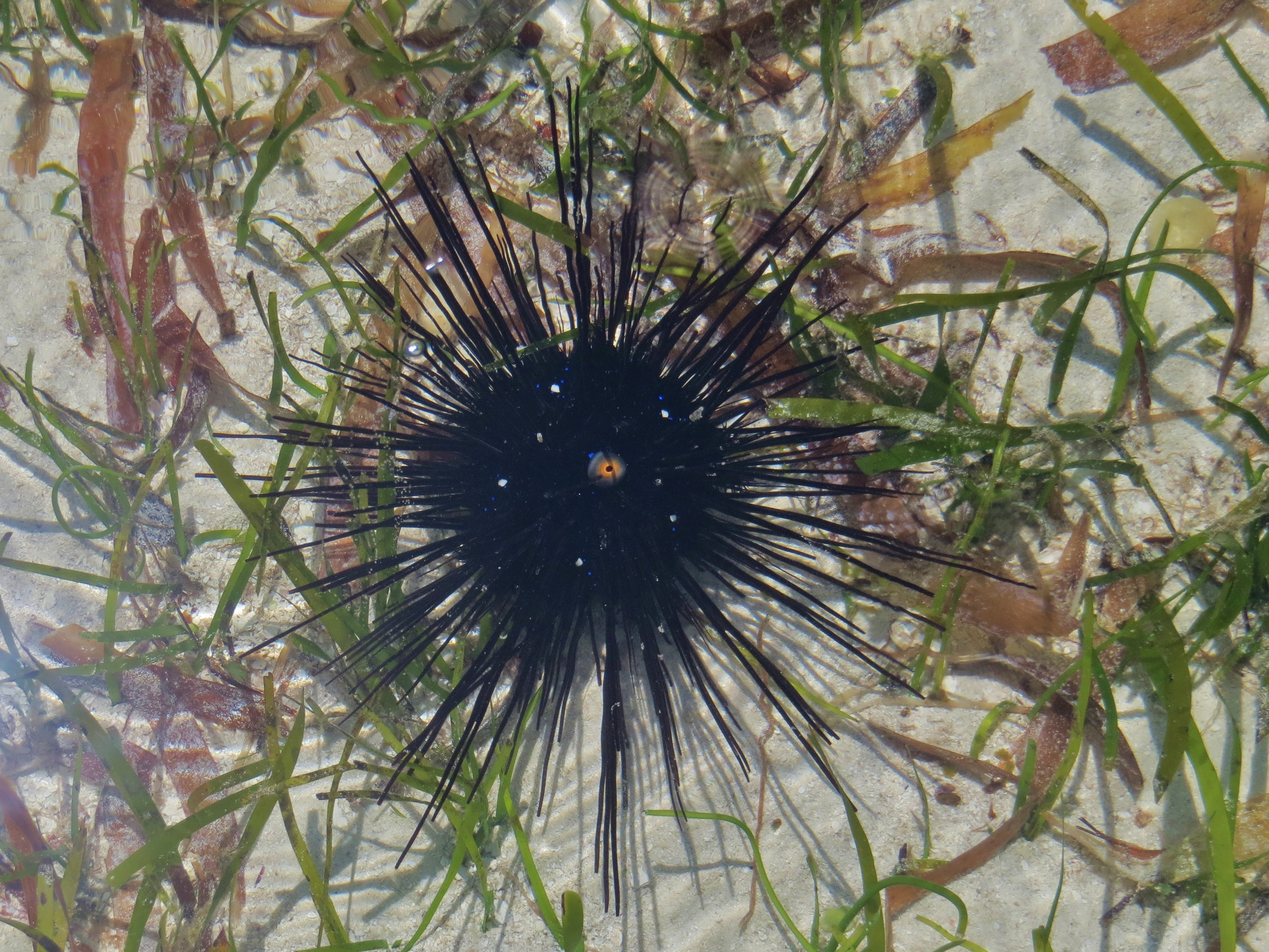
Les cinq points blancs sur le test de ce « Diadème » pourraient être des capteurs visuels.

Les oursins sont pourvus de capteurs mécaniques (toucher), chimiques (Chimiotactisme) et lumineux (vue). Si certaines familles d'oursins semblent pourvues de capteurs lumineux assez développés pour identifier le mouvement et les formes (comme les Diadematidae), les scientifiques considèrent que la majorité des oursins peuvent également obtenir une vision rudimentaire via l'ensemble du corps grâce à des cellules photoréceptrices qui seraient disposées dans la cuticule, au niveau des radioles ou encore (hypothèse la plus probable) des podia. Leur sensibilité à la lumière semble particulièrement importante dans les ultraviolets.
Les oursins (à l'exception des Cidaridae) sont également équipés sur la surface de leur test de minuscules organes globulaires appelés « sphérides » ou spheridia, qui leur conféreraient le sens de l'équilibre.

## Écologie et comportement

### Locomotion

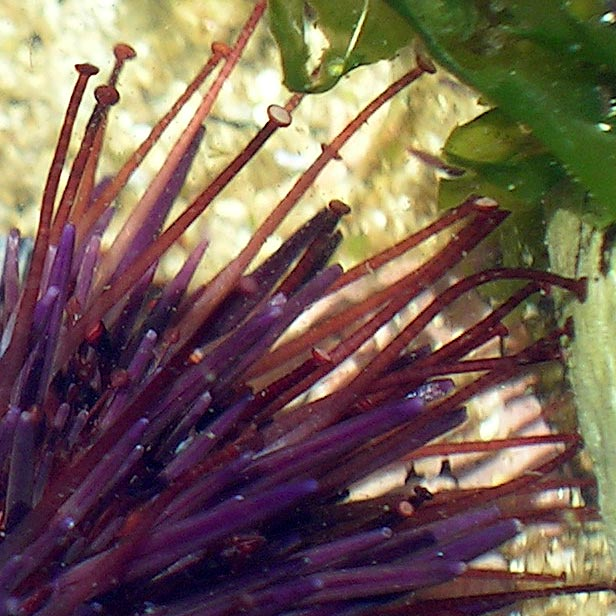
Les podia d'un oursin pourpre.

Les oursins sont des animaux benthiques : ils vivent posés sur le fond marin, où ils se déplacent sur leurs piquants qui sont articulés à leur base, et se maintiennent grâce à leurs pieds ambulacraires (ou « podia »). Ceux-ci se présentent sous la forme de petits tubes mous et allongés terminés par une sorte de coupe tapissée de cellules spécialisées sécrétant une substance adhésive. Les podia sont reliés à deux pores connectés au système aquifère dans le test, qui commandent leur turgescence en les remplissant d'eau ou les vidant. Ils permettent ainsi, en plus de la locomotion et de la préhension, à certaines espèces d'adhérer fortement à des parois verticales battues par les vagues (comme les oursins-tortues).
Les oursins réguliers n'ont ni « avant » ni « arrière », et donc pas de sens de progression préférentiel,, y compris les espèces à test légèrement elliptique de la famille des Echinometridae. Les oursins irréguliers ont en revanche un axe antéro-postérieur bien défini, qui les fait progresser vers un « avant » déterminé, même s'ils peuvent aussi se déplacer latéralement si nécessaire.
Certains oursins irréguliers vivent totalement enterrés dans le sédiment, comme les Echinocardium,. Ils y progressent à une vitesse d'environ 1 cm/h grâce au mouvement de leurs nombreuses et fines radioles.
Comme pour les étoiles de mer, on ne connait aucune espèce d'oursin capable de nager, y compris dans le registre fossile. Seule la larve peut se mouvoir en pleine eau : elle fait partie du plancton, et peut se laisser dériver sur de grandes distances.

### Alimentation

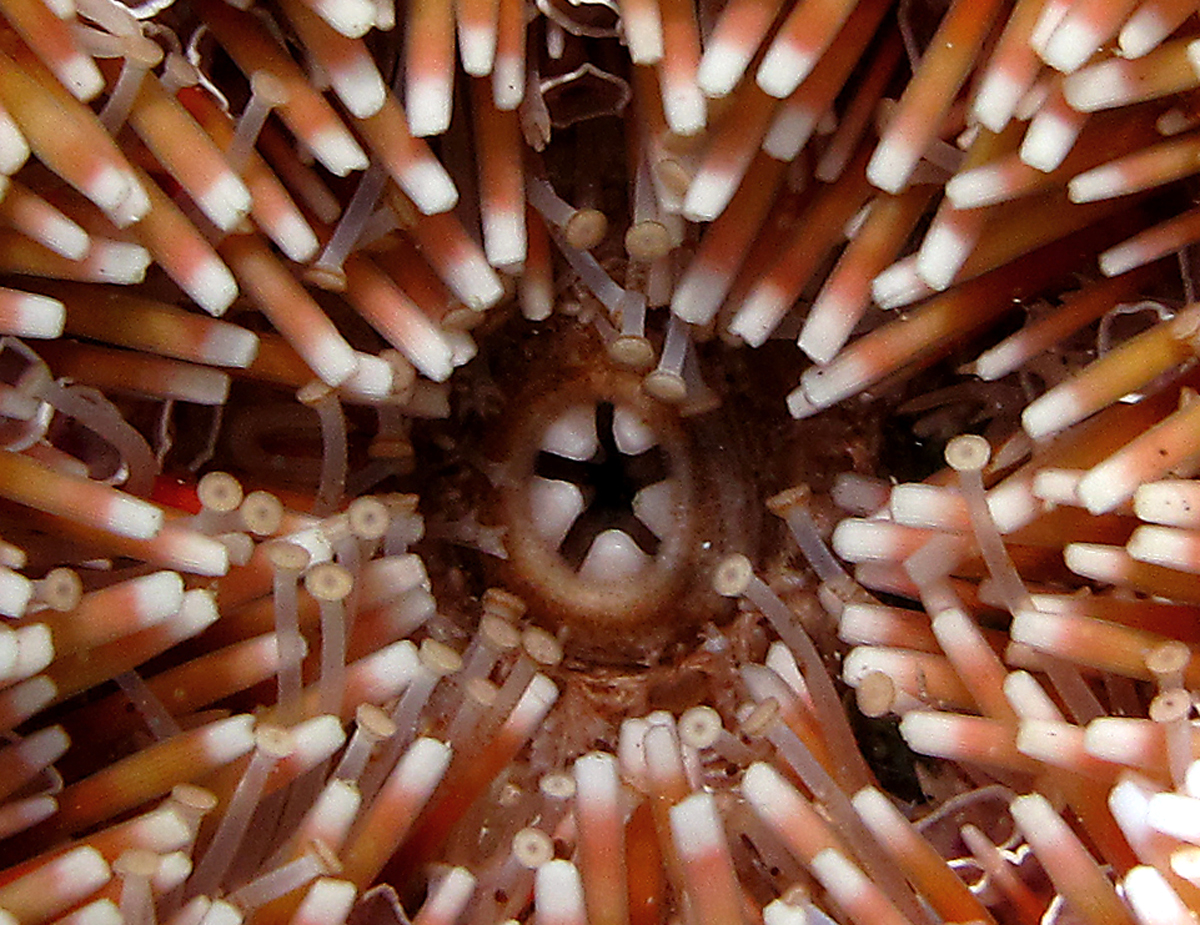
Vue de la bouche à 5 dents et des podia entre les piquants d'un oursin-fleur.

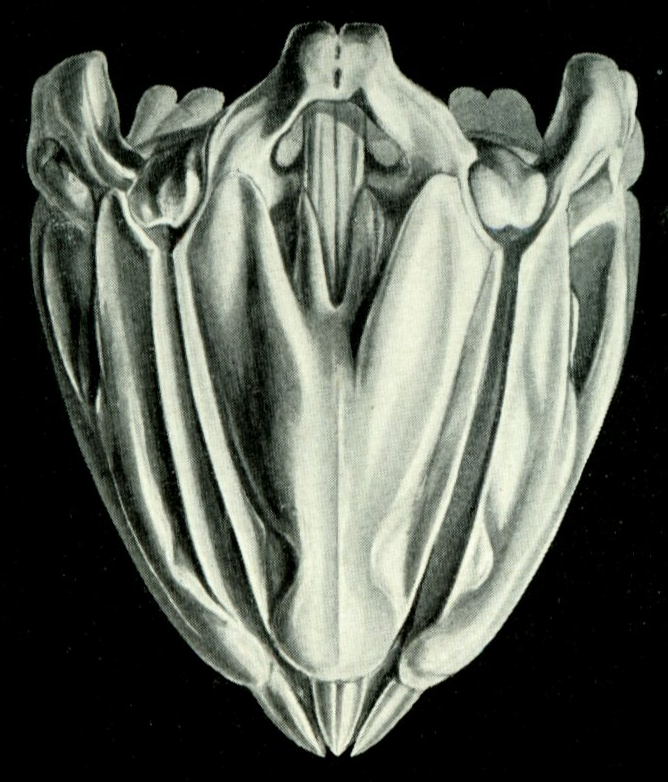
Dessin d'une Lanterne d'Aristote (vue de profil et dents en haut).

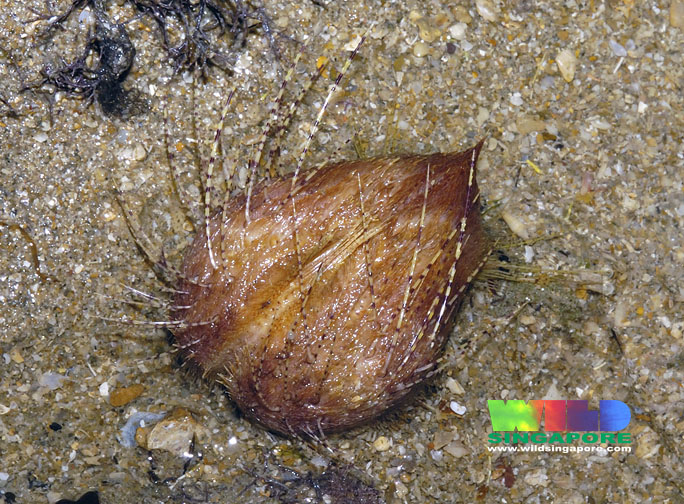
Lovenia elongata est un oursin irrégulier (spatangoïde), qui se nourrit en filtrant le sédiment. Il est lui-même la proie de l'oursin régulier Salmacis sphaeroides.

Pour se nourrir, les oursins « broutent » la nourriture située sous leur face orale au moyen de leur puissant appareil masticateur appelé Lanterne d'Aristote, constitué de 5 longues dents articulées. La puissance et la précision de celui-ci leur donne accès à une nourriture variée, et les oursins réguliers généralistes sont capables de modifier complètement leur régime alimentaire et leur métabolisme pour s'adapter aux perturbations de leur environnement.
- Le régime alimentaire des oursins est généralement herbivore, constitué d'algues vertes, de plantes aquatiques et d'algues encroûtantes[52]. Ils sont ainsi considérés comme étant les principaux brouteurs d'algues en mer, et les plus efficaces[55].
- Cependant, la plupart des espèces sont aussi omnivores opportunistes, notamment dans des lieux ou à des profondeurs où les algues se font rares, et ne dédaignent pas les débris alimentaires de toutes provenances[52].
- Ainsi, un grand nombre d'espèces adoptent également un régime au moins partiellement charognard : il n'est pas rare d'en capturer dans les nasses à homard, attirés par l'appât.
- Certains sont même des prédateurs actifs d'animaux sessiles (éponges, bryozoaires, cnidaires) et parfois vagiles (mollusques, ophiures, crustacés, crinoïdes...)[56]. L'oursin « porte lance » (Cidaris cidaris), par exemple, est un consommateur nécrophage et carnivore de grande profondeur, broutant des bryozoaires, des mollusques et des éponges, là où les algues sont trop peu abondantes. En l'absence de nourriture, certaines espèces peuvent même attaquer d'autres oursins ou faire preuve de cannibalisme[52] ; l'espèce Salmacis sphaeroides semble même faire compter les oursins fouisseurs pour une bonne partie de son régime[57].
- Enfin, les oursins irréguliers ont la particularité de se nourrir par filtrage du sédiment[52] : ils ont le plus souvent une bouche modifiée (sans Lanterne d'Aristote), et la plupart vivent enfouis[52]. Les Cassiduloida semblent avaler de grandes quantités de sédiment dont seule la fraction organique sera digérée, alors que les Clypeasteroida (« dollars des sables ») filtrent le sable à travers leurs radioles pour que seules les particules organiques arrivent jusqu'aux podia, et de là à la bouche. Les Spatangoida et les Holasteroida sont pourvus de podia modifiés autour de leur bouche, spécialisés dans le tri du sédiment.

Un régime suspensivore est aussi suspecté chez quelques oursins irréguliers (comme Dendraster excentricus) ainsi que certaines espèces abyssales comme Dermechinus horridus, dont la surface étendue et couverte de petites radioles en forme de cils pourrait servir à capturer le plancton en suspension, à la manière des crinoïdes.
Certaines espèces sont très abondantes sur leur aire de répartition (comme les Diadema dans les mers tropicales, les Strongylocentrotus dans les forêts de kelp ou les oursins irréguliers sur certains fonds sédimentaires), jusqu'à représenter parfois la majorité de la biomasse animale du milieu. Ils participent donc activement aux processus biologiques et à l'équilibre des écosystèmes, et représentent des espèces-clef dans la chaîne trophique en broutant de grandes quantités d'algues et de déchets organiques, ce qui permet à des organismes à croissance plus lente (comme le corail) de se développer. Les oursins fouisseurs, vivant parfois en densités extraordinaires, participent aussi activement au recyclage du sédiment et jouent donc un rôle crucial dans ce processus biologique. Pour cette raison, les variations de population d'oursins (surpopulation ou raréfaction) entraînent facilement d'importantes modifications de l'environnement, notamment en termes d'abondance et de diversité de la couverture algale.
Les déjections d'oursins se présentent sous la forme de chapelets de petites perles grisâtres (la couleur pouvant varier suivant l'espèce et surtout l'alimentation). Dans les écosystèmes où les oursins sont très abondants (comme Strongylocentrotus droebachiensis au Canada), ces déjections peuvent jouer un rôle primordial dans les cycles biologiques, à des échelles géographiques parfois beaucoup plus vastes que l'aire de répartition des oursins eux-mêmes.
Sous certaines conditions (suppression des prédateurs tels que les loutres, modification du milieu...) certaines espèces d'oursins peuvent connaître des explosions de population, broutant alors toute la flore disponible jusqu'à ne plus laisser que de la roche nue (en anglais urchin barren), menaçant l'équilibre d'écosystèmes majeurs tels que les forêts de kelp.

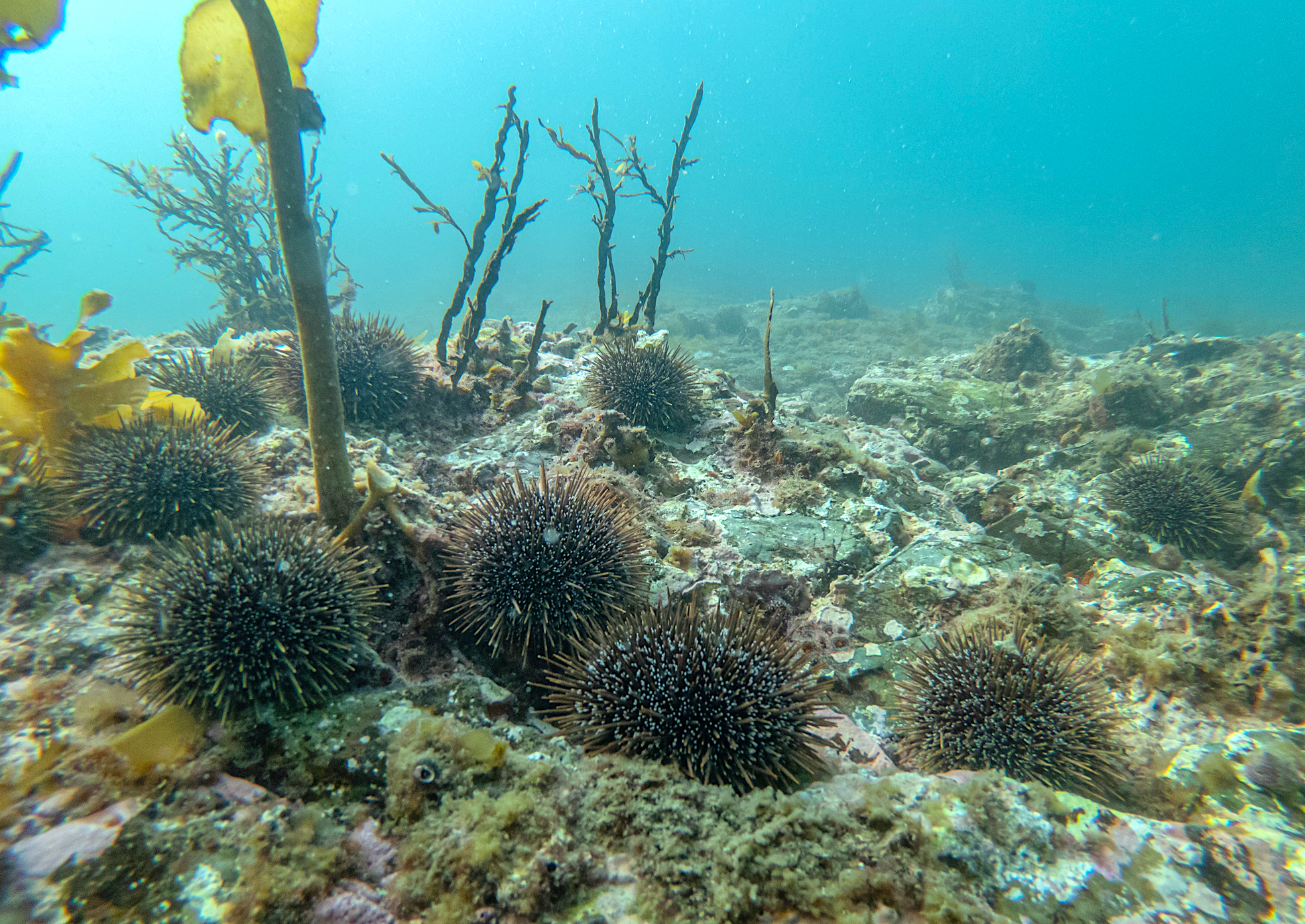
Prolifération d'Evechinus chloroticus en Nouvelle-Zélande. On voit qu'ils ont surexploité toutes les sources de nourriture disponibles.
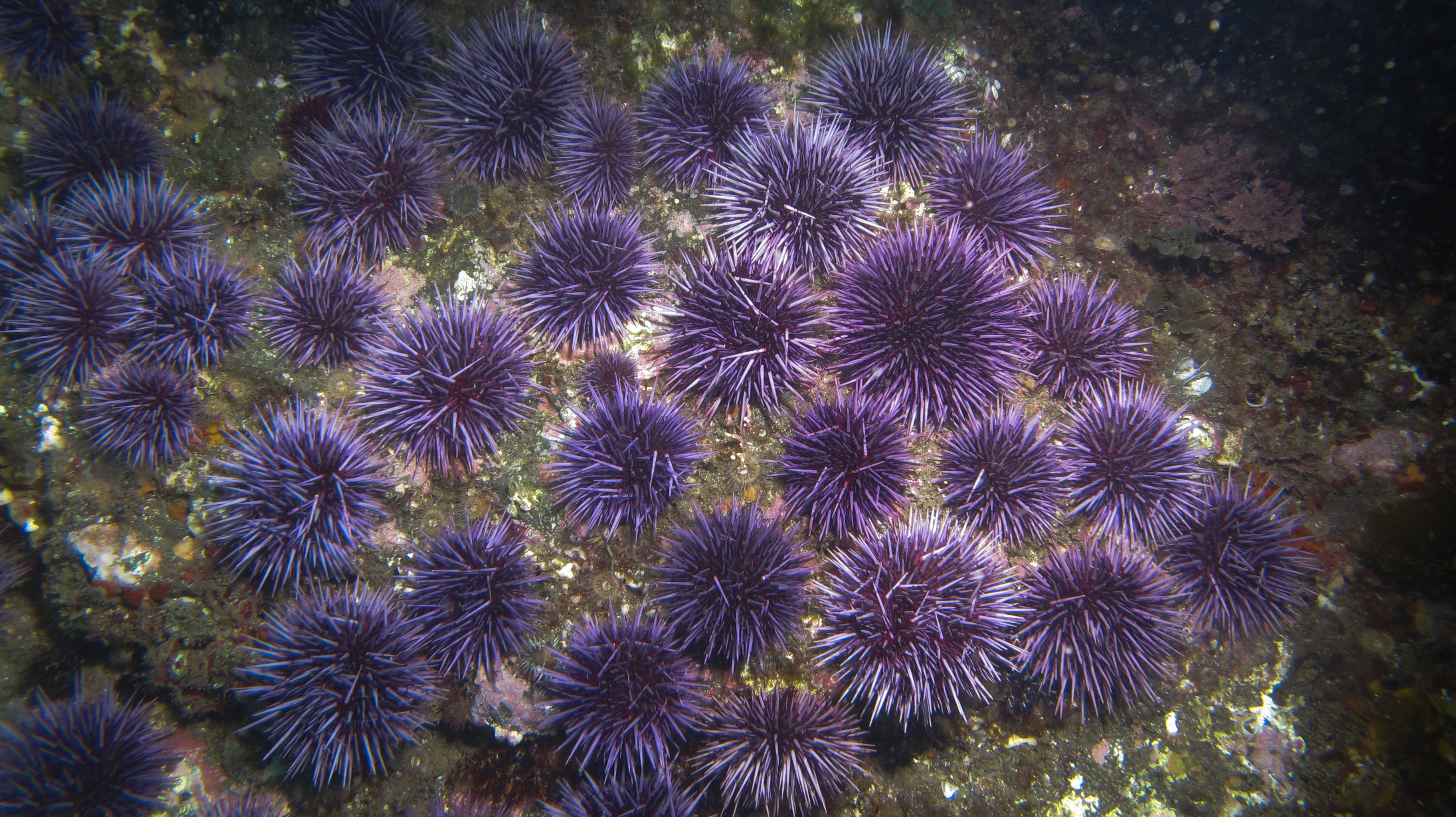
Prolifération de Strongylocentrotus purpuratus en Californie. Ils y ont fait considérablement régresser les forêts de kelp.

### Reproduction et croissance
Les oursins n'ont généralement aucun dimorphisme sexuel : mâles et femelles sont absolument semblables visuellement, et des cas d'hermaphrodisme semblent exister. La reproduction est gonochorique, et mâles et femelles relâchent leurs gamètes en même temps grâce à un signal chimique, en pleine eau, où les œufs vont se féconder et se développer.

Embryon d'oursin
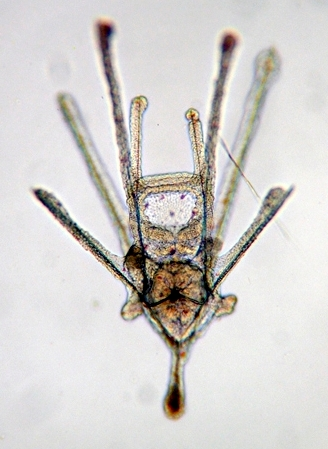
Larve pluteus d'oursin.

Les larves planctoniques d'oursins sont appelées pluteus (ou echinopluteus) et ont une forme caractéristique de tour Eiffel transparente pourvue de trois à six bras ciliés (chaque groupe d'oursins possède cependant des particularités dans la morphologie larvaire). Ces larves ont encore, contrairement aux adultes, une symétrie bilatérale, prouvant que les échinodermes sont bien des bilatériens, la symétrie pentaradiaire n'étant acquise que secondairement, à la métamorphose,. Les larves dérivent parmi le plancton pendant plusieurs semaines (parfois plusieurs mois, voire années) où elles se nourrissent principalement de phytoplancton, puis se laissent couler vers le fond pour entamer leur métamorphose en petits oursins juvéniles, particulièrement vulnérables. La vitesse de croissance dépend de l'espèce et de la nourriture disponible : là où les algues sont abondantes, certaines espèces peuvent croître très rapidement (comme l'oursin granuleux), mais dans les milieux plus pauvres (fortes profondeurs, fonds sableux, faible présence de nutriments...) la croissance est plus lente.
Certaines espèces polaires ont développé un mode de reproduction différent, appelé « lecithotrophe » (la reproduction classique des oursins étant nommée « planctotrophe ») : la fécondation est toujours externe, mais se fait avec des gamètes plus gros et moins nombreux, dont le développement débouche directement sur de petits juvéniles, sans passer par le stade planctonique. Les femelles de ces espèces portent ainsi des poches d'incubation caractéristiques.
Des cas de reproduction asexuée ont été observés chez des larves de Dendraster excentricus, et pourraient être possibles chez d'autres espèces : dans des eaux riches en nutriments mais aussi en prédateurs, les larves planctoniques sont capables de se cloner par division, doublant ainsi leurs chances de survie.
En grandissant, les oursins ont de moins en moins de prédateurs grâce à leur plus grandes radioles, leur plus grande taille et une plus grande rapidité de déplacement.

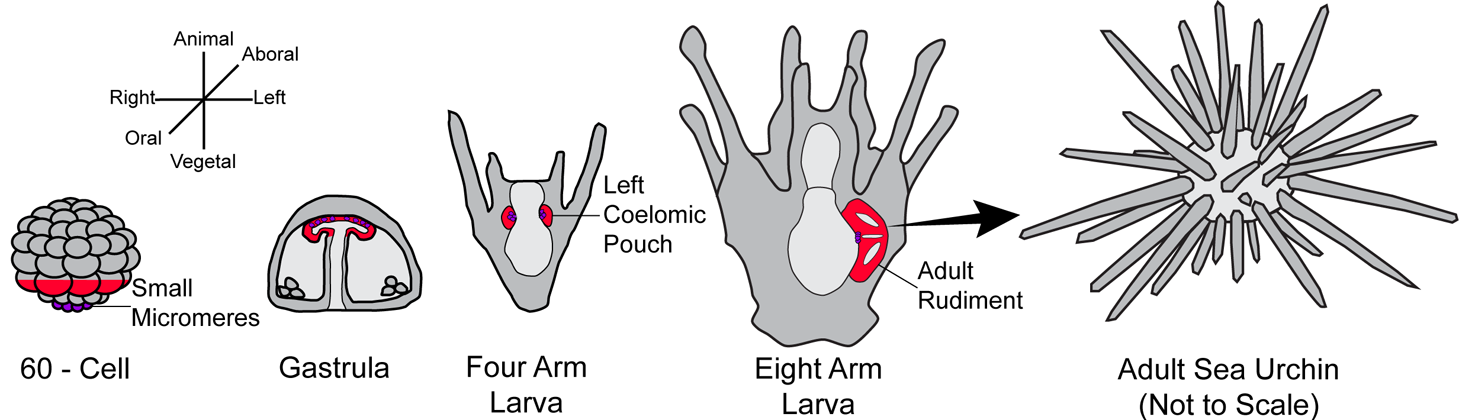
Schéma des stades de développement d'un oursin.

### Espérance de vie
Du fait de leur capacité à régénérer leurs tissus, les oursins restent « jeunes » très longtemps, et leur fertilité ne diminue pas avec l'âge : les individus continuent de croître et de se reproduire jusqu'à leur mort sans montrer de signe de sénescence, et on ne leur connaît pas de cause de « mort naturelle » en dehors de la prédation, des accidents et maladies. Cette absence de vieillissement semble unique chez les échinodermes, d'autres groupes comme les étoiles de mer connaissant une sénescence marquée passé un certain âge (une dizaine d'années maximum) qui finit par entraîner la mort.
Cette sénescence négligeable est indépendante de l'espérance de vie, qui varie selon les espèces : chez les espèces communes d'Amérique, dans la nature l’oursin rouge géant peut vivre jusqu'à 200 ans, l’oursin pourpre vit une cinquantaine d’années et l’oursin variable, quatre ans seulement, cependant même les oursins dont l'espérance de vie est brève ne montrent pas de signe de vieillissement, et pourraient donc atteindre des âges bien plus avancés en captivité et en l'absence de menaces externes.
Ces propriétés sont actuellement à l'étude pour tenter de percer le mystère de la longévité des oursins, et en tirer d'éventuels bénéfices médicaux.

### Éthologie

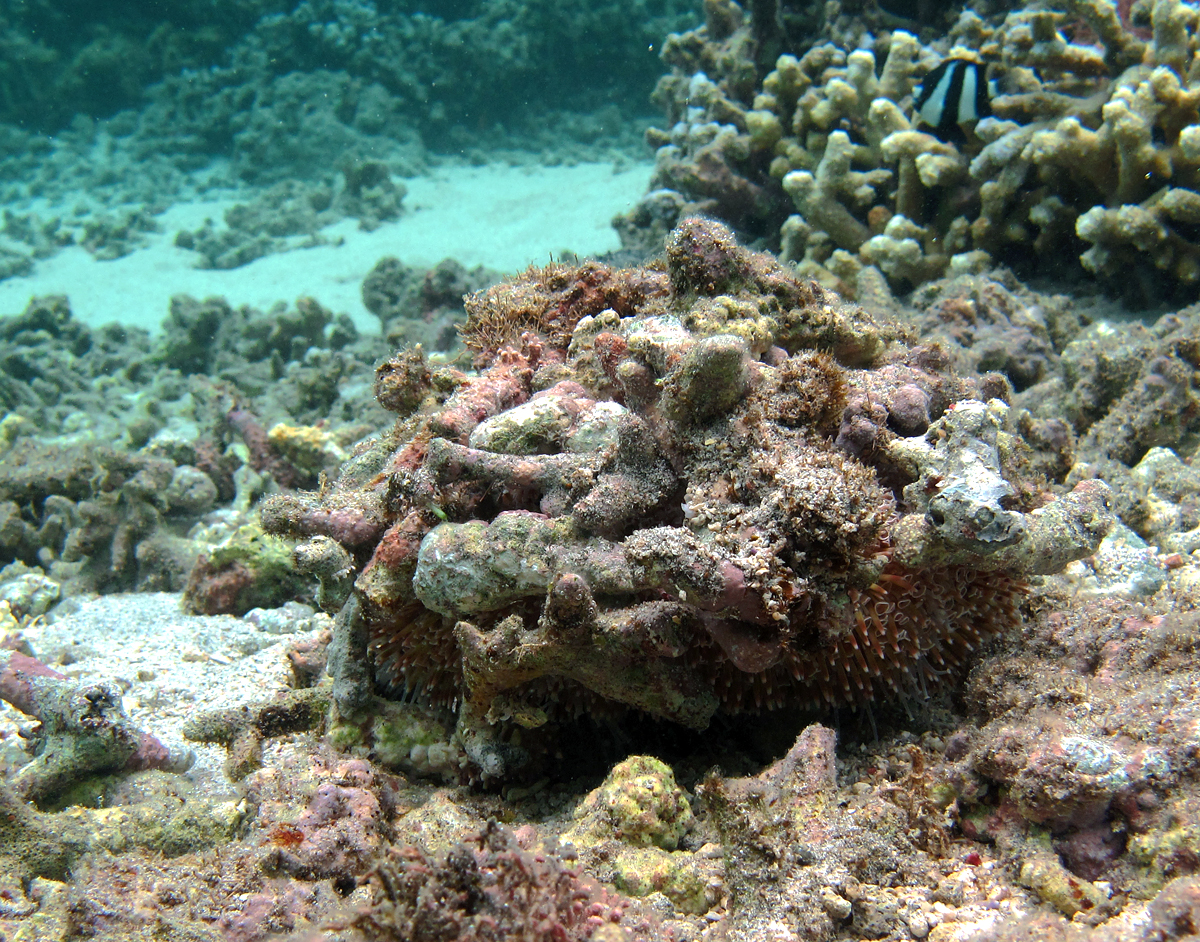
Un oursin-fleur se camouflant avec des débris coralliens.

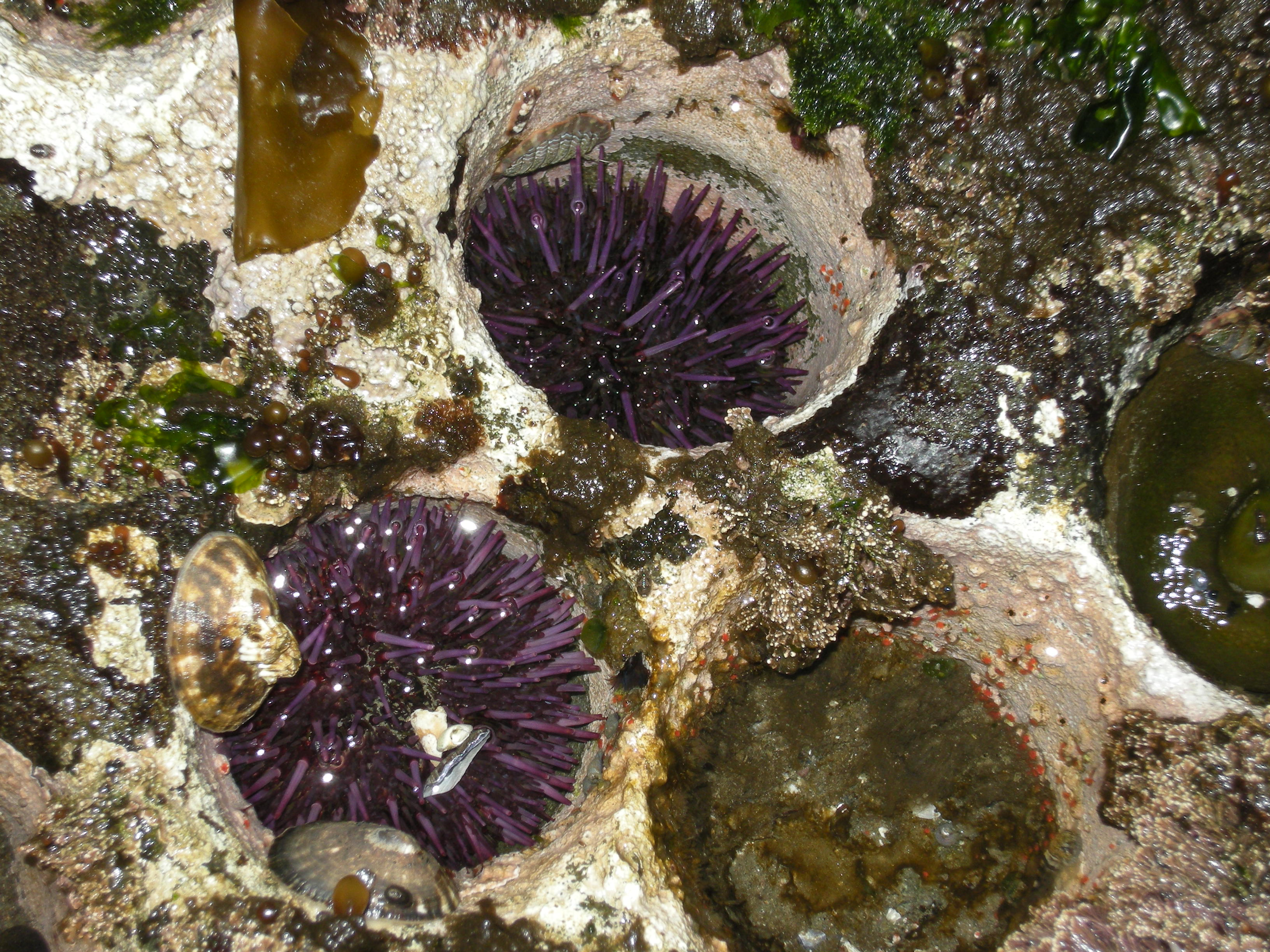
Des oursins pourpres dans les logettes qu'ils ont creusées.

Certaines espèces ou groupes d'espèces sont caractérisées par des spécificités comportementales particulières :
- On appelle « oursins collecteurs » (ou « collectionneurs ») les oursins, vivant généralement en eaux peu profondes, qui ont pour habitude de se camoufler en portant des objets (coquilles, algues, roches, débris...) au-dessus d'eux au moyen de leurs podia et pédicellaires[17]. Cette pratique est attestée chez presque toutes les espèces de la famille des Toxopneustidae, mais aussi chez de nombreuses autres espèces côtières comme les Psammechinus, l'oursin violet de Méditerranée Paracentrotus lividus ou l'oursin vert Strongylocentrotus droebachiensis[44]. L'oursin Tripneustes gratilla pratique le camouflage d'une manière si systématique que l'expression collector urchin est son principal nom vernaculaire en anglais. L'utilité de ce comportement est encore relativement obscure : on a pensé qu'il pourrait s'agir d'un mécanisme de défense contre les prédateurs (camouflage ou bouclier), mais la présence de cette pratique chez des oursins déjà très bien protégés par un puissant venin tel que l'oursin-fleur semble discréditer cette hypothèse. Une autre théorie serait que ces objets sont utilisés comme ombrelles par les oursins vivant à faible profondeur pour se protéger des rayonnements ultraviolets du soleil, filtrés par l'eau à des profondeurs plus importantes[71], toutefois ce comportement se retrouve jusque chez des espèces abyssales[72]. Selon une étude de 2007[44], le stimulus principal pour ce comportement serait l'intensité des vagues, donc peut-être une manière de se protéger des éventuels chocs. La même étude montre que cette habitude décroît avec la taille de l'animal[44].Les observations montrent aussi que Toxopneustes pileolus se débarrasse de son camouflage pour éjecter ses gamètes[73].
- On appelle « oursins perforants » certaines espèces d'oursins, vivant généralement sur les littoraux, qui sont capables de se creuser des loges dans les roches tendres (grès, coralligène, calcaire...) voire dures (granite) au moyen de leurs radioles et de leur lanterne d'Aristote, dans lesquelles ils peuvent passer la journée à l'abri des prédateurs[74]. Ce comportement est caractéristique du genre Echinometra (dont toutes les espèces portent le nom vernaculaire d'« oursins perforants »), mais il se rencontre également chez les Psammechinus, Paracentrotus lividus ou encore Strongylocentrotus purpuratus, espèce américaine qui a fait l'objet d'une étude scientifique en 2018 démontrant qu'il suffit de quelques mois pour qu'un individu se creuse une loge dans une roche auparavant lisse[74]. Ce processus transforme la roche en sable, et dans les zones où les oursins sont abondants leur production de sable peut être supérieure à l'apport généré par une rivière[74]. Certaines espèces comme celles du genre Echinostrephus ne quittent pratiquement jamais leur loge[52], se nourrissant de la matière organique qui y arrive par le courant[1].

L'oursin violet, commun sur les côtes françaises, est par exemple à la fois collecteur et perforant, contrairement à son voisin l'oursin noir.

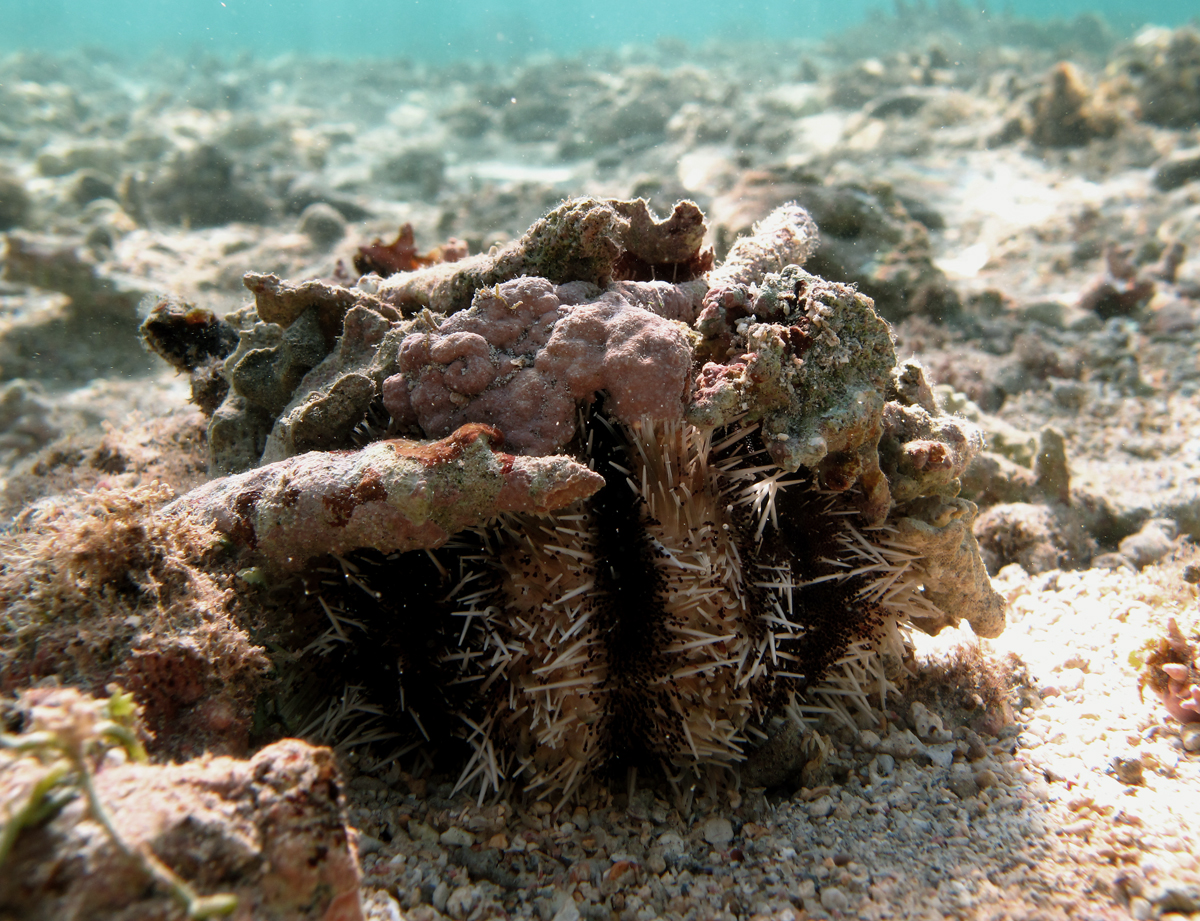
Un oursin-collecteur (Tripneustes gratilla)
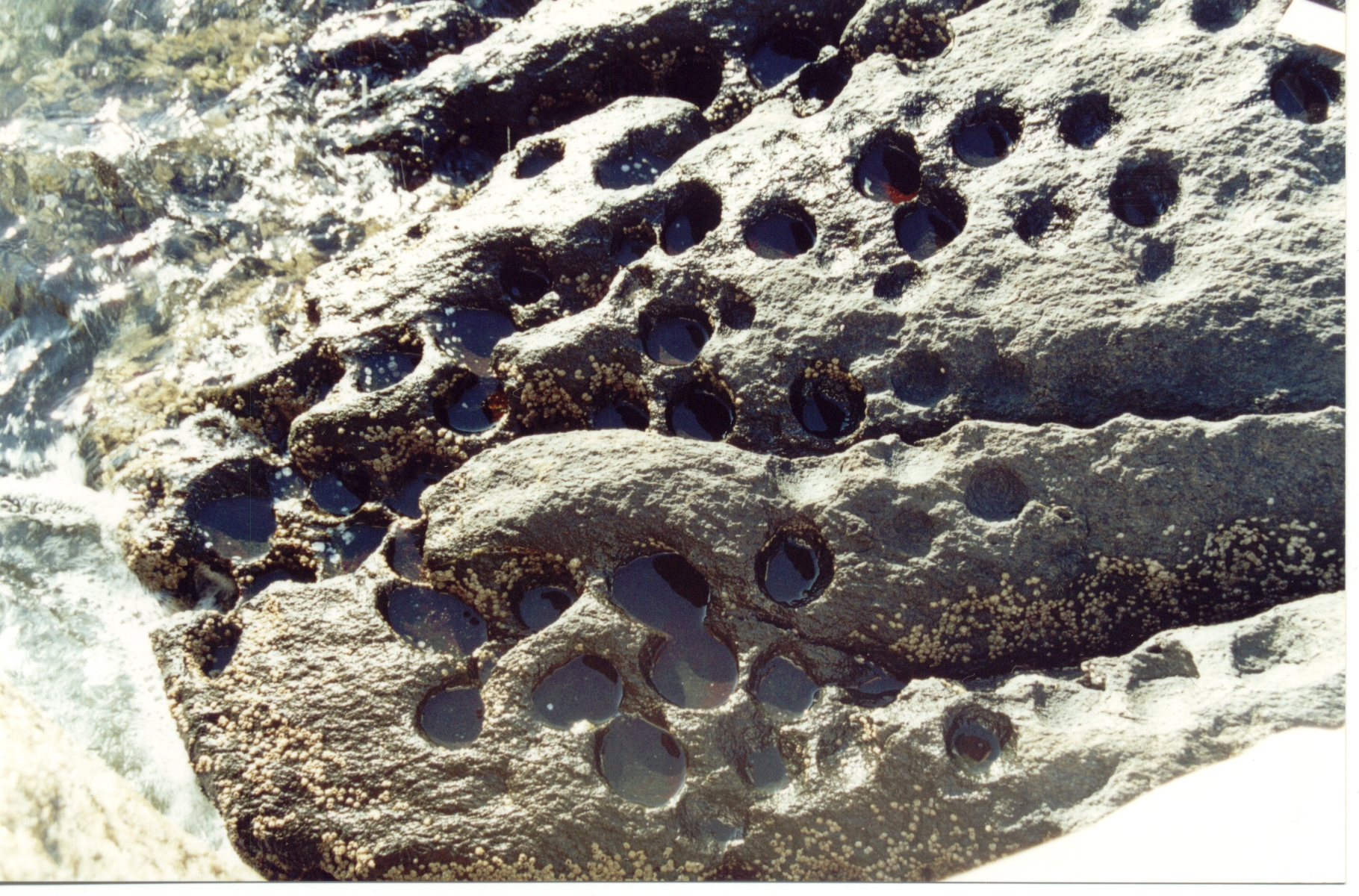
Des loges creusées dans la roche par des oursins perforants (Echinometra lucunter)
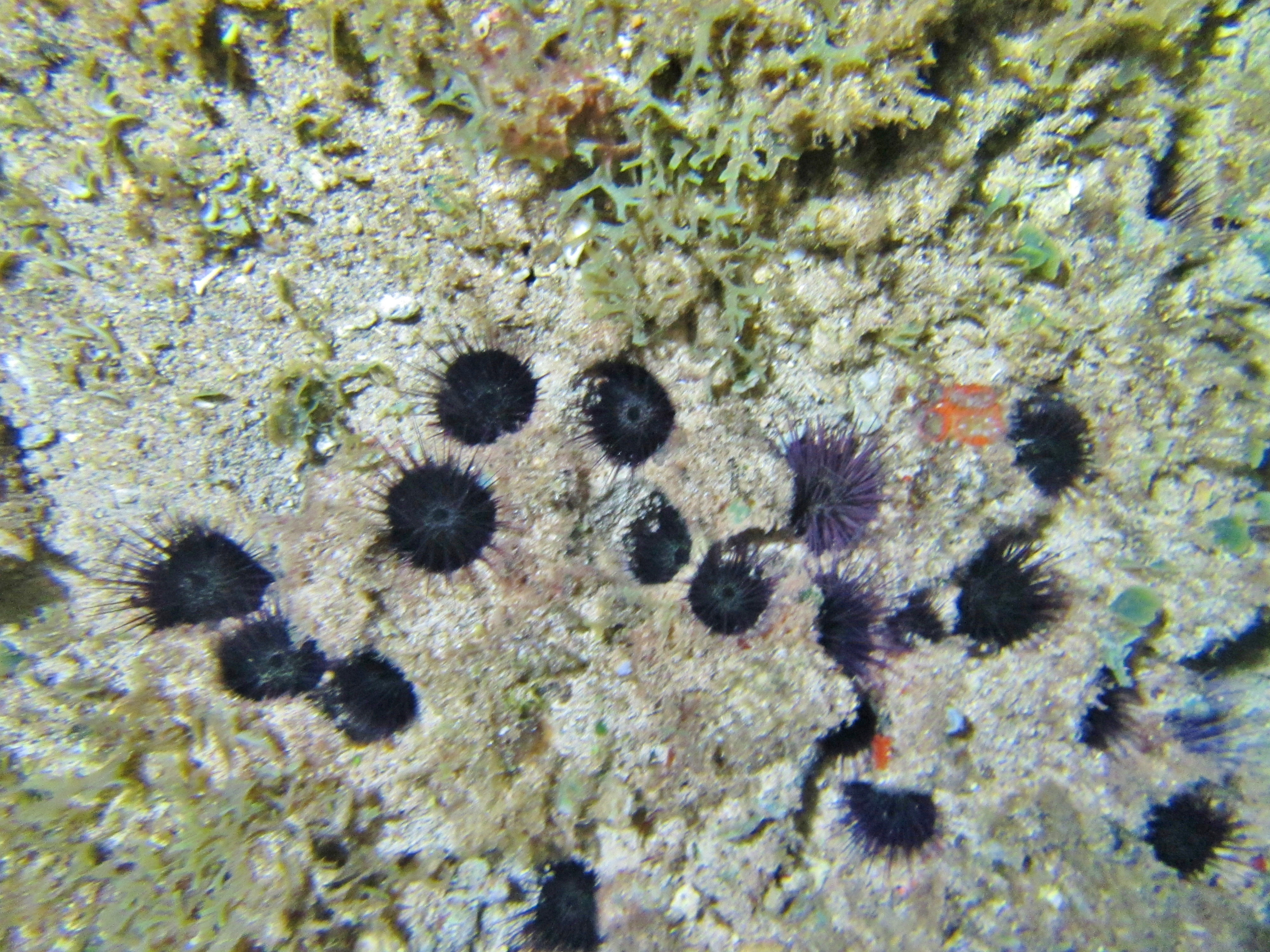
A l'âge adulte, les oursins du genre Echinostrephus sont incapables de quitter leur loge.

### Prédation subie

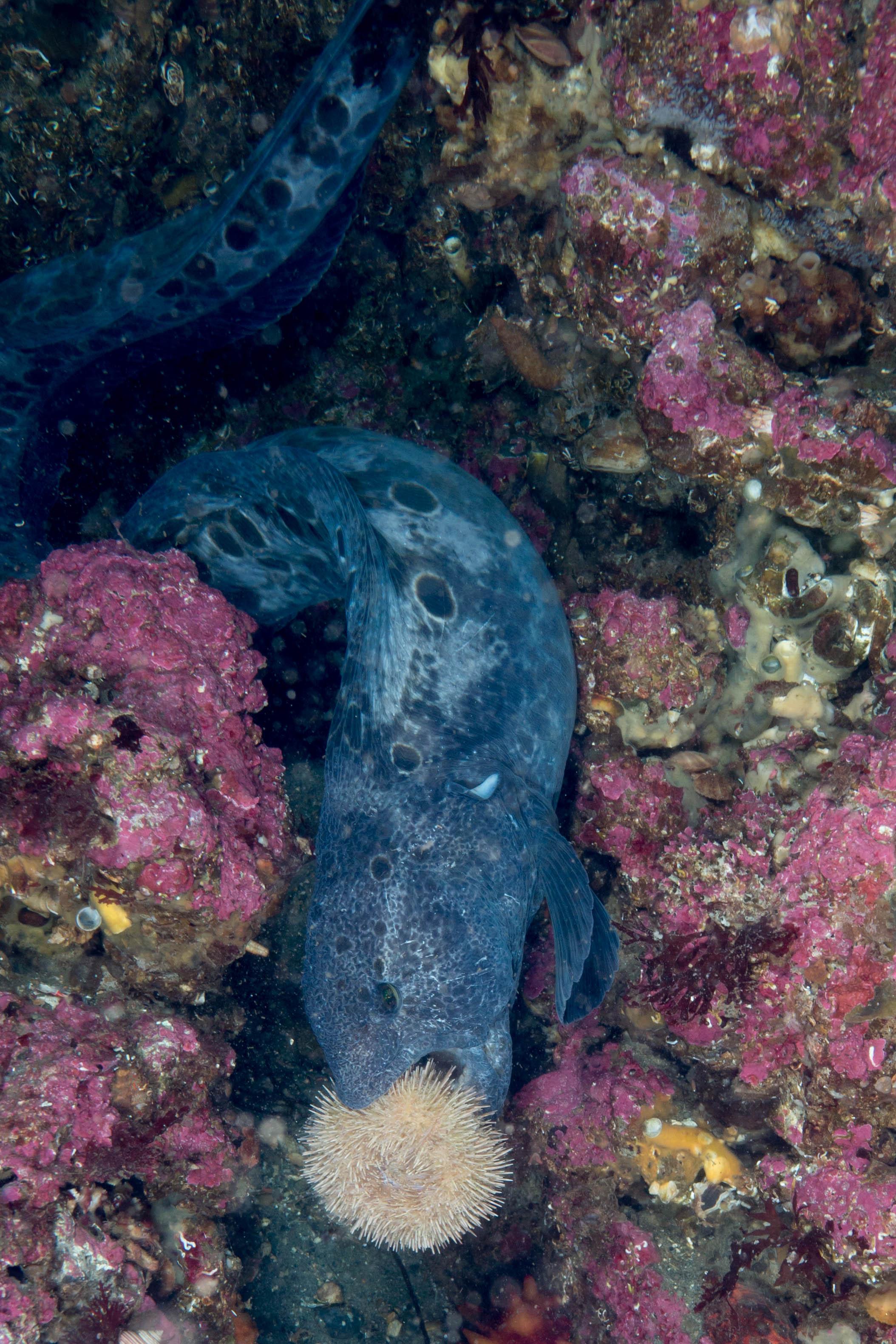
Le Poisson-loup à ocelles, un prédateur des oursins très spécialisé.

Les oursins adultes sont généralement bien protégés contre les prédateurs par leurs radioles solides et pointues (et parfois venimeuses), mais quand ils sont abimés ils attirent rapidement de très nombreux poissons et autres animaux omnivores, et sont ainsi parfois utilisés comme appâts pour la pêche, après ouverture.
L'oursin est l'une des proies préférées des homards, de certains crabes, des poissons-balistes, de la loutre de mer et des poissons-loups : tous ces animaux ont des adaptations particulières (dents, pinces, griffes) et une force leur permettant de passer outre l'excellente protection des oursins. Certaines grosses étoiles de mer consomment aussi régulièrement des oursins, en les enserrant entre leurs bras pour les digérer par projection de l'estomac. Dans les écosystèmes coralliens de l'Indo-Pacifique tropical, le principal prédateur des oursins semble ainsi être le baliste à lignes orange (Balistapus undulatus), mais le puissant baliste titan, quoique moins abondant, en est aussi un grand consommateur. Plusieurs gros mollusques de la famille des Cassidae sont également spécialisé dans la prédation des oursins (notamment les genres Casmaria ou Cypraecassis).
La pression de prédation est importante pour maintenir les populations d'oursins à un niveau soutenable : dans le Pacifique tempéré américain, là où les populations de loutres de mer ont drastiquement baissé ou totalement disparu, les écologues ont noté des invasions d'oursins dans les forêts de kelp, menaçant l'équilibre de ces écosystèmes. Des phénomènes similaires sont relevés dans plusieurs autres endroits, suivant les prédateurs et les chaînes trophiques.
Les oursins peuvent aussi être la proie de nombreux parasites, externes ou internes. Les pédicellaires sont un excellent moyen de défense contre les ectoparasites (quoique pas toujours suffisant, d'autant que certains animaux s'en nourrissent), tandis que leur système hémal assure la lutte contre les parasites internes.

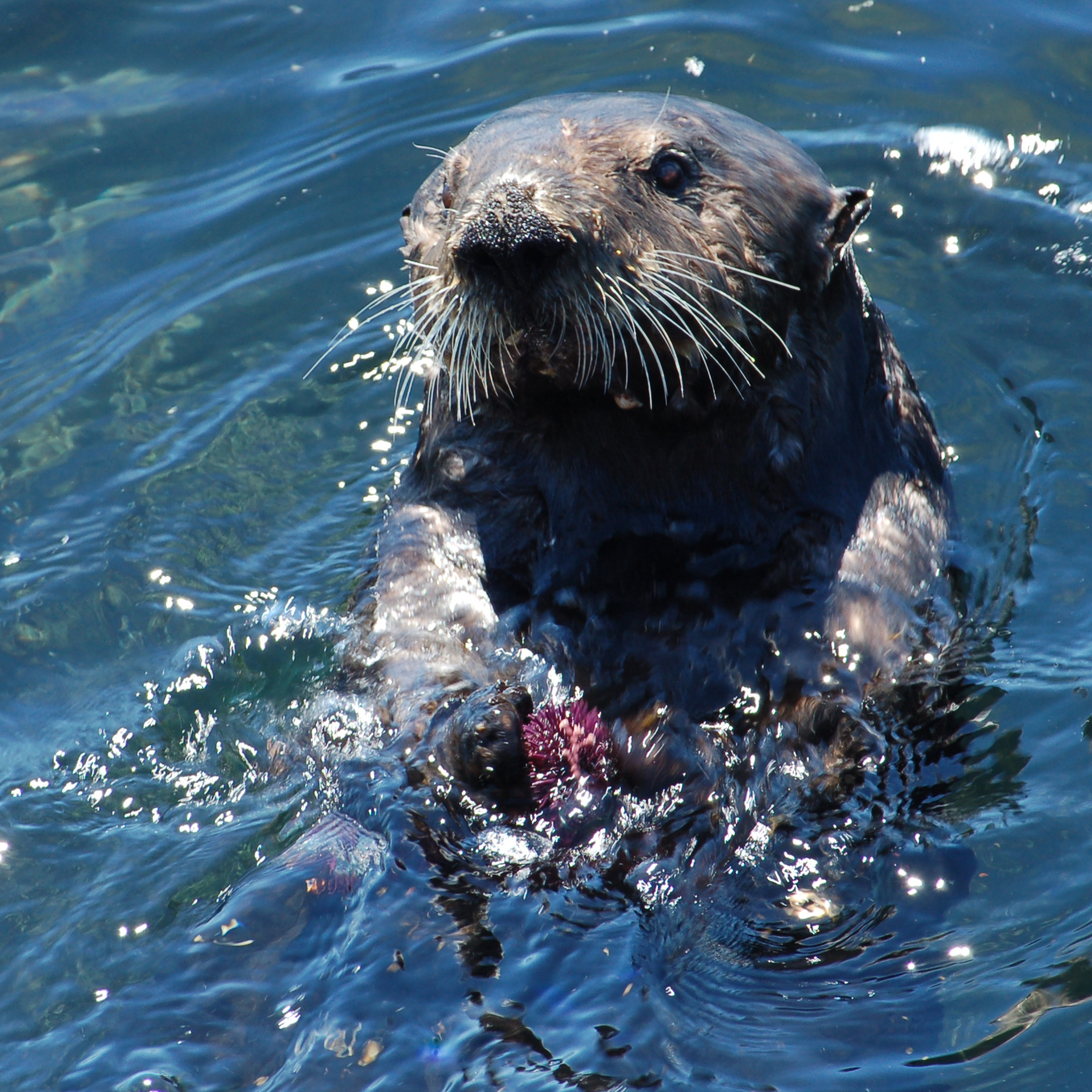
Une Loutre de mer dégustant un oursin pourpre.
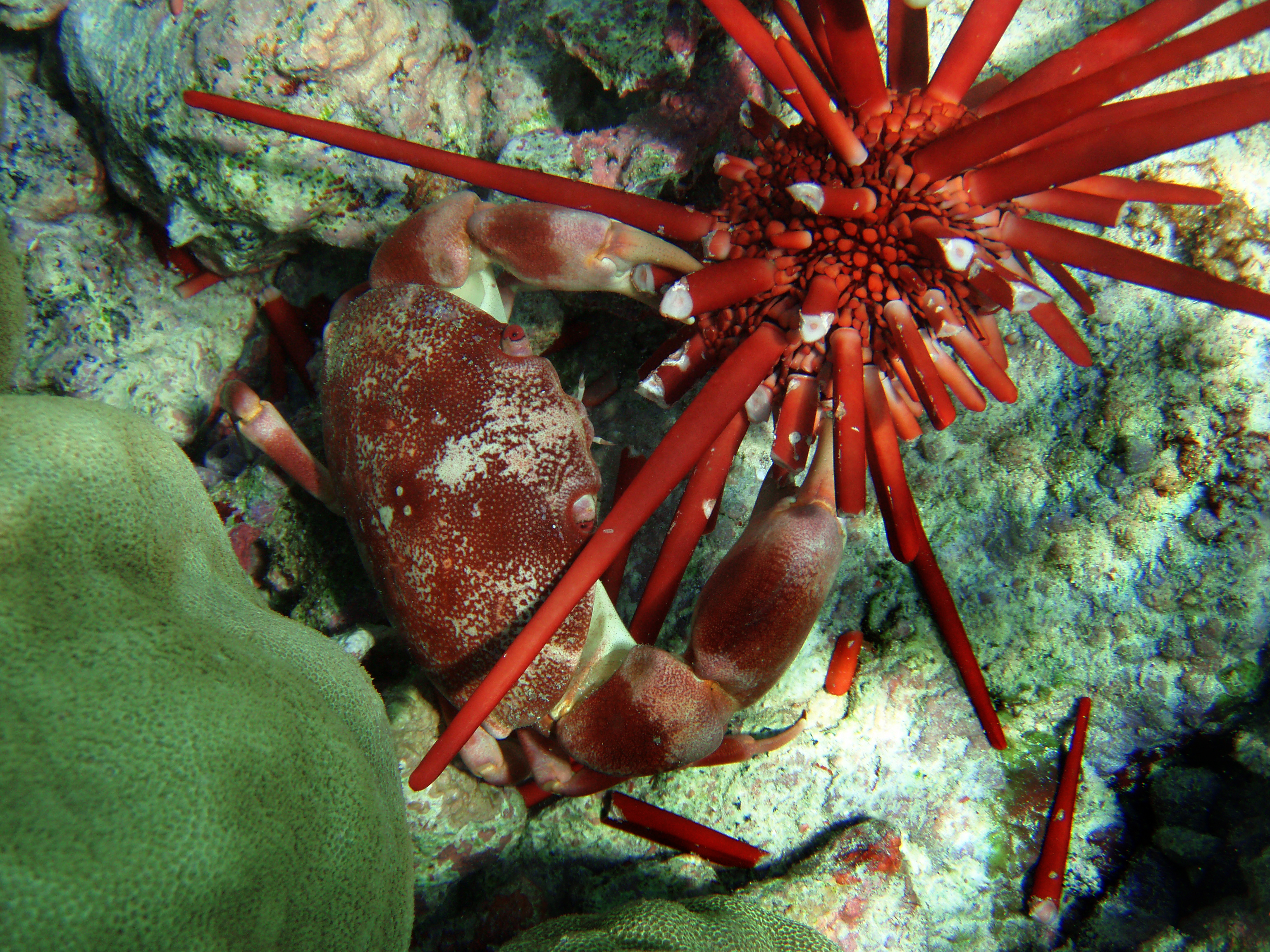
Un crabe des coraux (Carpilius convexus) attaquant un oursin crayon (Heterocentrotus mamillatus).
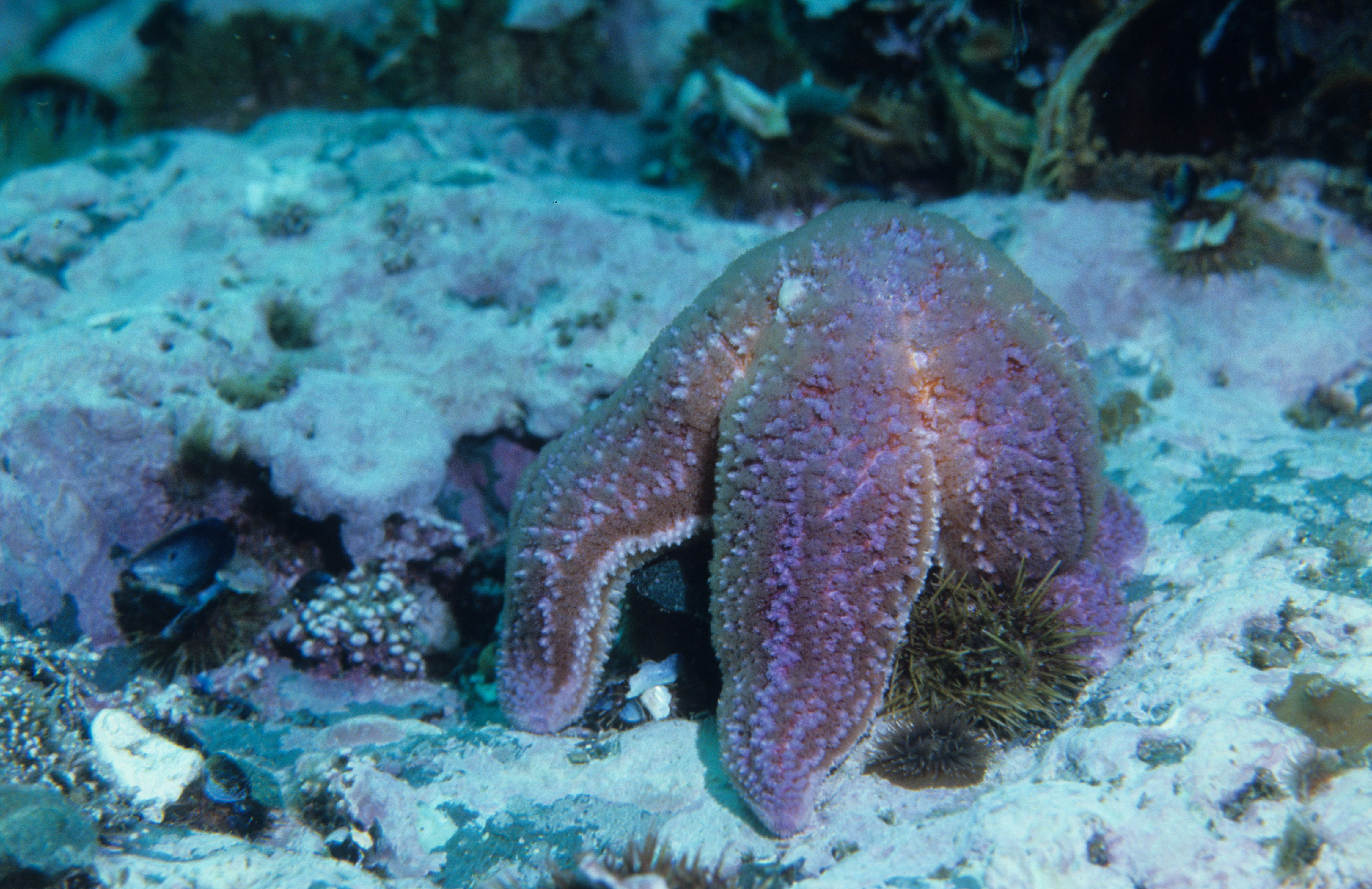
Étoile de mer Asterias rubens attaquant un Strongylocentrotus droebachiensis au Canada.
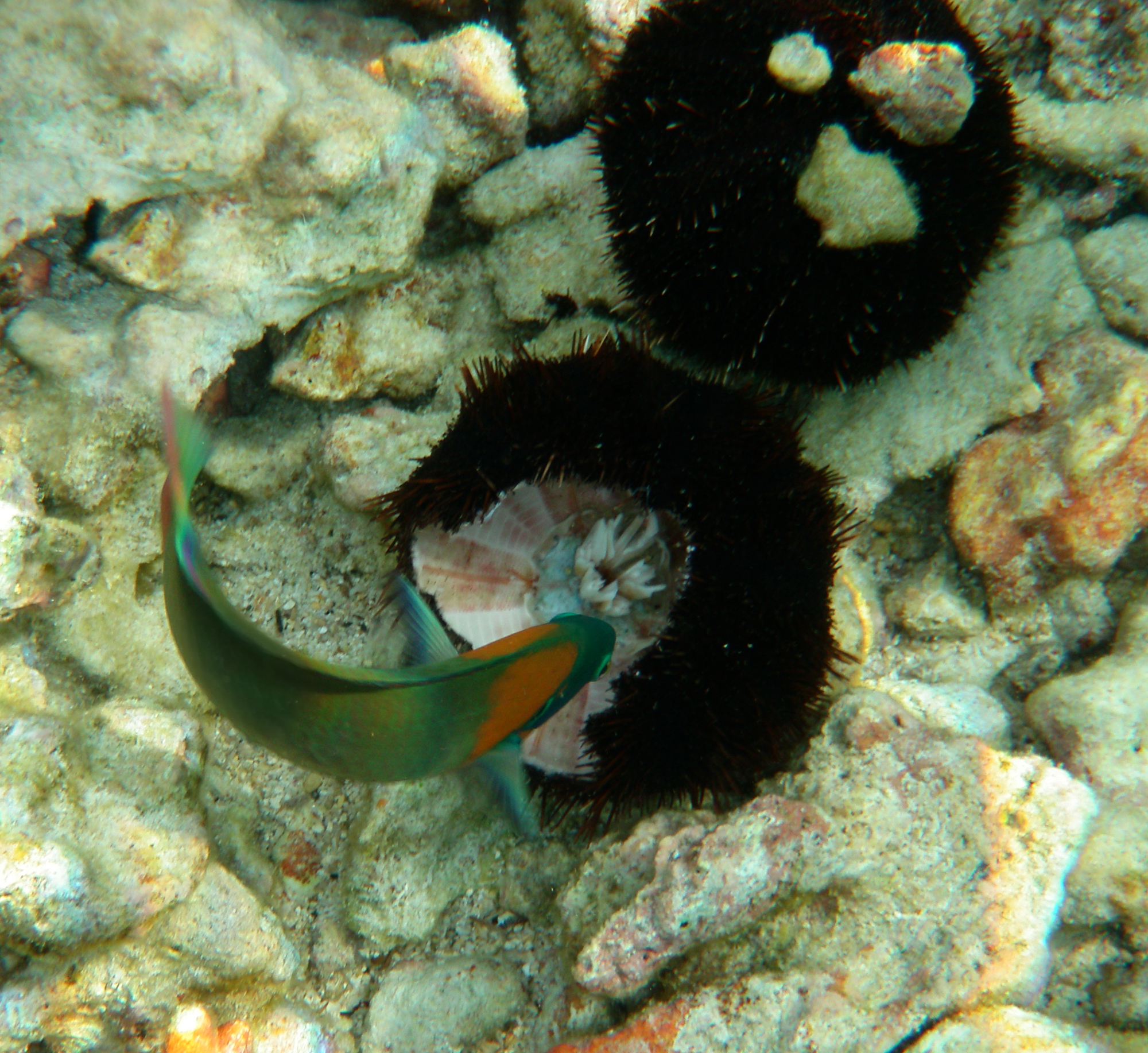
Un labre terminant un Tripneustes gratilla accidenté.
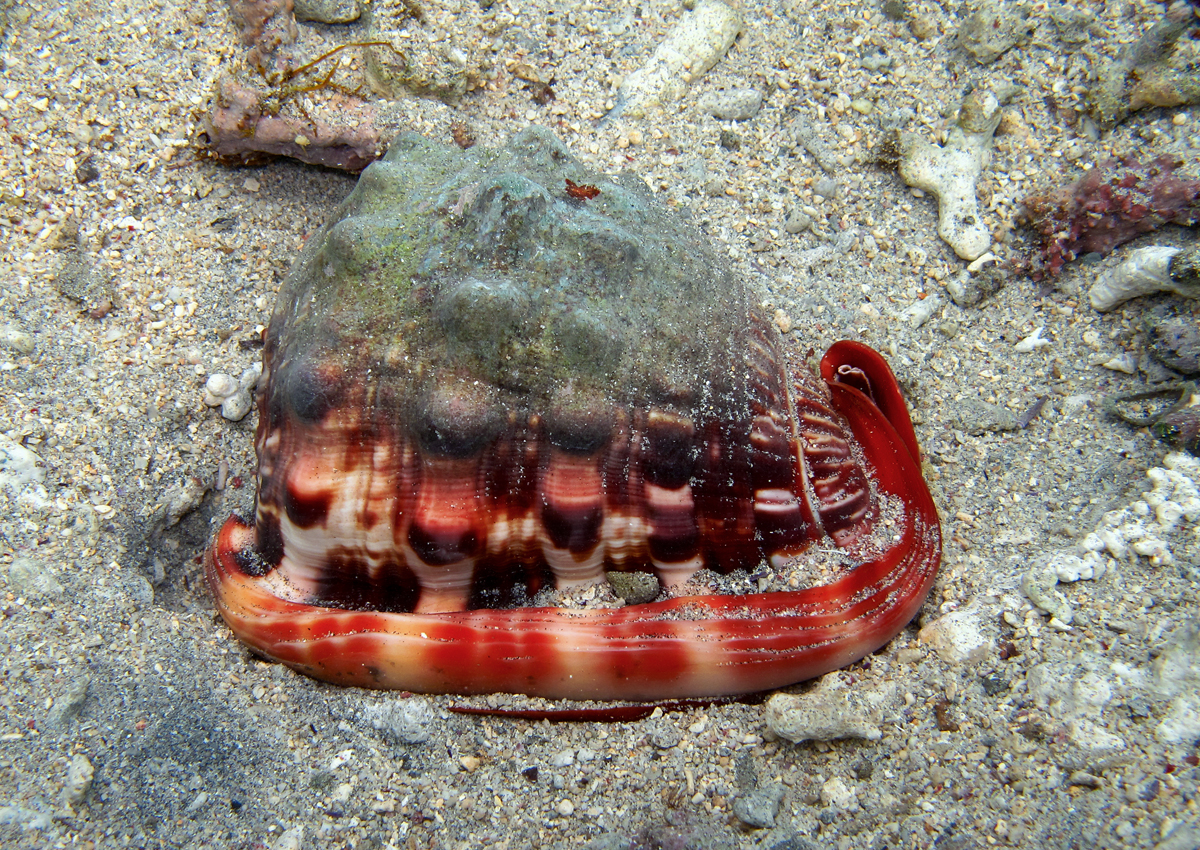
Le casque rouge (Cypraecassis rufa) se nourrit d'oursins dans les récifs de corail tropicaux.
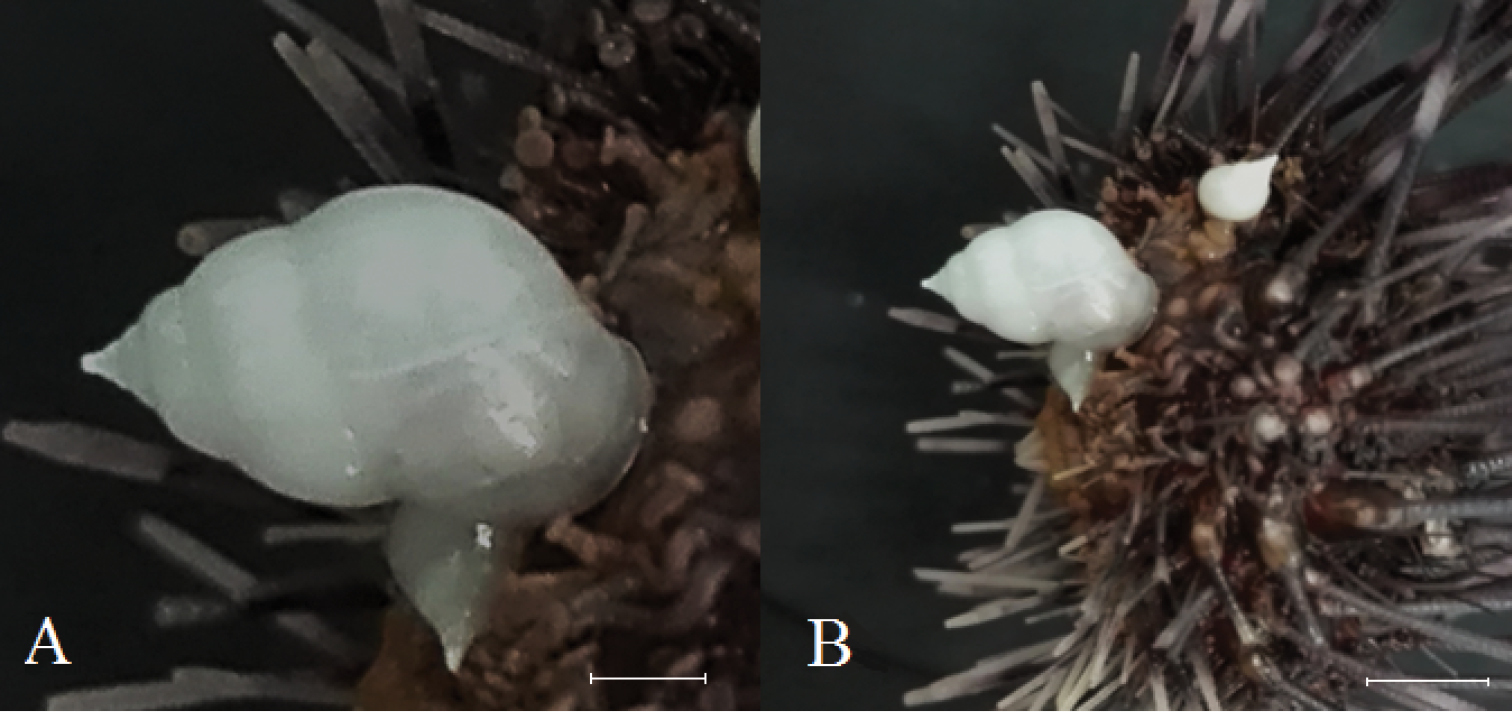
Les mollusques de la famille des Eulimidae parasitent souvent les oursins.

### Symbioses et commensalisme

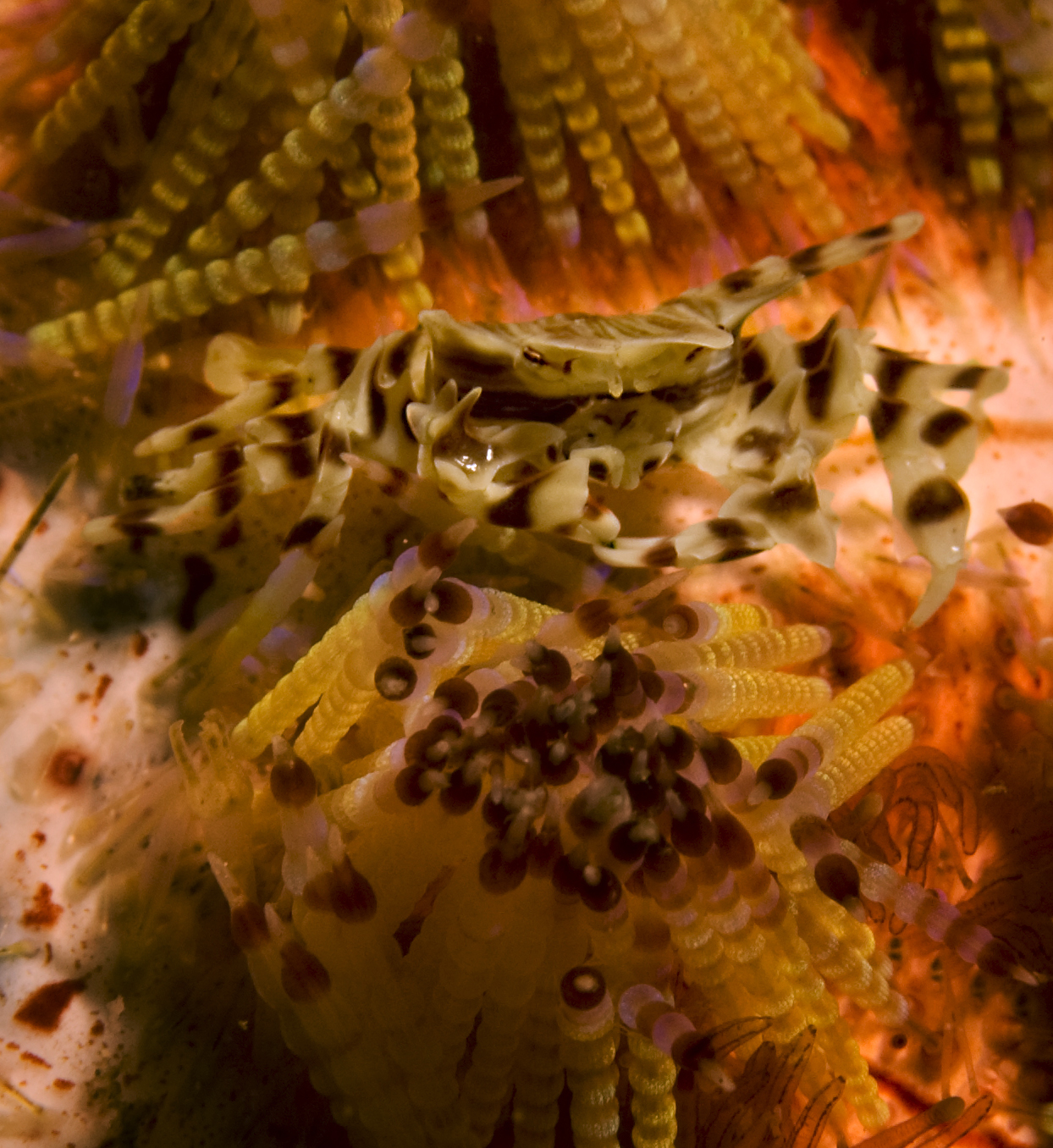
Un crabe-zèbre sur un oursin de feu.

Les longs piquants des oursins fournissent souvent un abri à plusieurs types de petits animaux, comme des copépodes, des vers polynoïdes, des larves de poissons, des crevettes nettoyeuses, de petits crabes ou même certains cnidaires. Certains cténophores benthiques (du genre Coeloplana) vivent également sur les longs piquants des diadématidés, d'où ils laissent s'échapper leurs filaments pêcheurs. Certaines espèces d'oursins, aux radioles longues et éventuellement venimeuses, sont des hôtes particulièrement recherchés pour la protection qu'ils offrent, comme l'oursin de feu Asthenosoma varium (qui héberge spécifiquement la crevette Periclimenes colemani et le crabe Zebrida adamsii), mais aussi la plupart des oursins-diadèmes (famille des Diadematidae).
Certains de ces animaux contribuent au nettoyage ou à la protection de l'oursin (comme la crevette Stegopontonia commensalis et celles des genres Periclimenes et Tuleariocaris, ainsi que les crabes Zebrida adamsii et Echinoecus pentagonus), mais d'autres peuvent lui être nuisibles (comme les alevins de Diademichthys lineatus, qui se nourrissent des pédicellaires des oursins Diadema).
Certains petits invertébrés peuvent être des endoparasites ou des ectoparasites des oursins, comme certaines espèces de gastéropodes de la famille des Eulimidae.
D'autres types d'associations spécifiques existent, comme avec le crabe Dorippe frascone qui porte des Diadematidae venimeux sur son dos pour se protéger lors de ses déplacements à découvert. Le bénéfice pour l'oursin de certaines associations demeure cependant parfois peu clair.

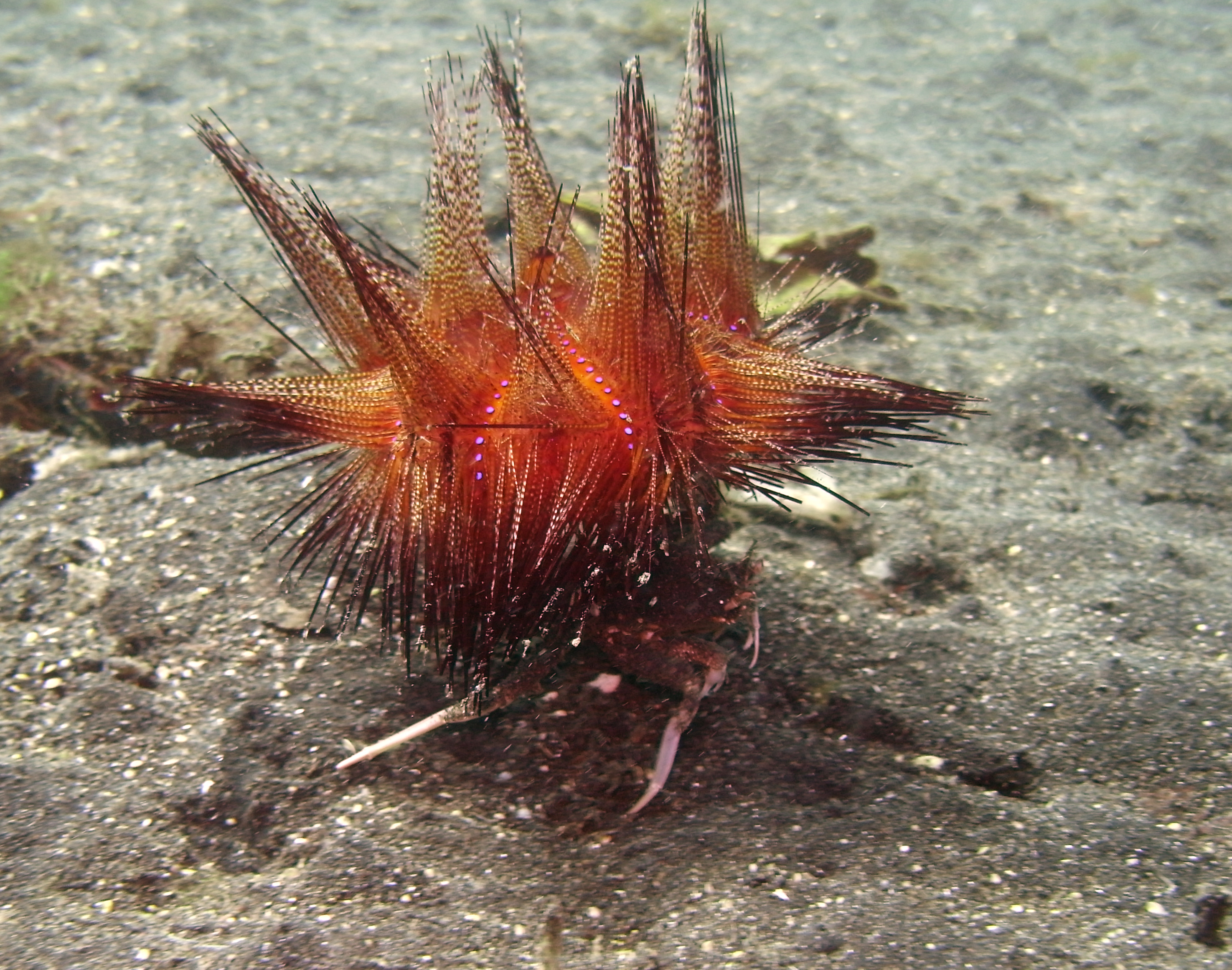
Le crabe Dorippe frascone transporte souvent des oursins-diadèmes sur son dos pour se protéger de ses prédateurs.
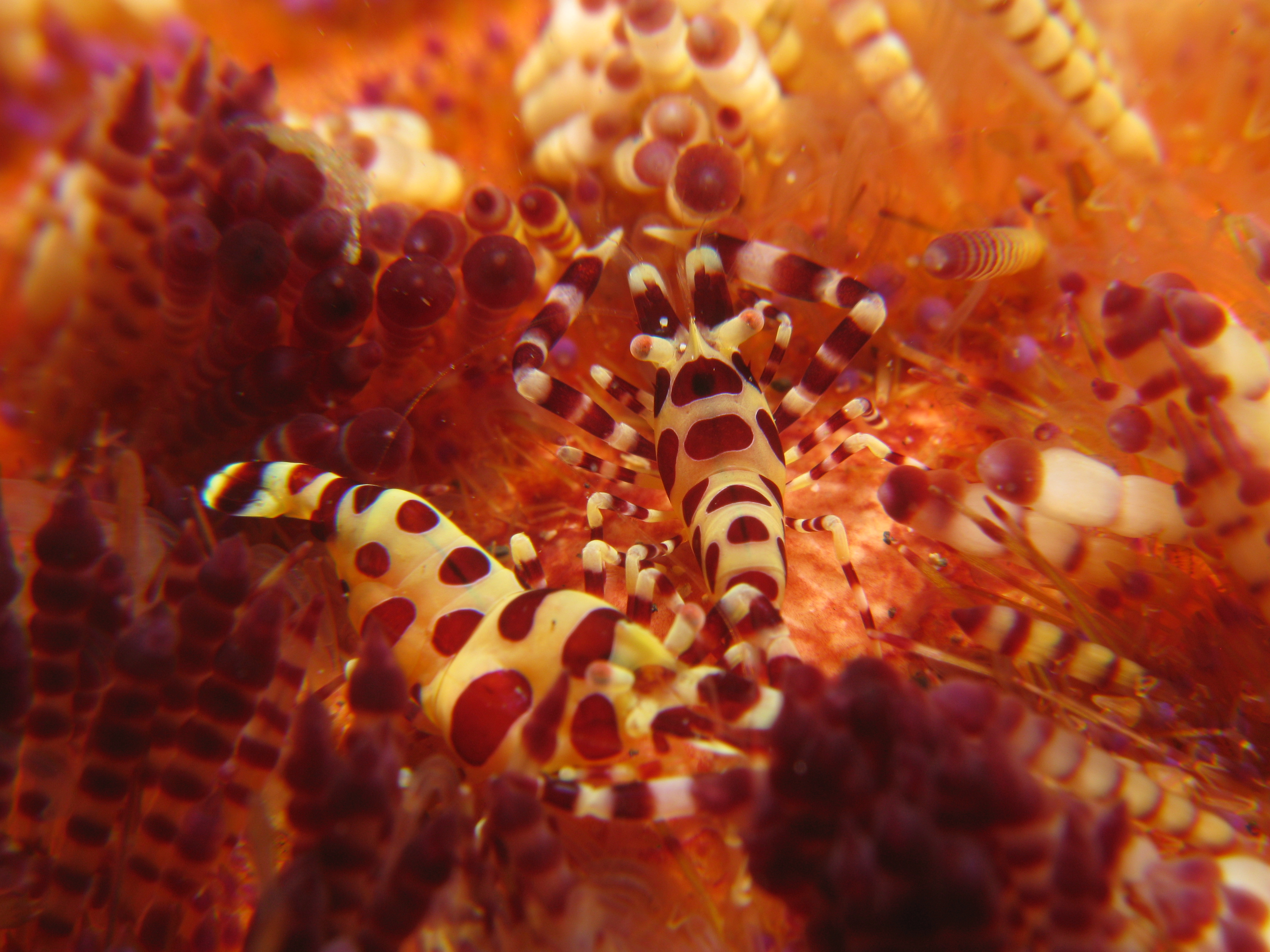
Crevettes symbiotiques Periclimenes colemani sur un Asthenosoma varium.
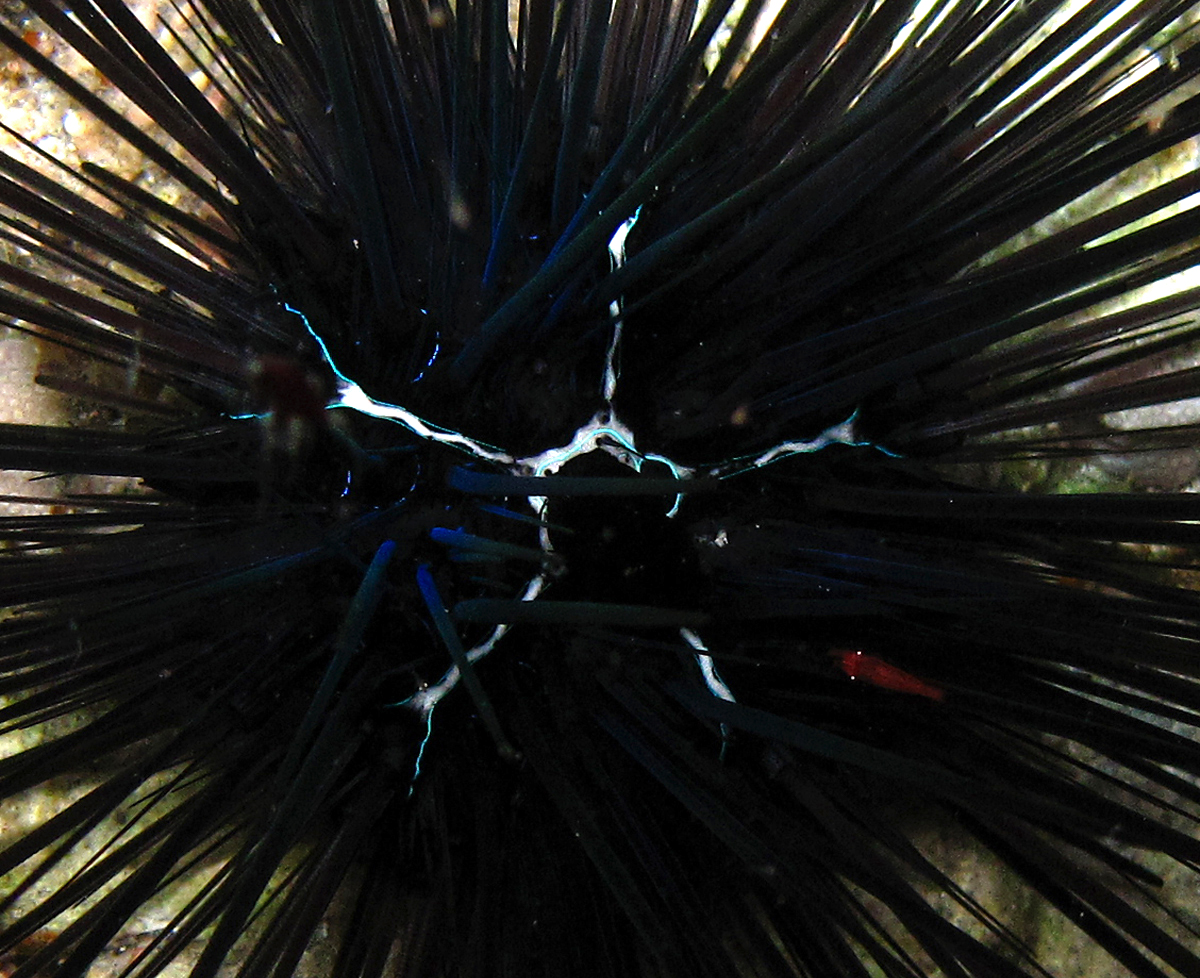
Crevette du genre Periclimenes entre les piquants d'un Diadema savignyi.
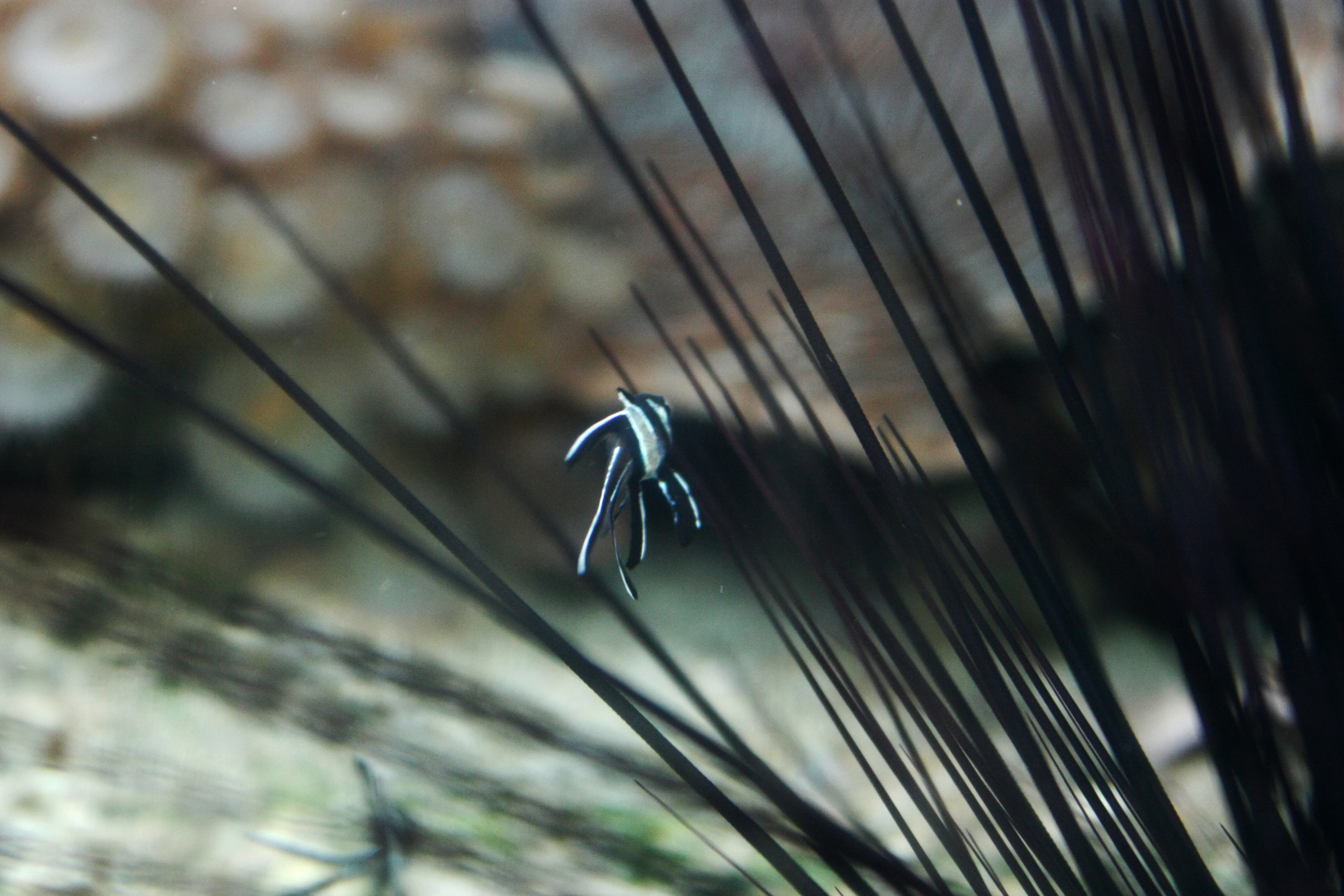
Poisson cardinal (Pterapogon kauderni) juvénile entre les piquants d'un Diadema setosum.
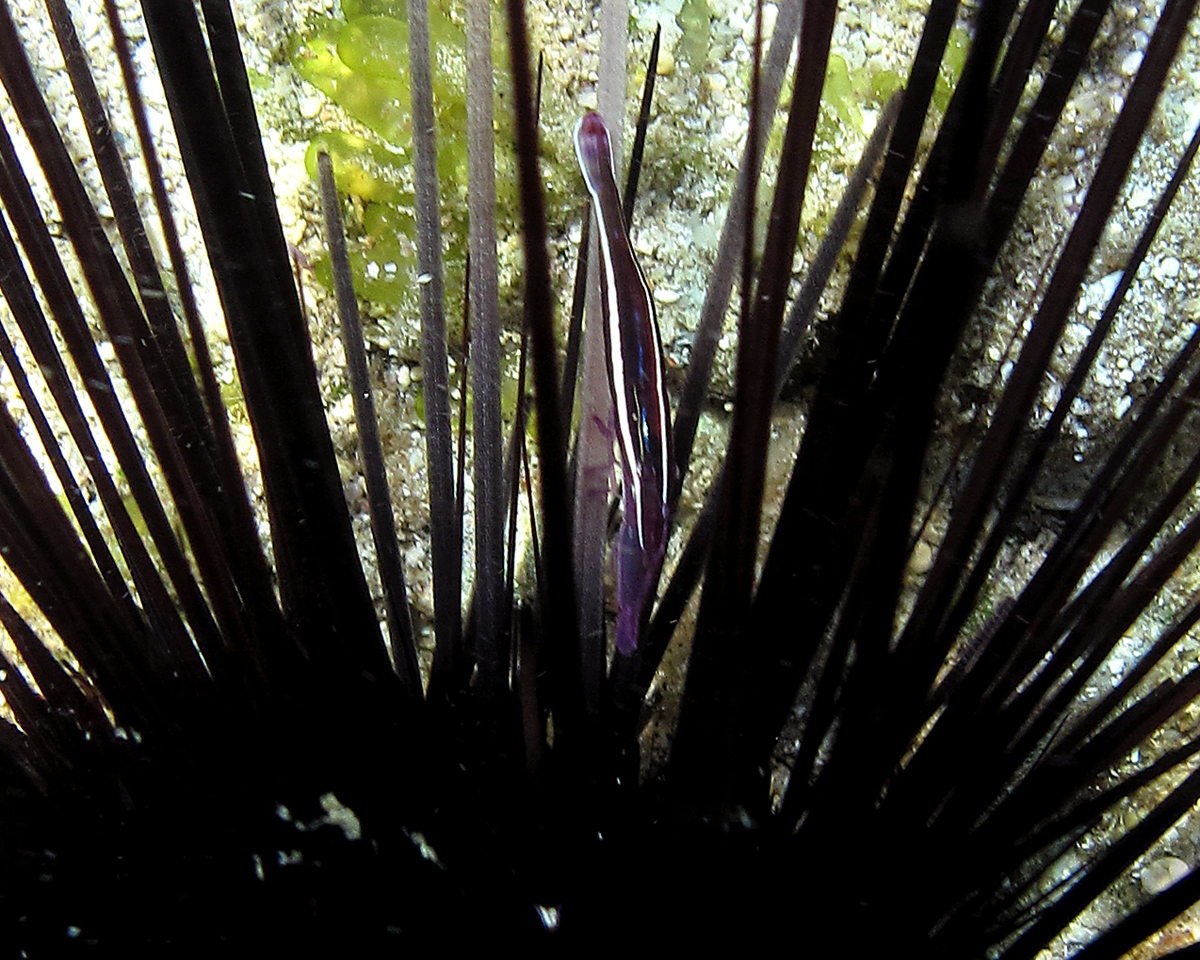
Stegopontonia commensalis entre les piquants d'un Diadema.
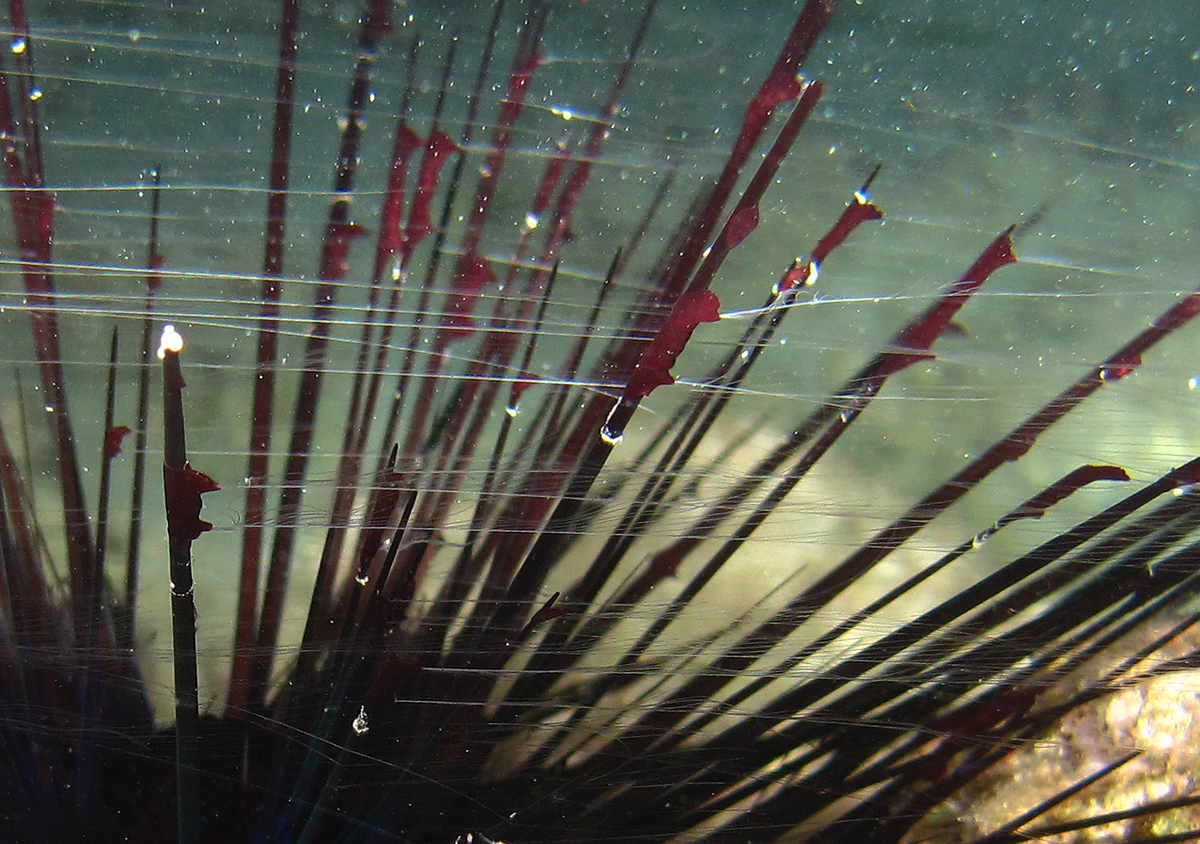
Des cténophores benthiques (sans doute Coeloplana bannwarthi) vivent sur cet oursin, d'où ils ont déployé leurs filaments urticants.

## Habitat et répartition

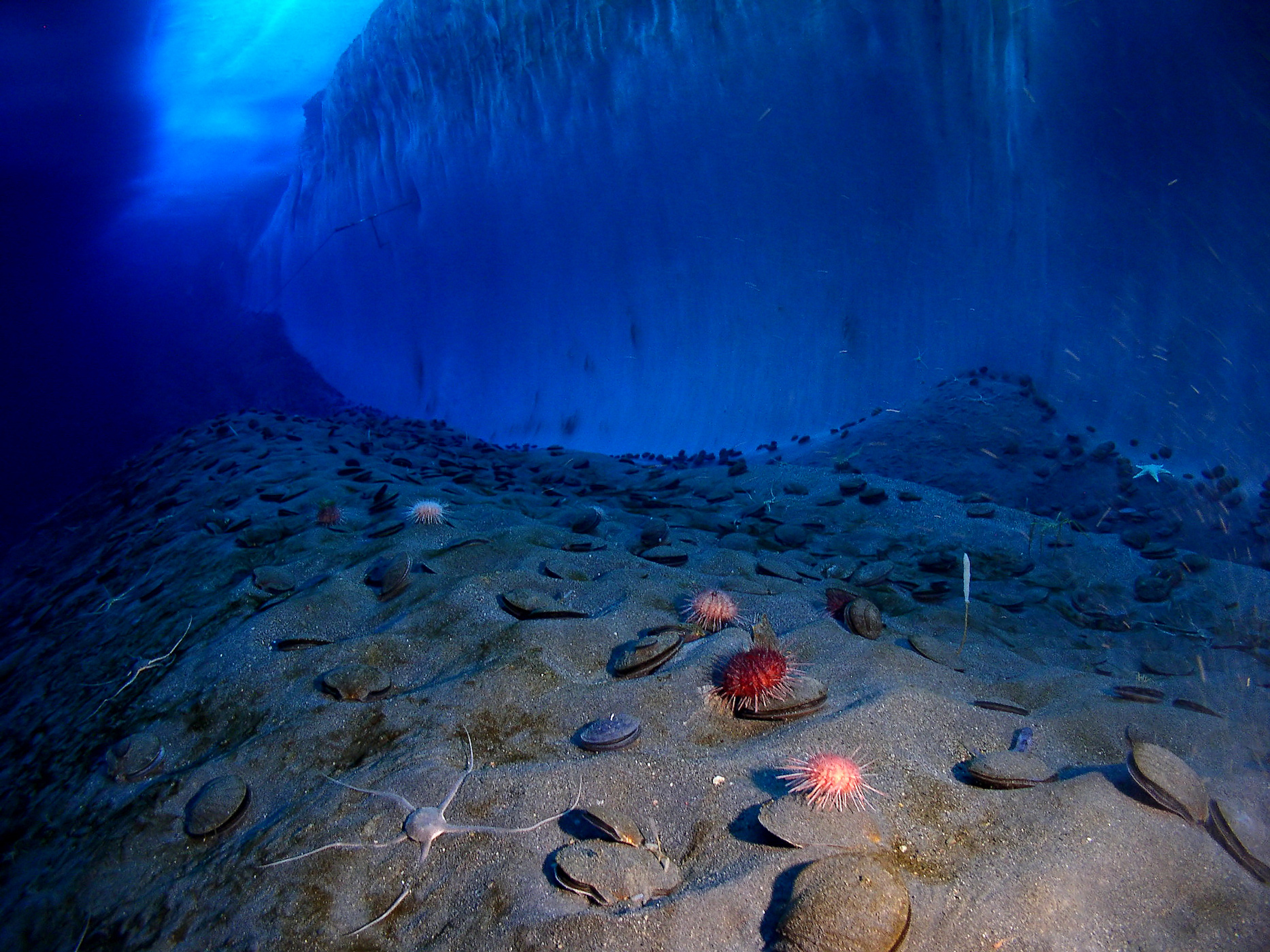
L'oursin antarctique Sterechinus neumayeri habite les mers gelées.

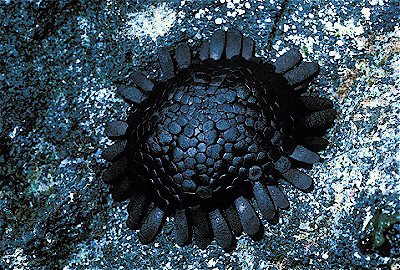
La forme de l'oursin tortue lui permet de s'accrocher à des rochers battus par de fortes vagues.

Comme tous les échinodermes, les oursins sont tous marins : on n'en connaît aucune espèce, actuelle ou fossile, de mœurs terrestres ou d'eau douce. Très dépendants de l'eau à cause de leur système aquifère, ils ne survivent que peu de temps hors de l'eau : sans pression osmotique, les podia ne sont plus fonctionnels et les radioles s'affaissent. Cependant, quelques espèces sont adaptées pour résister quelque temps hors de l'eau, entre deux vagues ou deux marées : c'est notamment le cas des oursins tortues, qui vivent sur les falaises battues par les vagues de l'indo-Pacifique tropical, où ils se retrouvent fréquemment émergés.
Les oursins ont conquis la plupart des habitats maritimes, sur une gamme de profondeurs extrêmement large. Certaines espèces, comme le Cidaris abyssicola peuvent vivre jusqu'à plusieurs milliers de mètres de profondeur. Plusieurs genres sont totalement inféodés aux abysses comme de nombreux cidaridés, la plupart des genres de la famille des Echinothuriidae, ou les étranges Dermechinus, ainsi que de nombreux groupes d'oursins irréguliers. Une des familles observées aux plus grandes profondeurs est celle des Pourtalesiidae, d'étonnants oursins allongés n'existant que dans la zone hadale, et récoltés à plus de 6 850 m de profondeur dans la fosse de Java. Cependant, cela fait sans doute des oursins la classe vivant le moins profond des échinodermes, comparé aux holothuries ou crinoïdes qui demeurent abondants en dessous de 8 000 m.
On trouve des oursins dans tous les climats, des mers les plus chaudes aux fonds marins subglaciaires (comme l'oursin antarctique Sterechinus neumayeri). Ils adaptent leur alimentation à leur environnement : dans les écosystèmes plus riches, ils se nourrissent d'algues qui leur permettent une croissance rapide ; à l'inverse les oursins des fonds pauvres ont un mode de vie plus lent, adapté à un régime moins énergétique.
Malgré cette occupation de la quasi-totalité des écosystèmes marins, la plupart des espèces se rencontrent sur les côtes tempérées et tropicales, entre la surface et quelques dizaines de mètres de fond, à proximité des sources de nourriture photosynthétique. Ils ont également disparu des mers fermées (comme la mer Caspienne), même s'ils ont pu y être présents dans des âges géologiques plus reculés.
L'oursin le plus commun sur le littoral européen est l'oursin « violet » Paracentrotus lividus (la « châtaigne de mer »), très présent notamment en Méditerranée. Cet oursin est comestible et consommé sur une grande partie du littoral ; ainsi, dans les zones où il est surexploité, il est souvent supplanté par l'oursin noir Arbacia lixula, sans intérêt culinaire.

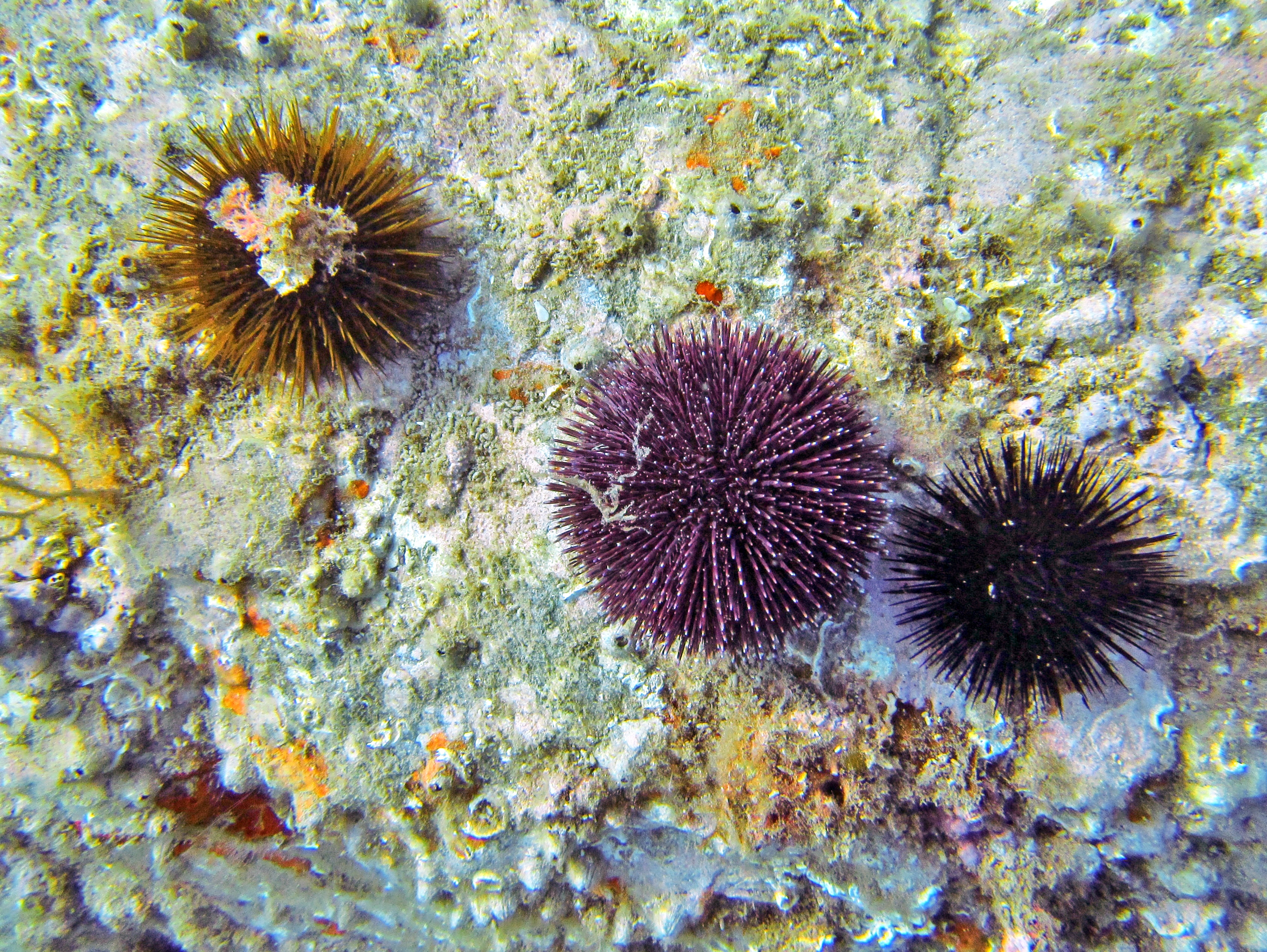
Les trois principaux oursins de Méditerranée : « comestible », « granuleux » et « noir ».
oursins pourpres à marée basse en Californie. Ils se creusent une logette dans la roche.
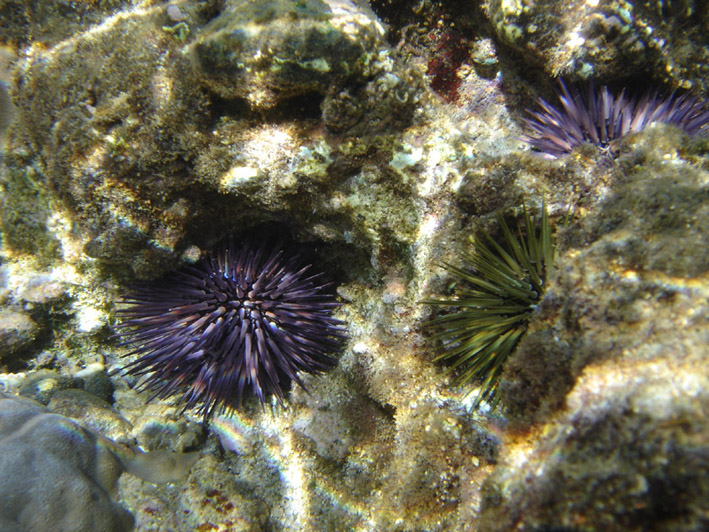
Assemblage d'oursins perforants, l'espèce la plus abondante de l'Indo-Pacifique tropical.
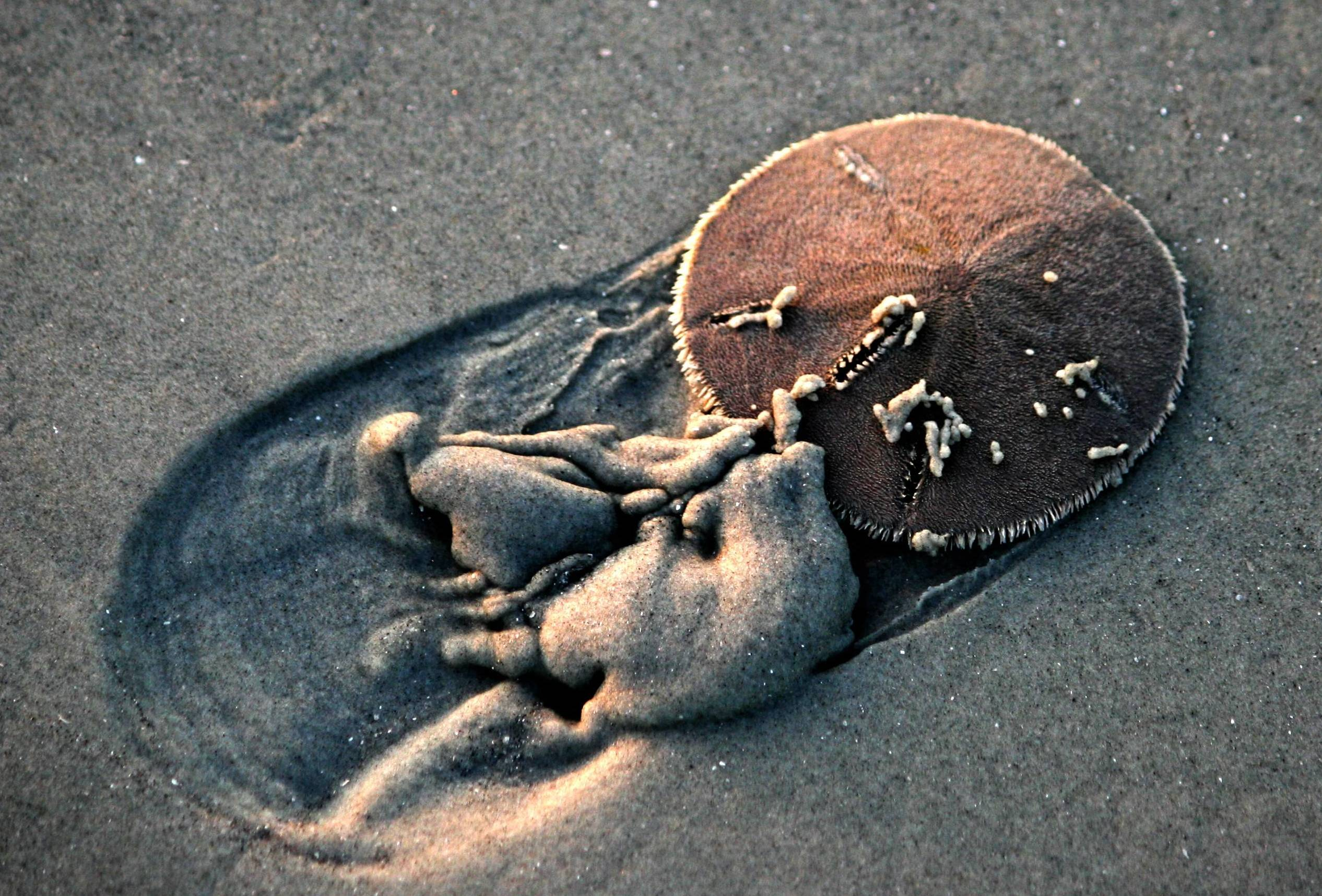
oursin plat (« dollar des sables »), vivant enterré dans le sédiment, qu'il filtre pour se nourrir.
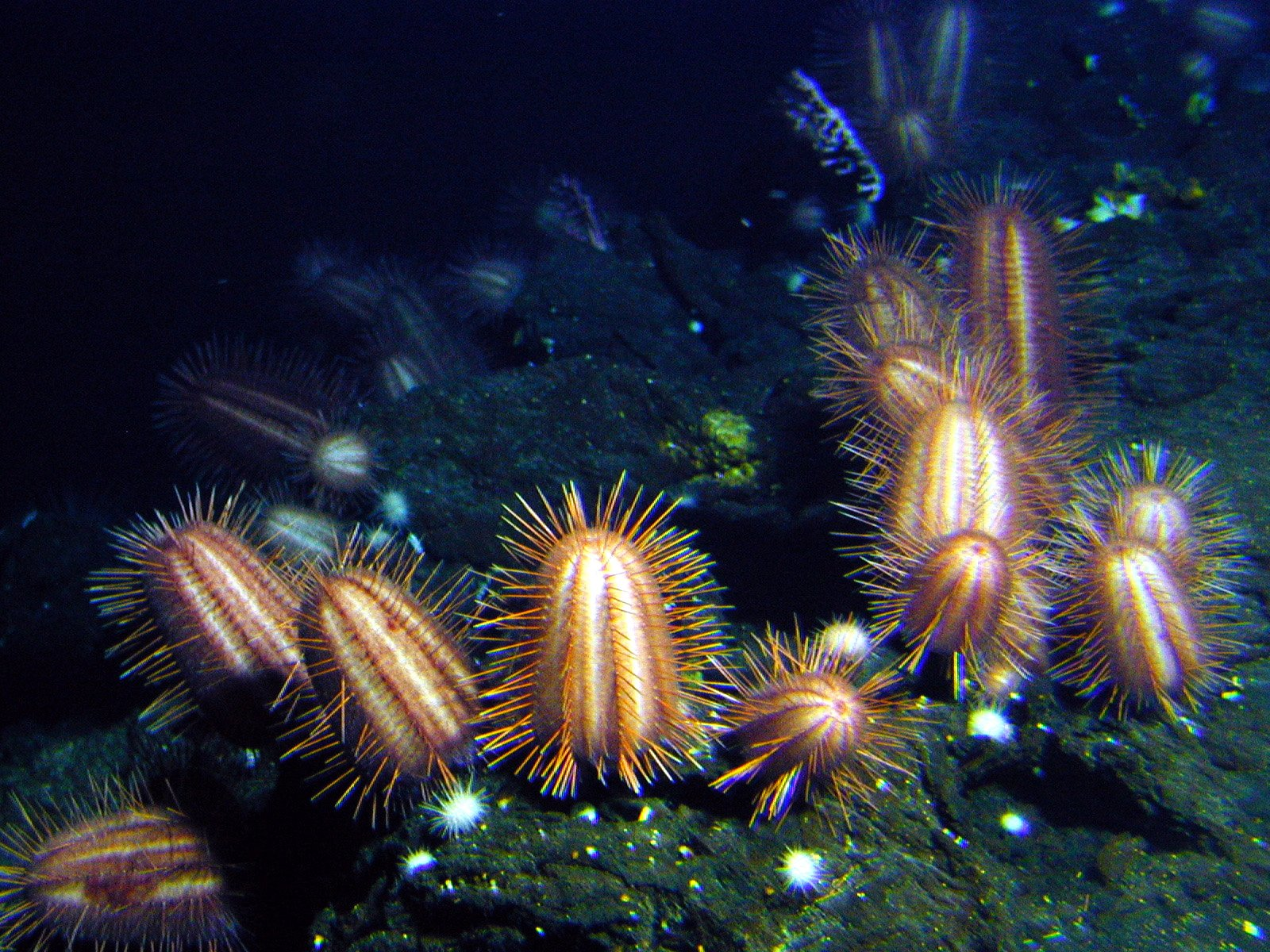
Dermechinus horridus, oursins des abysses à plusieurs kilomètres de profondeur.

## Systématique

### Histoire scientifique

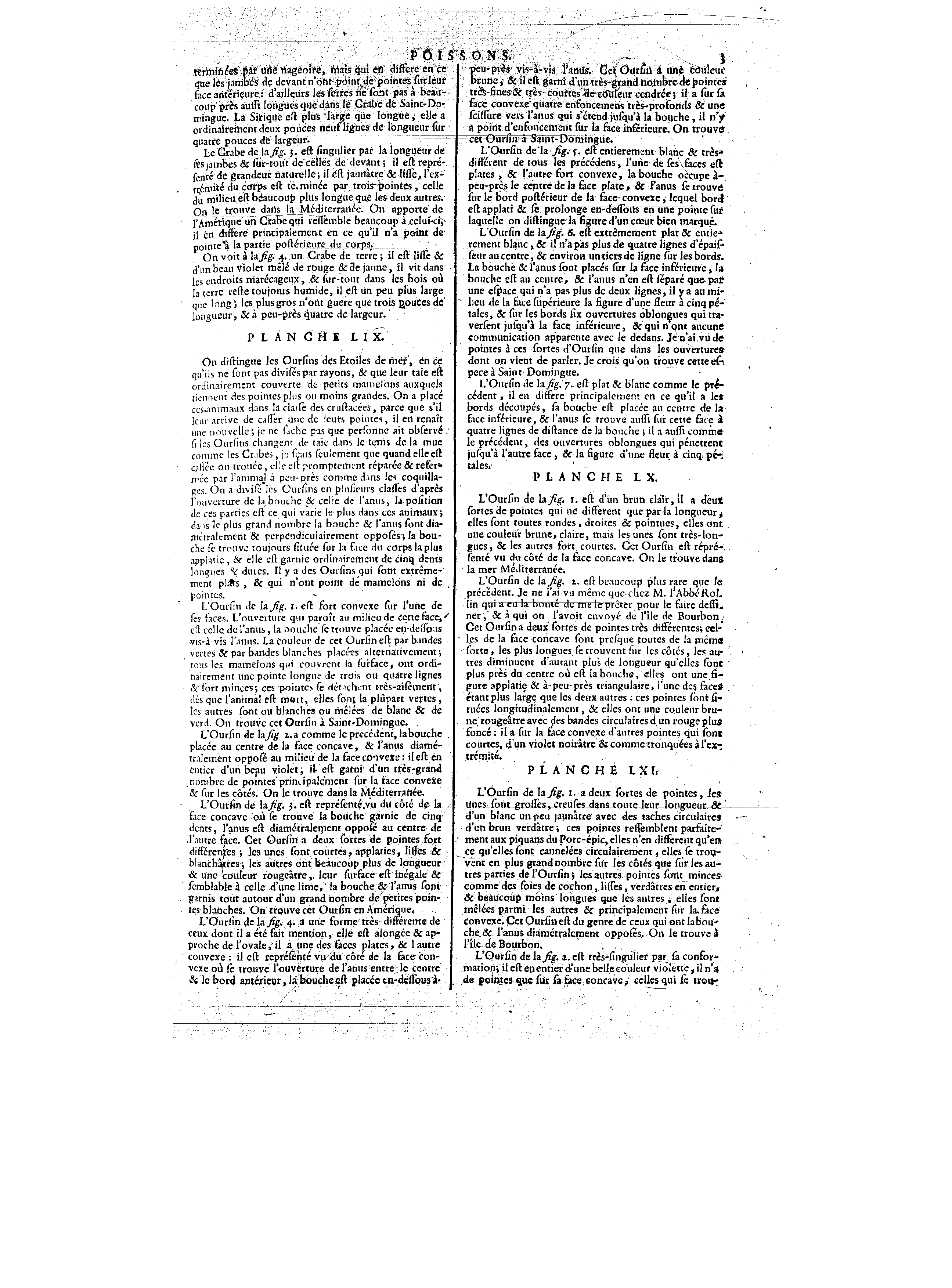
Commentaire des planches d'oursins de l’Encyclopédie (vol. 5).

L'un des plus anciens textes scientifiques concernant les oursins remonte à Aristote, qui décrit notamment leur anatomie interne avec une grande précision au livre IV chapitre 5 de son Histoire des animaux (vers -343), et laissa son nom à l'appareil masticateur des échinoïdes à travers une métaphore de son cru : la « Lanterne d'Aristote ». Vers 77 apr. J.-C., Pline l'Ancien aborde lui aussi les oursins au livre IX de son Histoire naturelle, et les plaçant parmi les crustacés il les décrit en ces termes : « À la même classe appartiennent les oursins, qui ont des épines au lieu de pattes. Pour eux marcher c'est rouler comme une boule; aussi les trouve-t-on souvent avec leurs piquants usés. On appelle « échinomètres » ceux dont les piquants sont les plus longs et le corps le plus petit. Tous n'ont pas la même couleur vitrée ; dans les environs de Torone, les oursins sont blancs et leurs épines courtes. Les œufs de tous sont amers, et au nombre de cinq. Leur bouche est au milieu du corps, et regarde la terre. ». Ces deux auteurs demeureront les références majeures pendant tout le Moyen Âge, repris jusque chez Guillaume Rondelet en 1554, qui termine son ouvrage sur les poissons par un chapitre consacré aux oursins.
Les scientifiques recommencent à s'intéresser aux oursins à partir du siècle des Lumières : en 1748.
En 1751 ce sont Daubenton et Jaucourt qui rédigent l'article de l'Encyclopédie intitulé Oursin, Hérisson de mer, Chataigne de mer, echinus marinus, en classant les oursins parmi les « coquillages univalves », même si les planches du 5e volume hésitent avec les crustacés. En 1758, Carl Von Linné énumère 17 espèces dans la première édition de son Systema naturae, les plaçant toutes dans le genre Echinus, parmi les mollusques (les premières éditions à partir de 1735 les plaçaient parmi les « zoophytes », avec les étoiles de mer, les limaces de mer et les cnidaires). C'est Jacob Theodor Klein qui le premier avait eu l'idée, en 1734, de regrouper les oursins non plus parmi les mollusques mais avec les étoiles de mer, concombres de mer, ophiures et crinoïdes, au motif de la symétrie pentaradiale et sous l'appellation d'« échinodermes » ; mais il faudra attendre que ses travaux soient poursuivis par Nathanael Gottfried Leske (1778) puis systématisés par Jean-Guillaume Bruguière en 1791 pour que le clade des échinodermes soit définitivement incorporé aux classifications scientifiques, fixant ainsi la position taxinomique des oursins. Au début du XIXe siècle, de nombreux explorateurs scientifiques principalement français et suisses (Lamarck, Agassiz, Desor, Lambert...) décrivent des dizaines de nouvelles espèces en quelques décennies, qui furent rapidement divisées en nouveaux genres, puis familles et ordres. Les premiers travaux de phylogénie scientifique sont dus à Louis Agassiz et Édouard Desor de 1835 à 1858. Dans les années 1880 sont publiés les épais volumes du Report Of The Scientific Results of the Exploring Voyage of H.M.S. Challenger during the years 1873-76 qui suivit l'expédition du Challenger, et permit la description d'une énorme quantité de nouveaux taxons, notamment en eaux profondes. Mortensen reprit, modernisa et améliora considérablement la classification d'Agassiz & Desor entre 1928 et 1951 dans sa vaste Monograph of Echinoidea, qui jeta les fondements de la classification moderne des oursins (décrivant 60 % des espèces actuellement connues), en se fondant majoritairement sur des critères squelettiques (sur la base des travaux de Jackson de 1912), qui avaient l'avantage d'être applicable aussi bien aux espèces contemporaines qu'aux fossiles.
Cette classification fut ensuite revue par Durham & Melville (Volume « Echinoidea » de leur Treatise on invertebrate paleontology, 1957), puis par Andrew Smith (1981) qui introduisit des concepts de cladistique moderne, repris par Jensen (1982) puis de nouveau Smith (1984). Les premières phylogénies moléculaires furent systématisées par Littlewood & Smith (1995). La référence actuelle pour la phylogénie des oursins est The phylogeny and classification of post-Palaeozoic echinoids établié en 2010 par Andreas Kroh et Andew Smith, qui sert de base à la plupart des bases de données comme World Register of Marine Species. Cependant, des analyses génétiques récentes pourraient encore remettre en question certains aspects de ce classement,.
On compte à l'heure actuelle approximativement 1 000 espèces d'oursins décrites, réparties dans plus de 70 familles.

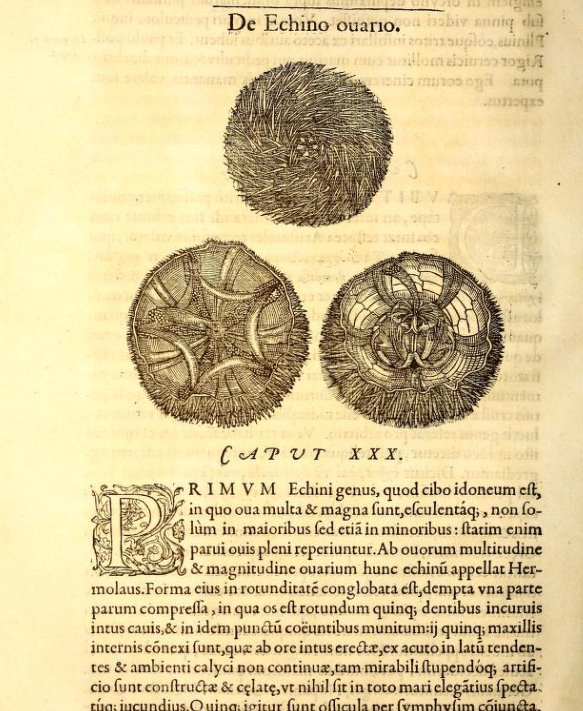
Chapitre sur les oursins réguliers de l'Histoire des poissons de Guillaume Rondelet (1554)
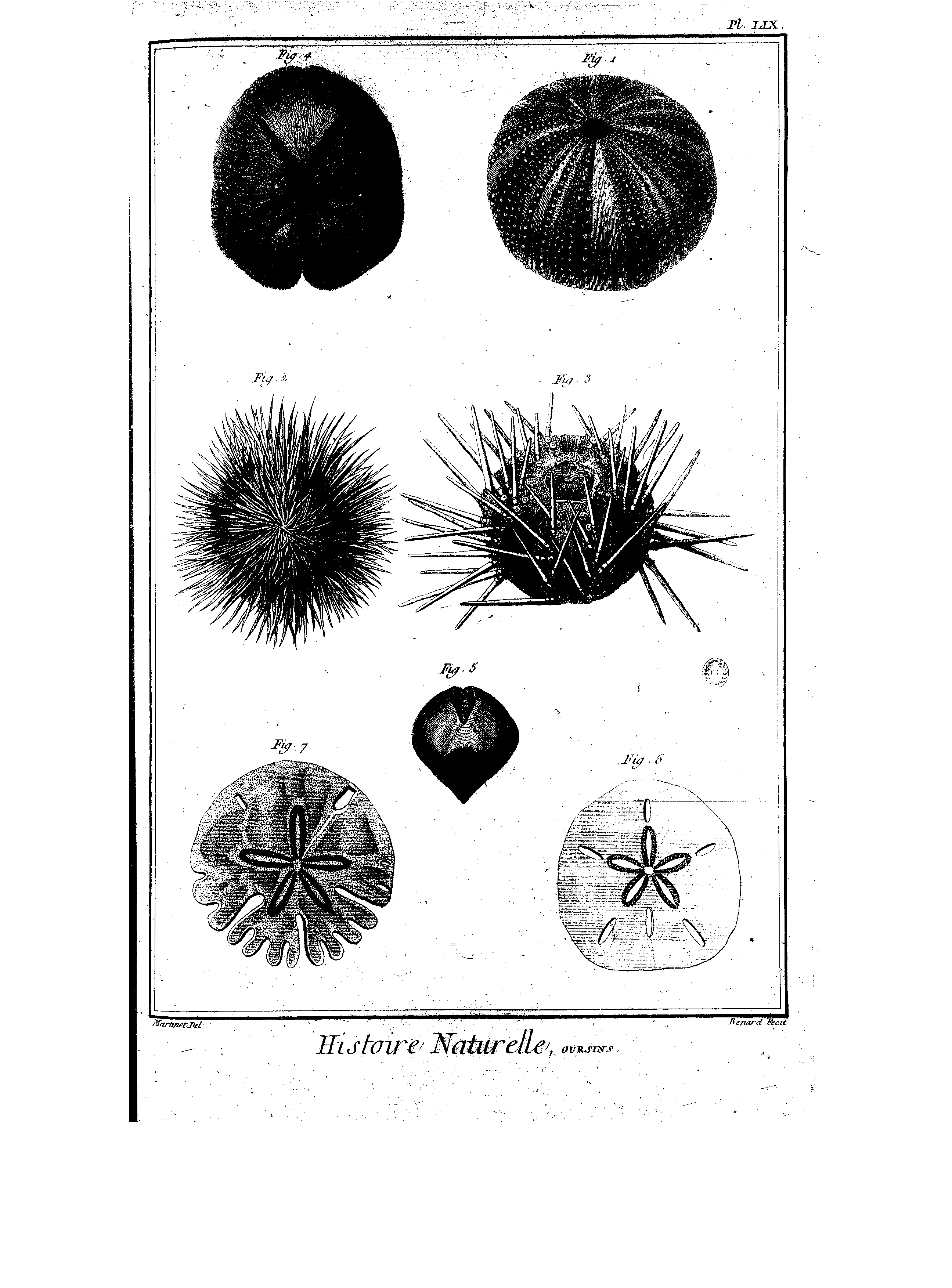
Planche d'oursins de l’Encyclopédie (vol. 5), avec des oursins réguliers, irréguliers et cidaroïdes.
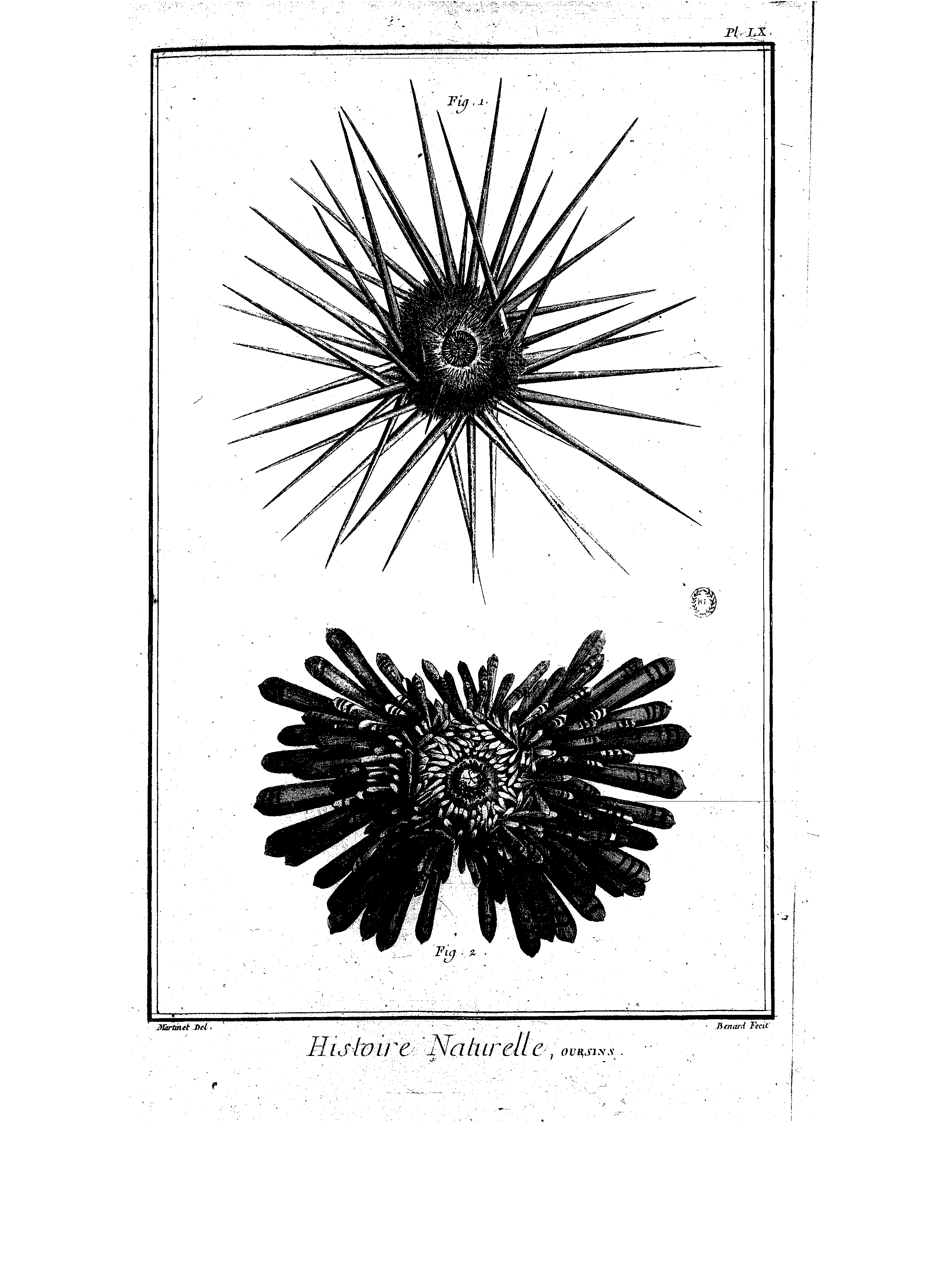
ibid, Centrostephanus longispinus et Heterocentrotus mammillatus
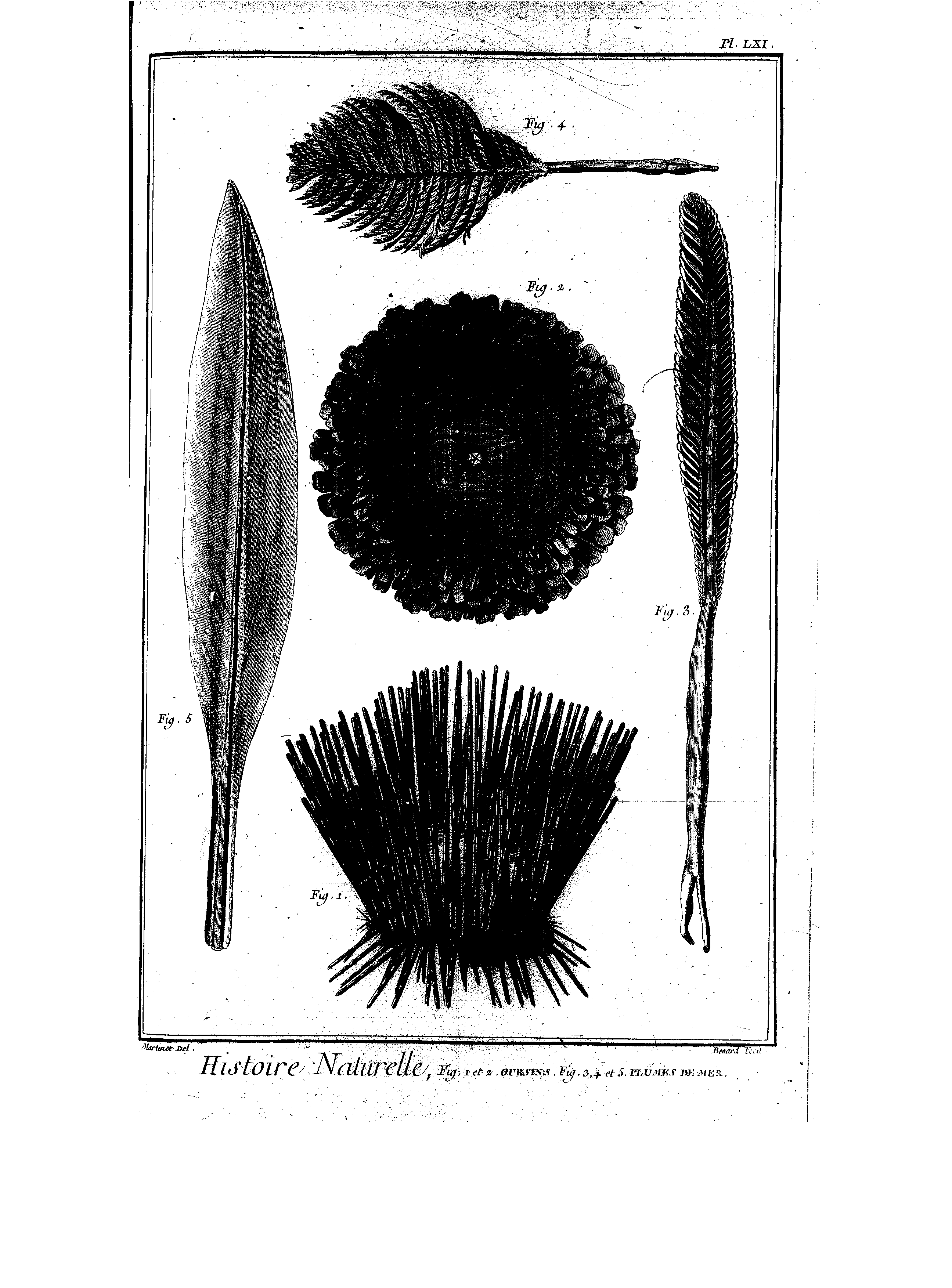
ibid, un Colobocentrotus sp., un oursin diadématoïde et des pennatules.
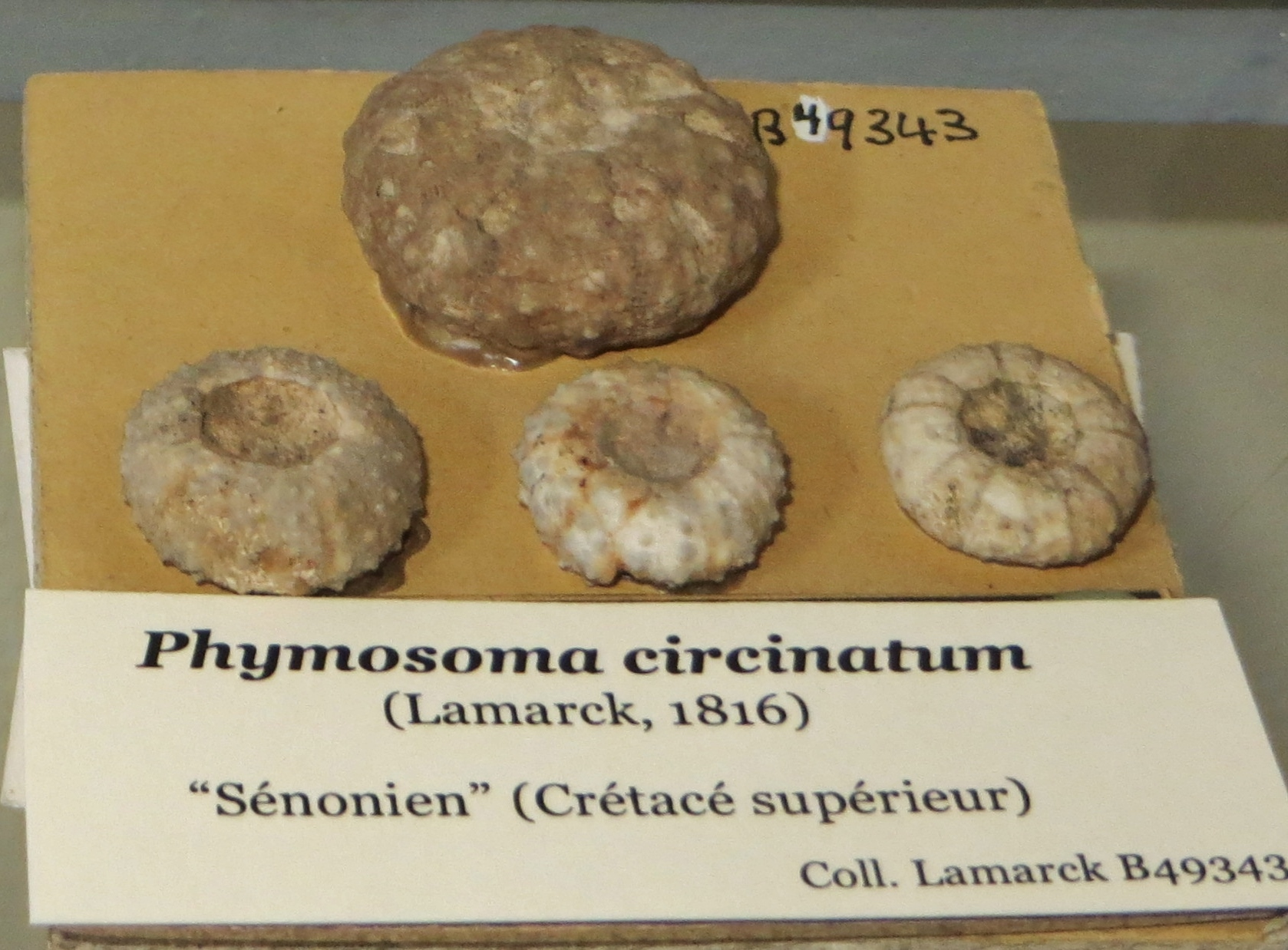
Fossiles de Phymosoma circinatum issus de la collection Lamarck (MNHN).
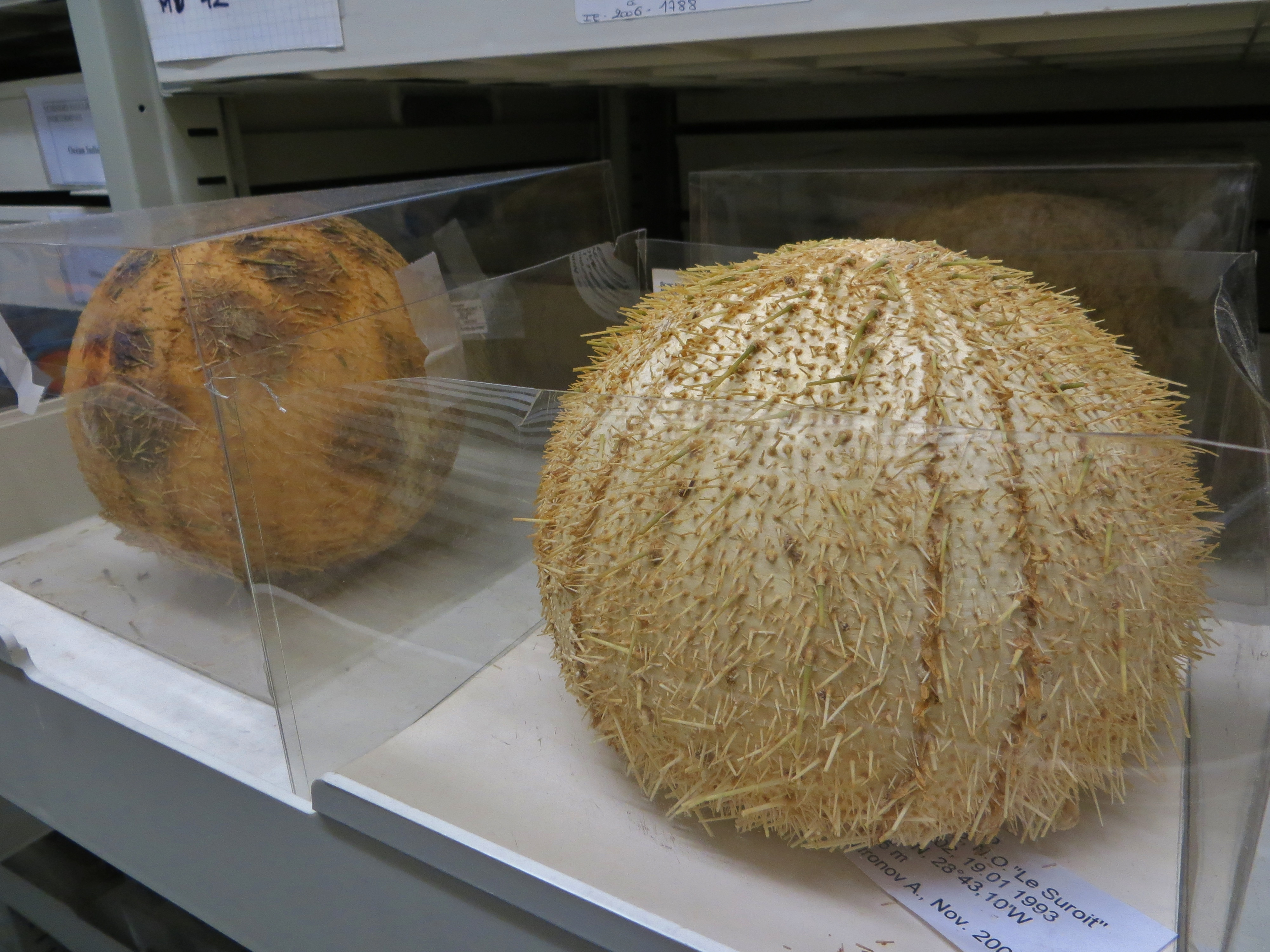
Deux oursins melons à la zoothèque du Muséum national d'histoire naturelle (Paris).
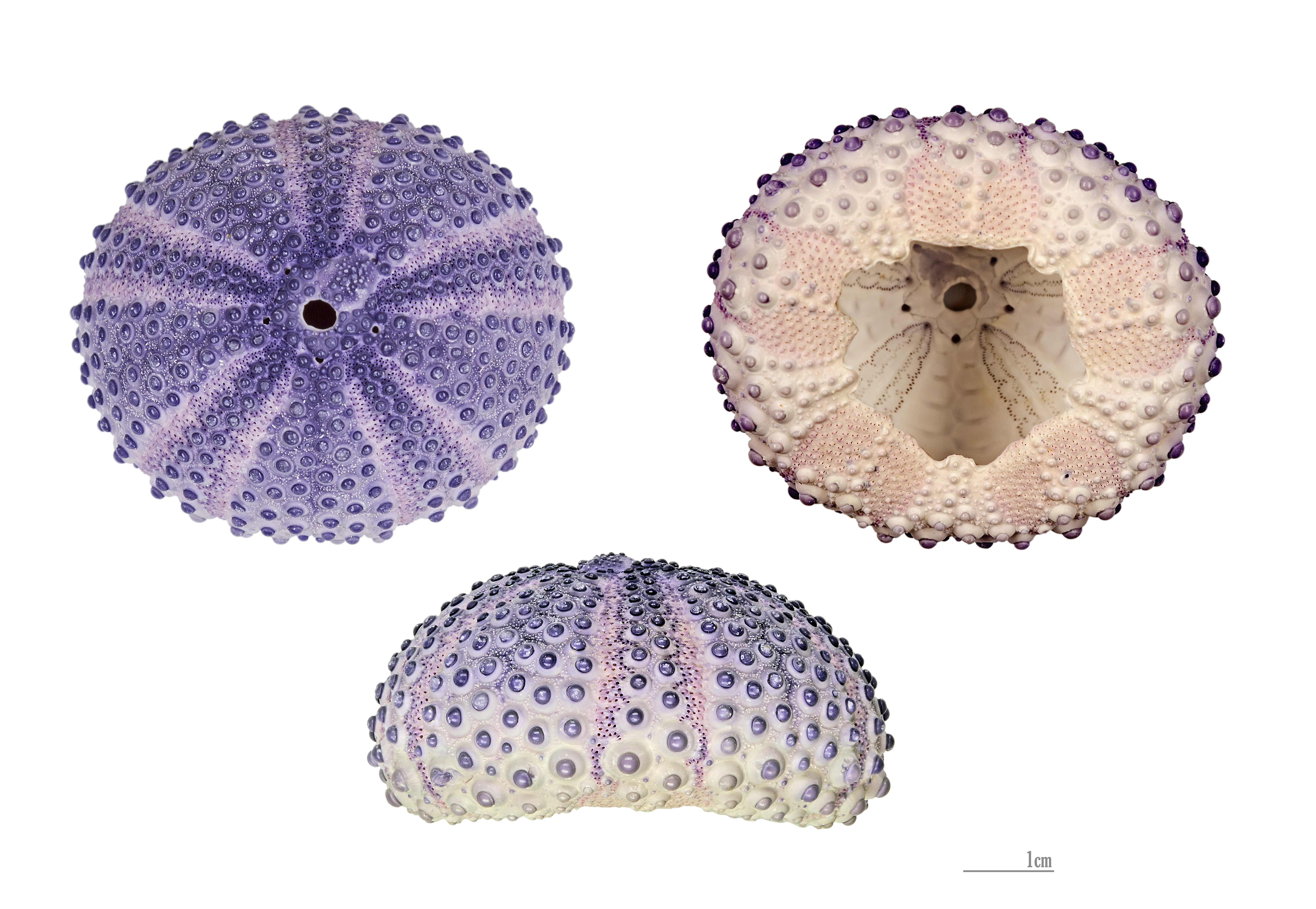
Exemple d'illustration moderne servant pour l'identification des oursins via les caractéristiques du test.

### Classification

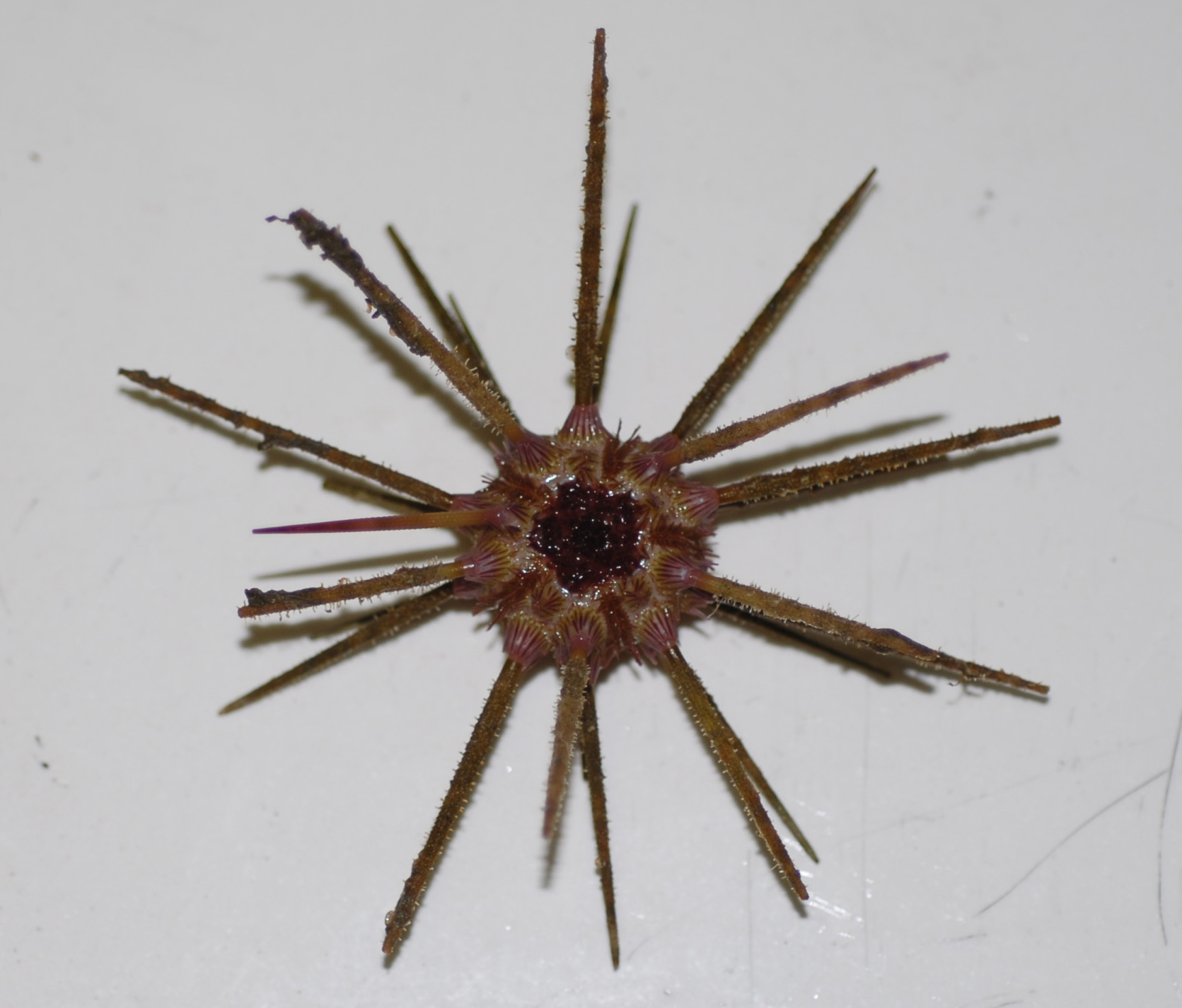
Les Cidaroida comme ce Stylocidaris affinis constituent le groupe le plus « basal » (anciennement détaché) au sein des oursins contemporains.

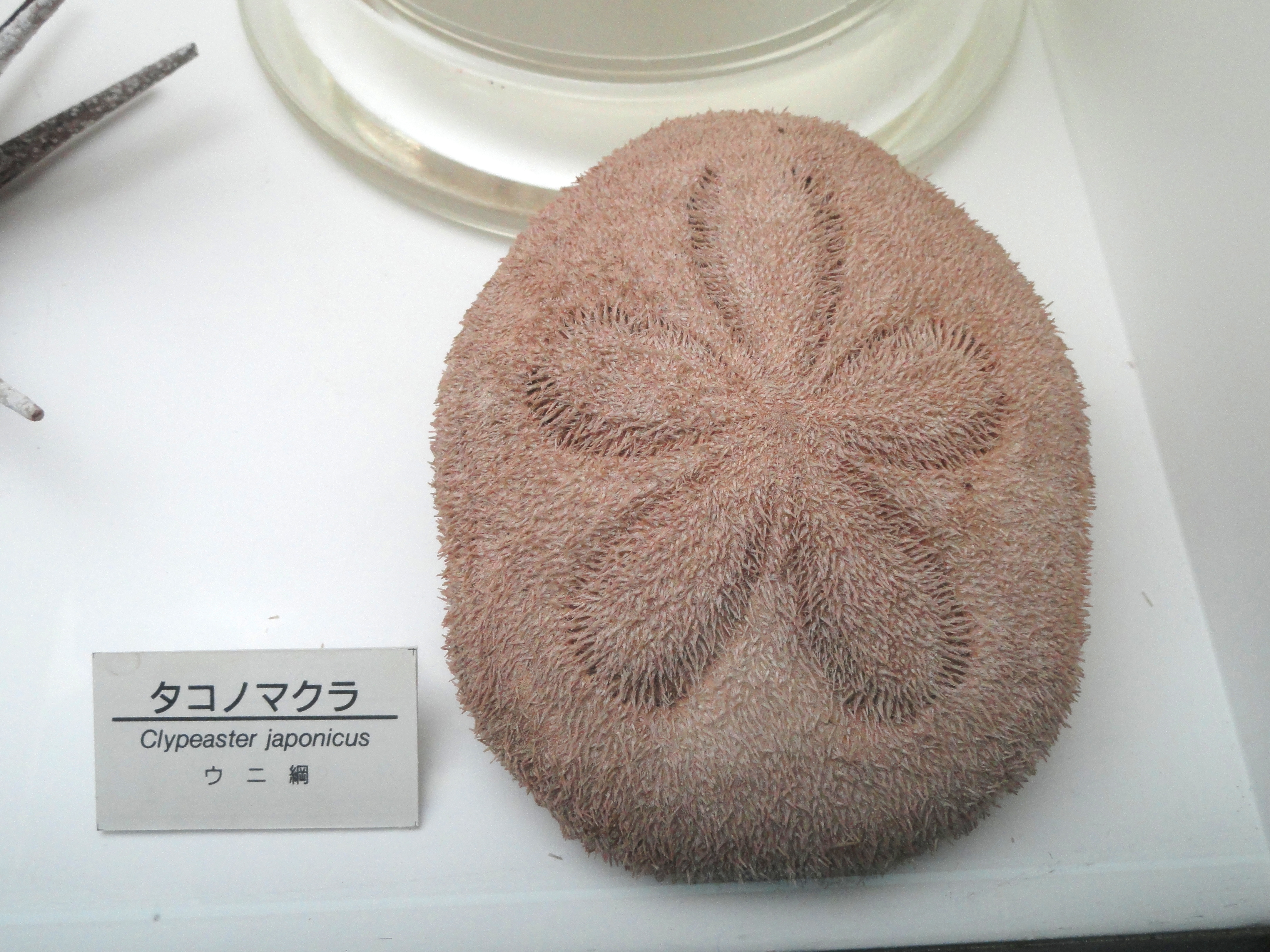
Les oursins du groupe des Irregularia comme ce Clypeaster japonicus ont perdu leur forme sphérique et leur symétrie radiale.

| Selon World Register of Marine Species (1 avril 2022) : .. - Sous-classe Euechinoidea Bronn, 1860 - infra-classe Aulodonta Jackson, 1912 - super-ordre Diadematacea Duncan, 1889 (emend. Mongiardino Koch et al., 2022) - ordre Diadematoida Duncan, 1889 — 2 familles actuelles (« oursins-diadèmes ») - ordre Micropygoida Kroh & Smith, 2010 — 1 famille - super-ordre Echinothuriacea Jensen, 1982 (emend. Mongiardino Koch et al., 2018) - ordre Aspidodiadematoida Kroh & Smith, 2010 — 2 familles - ordre Echinothurioida Claus, 1880 — 3 familles (« oursins-cuir ») - ordre Pedinoida Mortensen, 1939 — 1 famille - Infra-classe Carinacea Kroh & Smith, 2010 - Super-ordre Calycina Gregory, 1900 † - Ordre Phymosomatoida Mortensen, 1904 † - Super-ordre Echinacea Claus, 1876 - Ordre Arbacioida Gregory, 1900 — 1 famille - Ordre Camarodonta Jackson, 1912 — 8 familles (oursins communs modernes) - Ordre Salenioida Delage & Hérouard, 1903 — 1 famille - Ordre Stomopneustoida Kroh & Smith, 2010 — 2 familles - Infra-classe Irregularia Latreille, 1825 - Subterclasse Atelostomata von Zittel, 1879 - Ordre Holasteroida Durham & Melville, 1957 — 6 familles - Ordre Spatangoida L. Agassiz, 1840 — 17 familles (« oursins-cœur ») - Subterclasse Neognathostomata Smith, 1981 - famille Apatopygidae Kier, 1962 - ordre Echinoneoida H. L. Clark, 1925 — 1 famille - super-ordre Luminacea Mongiardino Koch et al., 2022 - ordre Clypeasteroida A.Agassiz, 1872 — 10 familles (« oursins-biscuits ») - ordre Echinolampadacea Mongiardino Koch et al., 2018 — 1 famille (« oursins plats ») - ordre Holectypoida Ducan, 1889 † - Sous-classe Cidaroidea Smith, 1984 - Ordre Cidaroida Claus, 1880 — 4 familles actuelles (« oursins-lances ») | Selon ITIS (12 septembre 2013) : - Sous-classe Euechinoidea Bronn, 1860 - Super-ordre Atelostomata Zittel, 1879 - Ordre Cassiduloida Claus, 1880 - Ordre Spatangoida Claus, 1876 - Super-ordre Diadematacea Duncan, 1889 - Ordre Diadematoida Duncan, 1889 - Ordre Echinothurioida Claus, 1880 - Ordre Pedinoida [Mortensen, 1939] - Super-ordre Echinacea Claus, 1876 - Ordre Arbacioida Gregory, 1900 - Ordre Echinoida Claus, 1876 - Ordre Phymosomatoida [Mortensen, 1904] - Ordre Salenioida [Delage & Hérouard, 1903] - Ordre Temnopleuroida Mortensen, 1942 - Super-ordre Gnathostomata Zittel, 1879 - Ordre Clypeasteroida A. Agassiz, 1872 - Ordre Holectypoida Ducan, 1889 - Sous-classe Perischoechinoidea McCoy, 1849 - Ordre Cidaroida Claus, 1880 |

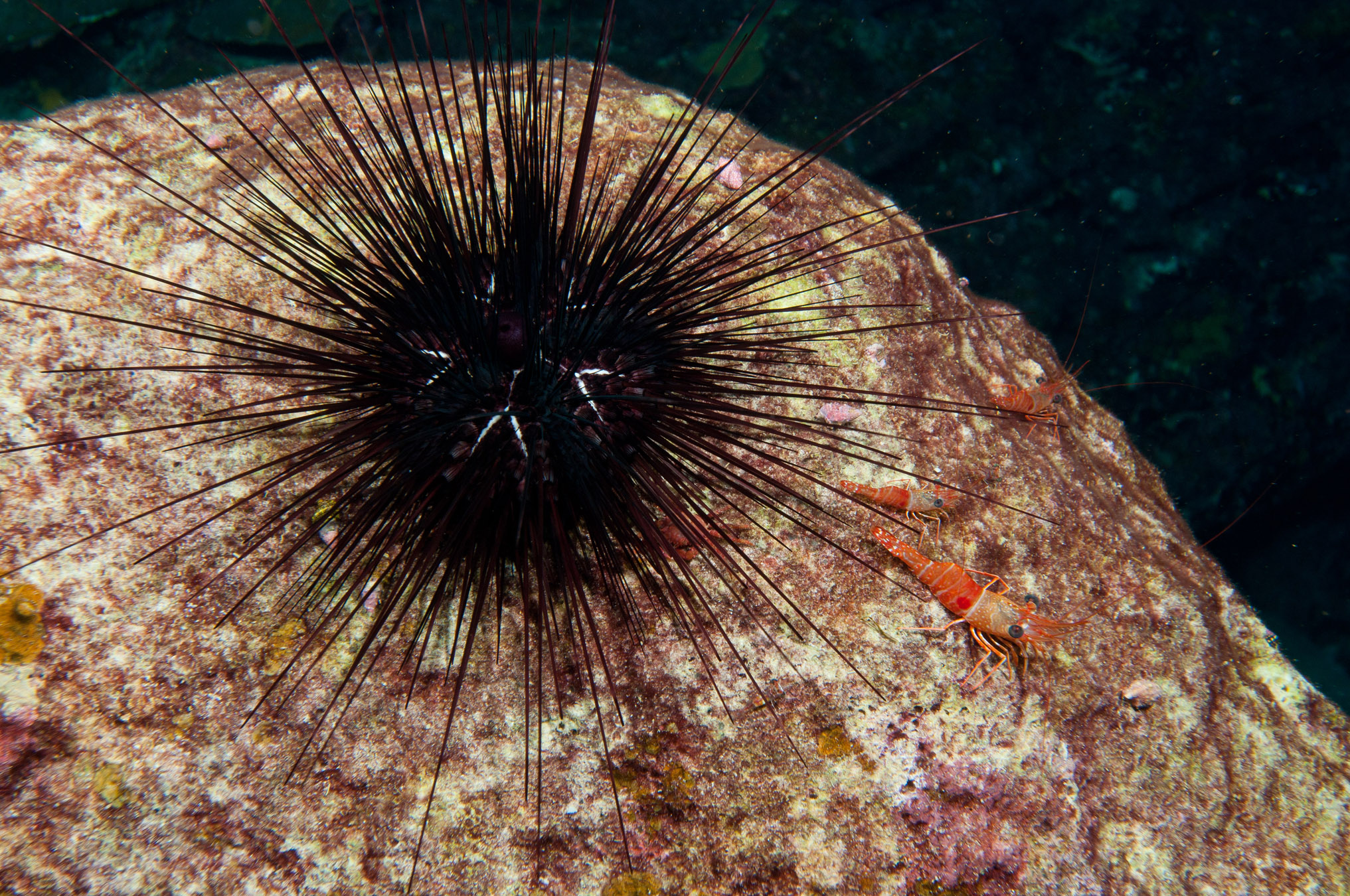
Diadema antillarum, un Diadematoida
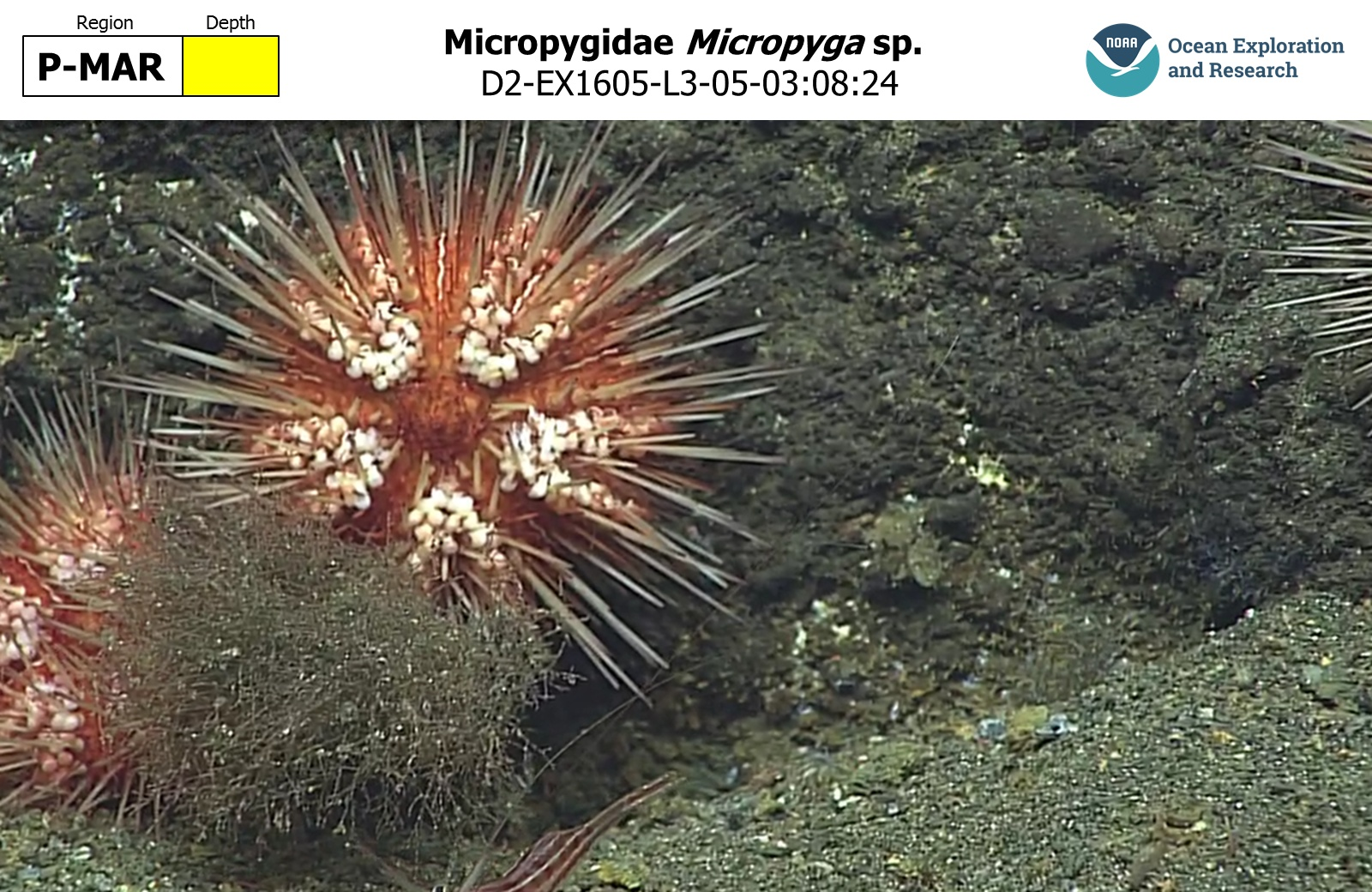
Micropyga sp., un Micropygoida
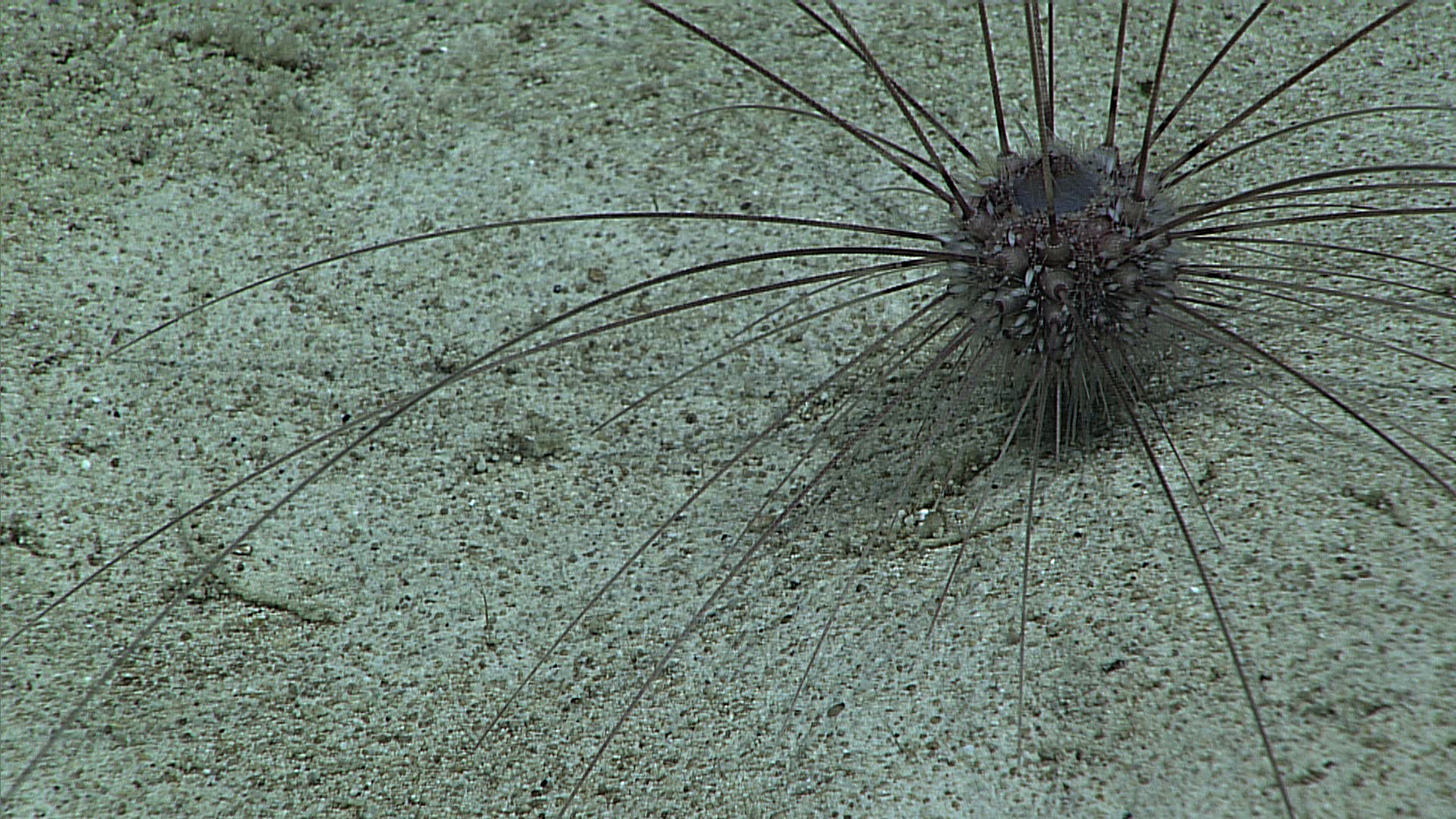
Aspidodiadema hawaiiense, un Aspidodiadematoida
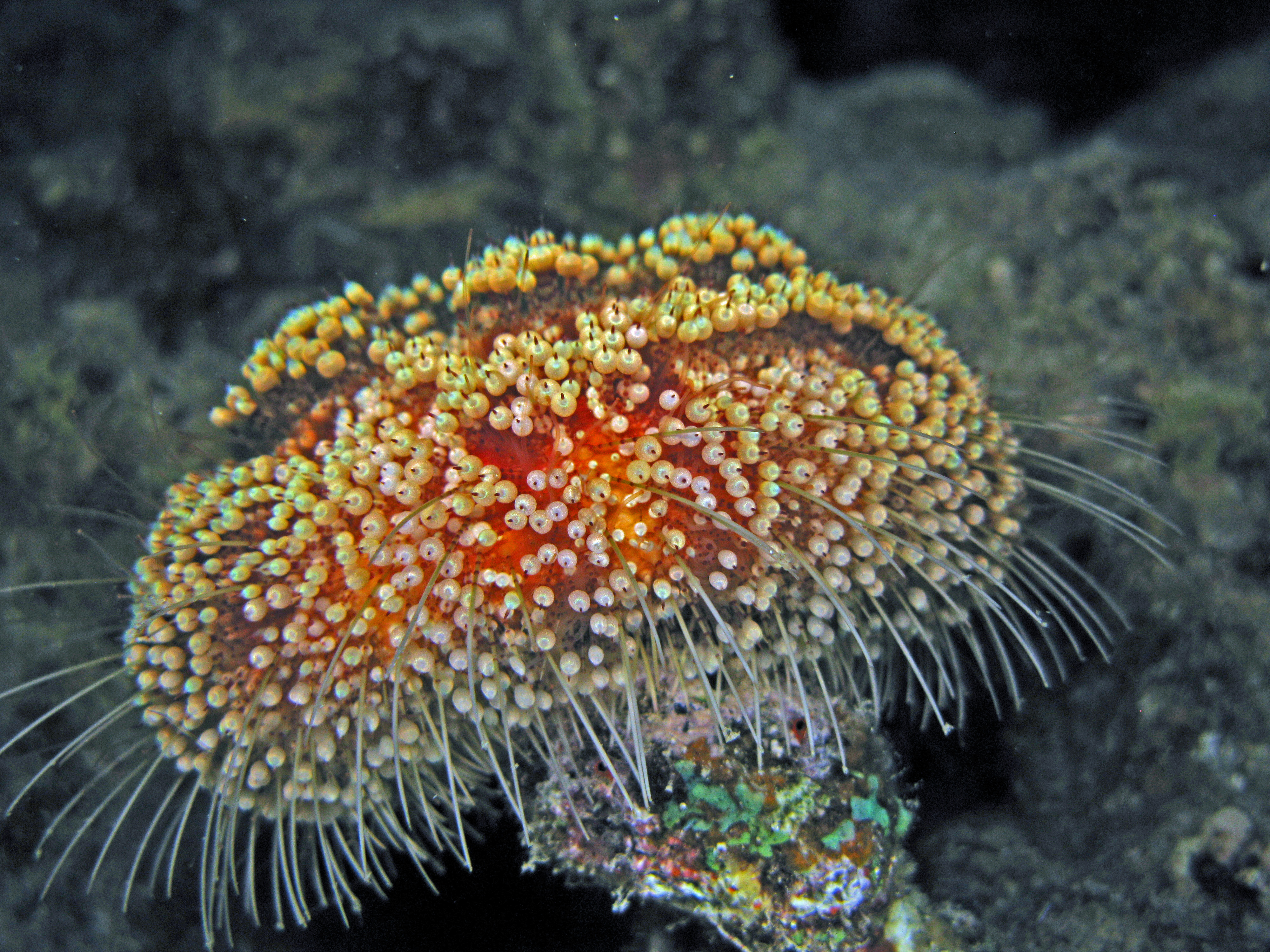
Asthenosoma marisrubri, un Echinothurioida
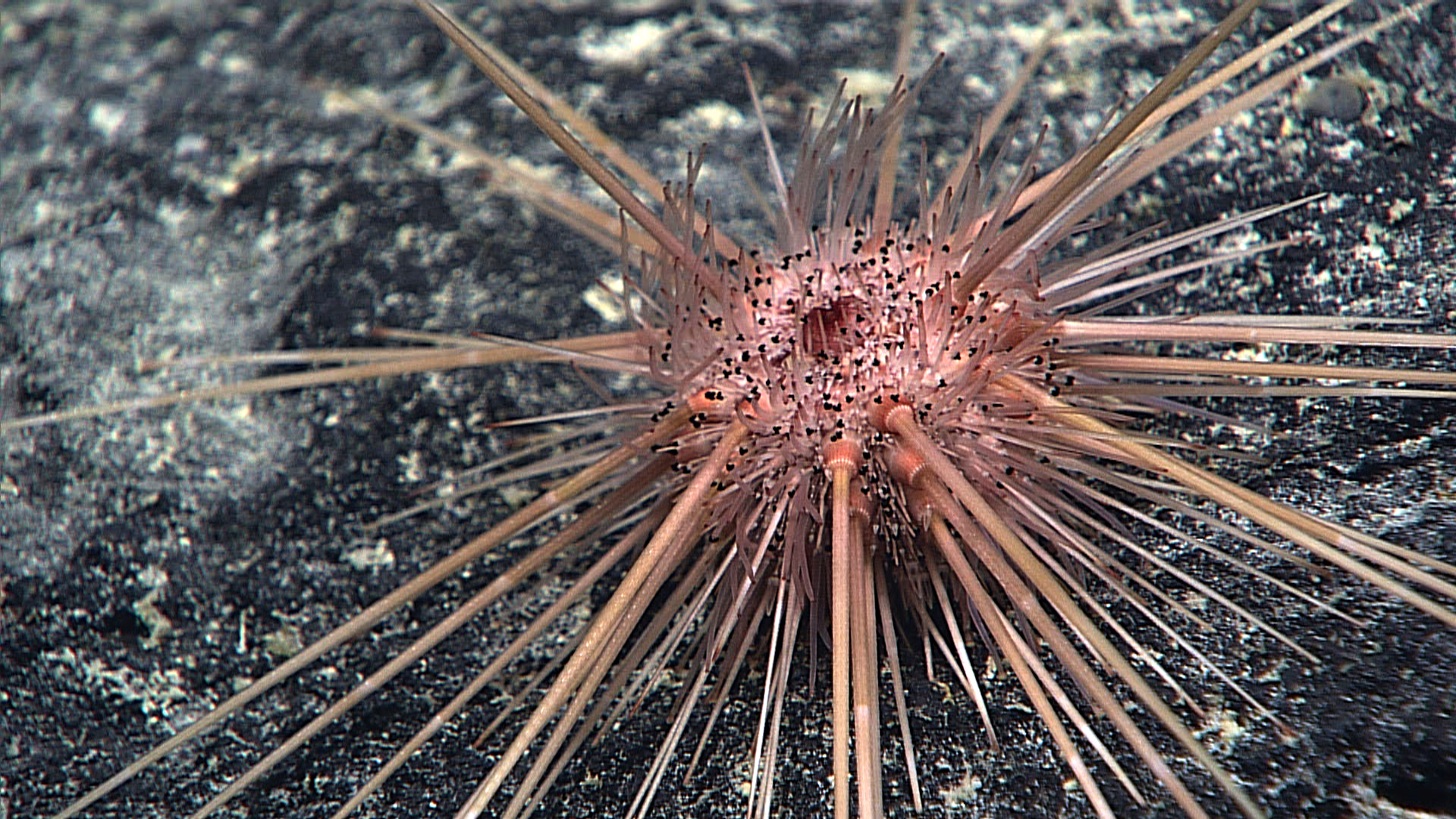
Caenopedina hawaiiensis, un Pedinoida
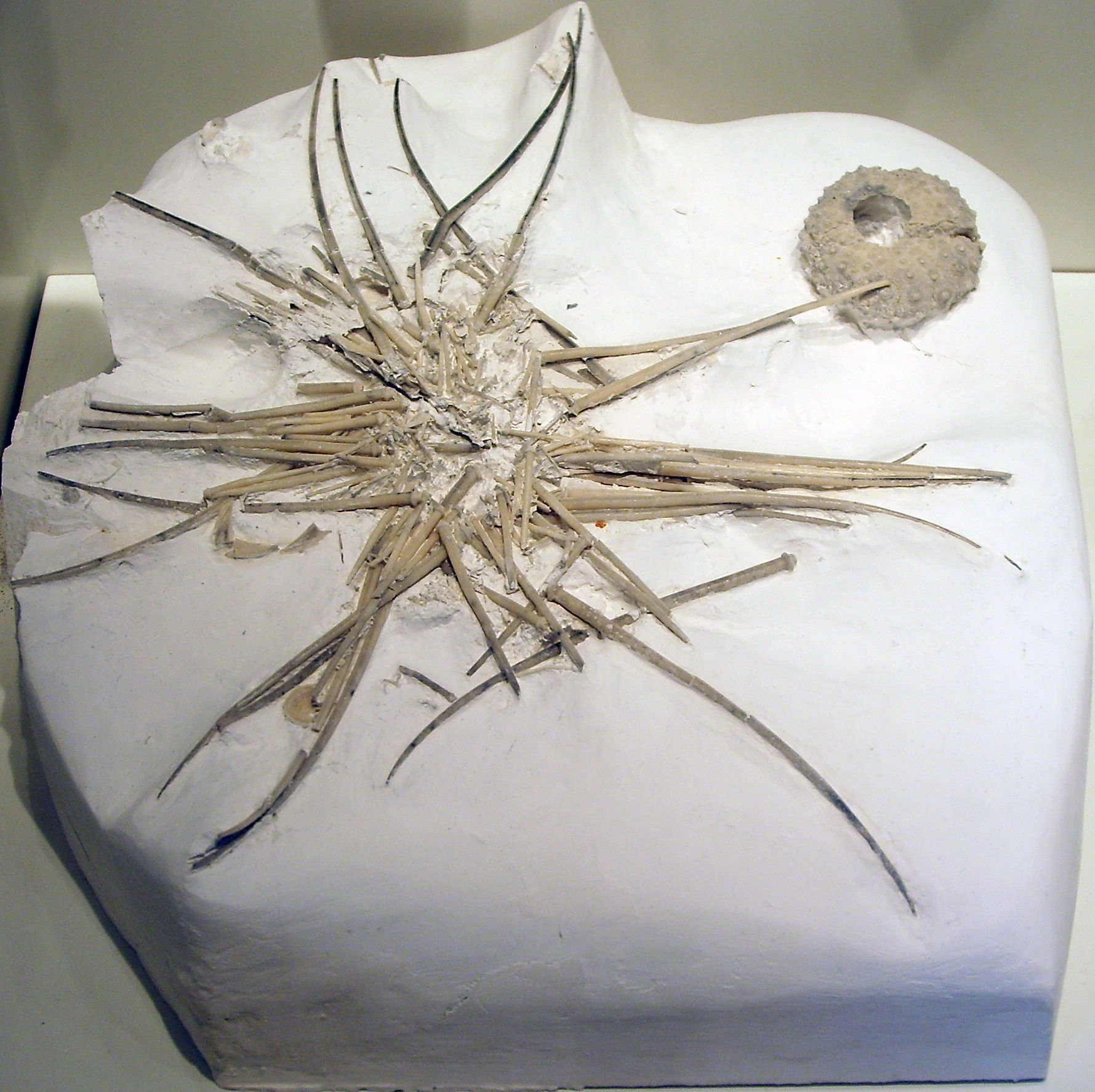
Phymosoma granulosum, un Phymosomatoida †
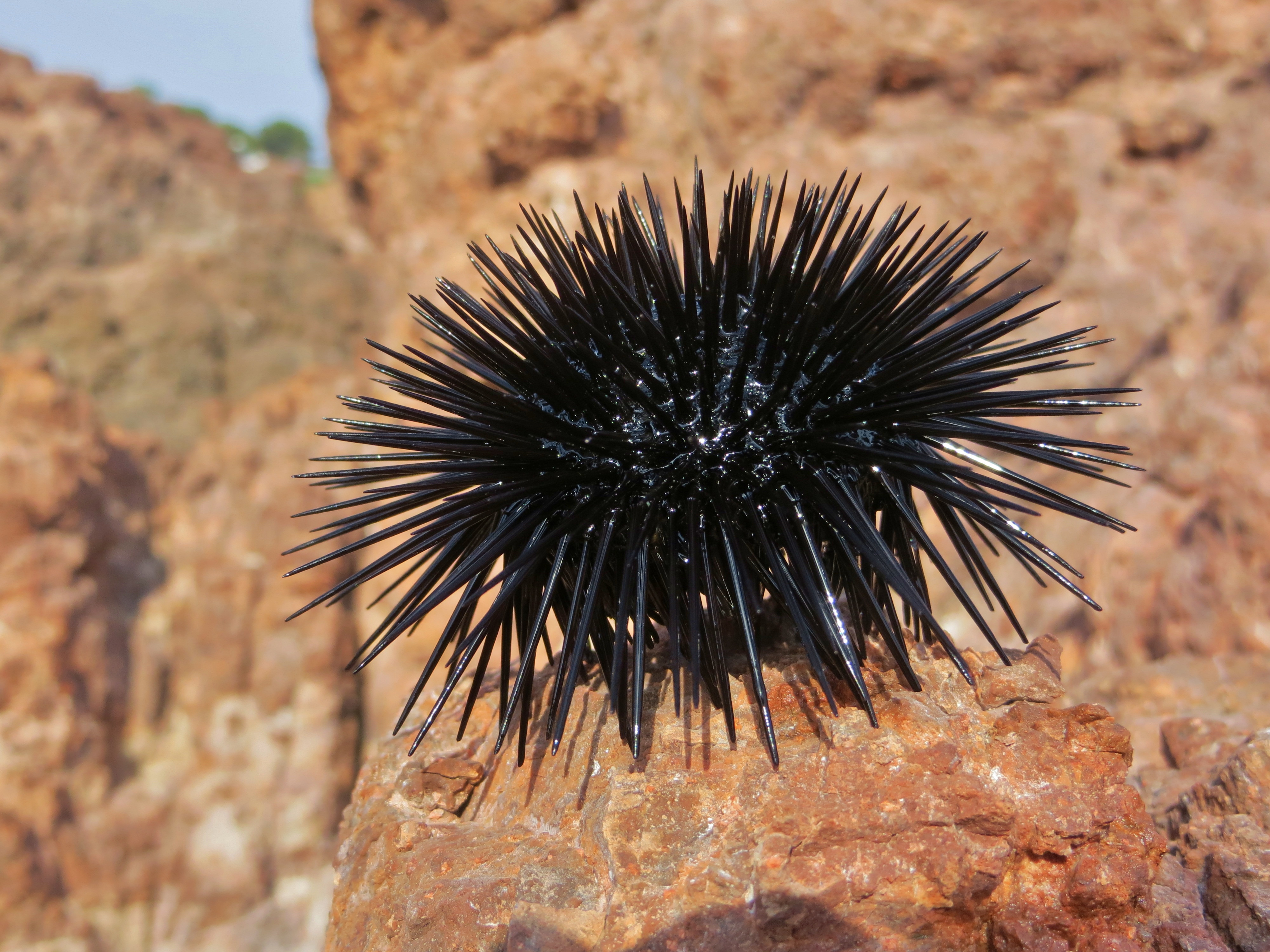
Arbacia lixula, un Arbacioida
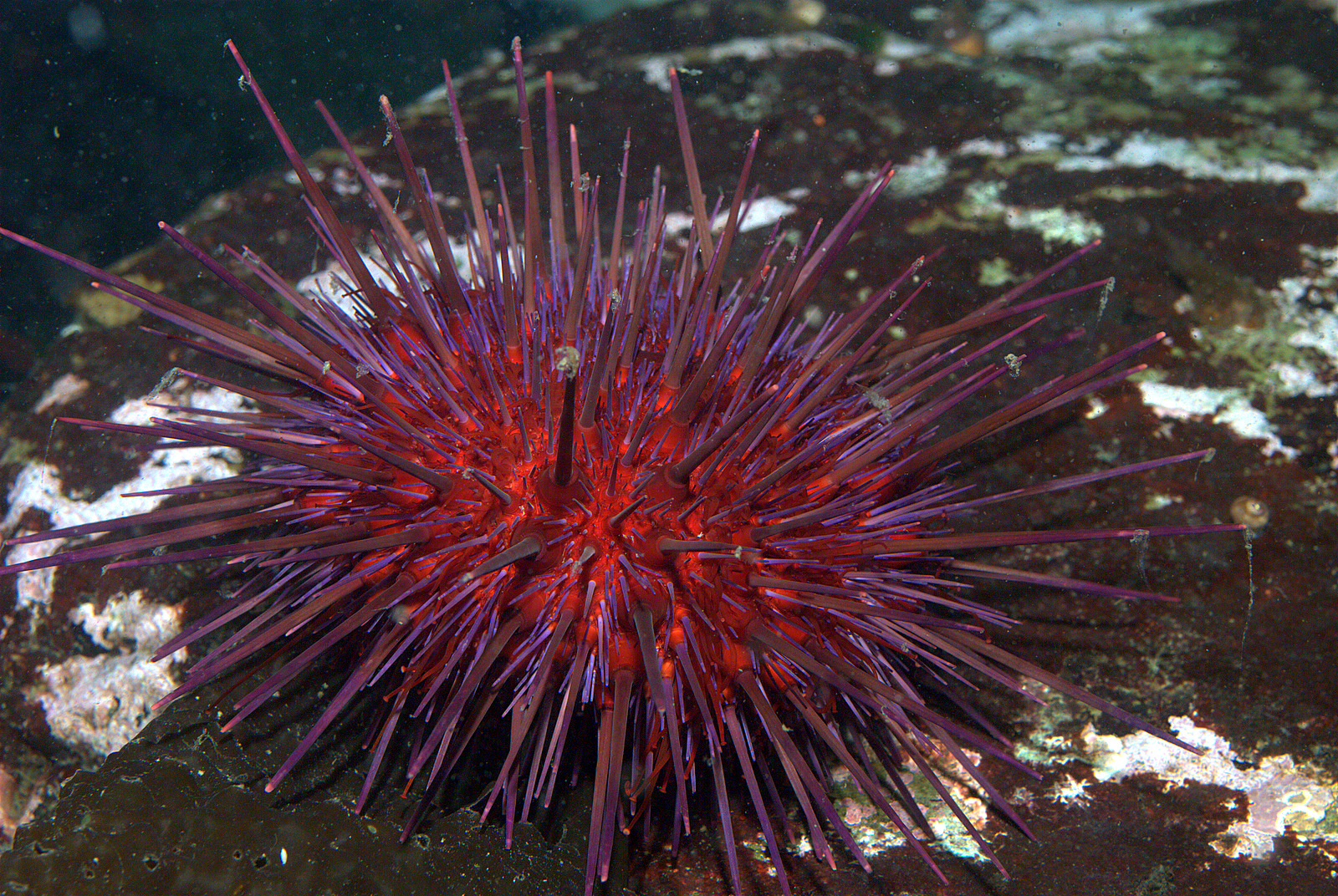
Strongylocentrotus franciscanus, un Camarodonta
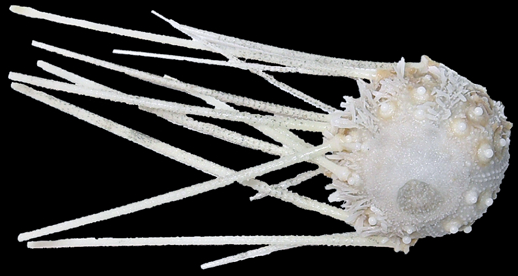
Salenocidaris hastigera (séché), un Salenioida
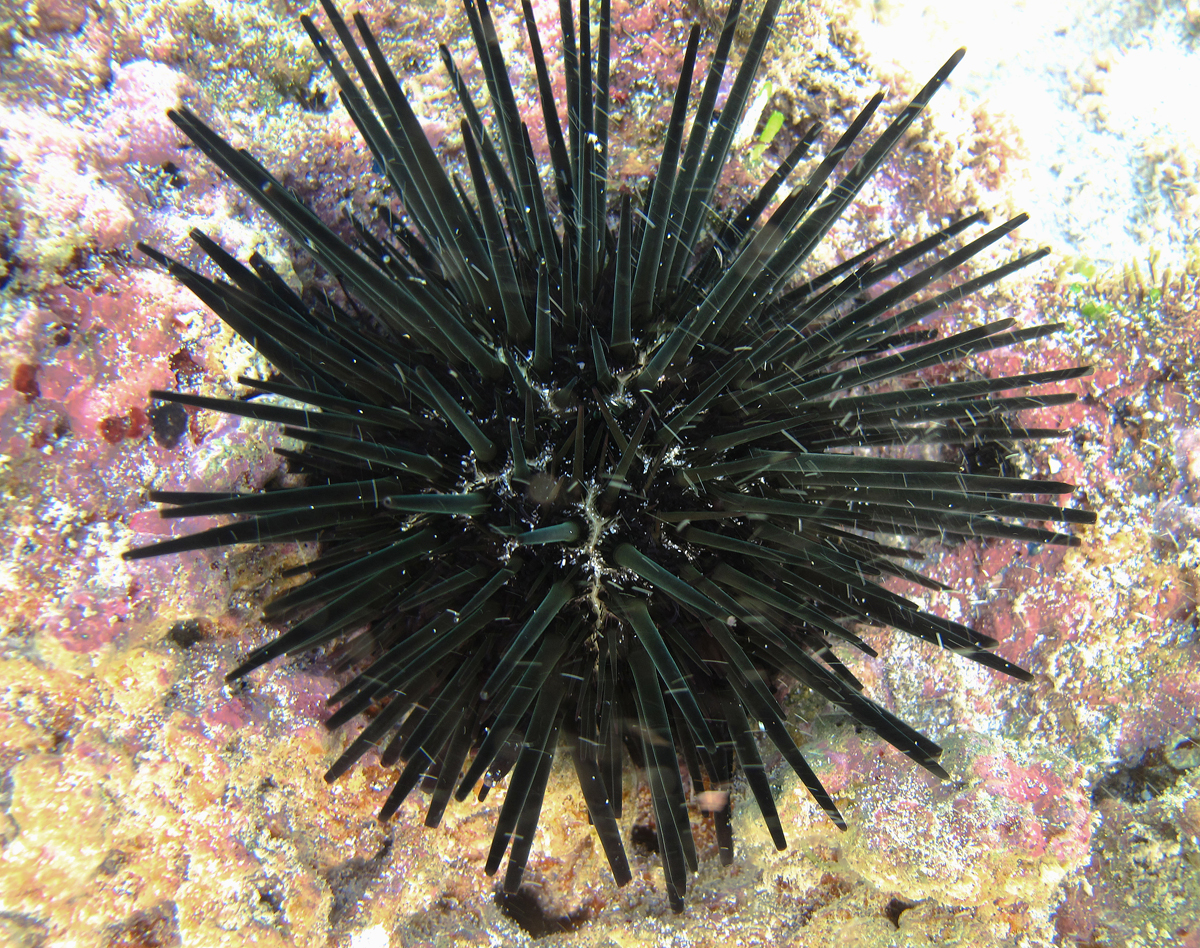
Stomopneustes variolaris, un Stomopneustoida
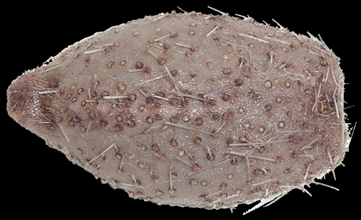
Pourtalesia wandeli (séché), un Holasteroida
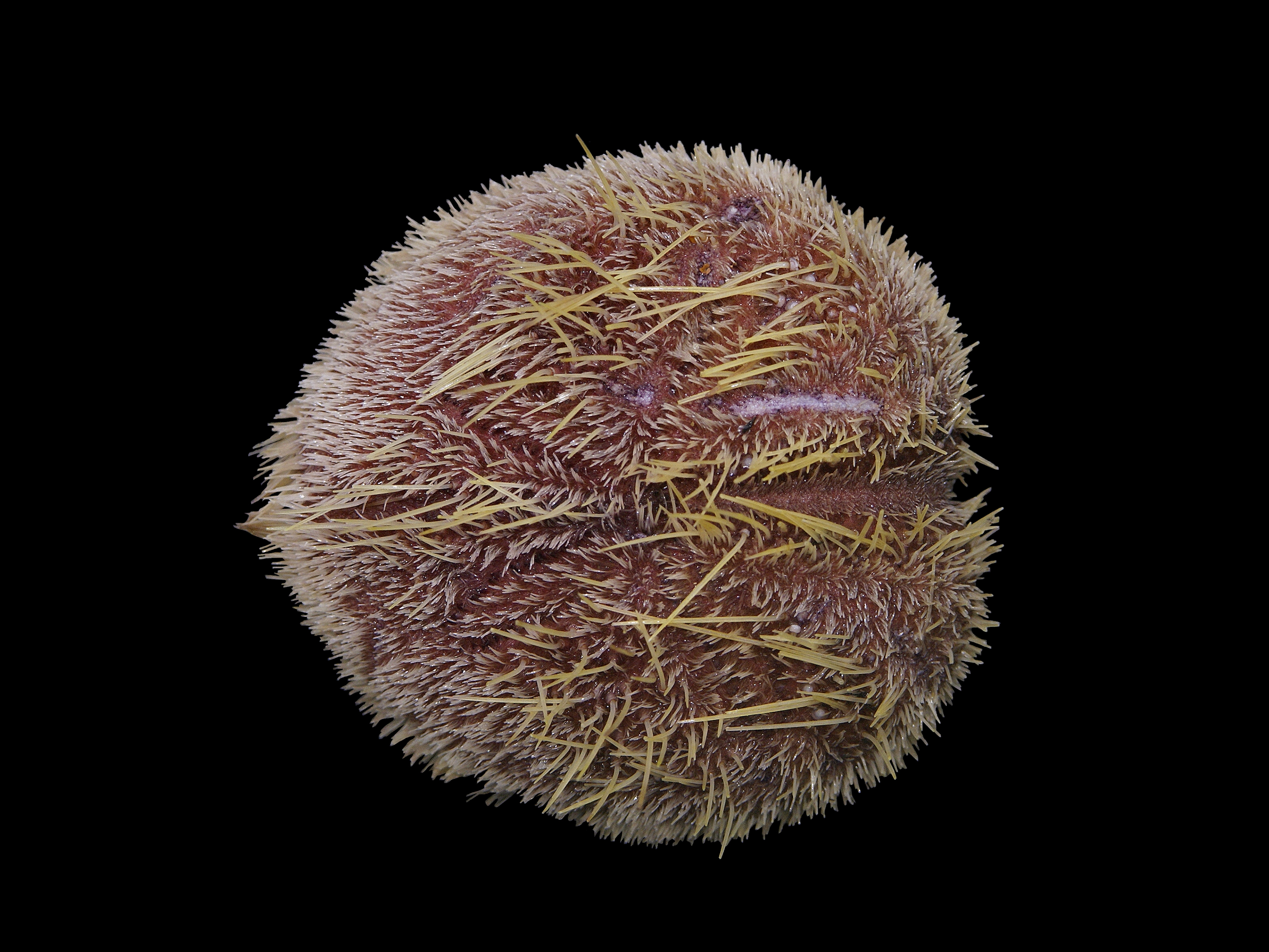
Spatangus purpureus, un Spatangoida
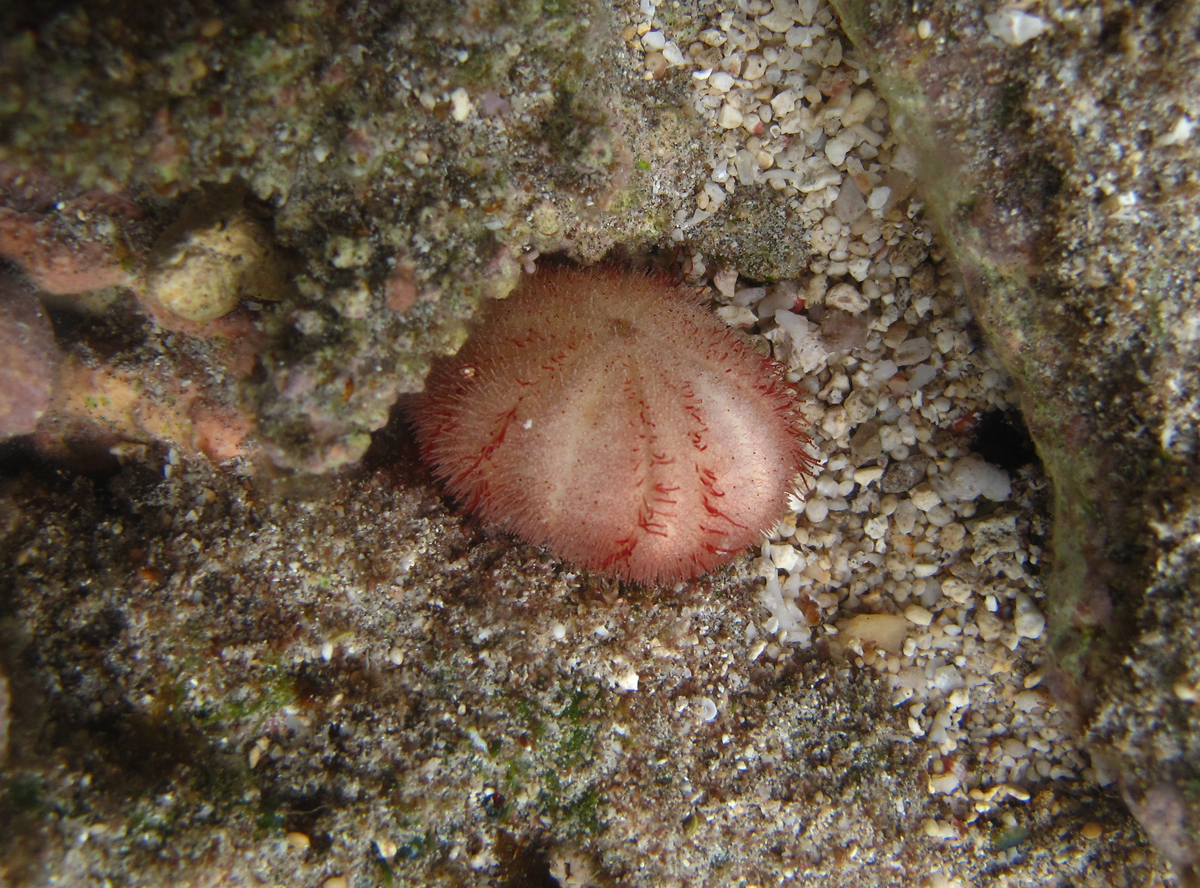
Echinoneus cyclostomus, un Echinoneoida
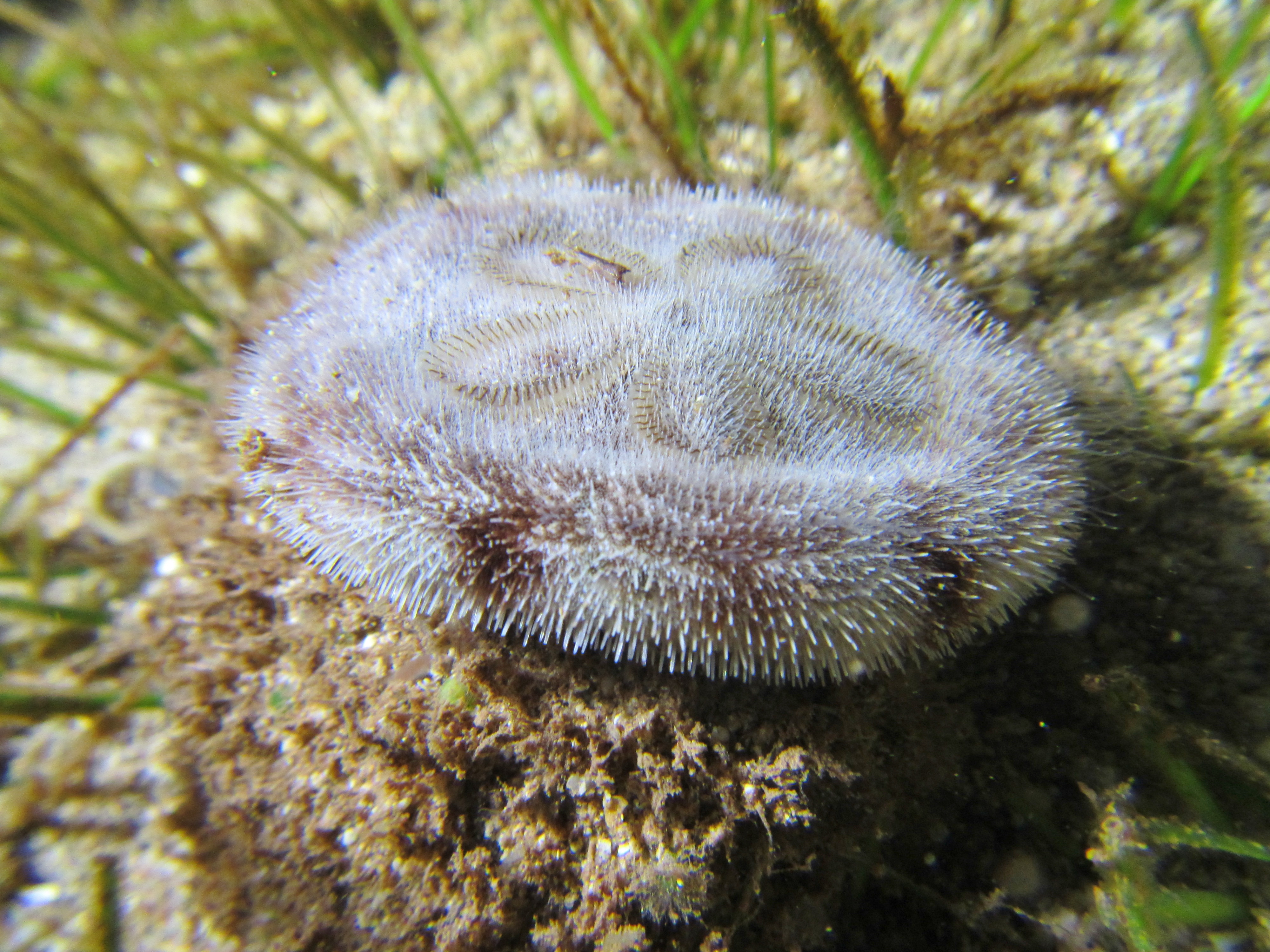
Clypeaster reticulatus, un Clypeasteroida
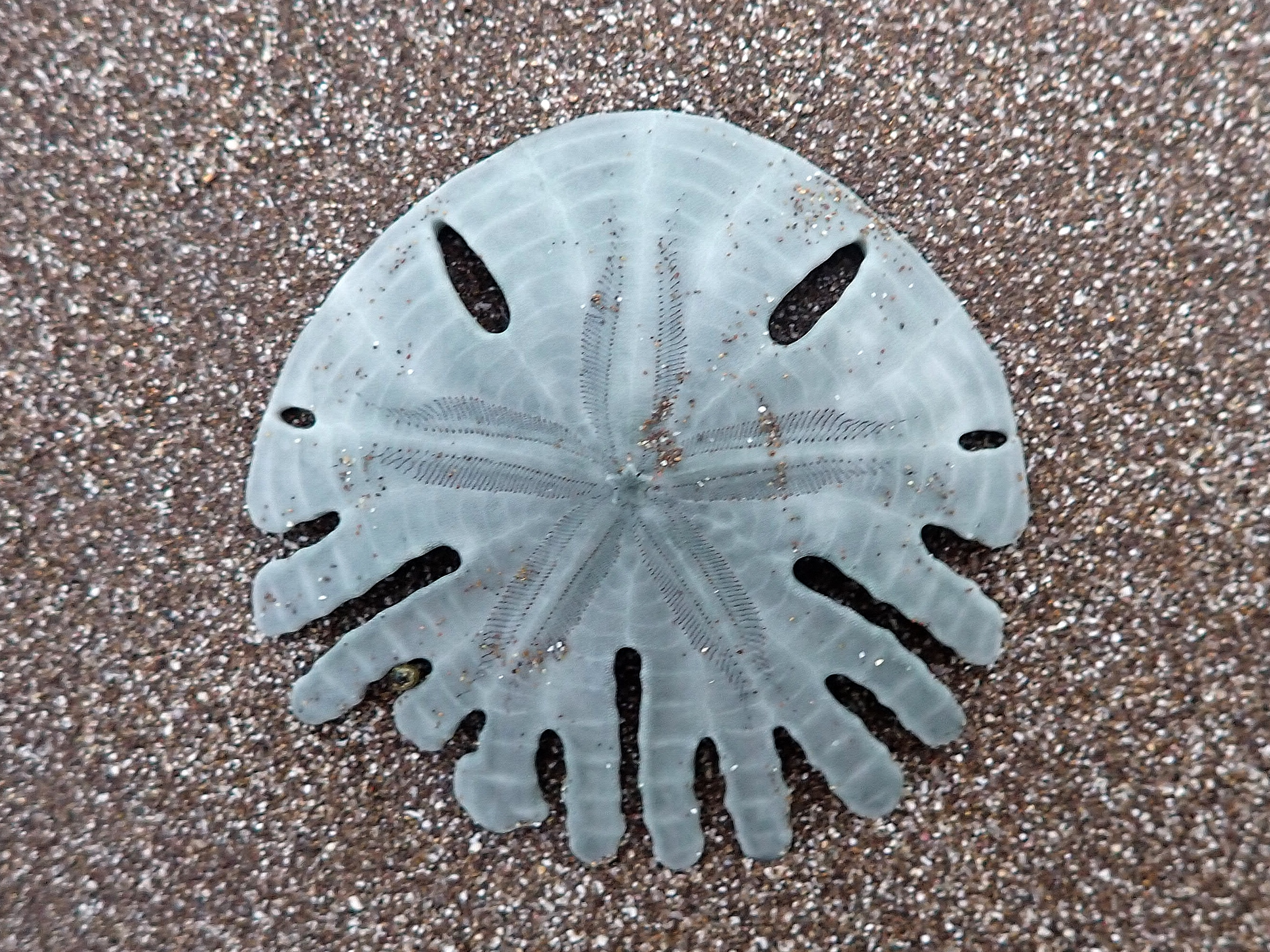
Rotula deciesdigitatus, un Echinolampadacea
Holectypus depressus, un Holectypoida †
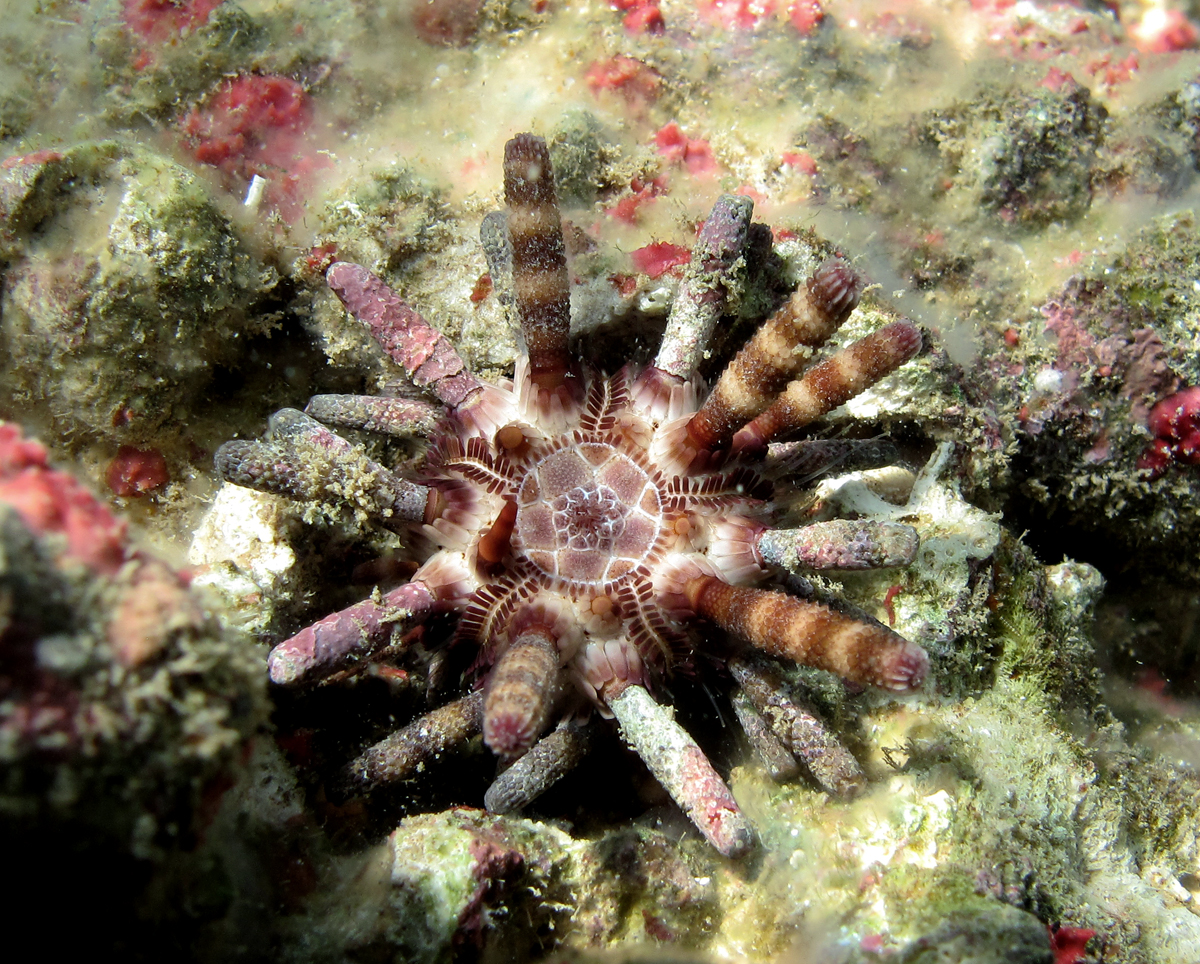
Eucidaris metularia, un Cidaroida

### Phylogénie
La phylogénie des ordres actuels serait la suivante selon Kroh & Smith 2010, :
- Echinoidea
  - Cidaroida 
  - Euechinoidea
    - Echinothurioida 
    - Acroechinoidea
      - Diadematoida 
      - 
        - Irregularia  
        - 
          - Pedinoida 
          - 
            - Salenioida 
            - Echinacea
              - Stomopneustidae 
              - 
                - Arbaciidae 
                - Camarodonta
                  - Parasaleniidae 
                  - 
                    - 
                      - Temnopleuridae 
                      - Trigonocidaridae 

                    - Echinoida
                      - Echinidae 
                      - 
                        - Parechinidae 
                        - 
                          - Toxopneustidae 
                          - 
                            - Echinometridae 
                            - Strongylocentrotidae

### Histoire évolutive et formes fossiles

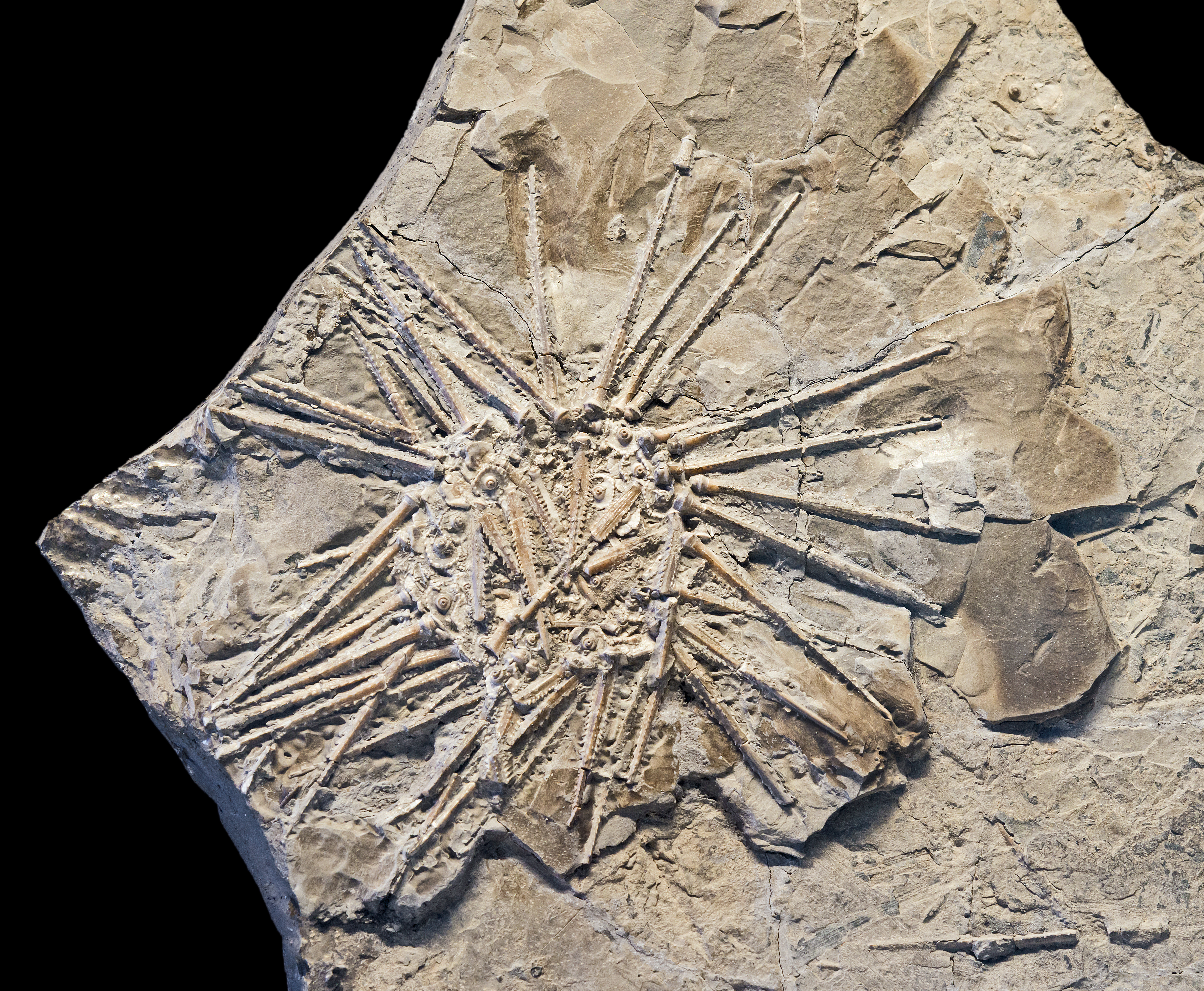
Fossile d'Archaeocidaris brownwoodensis (Pennsylvanien, Carbonifère supérieur).

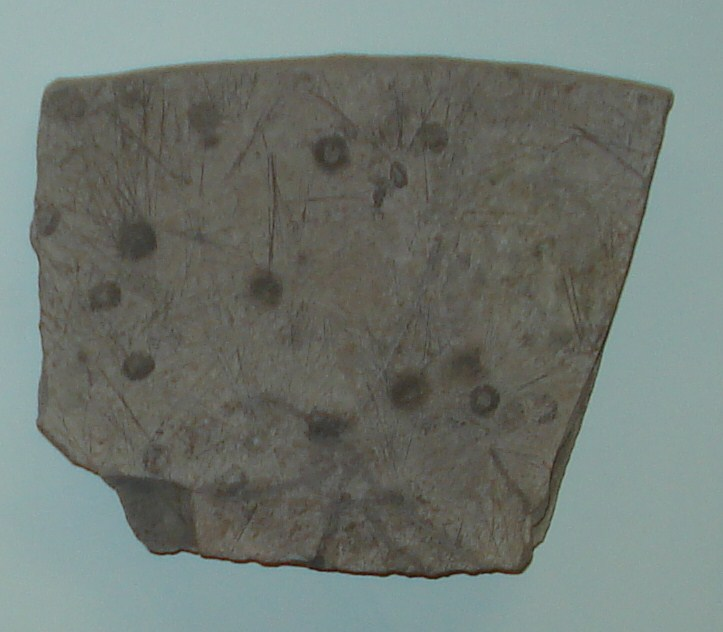
fossiles de Diademopsis crinifera.

Les oursins semblent être apparus vers la fin de l'Ordovicien, il y a environ 450 millions d'années. Leurs plus proches relatifs semblent être les holothuries, avec qui ils forment le sous-embranchement des Echinozoa. Ceux-ci auraient divergé des autres échinodermes (comme les étoiles de mer) entre 500 et 450 millions d'années avant notre ère. Les oursins semblent être demeurés un groupe discret pendant le Paléozoïque, faiblement représenté dans le registre fossile. Une première radiation évolutive apparait au Dévonien, avec l'apparition de formes plus variées et sans doute plus spécialisées, comme les Archaeocidaridae, qui semblent être les ancêtres de toutes les formes modernes.
Les espèces qui peuplent les milieux marins actuels sont tous les descendants d'un groupe monophylétique du Trias qui a survécu à la crise de la fin du Permien et s'est considérablement diversifié, formant notamment les deux grandes sous-classes actuelles : les cidaridés et les euéchinoïdes. Ces groupes connurent une grande diversification à partir du Jurassique, avec notamment l'apparition des oursins irréguliers, et devinrent des représentants majeurs de la faune benthique.
À partir des oursins réguliers (formes hémisphériques centrées), se sont différenciés au Jurassique inférieur divers oursins irréguliers (à symétrie bilatérale) dont la radiation correspond avant tout à une évolution du régime alimentaire. Les réguliers ancestraux possédaient une lanterne d'Aristote et se nourrissaient en broutant le substrat en-dessous d'eux. Les premiers irréguliers prélevaient des particules sédimentaires pour se nourrir, mais possédaient encore une lanterne. Les irréguliers les plus dérivés modifièrent ou perdirent la lanterne et devinrent laboureurs, voire fouisseurs, se nourrissant en prélevant les particules nutritives dans le sédiment, qu'ils filtrent à l'aide de podia modifiés entourant la bouche (comme les Spatangoida). Au Paléocène, certains irréguliers dérivés restaurent l'utilisation d'une lanterne (les Clypeasteroida), mais transformée en moulin à sable utilisé pour écraser les particules sableuses et les nutriments apportés par les pieds ambulacraires et les radioles modifiées en tapis.
La grande crise d'extinction de la fin du Crétacé remodela profondément les populations d'oursins, aboutissant à la domination des clypeasteroida sur les cassiduloida, des spatangoida sur les holasteroida, et chez les oursins réguliers des camarodonta sur les stirodontes.
Les oursins ont toujours été très abondants dans les eaux marines depuis le Jurassique, et leur solide squelette calcaire permettant une excellente fossilisation, couplé à leurs mœurs benthiques (et souvent fouisseuses) propices à la conservation, en ont fait des fossiles stratigraphiques d'un intérêt majeur. Il s'agit donc d'un groupe à l'histoire évolutive relativement bien connue (contrairement à leurs cousins les holothuries, par exemple). Cependant, les radioles et la lanterne d'Aristote n'étant pas emboîtées dans le test, ces organes sont plus rarement retrouvés : la systématique se fonde donc principalement sur la structure du test (système apical, tubercules, pores...), les connaissances étant moins avancées sur les parties externes ou molles. Avec le registre fossile, on compte environ 1200 genres d'oursins, répartis en 174 familles ; cependant la diversité actuelle pourrait être la plus grande jamais connue par ce groupe.
De très nombreux groupes d'oursins ont donc disparu depuis le Trias, et ne sont connus que par fossiles ; cependant certains clades considérés comme fossiles sont parfois ressuscités au gré des découvertes en eaux profondes (comme les Echinothurioida). Certains groupes fossiles avaient un test ou des radioles de formes exubérantes (massues, boules, arcs, entonnoirs, « sapins de Noël »...), dont l'utilité n'est pas encore totalement comprise.

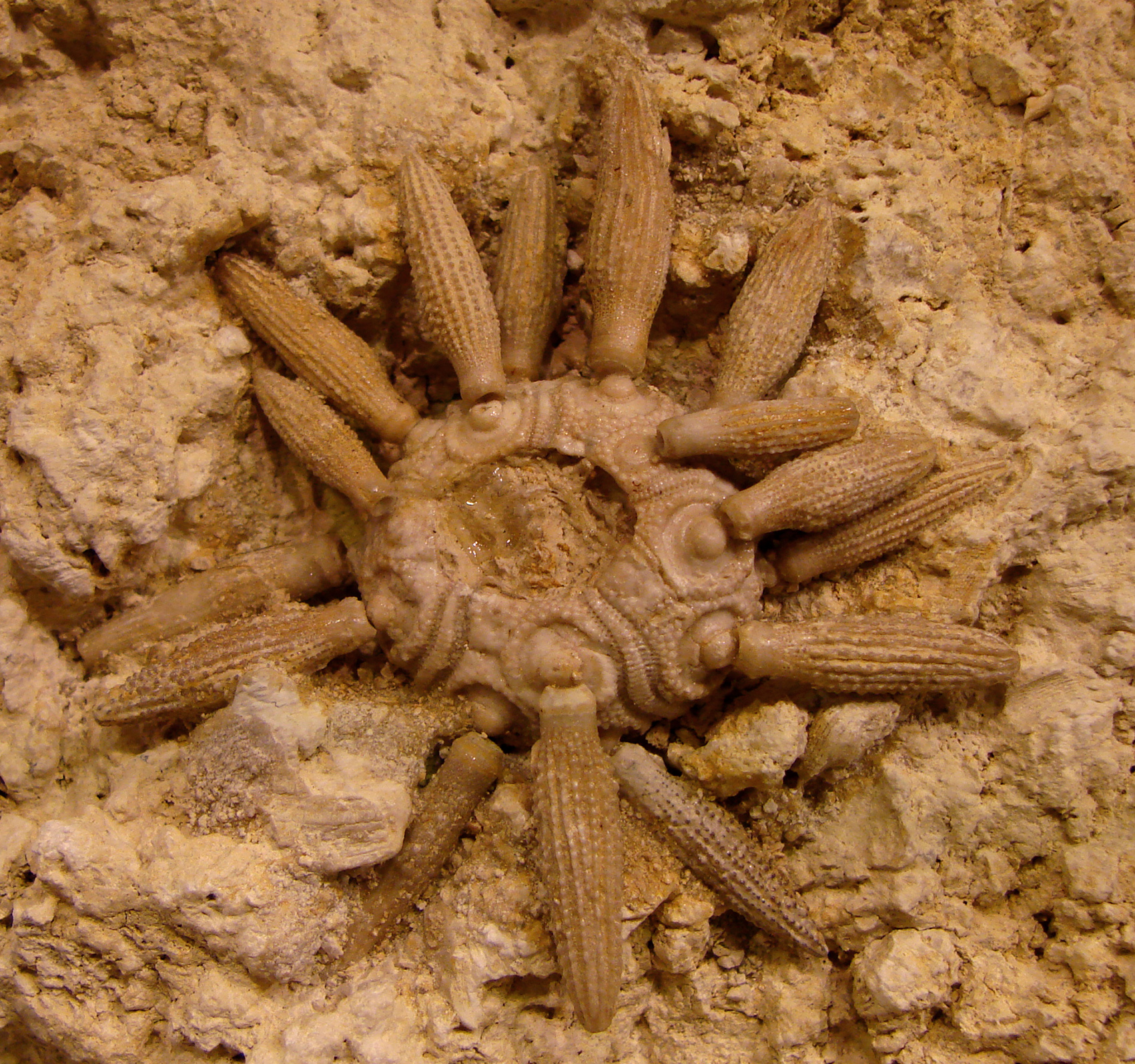
Balanocidaris marginata (Kimméridgien)
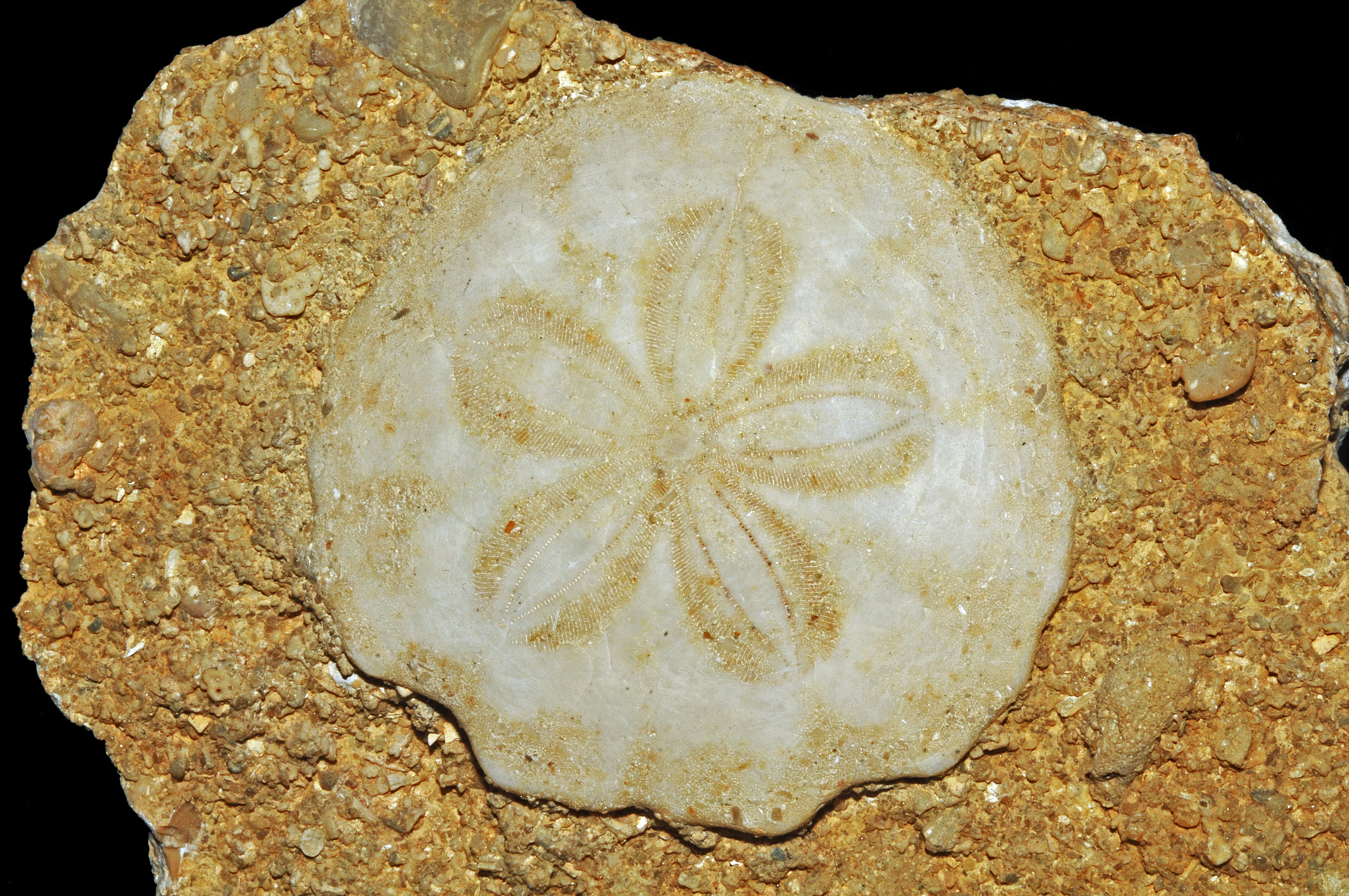
Scutella subrotunda (Miocène)
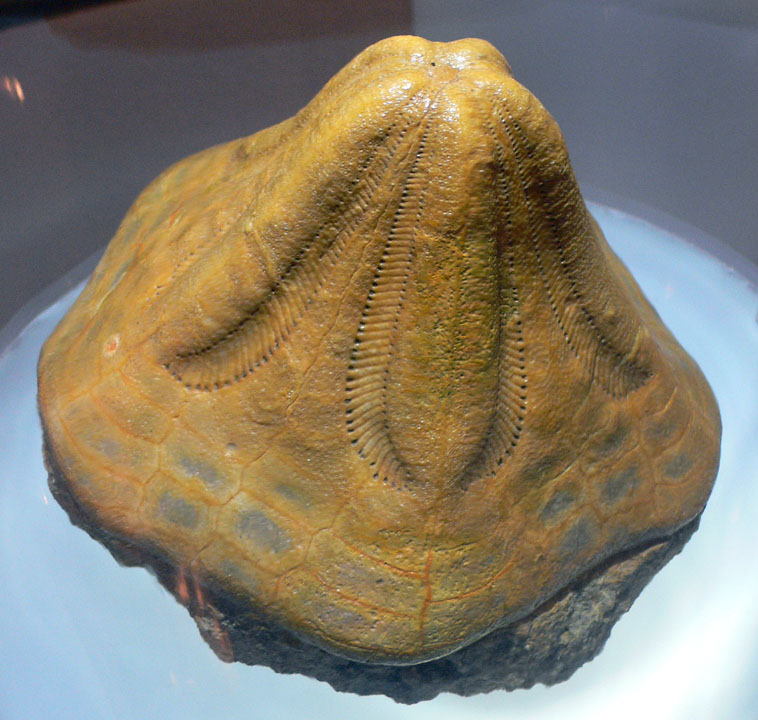
Clypeaster portentosus (Miocène)
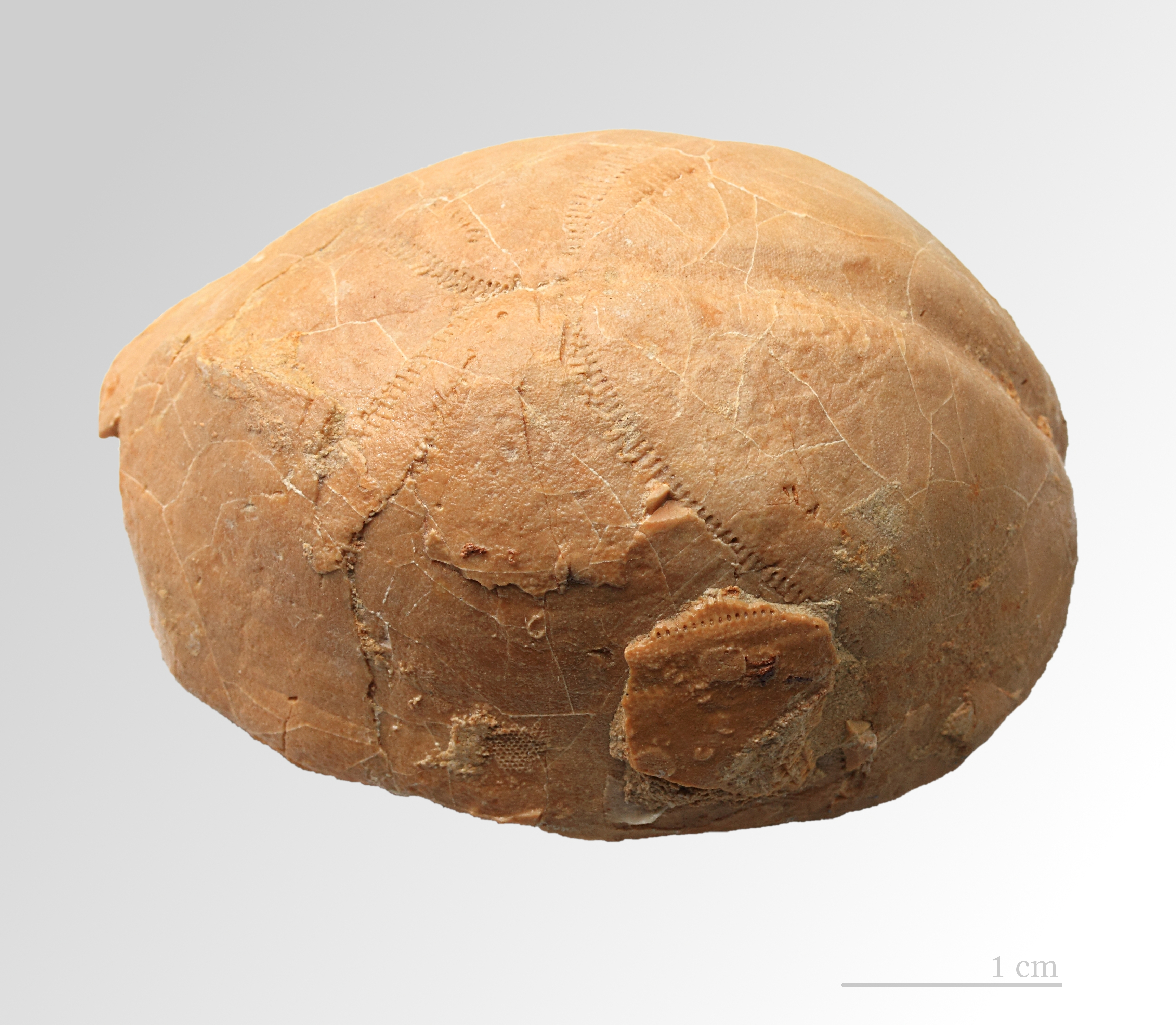
Hemipneustes pyrenaicus (Maastrichtien)
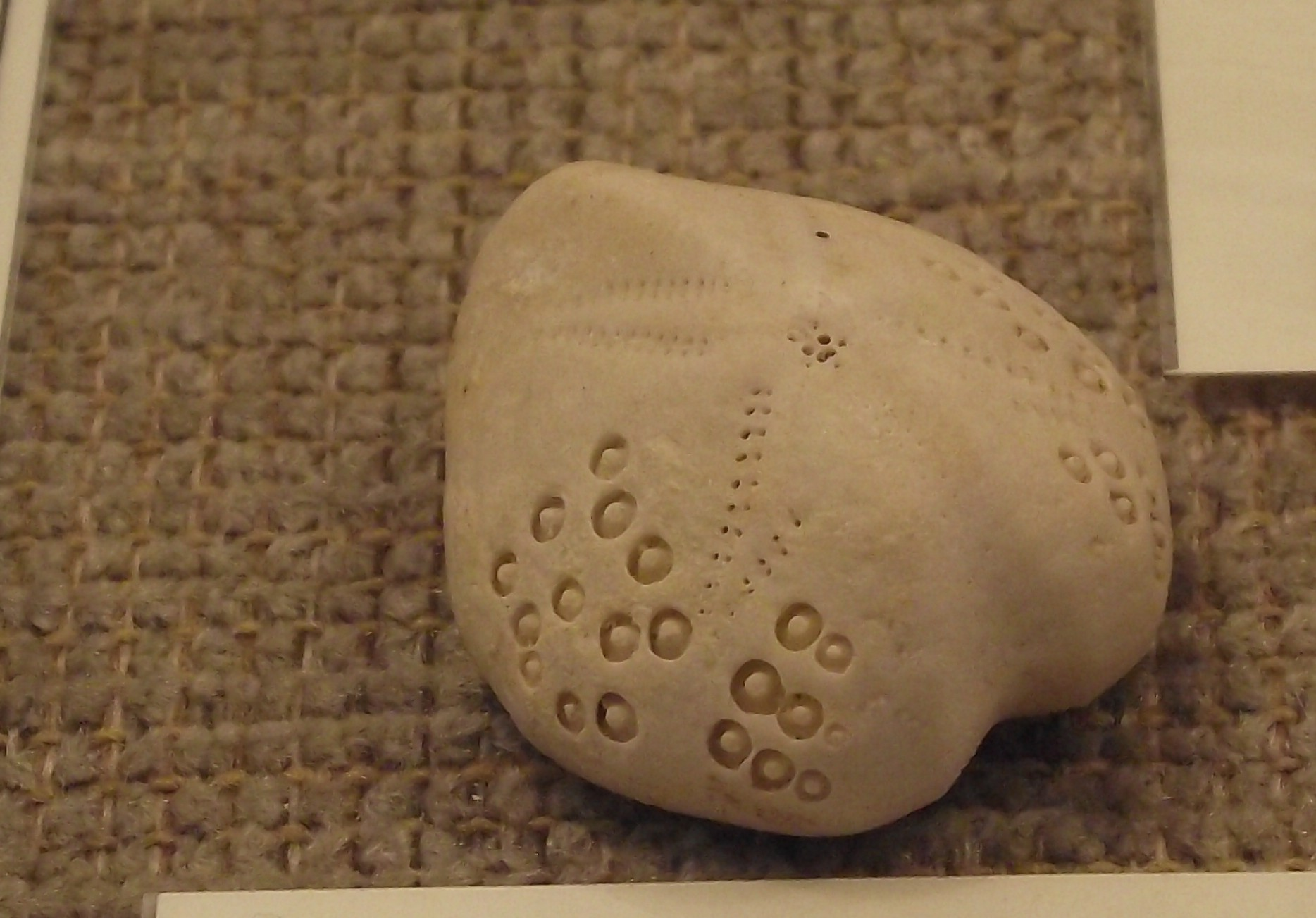
Lovenia forbesi
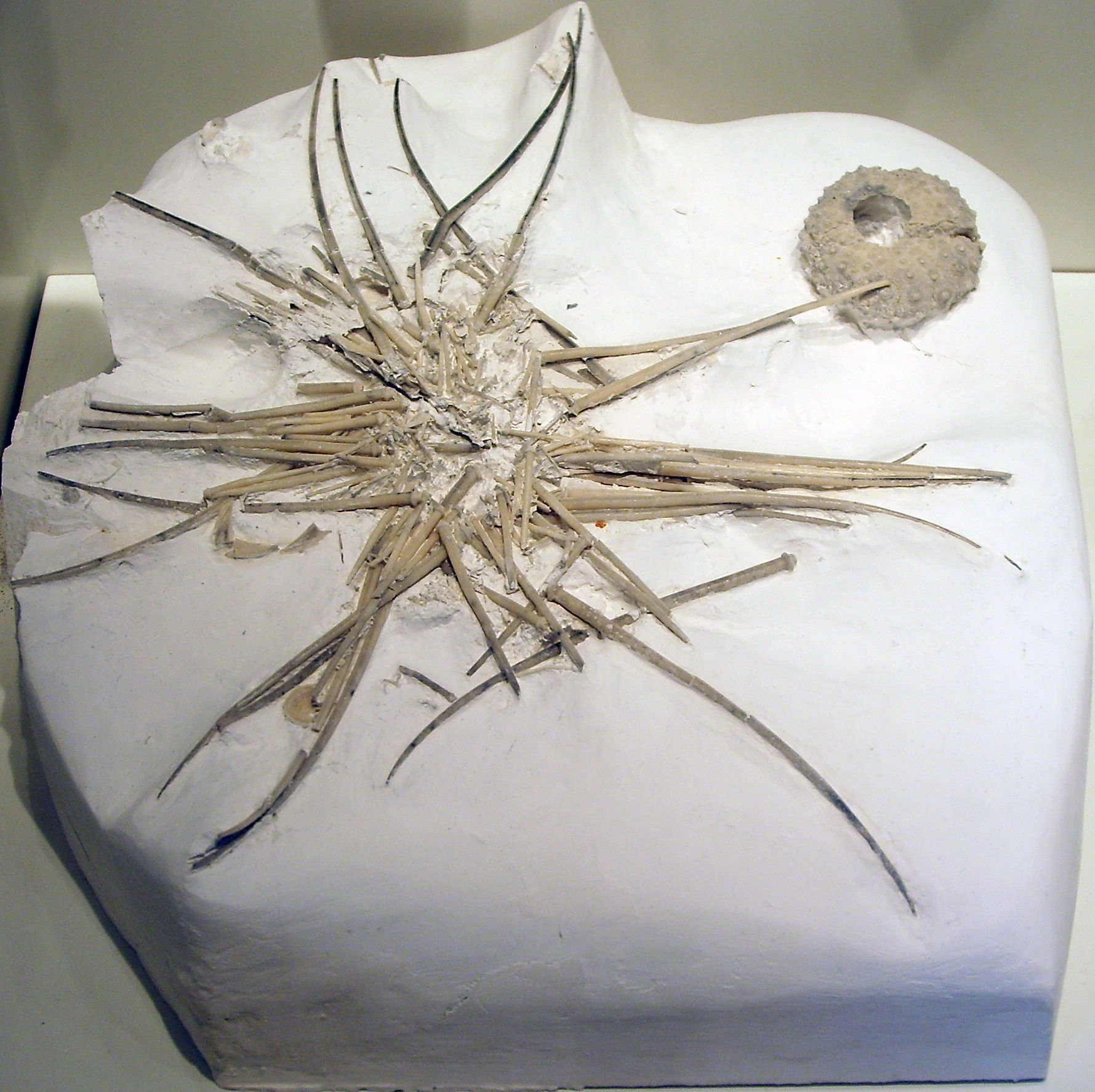
Phymosoma granulosum
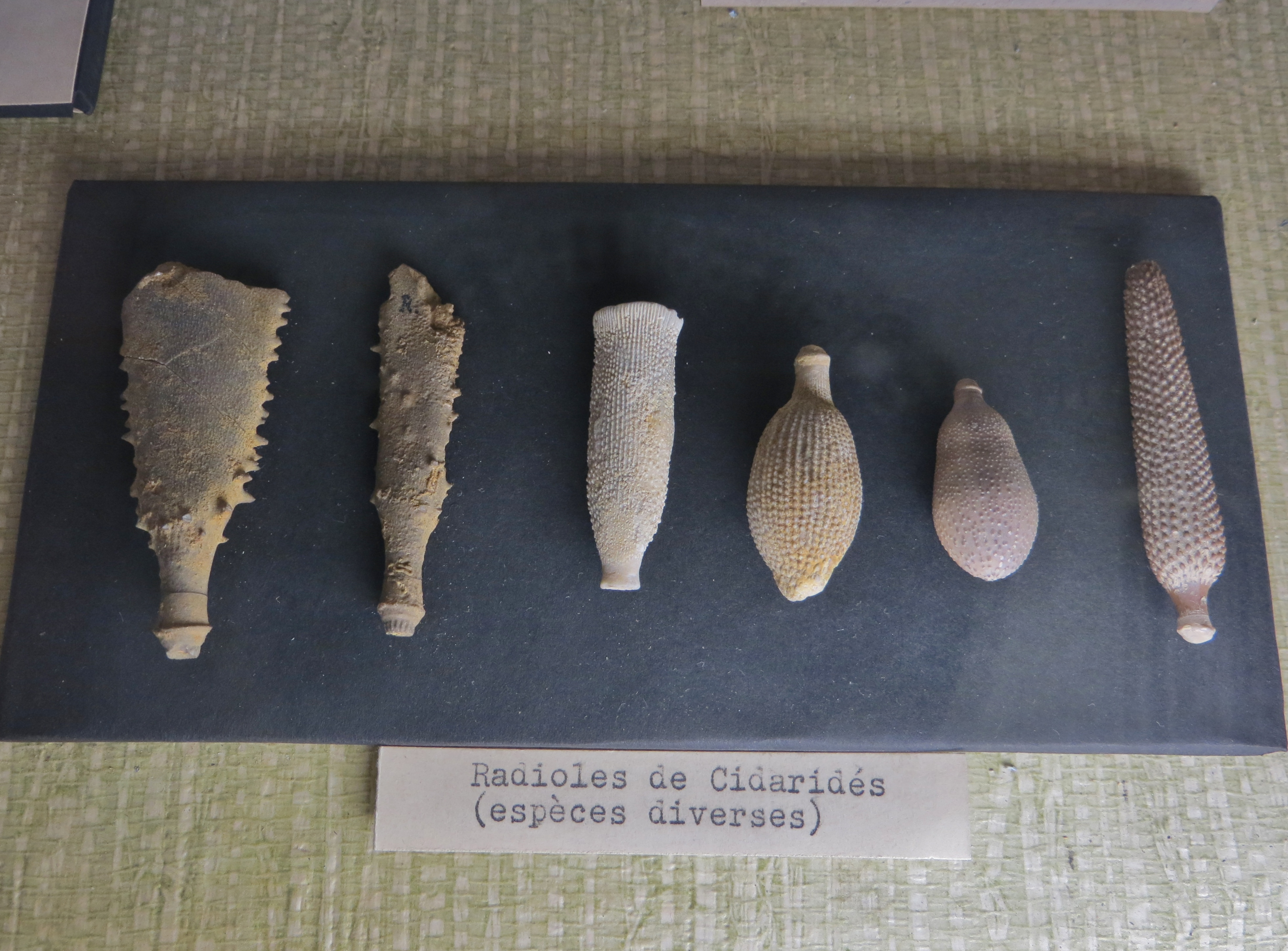
Radioles de cidaridés (espèces diverses, MNHN).

## L'oursin et l'homme

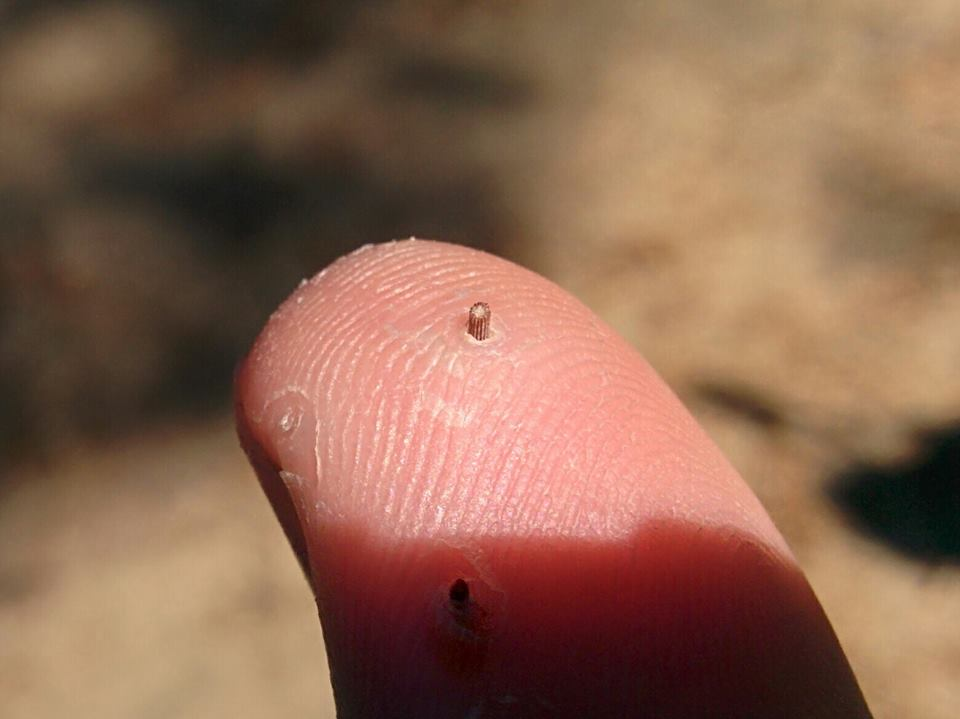
Un fragment de piquant d'oursin, expulsé du corps après deux semaines.

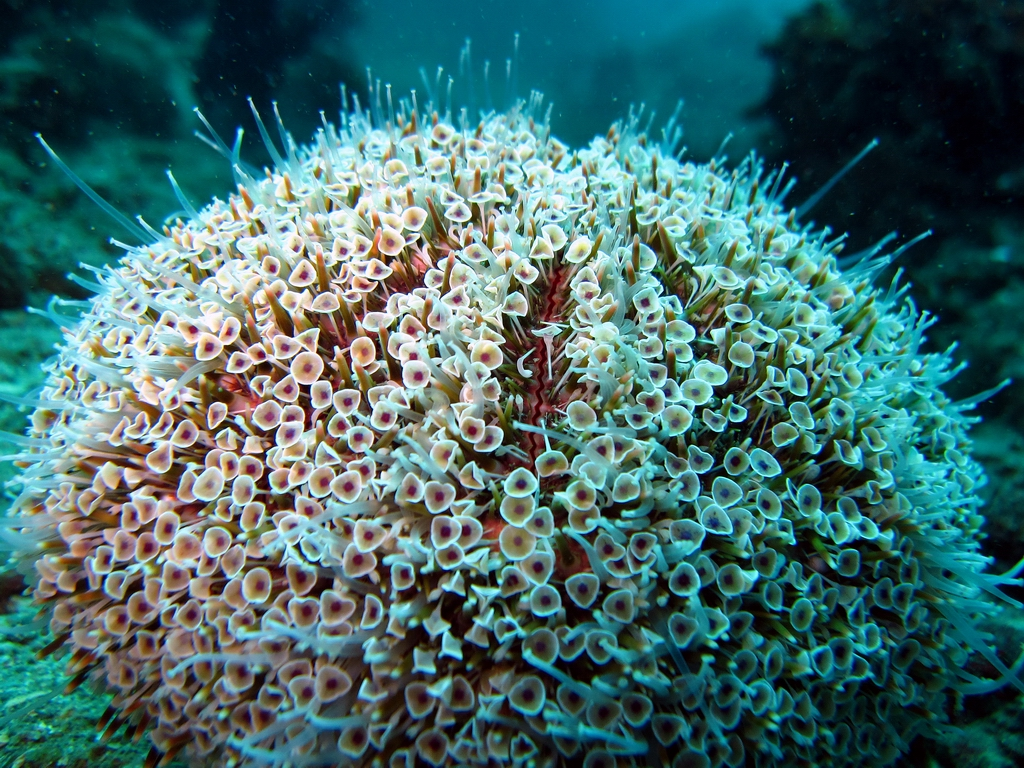
Le dangereux oursin fleur à Taiwan.

### Piqûre
Beaucoup d'espèces d'oursins vivent à faible profondeur, posés sur le fond et parfois bien dissimulés : il arrive donc que des baigneurs marchent dessus par inadvertance, ce qui provoque de fortes douleurs. Les piquants ont par ailleurs la particularité de se fragiliser après la première cassure, et donc de se morceler dans la plaie : il est ainsi très difficile de les enlever en entier, d'autant plus qu'ils sont souvent pourvus de micro-dentelures qui empêchent de les faire progresser en sens inverse une fois plantés dans de la chair. Heureusement, les espèces du littoral français ne présentent aucun danger si la plaie est correctement désinfectée, et les débris de calcite seront dissous par le système immunitaire en quelques jours ou semaines. Certains des plus gros morceaux seront quant à eux expulsés naturellement du corps après quelque temps.
Toutefois, certaines espèces tropicales sont venimeuses (ce qui est souvent signalé par des couleurs ou des motifs voyants) : c'est notamment le cas des représentants de la famille des Diadematidae (qui comporte notamment les « oursins-diadèmes ») et des Echinothuriidae, dont le plus à craindre est sans doute le bien nommé oursin de feu, dont les piquants sont comme perlés de capsules de venin colorées et très visibles. Plusieurs représentants de la famille des Toxopneustidae sont également dangereux, comme l'oursin bonnet de prêtre (Tripneustes gratilla), très courant - et consommé - dans l'Indo-pacifique.
L'oursin le plus dangereux est cependant l'oursin fleur (Toxopneustes pileolus), dont le venin est situé non pas dans les piquants (très courts et presque invisibles) mais dans les pédicellaires, qui prennent la forme d'excroissances charnues en forme de fleurs qui recouvrent tout son corps ; son venin est extrêmement virulent et peut dans certains cas causer la mort chez l'Homme,.

### Consommation d'oursin

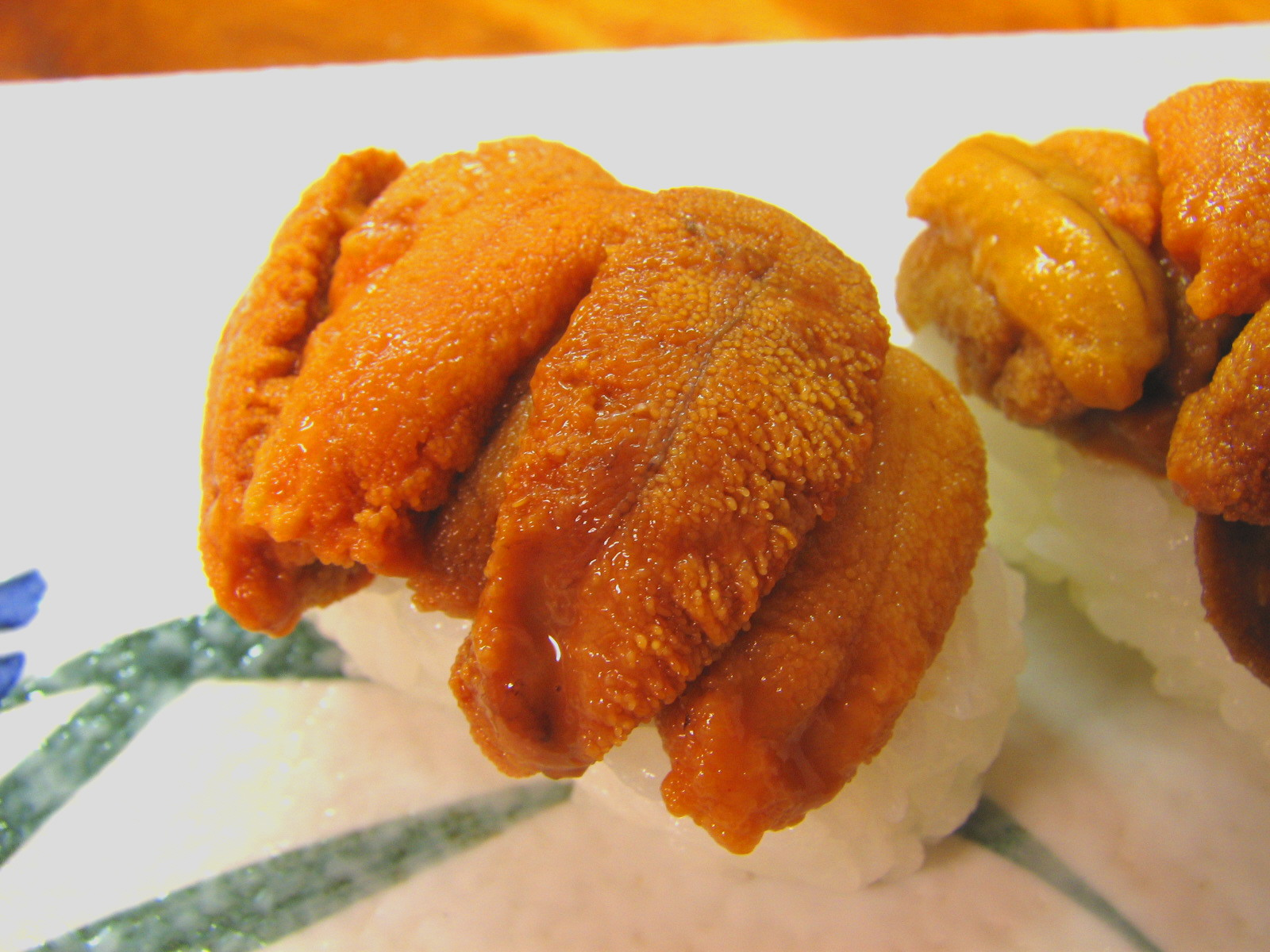
Du corail d'oursins en sushi au Japon.

Tous les oursins ne sont pas comestibles, certains étant amers ou trop pauvres en parties comestibles ; on ne connaît cependant pas d'espèce à la toxicité avérée.
Les espèces les plus consommées sont Paracentrotus lividus (« oursin violet ») en Méditerranée, Echinus esculentus (« oursin comestible »), Strongylocentrotus droebachiensis (« oursin vert ») ou Psammechinus miliaris (« oursin grimpeur ») sur les côtes atlantiques, et Strongylocentrotus franciscanus (« oursin rouge géant » : Canada, Japon), Strongylocentrotus purpuratus (« oursin pourpre », États-Unis/Canada), Tripneustes gratilla (« oursin bonnet de prêtre », Philippines, Japon), Strongylocentrotus droebachiensis (« oursin vert » : Canada, États-Unis, Russie, Japon) et Loxechinus albus (« oursin du Chili » : Chili, Pérou) dans le Pacifique.
Aux Antilles et dans le bassin des Caraïbes, on consomme surtout des Tripneustes ventricosus (« chadron blanc ») et des Lytechinus variegatus (« oursin variable »).
En Nouvelle-Zélande, on consomme traditionnellement l'oursin local Evechinus chloroticus sous le nom de « Kina ».
En Australie, on consomme aussi les espèces Centrostephanus rodgersii, Heliocidaris tuberculata et Heliocidaris erythrogramma.
Les espèces comestibles sont récoltées manuellement, à l'aide d'une courte pique, d'un crochet ou d'un simple couteau ; certaines peuvent aussi être élevées en bassins (comme Psammechinus miliaris). Lors de l'ouverture, les plus longs piquants de l'oursin sont brisés pour éviter les blessures. Le test est découpé à mi-hauteur ; les parties comestibles de l'oursin sont les cinq glandes sexuelles, mâles ou femelles, les gonades appelées communément « corail ». Pour y avoir accès, la lanterne d'Aristote et l'appareil digestif sont retirés. Suivant les espèces et la saison, le corail est plus ou moins aggloméré et sa couleur va de verdâtre à rouge sombre en passant par orange vif. En gastronomie, l'oursin est aussi appelé « châtaigne de mer » ou « œuf de mer » (notamment par Victor Hugo dans Les Travailleurs de la mer).
L'instrument le plus communément utilisé pour ouvrir l'oursin est le ciseau ou une pince ajourée appelée « goulindion » par les pêcheurs méditerranéens.
Le corail est consommé cru, parfois accompagné d'une goutte de jus de citron et d'une tartine de beurre. Il est parfois ajouté en fin de cuisson dans une soupe de poissons, une sauce à la crème ou sur des œufs à la coque, pour en relever le goût. Au Japon, on consomme le corail d'oursin rouge géant en sashimi.
Le corail d'oursin est également commercialisé en conserve, pasteurisé au naturel. Ce nouveau mode de commercialisation, à un prix plus abordable que l'oursin frais, serait une innovation d'une entreprise espagnole de Santander, fournisseur des marques de luxe Kaspia et Kaviari.
Les oursins sont consommés dans de nombreux pays côtiers. Leur consommation est historiquement très populaire en France et au Japon (premier consommateur et importateur mondial, avec 97 % du commerce international), mais est aussi traditionnellement présente aux Antilles, au Chili, en Nouvelle-Zélande ou encore aux Philippines et dans une grande partie des littoraux d'Asie du Sud-Est, ce qui a mené à l'effondrement des populations dans certaines régions.
Leur valeur marchande peut varier fortement entre la zone de production et celle de consommation. Par exemple, en 2007, les oursins violets se trouvaient à 6 euros la douzaine à Toulon, et 58 euros le kilogramme à Paris, soit environ 6 euros l'unité. 
La pêche et la vente sont interdites de mai à septembre en France de manière à ne pas épuiser la ressource pendant la période de reproduction.

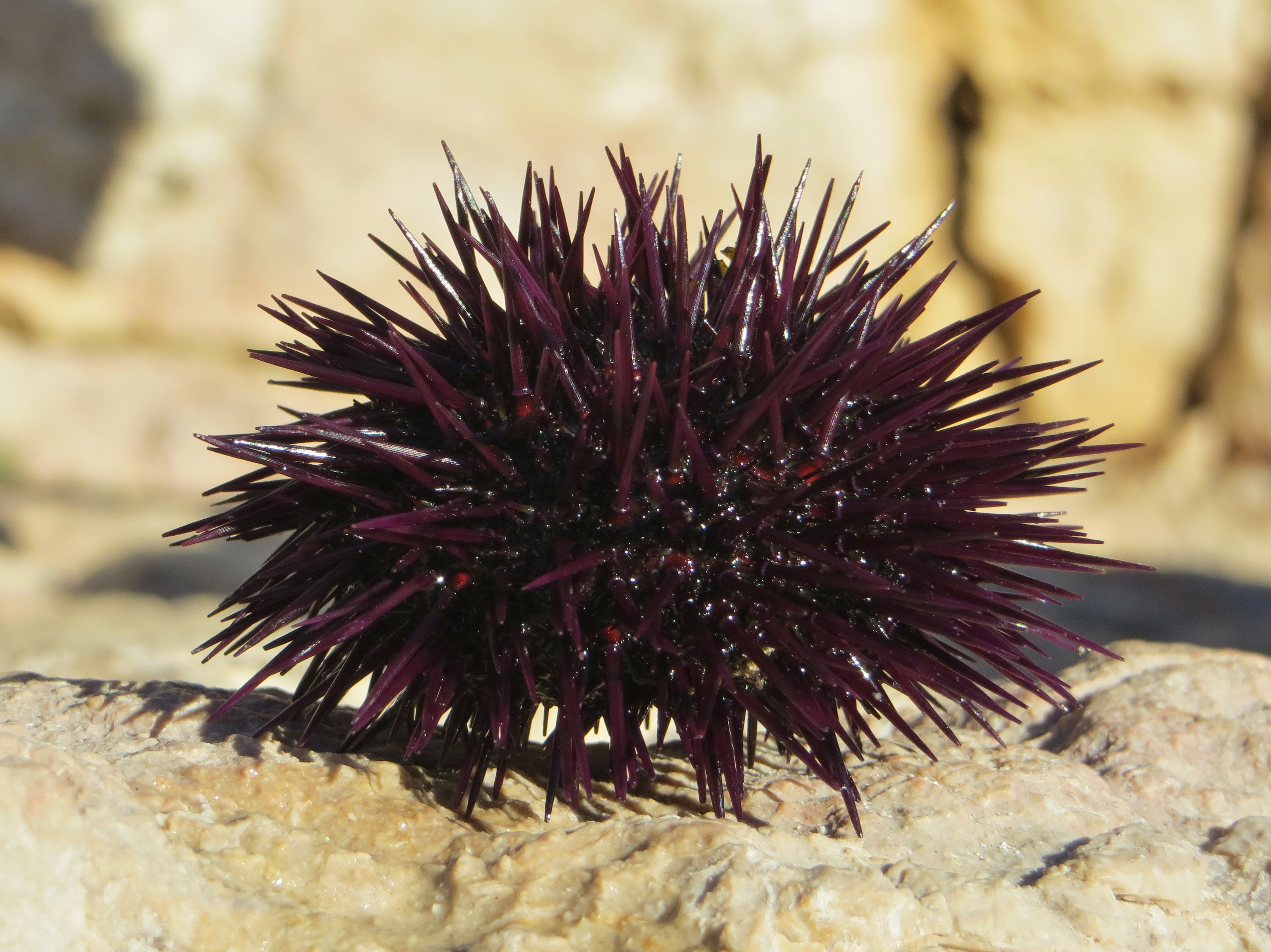
Sur les côtes de Méditerranée, l'oursin le plus consommé est l'oursin violet (Paracentrotus lividus).
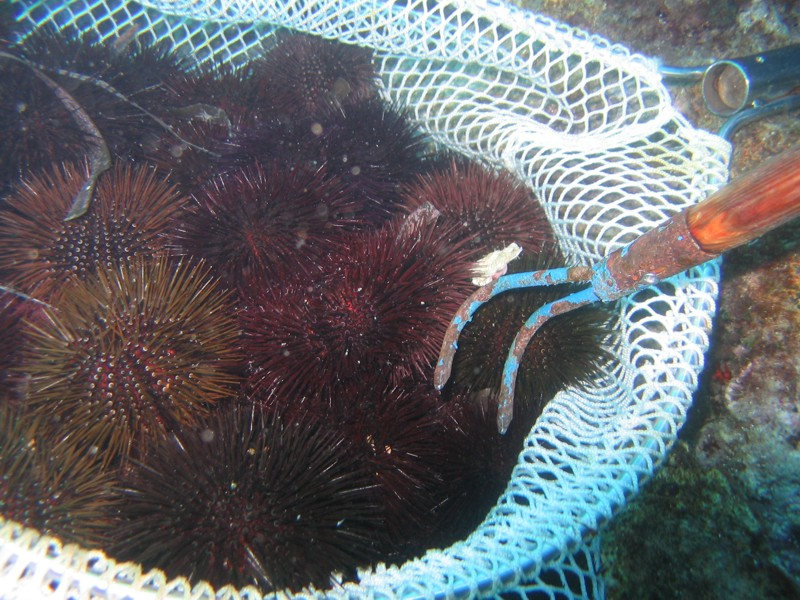
Récolte d'oursins violets.
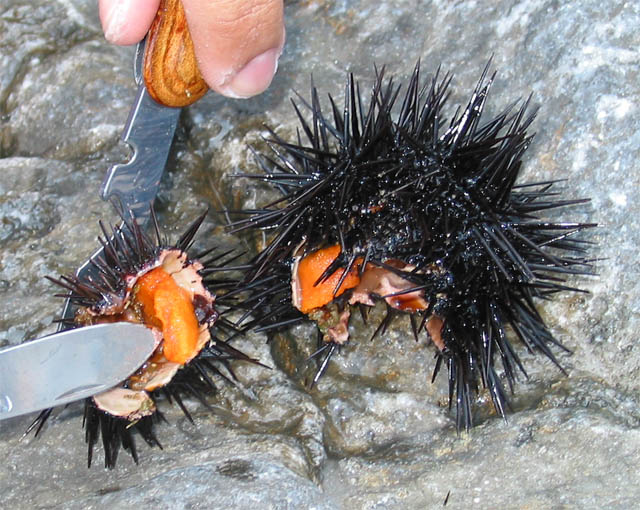
Détail des gonades d'un oursin fraîchement ouvert.
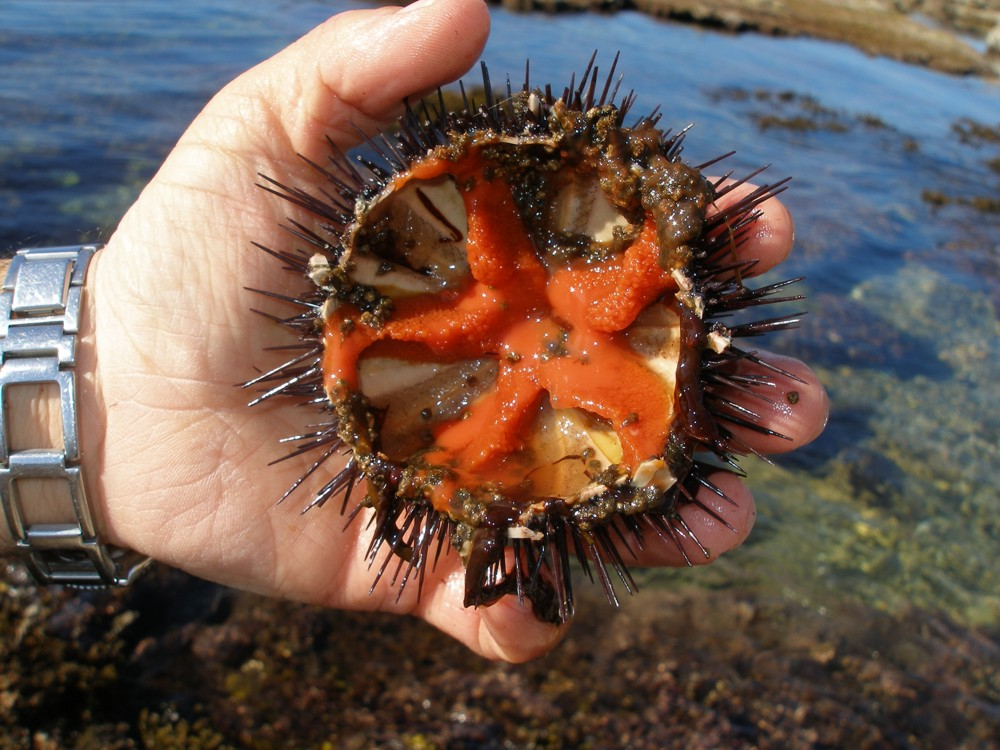
Gonades d'oursin, prêtes à être consommées en Italie.
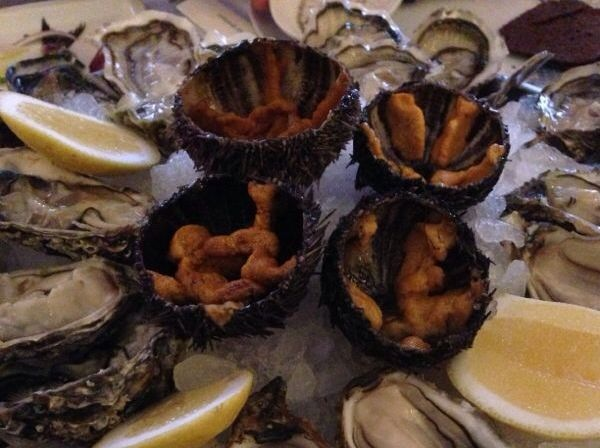
Oursins servis avec des huîtres.
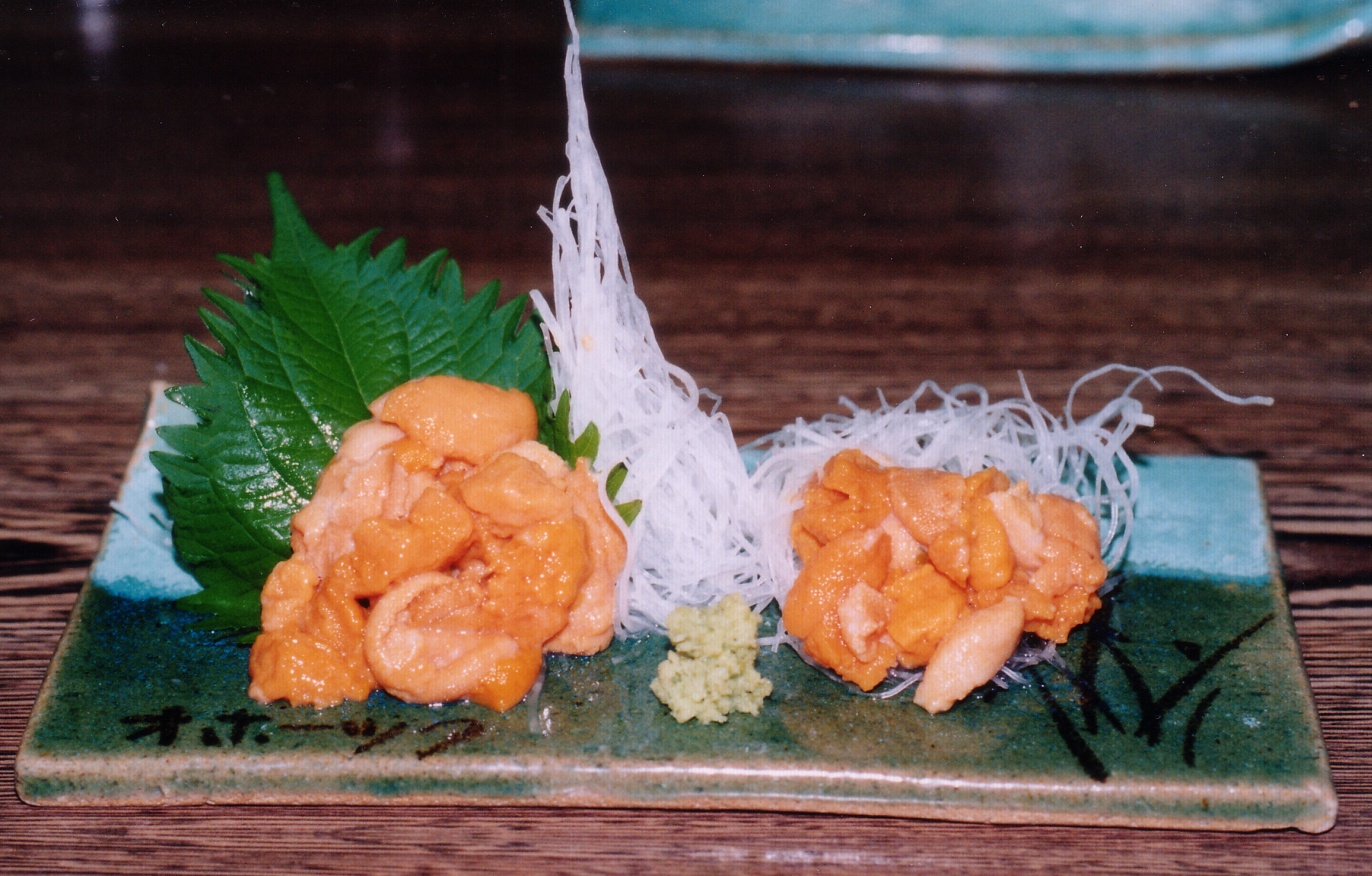
Corail d'oursins en sashimi au Japon.

### Élevage

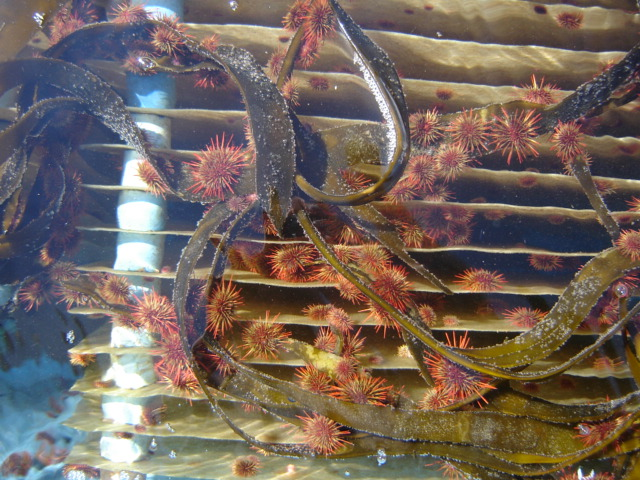
Élevage commercial d'oursins du Chili (Loxechinus albus).

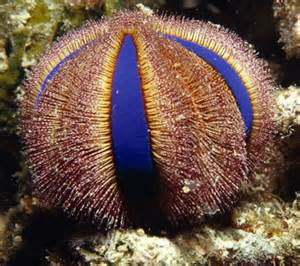
L'« oursin smoking » est apprécié en aquarium.

Face à la raréfaction des oursins sauvages dans les lieux où la pêche est intense (notamment au Japon), son élevage commercial s'est mis en place à l'imitation des élevages scientifiques puis récréatifs : c'est l'échiniculture,.
L'échiniculture se développe depuis les années 1980 en Europe (notamment en France sur l'île de Ré), mais aussi dans l'océan Pacifique et en Asie du Sud-Est, et peut se faire en bacs artificiels ou en conditions semi-naturelles. L'élevage en bâtiment permet de gérer l'ensemble des paramètres importants pour les oursins : température, salinité, pH, oxygène, lumière, nourriture... Les oursins y sont généralement nourris d'algues, les larves étant élevées à part dans un premier temps.
Fin 2013, une entreprise française peut produire environ 6 tonnes d'oursins frais par an. Les ventes sont réparties entre les oursins frais et la transformation (conserverie, préparations culinaires).
L'élevage d'oursins en aquariums privés s'est également développé, mais demeure réservé aux grands bacs d'eau de mer avec une eau très contrôlée, et demande donc une certaine expérience en aquariophilie. Les oursins sont notamment appréciés pour leur herbivorie, permettant de limiter la prolifération des algues dans les aquariums récifaux ; plusieurs oursins irréguliers fouisseurs (comme Laganum depressum) sont également choisis pour purifier le sédiment. Mais certains oursins à l'apparence particulièrement spectaculaire sont aussi élevés par des aquariophiles pour leurs simples qualités esthétiques, comme l'oursin-smoking, l'oursin bonnet-de-prêtre, l'oursin vert, l'oursin rouge, l'oursin-diadème, l'oursin perforant, l'oursin à double piquants, l'oursin crayon ou encore l'oursin baguette. Certains très beaux oursins comme l'oursin de feu, parfois recherchés, sont cependant déconseillés car peu adaptés à la vie en captivité en raison de leur régime, de leur taille ou de leur venimosité.

### L'oursin et la recherche

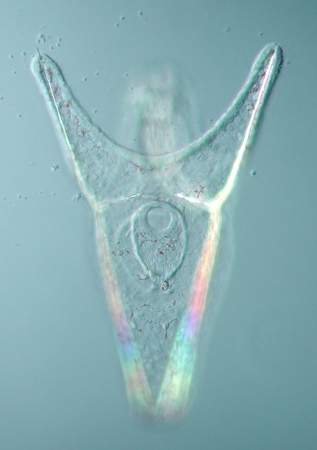
Larve « pluteus » d'oursin grimpeur (Psammechinus miliaris), observée au microscope.

L'oursin est un modèle très utilisé pour la recherche scientifique, en particulier les espèces communes comme Arbacia punctulata et Strongylocentrotus purpuratus, les espèces venimeuses comme Toxopneustes pileolus et Tripneustes gratilla ou les espèces à valeur commerciale comme Paracentrotus lividus et Psammechinus miliaris. Réaliser une fécondation en laboratoire est relativement simple, et les élevages d'oursins sont faciles à maintenir et peu couteux contrairement à de nombreux autres animaux modèles.
- Écologie : Les oursins sont des animaux très abondants dans certains écosystèmes marins, et peuvent être localement responsables de la majorité de l'herbivorie. En conséquence, leurs variations de population ont un impact significatif sur les populations d'algues, une surpopulation (due par exemple à la raréfaction des prédateurs) pouvant déboucher sur un surpâturage, voire sur l'établissement de zones totalement nues[119]. Les populations d'oursins sont donc très suivies par les écologues, inquiets de la conservation des équilibres biologiques[55].
- Embryologie : Pendant plus d'un siècle, les embryologistes ont utilisé A. punctulata comme modèle expérimental. En effet, les œufs d'oursins sont transparents et peuvent être manipulés facilement dans les laboratoires de recherche. Ils peuvent être facilement fécondés, se développer rapidement et de façon synchrone[120],[121].
- Génétique : Pendant des décennies, l'embryon d'oursin a été utilisé pour établir la théorie chromosomique de l'hérédité, la description des centrosomes, la parthénogenèse et la fécondation[122],[123],[124]. Les travaux de recherche au cours des trente dernières années, ont permis de comprendre des phénomènes tels que l'ARNm stable et le contrôle de la traduction génétique, l'isolement et la caractérisation du fuseau mitotique, et la réalisation que les principales protéines de structure de fuseau sont les microtubules[125],[126]. Le premier échinoderme à voir son génome entièrement séquencé fut l'oursin pourpre Strongylocentrotus purpuratus[127].
- En biologie cellulaire : Les études sur les oursins ont fourni les premières preuves du rôle de l'actine dans les cellules non-musculaires[128],[129].
- En écotoxicologie : les larves d'oursins (appelées pluteus, en forme de Tour Eiffel) présentent des difformités si les concentrations de polluants dans l'eau dépassent un certain seuil[130],[131]. De même, le pourcentage d'ovocytes fécondés diminue avec l'augmentation des polluants dans le milieu. On peut donc utiliser les oursins comme indicateurs de pollution du milieu. Les piquants des oursins peuvent aussi être analysés en biomécanique pour obtenir des informations sur les lieux les plus pollués.
- En biologie cellulaire fondamentale et appliquée. Une fois l'ovocyte fécondé, les divisions de la cellule-œuf sont faciles à observer au microscope et sont synchronisées. La cellule-œuf d'oursin est donc un outil idéal pour l'étude des mécanismes de division cellulaire et au-delà, des dérèglements qui peuvent conduire au développement de cancers.
- On utilise aussi du sperme d'oursin pour l'étude du chimiotactisme des spermatozoïdes[132],[133].
- Une partie du carbonate de calcium qui constitue le squelette des oursins semble pouvoir provenir de dioxyde de carbone gazeux capturé lors de la respiration. Ainsi, les oursins pourraient fournir un puits de carbone important, ce qui intéresse l'Ingénierie écologique[134].
- À l'inverse, le stéréome (structure osseuse) des oursins étant composé de calcite riche en magnésium, ceux-ci pourraient être extrêmement sensibles à l'acidification des mers due au surenrichissement en CO2 d'origine humaine : cette forme de calcite étant la plus soluble, des eaux plus acides pourraient altérer la croissance des oursins et fragiliser leurs parties dures une fois adultes, les rendant plus vulnérables et moins aptes à se nourrir, d'autant plus que leur physiologie ne leur permet apparemment pas de réguler l'acidité de leur liquide cœlomique[23].

Certaines spécificités biomécaniques des oursins (colle des podia, structure du stéréome, lanterne d'Aristote...) particulièrement originales et efficaces, sont étudiées par des ingénieurs, en vue d'en tirer des applications industrielles sur le modèle du biomimétisme. En particulier, l'excellente solidité des radioles, couplée à une certaine souplesse et une bonne résistance à la fracture, font de leur structure complexe un modèle dans le développement de nouveaux bétons, jusqu'à cent fois plus résistants.

## Dans la culture

### Utilisations culturelles et rituelles

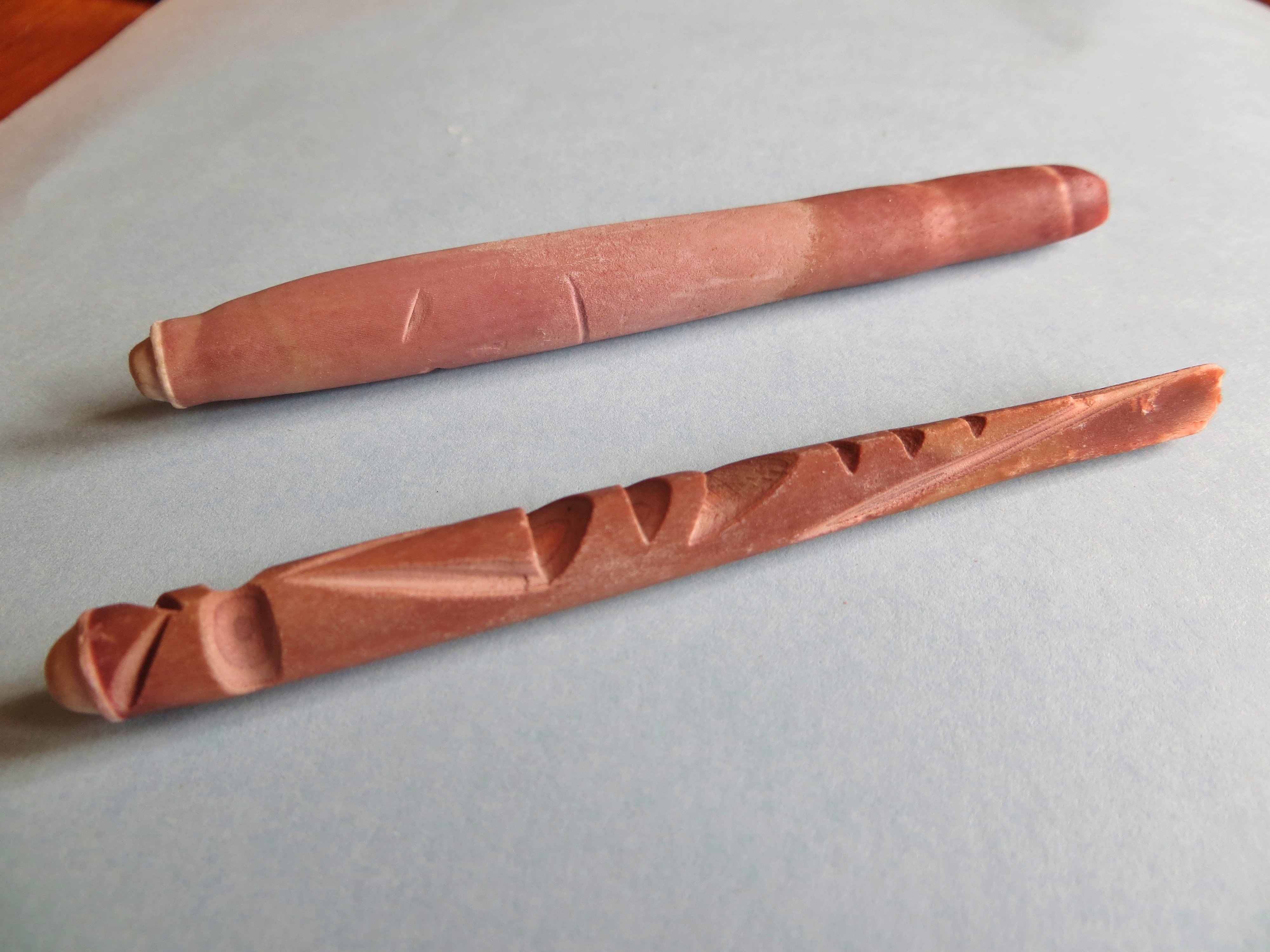
Radioles d'oursin-crayon sculptées, Nouvelle-Calédonie.

Les tests d'oursins morts arborent un motif étoile (les ambulacres), qui peut être particulièrement voyant chez certaines espèces, et notamment les oursins irréguliers où il prend parfois une forme de fleur. Cela en fait des objets assez esthétiques, recherchés par certains collectionneurs ou utilisés dans certains peuples comme objets de décoration, objets rituels ou encore comme amulettes. Notamment, dans les régions éloignées de la mer mais reposant sur des plateaux calcaires du Crétacé riches en fossiles d'oursins irréguliers bien conservés (ceux-ci vivant au sein du sédiment, leur corps peut être extrêmement bien préservé), ceux-ci ont souvent été vus comme des pierres magiques du fait de leur motif étoilé, et utilisés dans l'ornement de tombeaux ou de monuments religieux, avec une grande diversité des symboliques suivant les peuples (œufs de serpent, pierres de foudre, pain de fées, pommes de cristal...).
Dans l'océan Pacifique, on sculpte encore parfois des gros piquants d'oursin-crayon (Heterocentrotus mamillatus) pour en faire des amulettes ou des souvenirs pour les touristes.

### Arts visuels

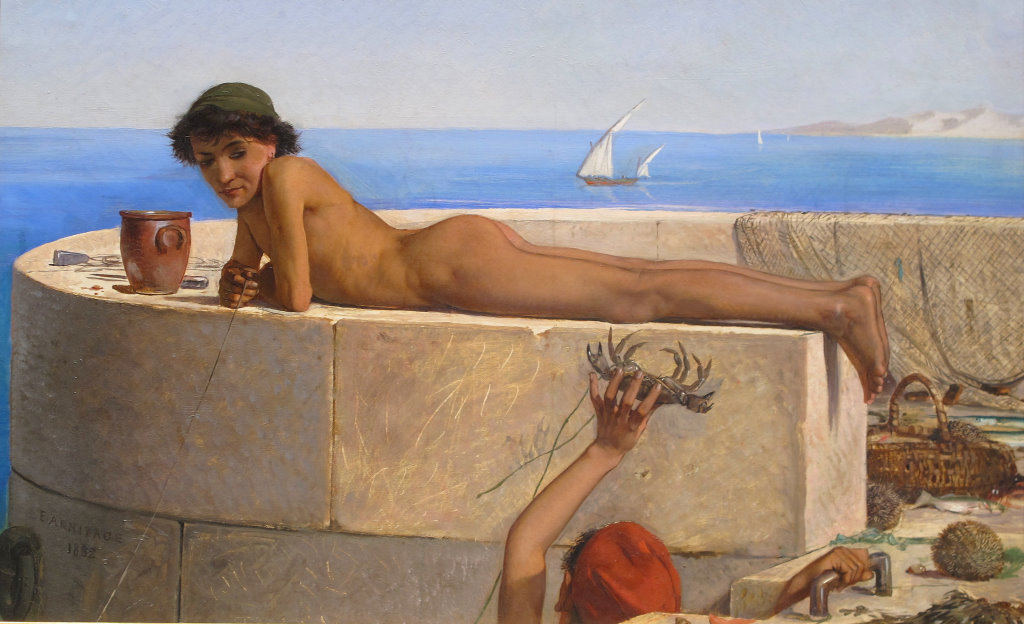
Les Oursins d'Edward Armitage (1882).

En 1840, le naturaliste anglais Edward Forbes édite un ouvrage illustré étonnant, A history of British star-fishes, and other animals of the class Echinodermata, contenant de nombreuses illustrations allégoriques souvent burlesques, mettant en scène des échinodermes dans des gravures d'inspiration néo-classique, aux connotations mythologiques, galantes, épiques, ou comiques.
De nombreux peintres méditerranéens comme Salvador Dalí ont immortalisé les oursinades dans plusieurs tableaux et même des sculptures, comme le « Rhinocéros habillé de dentelles » de Dalí à Puerto Banús (1956), sculpture monumentale représentant un rhinocéros (inspiré de celui de Dürer) entouré de tests d'oursins géants.

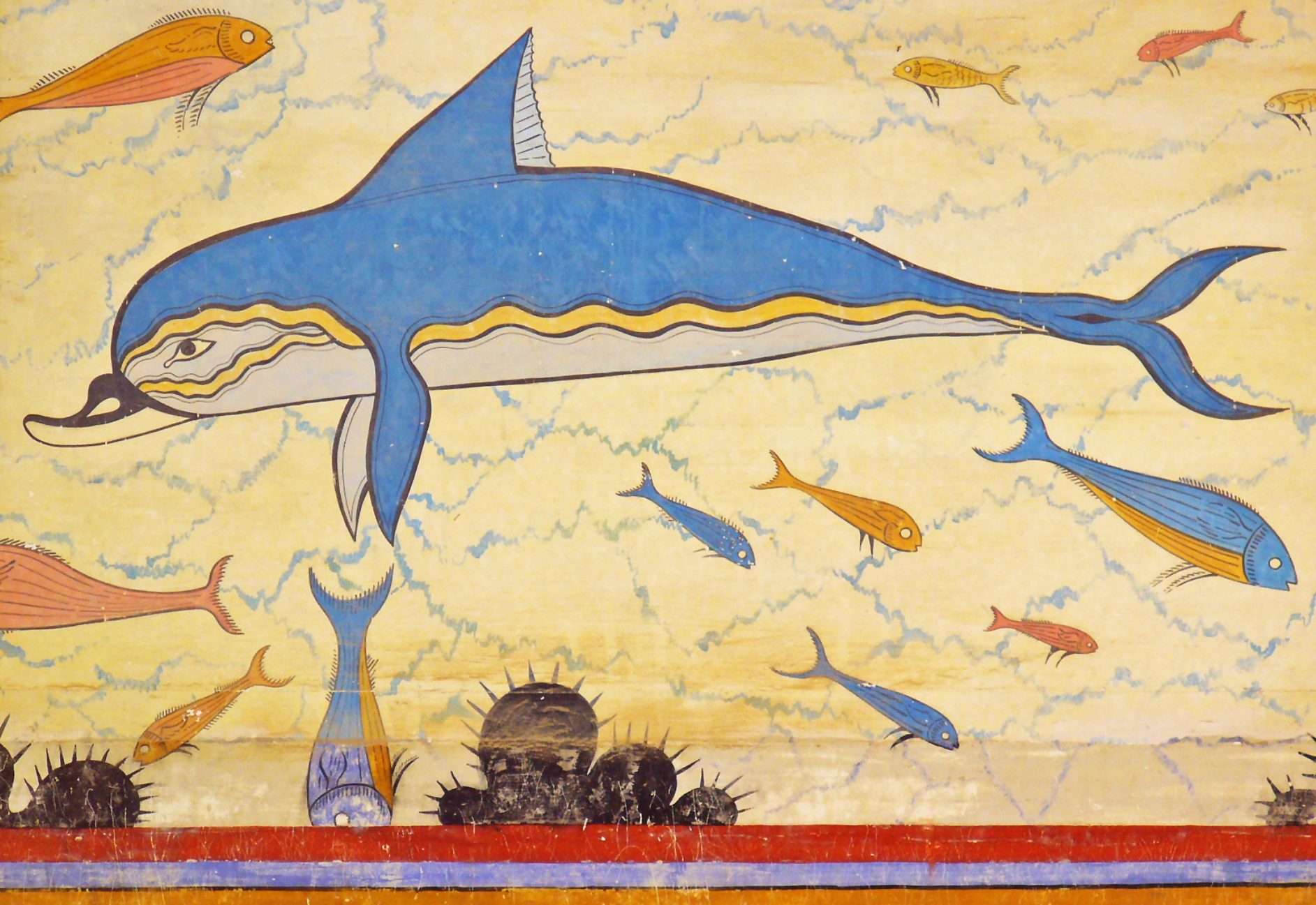
Fresque des Dauphins à Cnossos (Grèce, vers 1500 av. J.-C.)
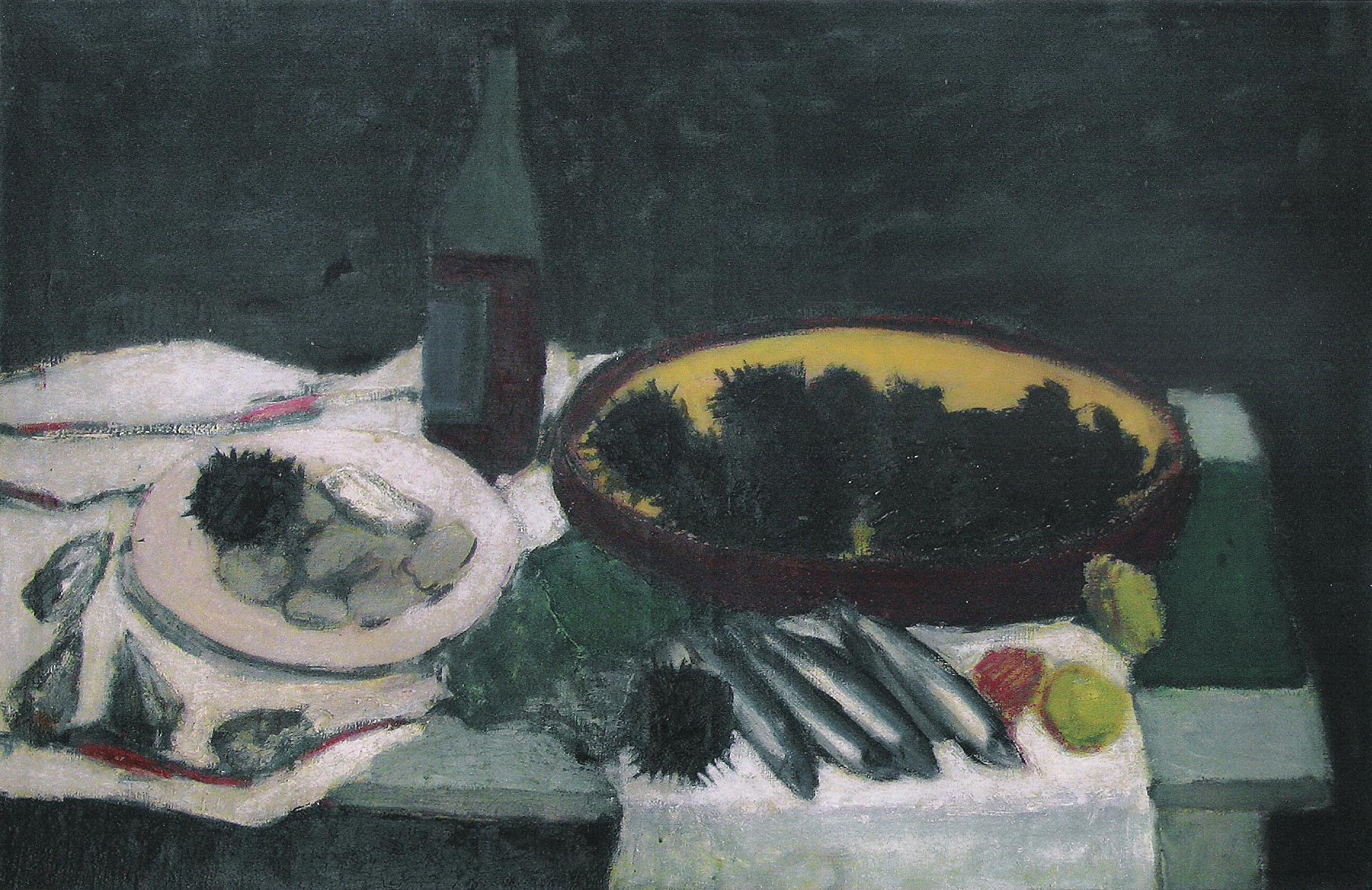
Nature morte aux oursins de Thanassis Stephopoulos (en) (1956).

### Littérature
Jules Michelet accorde plusieurs longs passages fascinés aux oursins dans son ouvrage La Mer : 
— Jules Michelet, La Mer, 1861 (lire en ligne).
Victor Hugo fournit plusieurs descriptions dans son roman de 1866 Les Travailleurs de la Mer : 

« Ce hérisson coquillage, qui marche, boule vivante, en roulant sur ses pointes, et dont la cuirasse se compose de plus de dix mille pièces artistement ajustées et soudées, l’oursin, dont la bouche s’appelle, on ne sait pourquoi, lanterne d’Aristote [...]. Les chercheurs de fruits de mer le trouvent. Ils le coupent en quatre et le mangent cru, comme l’huître. Quelques-uns trempent leur pain dans cette chair molle. De là son nom, œuf de mer. »

Le chapitre 7 du roman À fond de cale - voyage d'un jeune marin à travers les ténèbres de Thomas Mayne Reid (1894) est intitulé À la recherche d’un oursin. Le narrateur y décrit sa quête d'un échinide : 

« Ce qui me faisait aller au bout de cette pointe rocailleuse, où j’apercevais des coquillages, c’était le désir de me procurer un oursin. J’avais toujours eu envie de posséder un bel échantillon de cette singulière coquille; je n’avais jamais pu m’en procurer une seule. Quelques-uns de ces échinodermes s’apercevaient bien de temps en temps près du village, mais ils n’y restaient pas; c’était dans le pays un objet assez rare, par conséquent d’une valeur relative, et qu’on posait sur la cheminée, dont il faisait l’ornement. Comme on visitait fort peu le récif, qui était assez loin de la côte, j’avais l’espoir d’y trouver cette coquille, et je regardais avec attention dans toutes les crevasses, dans toutes les cavités où mon œil pouvait atteindre. [...] C’était le plus bel oursin qu’on eût jamais rencontré ; il était rond comme une orange, et sa couleur était d’un rouge foncé; mais je n’ai pas besoin de vous le décrire; quel est celui d’entre vous qui ne connaît pas l’oursin? »

Marcel Pagnol aurait déclaré : « si l'on jugeait les choses sur les apparences, personne n'aurait jamais voulu manger d'oursin ».

### Cinéma
Les Oursins est le titre et le sujet d'un film muet de Jean Painlevé de 1928, pionnier de la vidéo naturaliste.

### Jeu vidéo
Il existe un pokémon oursin : Wattapik (en anglais Pincurchin), numéro 871 de la huitième génération.

## Galerie

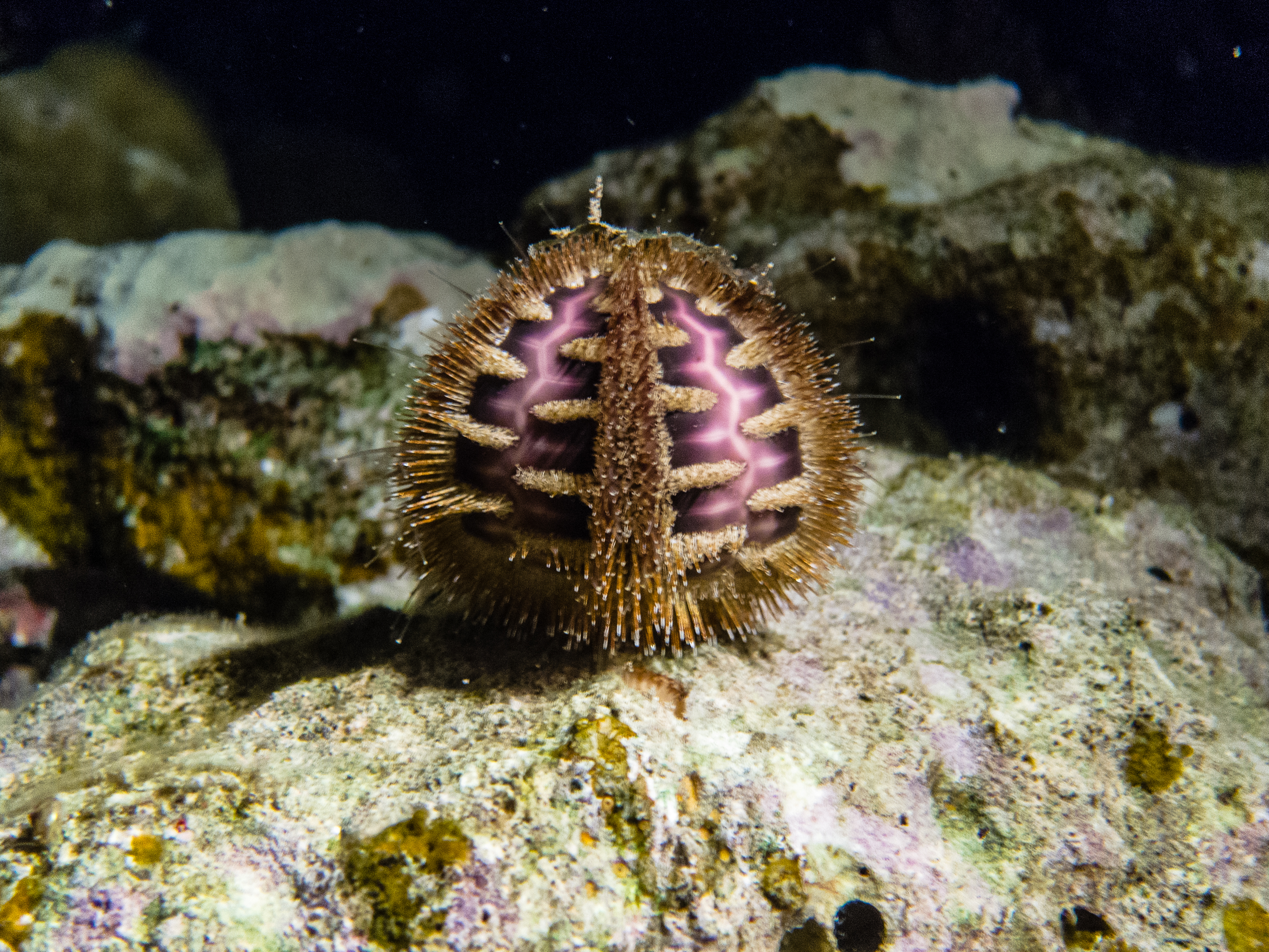
Oursin zig-zag (Microcyphus rousseaui) en Mer Rouge.
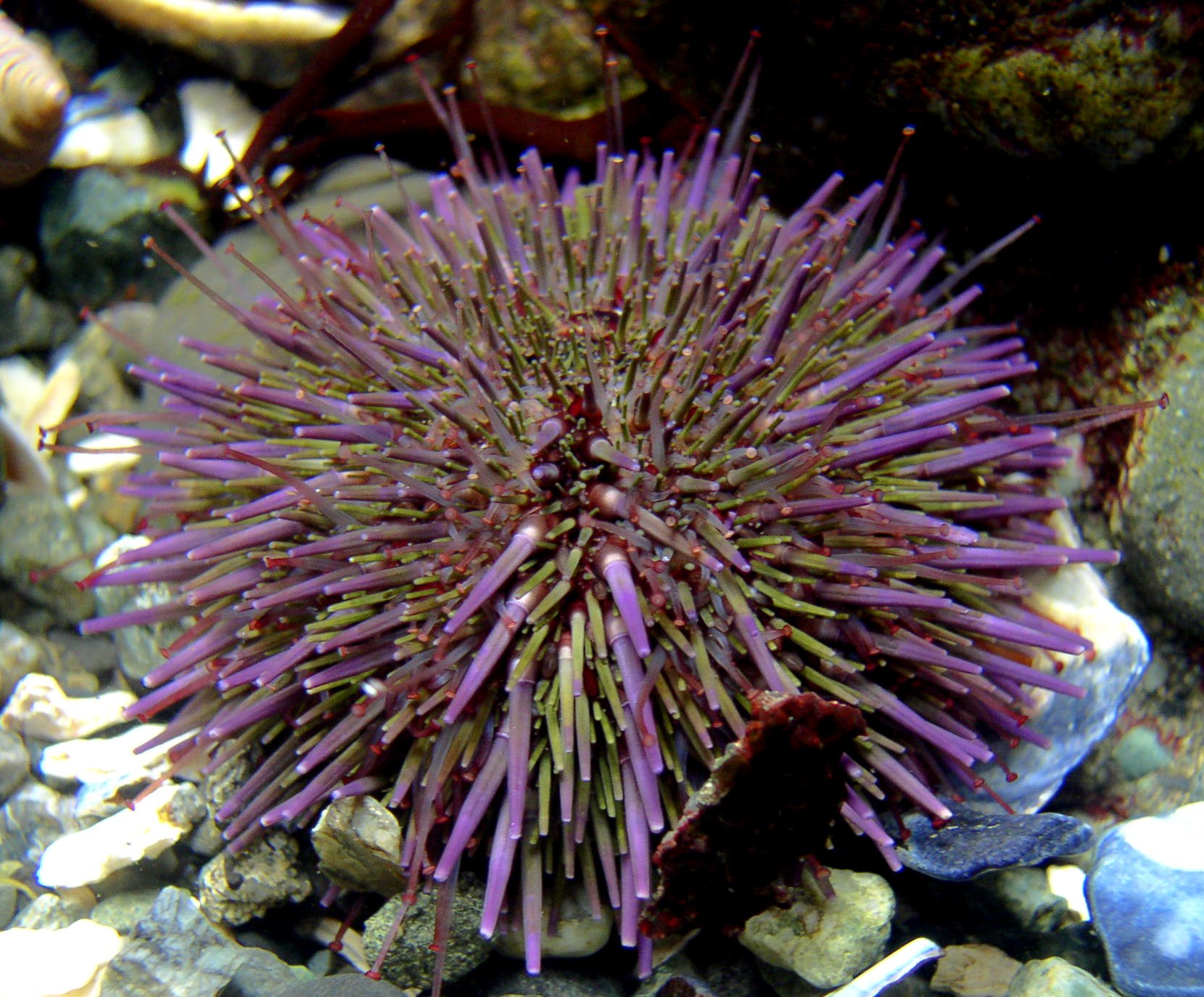
Oursin pourpre (Strongylocentrotus purpuratus) en Californie.
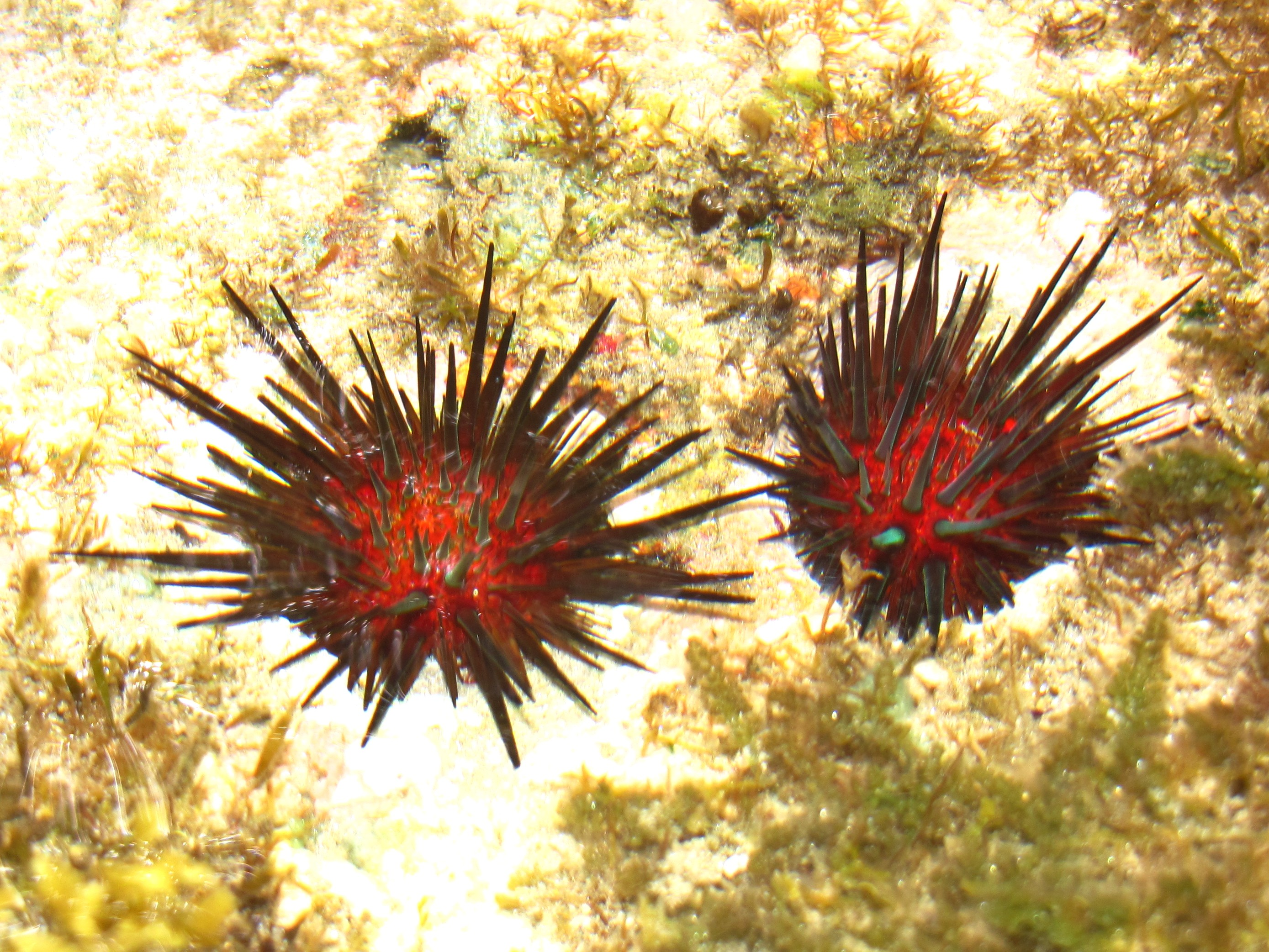
Oursins perforants (Echinometra lucunter) au Venezuela.
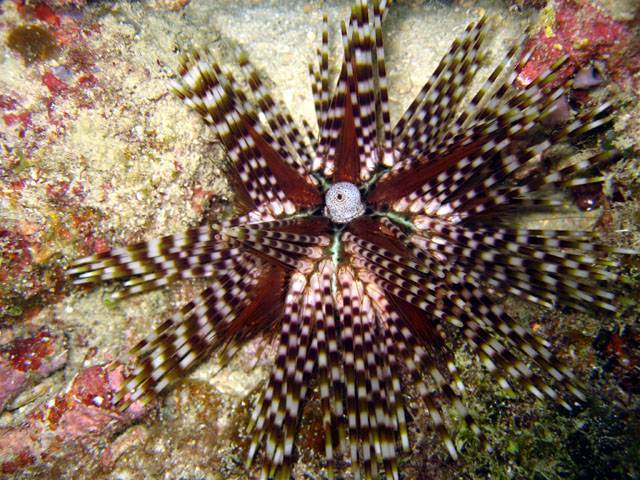
Oursin à doubles piquants (Echinothrix calamaris) en Malaisie.
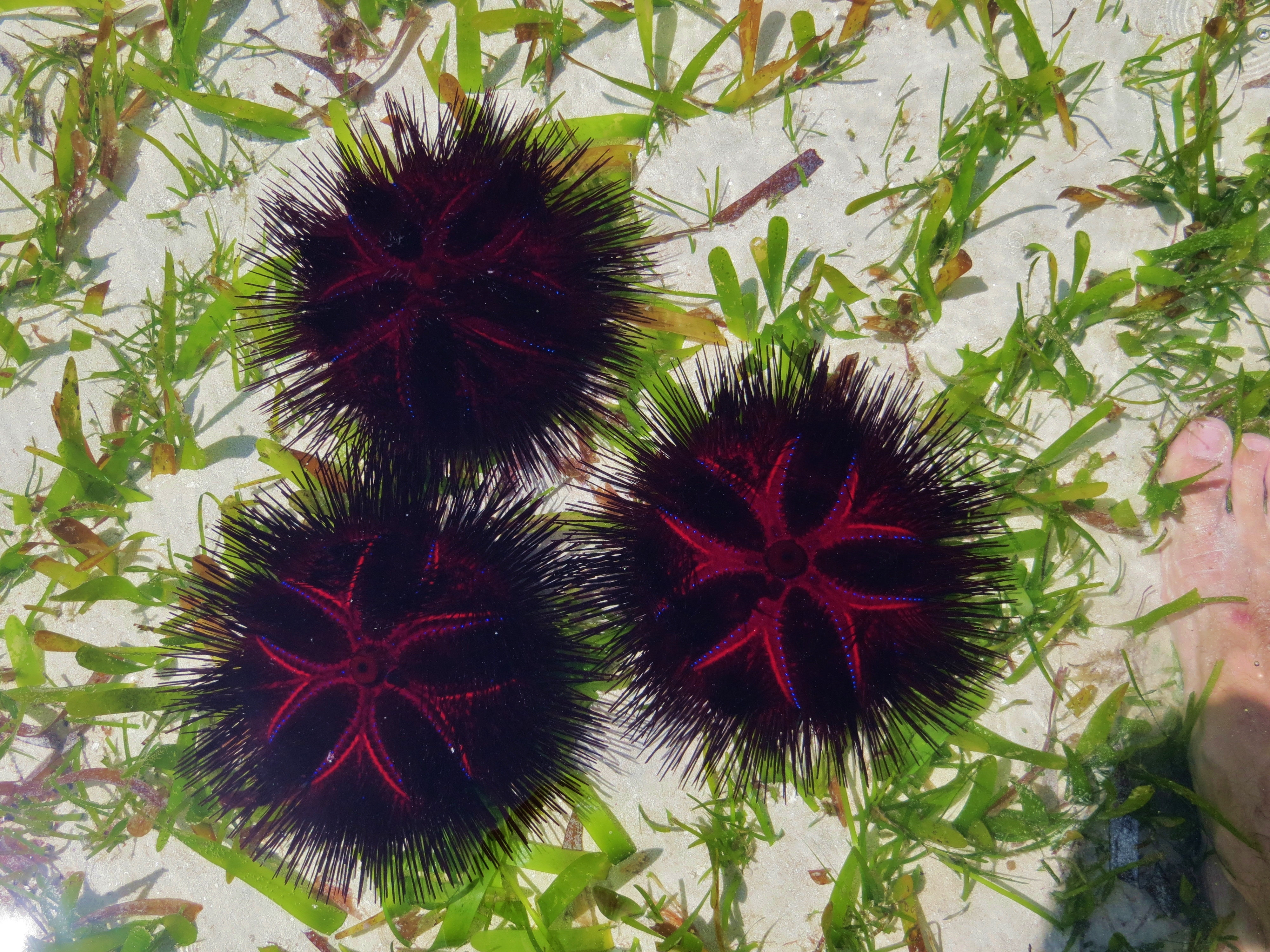
Groupe d'oursins rouges (Astropyga radiata) au Kenya.
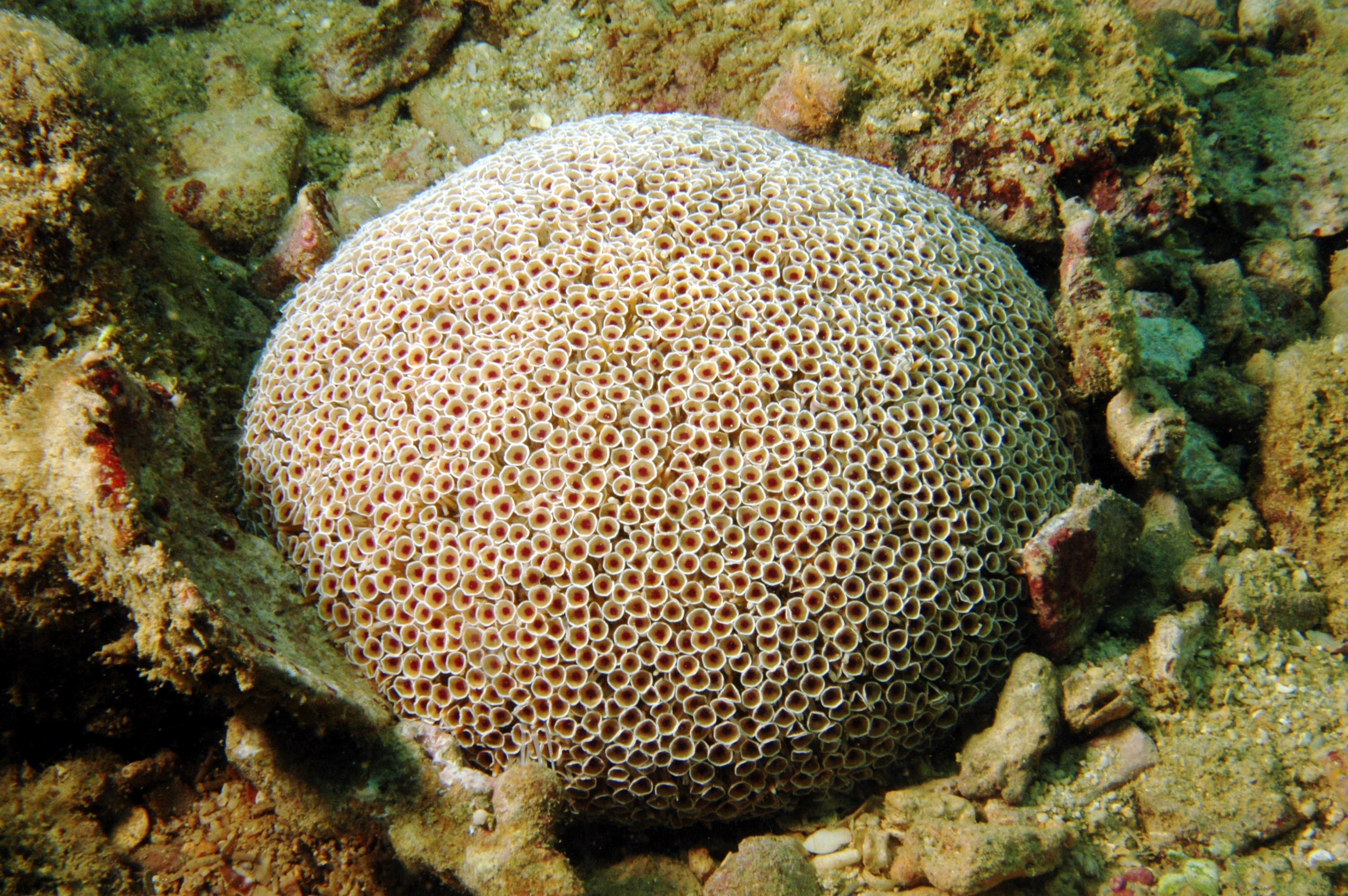
Oursin-fleur (Toxopneustes pileolus) à Okinawa.
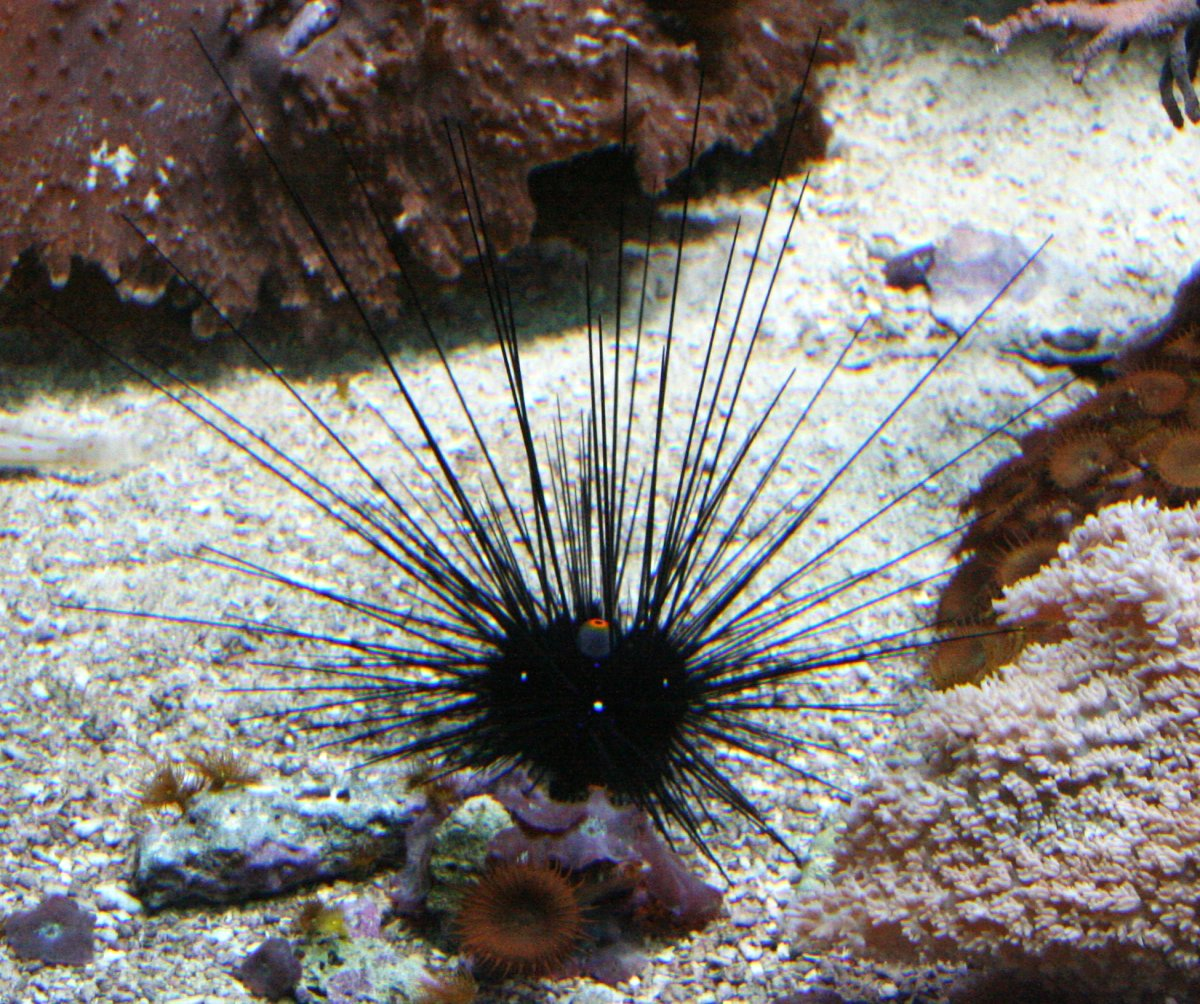
Oursin diadème (Diadema setosum, Océan Indien).
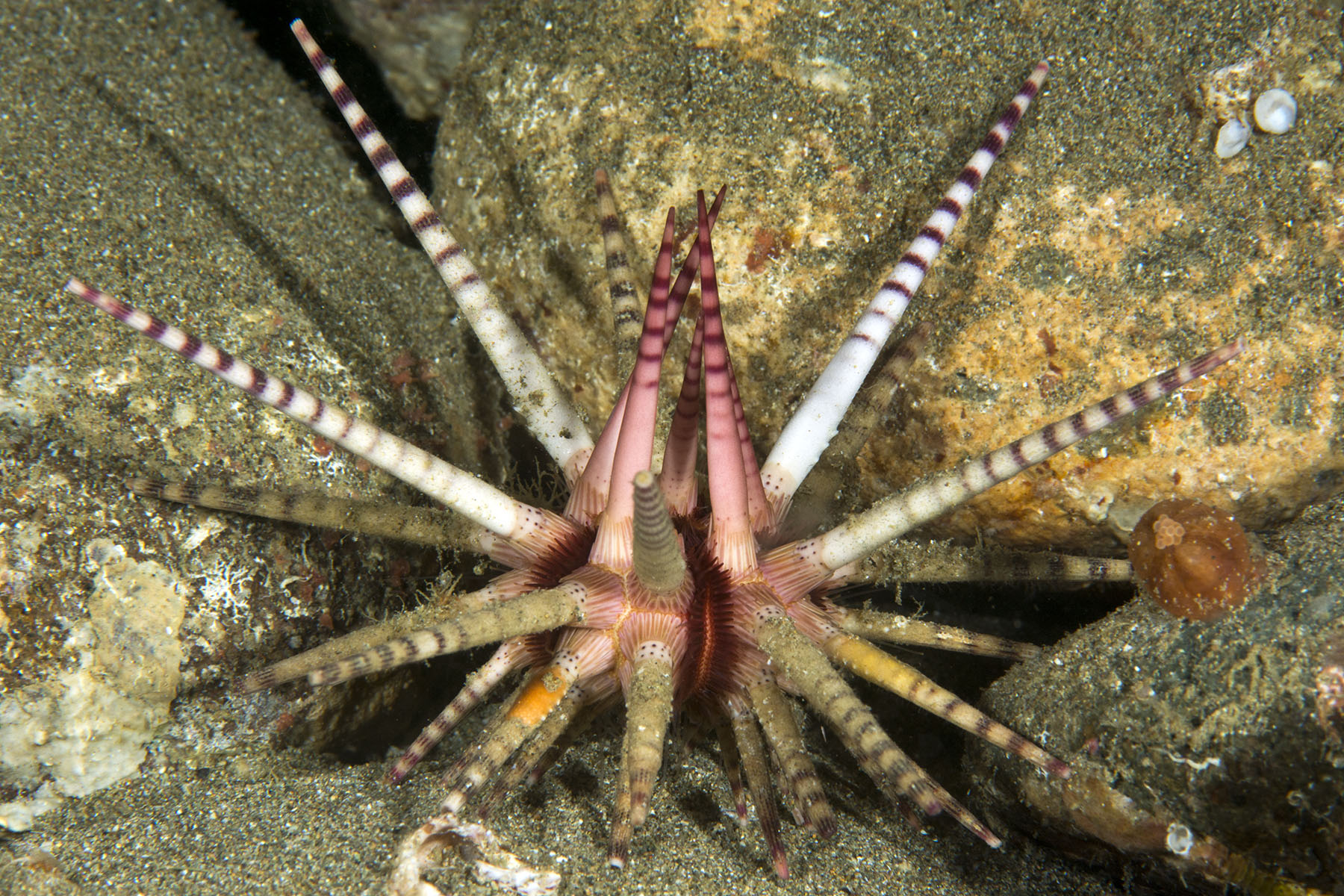
Oursin à piquants annelés (Prionocidaris baculosa) aux Philippines.
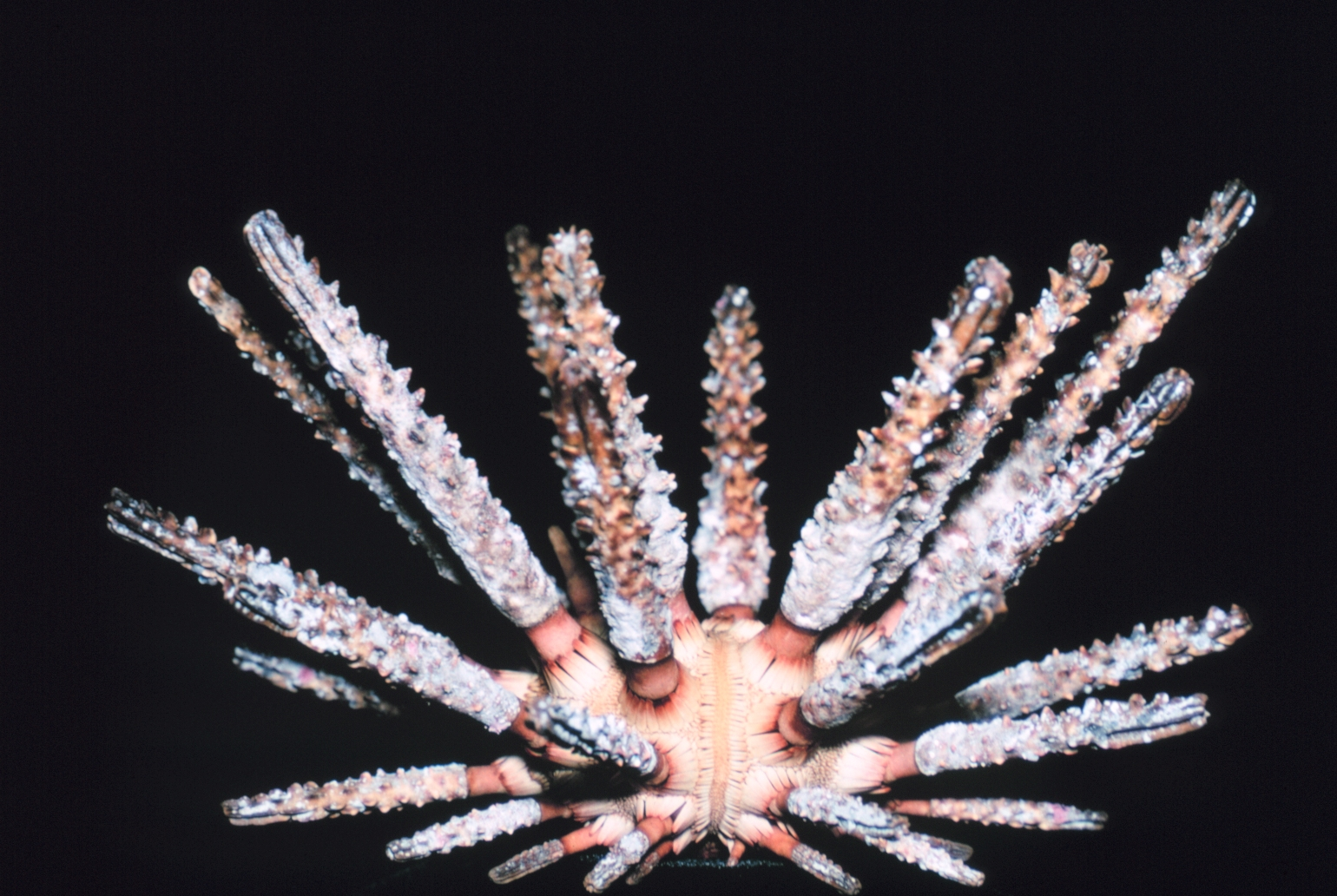
Oursin à piquants épineux (Chondrocidaris gigantea) à Hawaii.
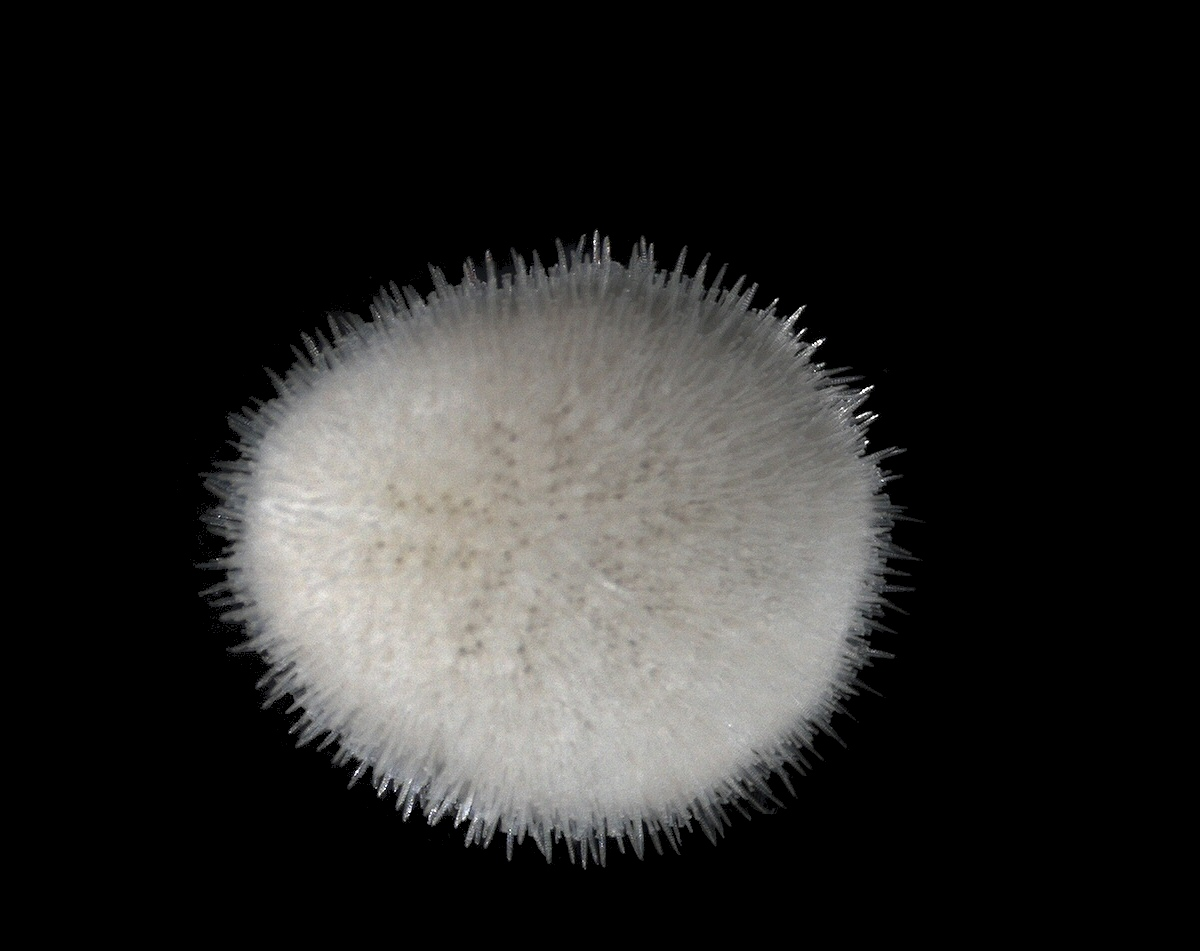
Oursin fève (Echinocyamus pusillus) vivant, avec son duvet de radioles.
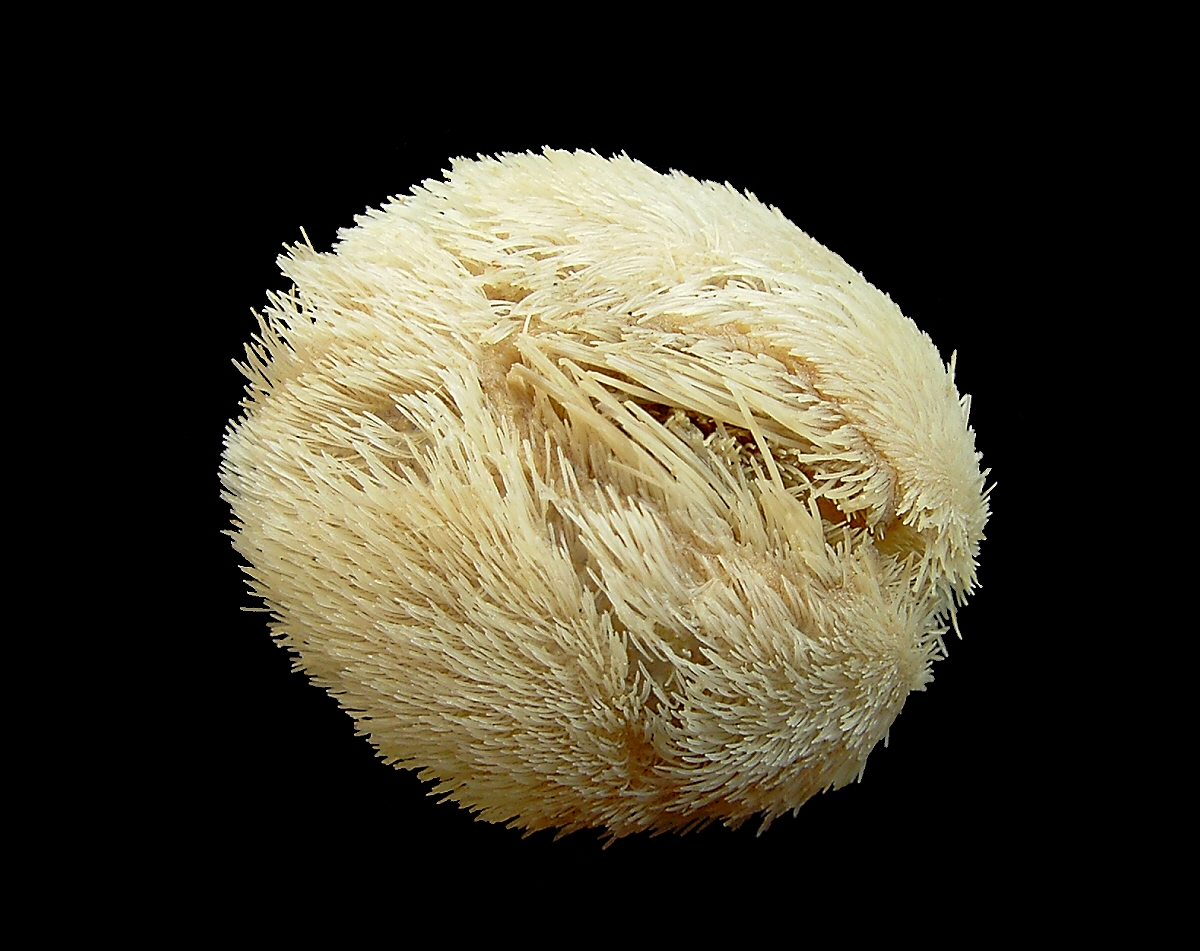
Oursin-cœur (Echinocardium cordatum) commun sur les côtes sableuses atlantiques européennes.
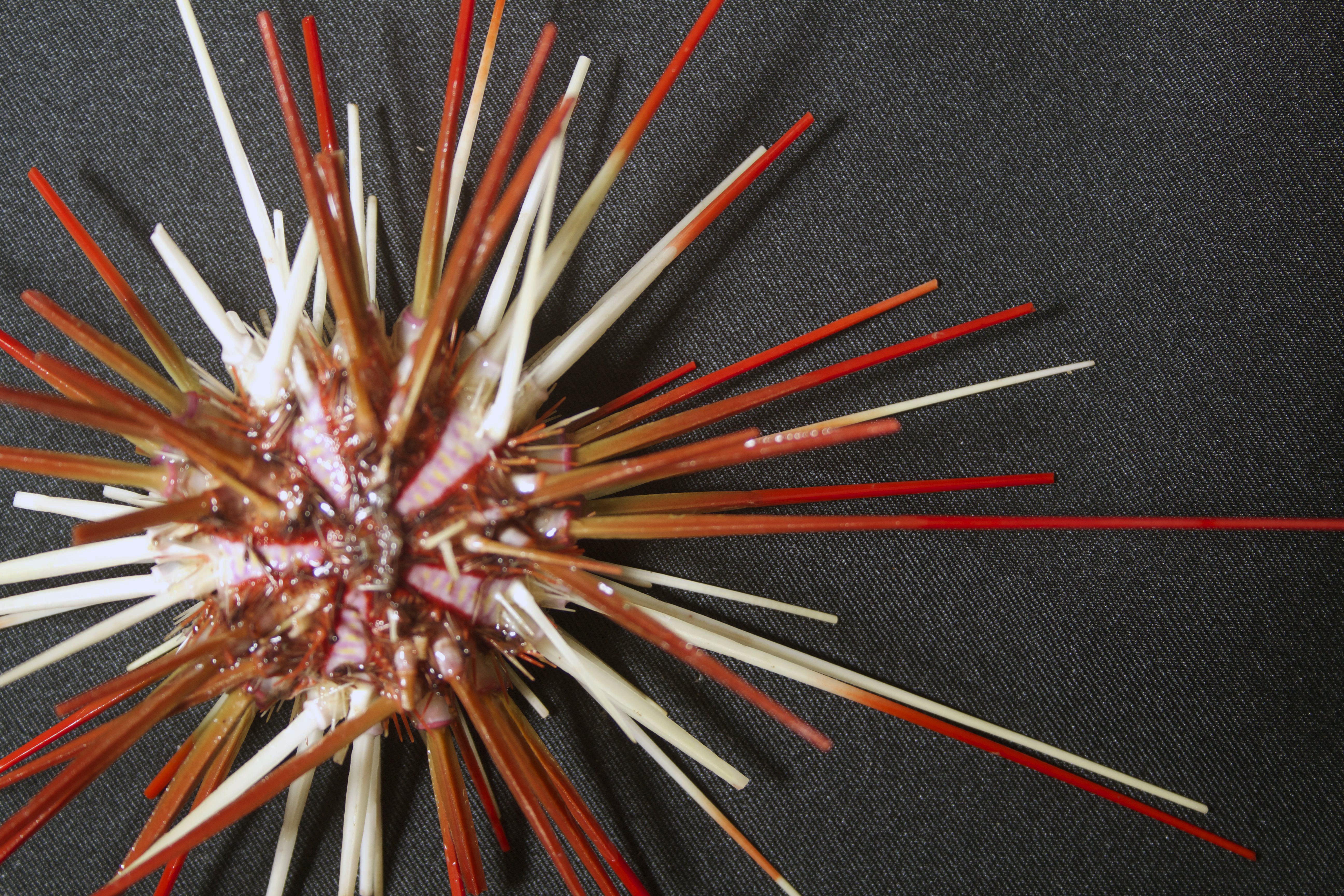
Coelopleurus sp. (abysses de l'Atlantique nord).
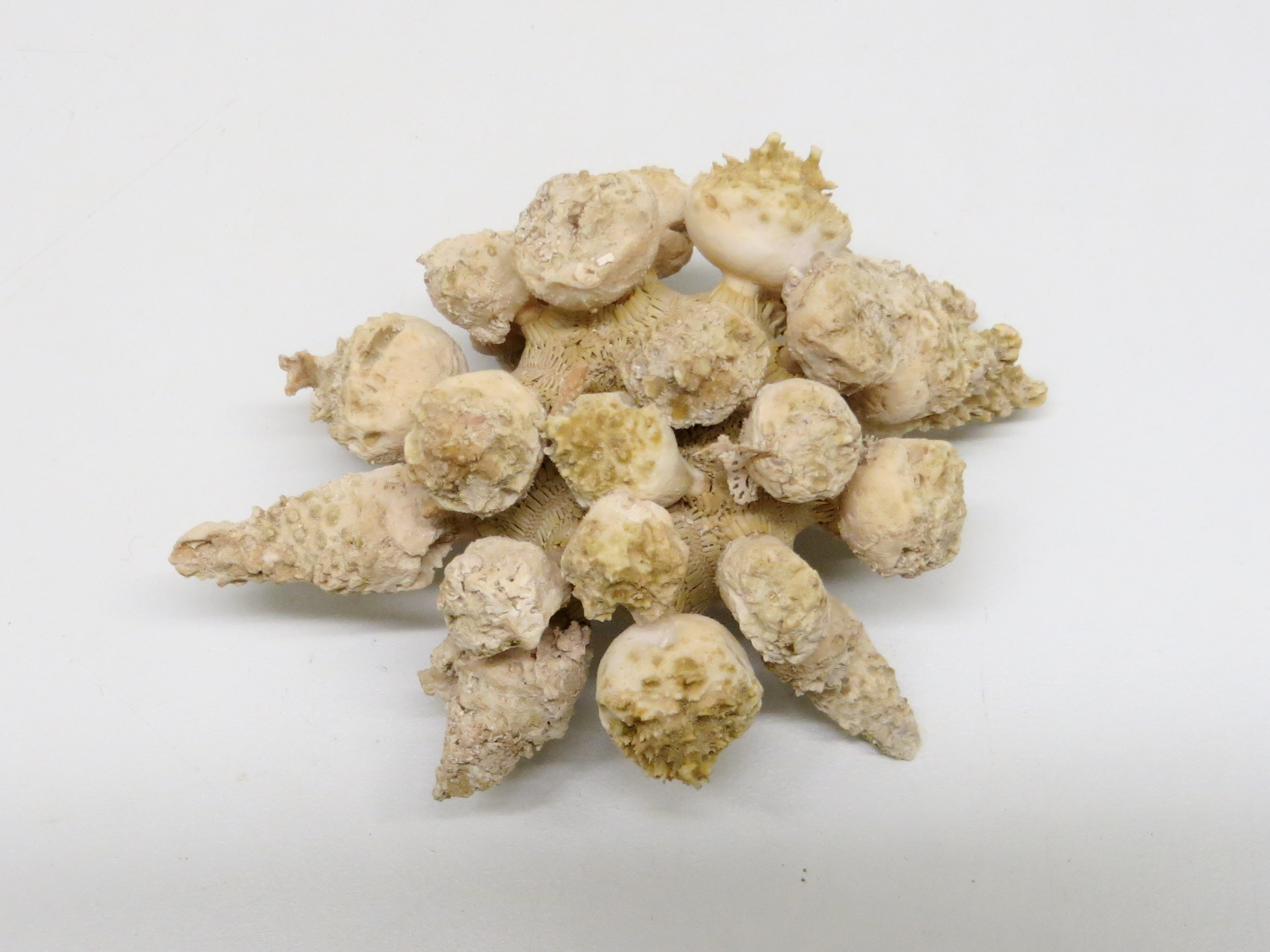
Tylocidaris ohshimai séché, aux mystérieuses radioles en forme de massues.
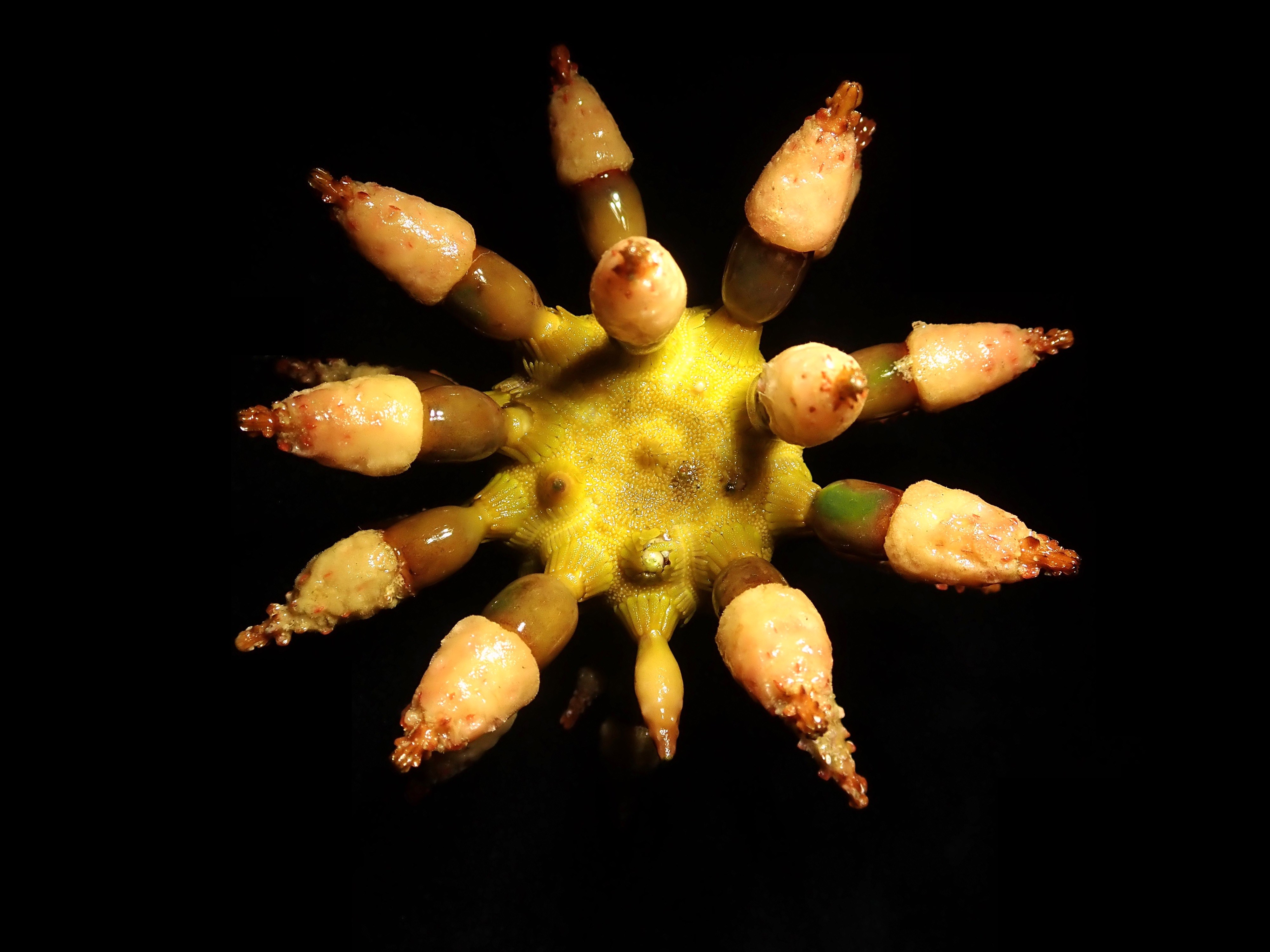
L'oursin-framboise, Chondrocidaris brevispina.
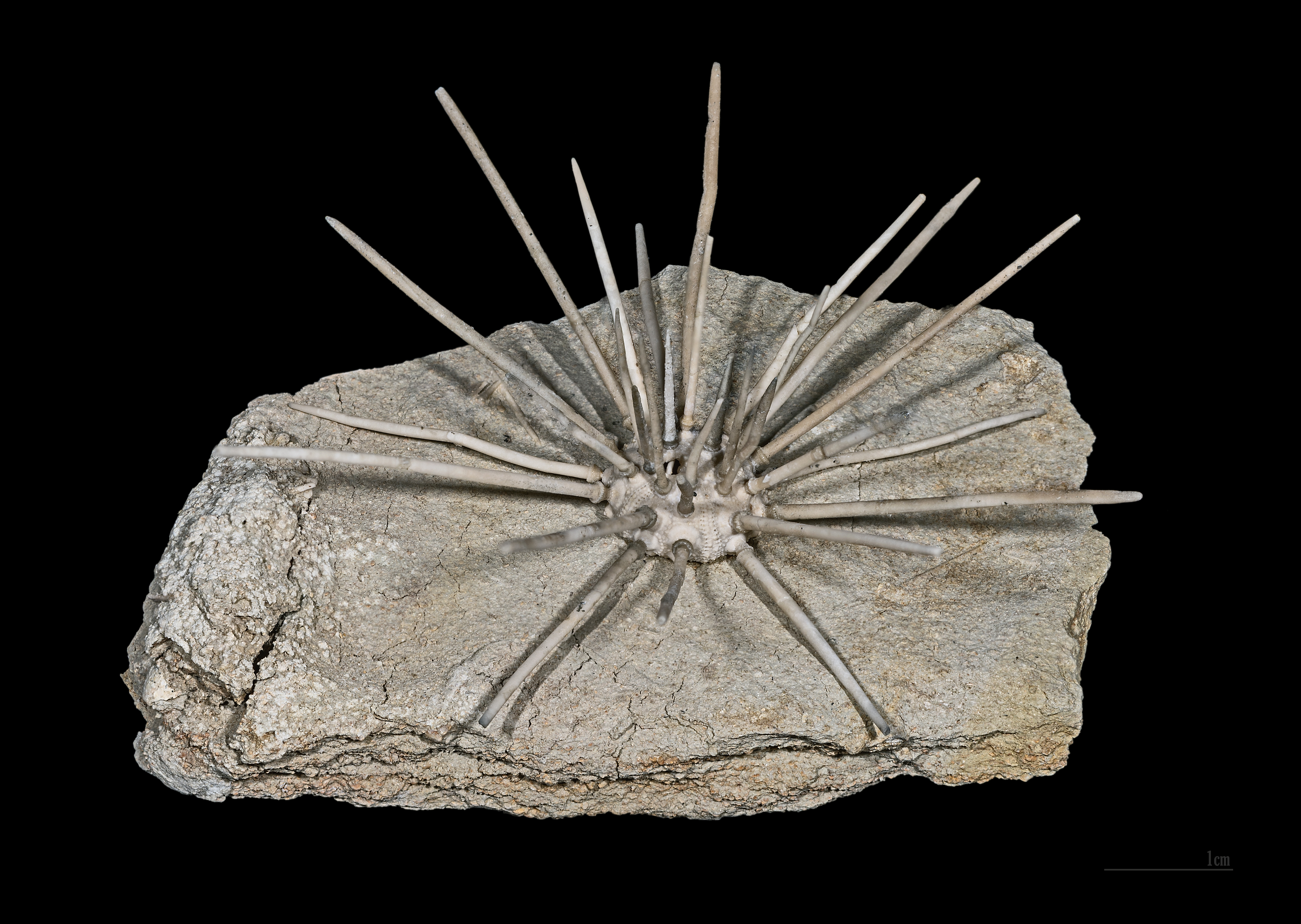
Fossile exceptionnellement bien préservé d'Acrosalenia hemicidaroides (Jurassique)
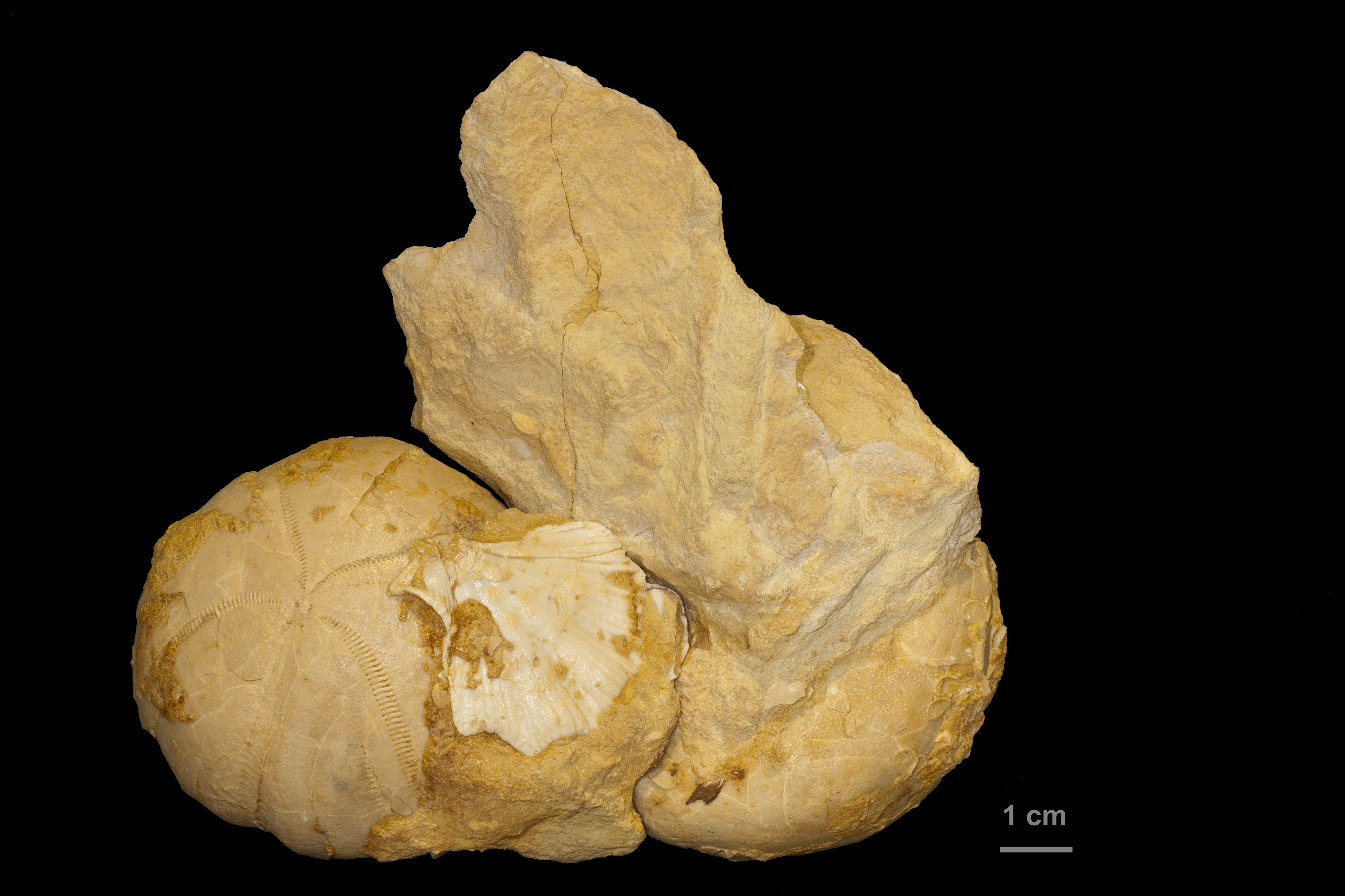
Fossile d'Hemipneustes leymeriei (Crétacé, Muséum de Toulouse).
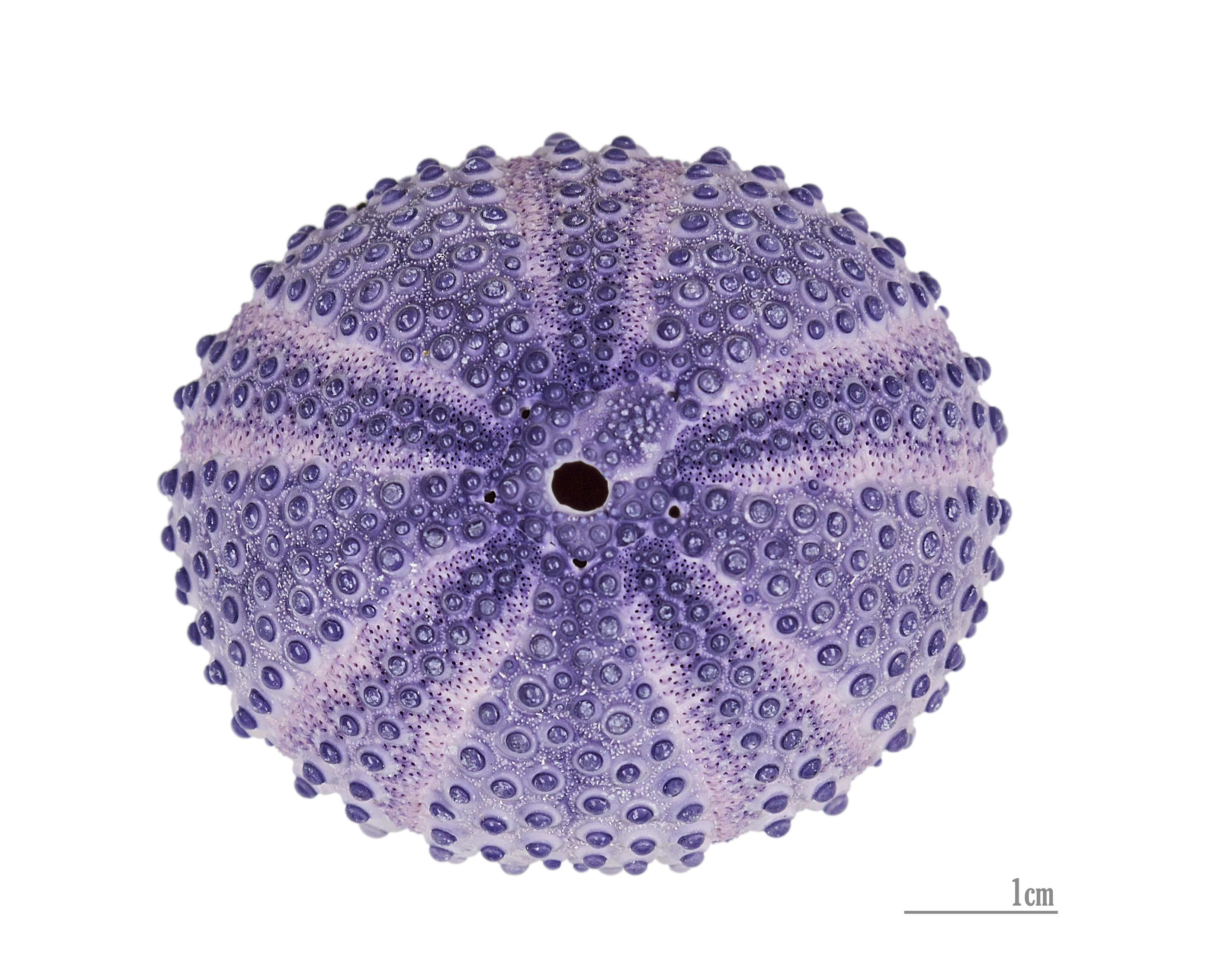
Colobocentrotus atratus Squelette d'un oursin, ou « test ».

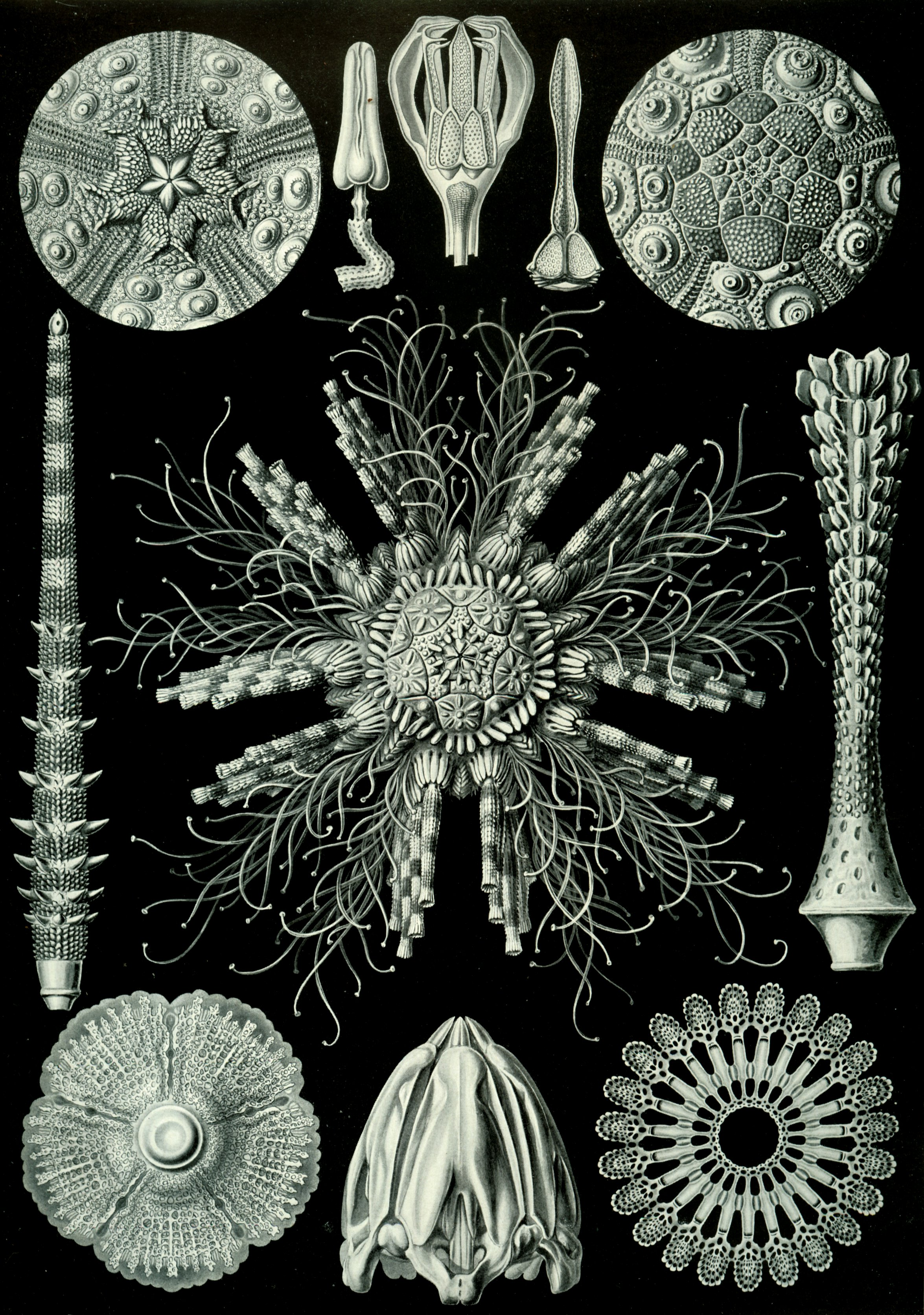
Planche d'Ernst Haeckel extraite des Formes artistiques de la nature.
De gauche à droite et de haut en bas : péristome de Prionocidaris baculosa, pédicellaires de Cidaris cidaris, Sphaerechinus granularis et Strongylocentrotus nudus, apex de Prionocidaris baculosa, radiole de Prionocidaris baculosa, Cidaris tribuloides juvénile en vue aborale, radiole de Prionocidaris baculosa, mamelon de Psammechinus miliaris, lanterne d'Aristote de Sphaerechinus granularis, et radiole de Centrostephanus longispinus en coupe.